# JR西日本223系電車
223系電車（223けいでんしゃ）は、西日本旅客鉄道（JR西日本）の直流近郊形電車である。
本項では、本系列と国鉄213系電車とで構成される同社の在来線技術試験車「U@tech」と、本系列と類似の車体を持つ鉄道総合技術研究所（鉄道総研）の「R291形電車」についても記述する。

## 概要
民営化直後に開発された221系の後継車であり、225系とともに新快速の現役車両としてJR西日本を代表する鉄道車両である。
アーバンネットワーク（京阪神地区）の各線におけるサービス向上及び従来車両の取り替えを目的として、1994年（平成6年）から導入が開始された。223系の導入により、新快速の最高速度が130 km/hに向上した。後継の225系の登場まで10年以上の長期間にわたり製造が続けられた。
阪和線・関西空港線用の0番台・2500番台、東海道本線・山陽本線（琵琶湖線・JR京都線・JR神戸線）用の1000番台・2000番台、東海道本線・山陽本線・福知山線用の6000番台、北近畿地区用の5500番台、岡山地区用の5000番台の7つの番台が在籍するほか、試作車として製造されたのち事業用車に改造された9000番台も在籍した。
本系列をベースとしつつ各線区ごとの事情を加味して仕様変更を実施した単行電車の125系、交直流の近郊形電車521系、四国旅客鉄道（JR四国）所有の5000系が導入されている。

## 構造
本項では登場当時の仕様を基本として記述し、番台別の差異については次項で述べる。

### 車体
1991年（平成3年）登場の207系通勤型電車で採用された軽量ステンレス鋼製を引き続き採用し、前頭部のみ一般構造用圧延鋼材 (SS400) の溶接組立構造としている。
前面形状は新設計の半流線形で、221系同様に非常時貫通構造とした。ただし、常時貫通構造の5000番台・5500番台は上部が垂直な形状となっている。
前照灯は、0番台のみ円形で、1000番台以降は角型前照灯とフォグランプを2灯ずつ備える。尾灯は、1000番台以前は前面下部のステップに設置、2000番台以降は前照灯と同じスペースに収まっている。
運行番号表示器は、2000番台1次車と2500番台1次車のみLED式が採用されたが、その他の車両はマグサイン式である。こちらは、2018年（平成30年）以降順次撤去されている。
カラーデザインは、0番台・2500番台が関西国際空港のイメージカラーである青と白のグラデーション、それ以外は221系と共通イメージの白・茶（関西急電シンボルカラー）・青（JR西日本コーポレートカラー）・ベージュ（新快速シンボルカラー）の4色帯で、茶色の帯は戸袋部分や窓周りにも貼付され、乗務員室横に白色のJRマークが配されている。225系も同様のデザインである。

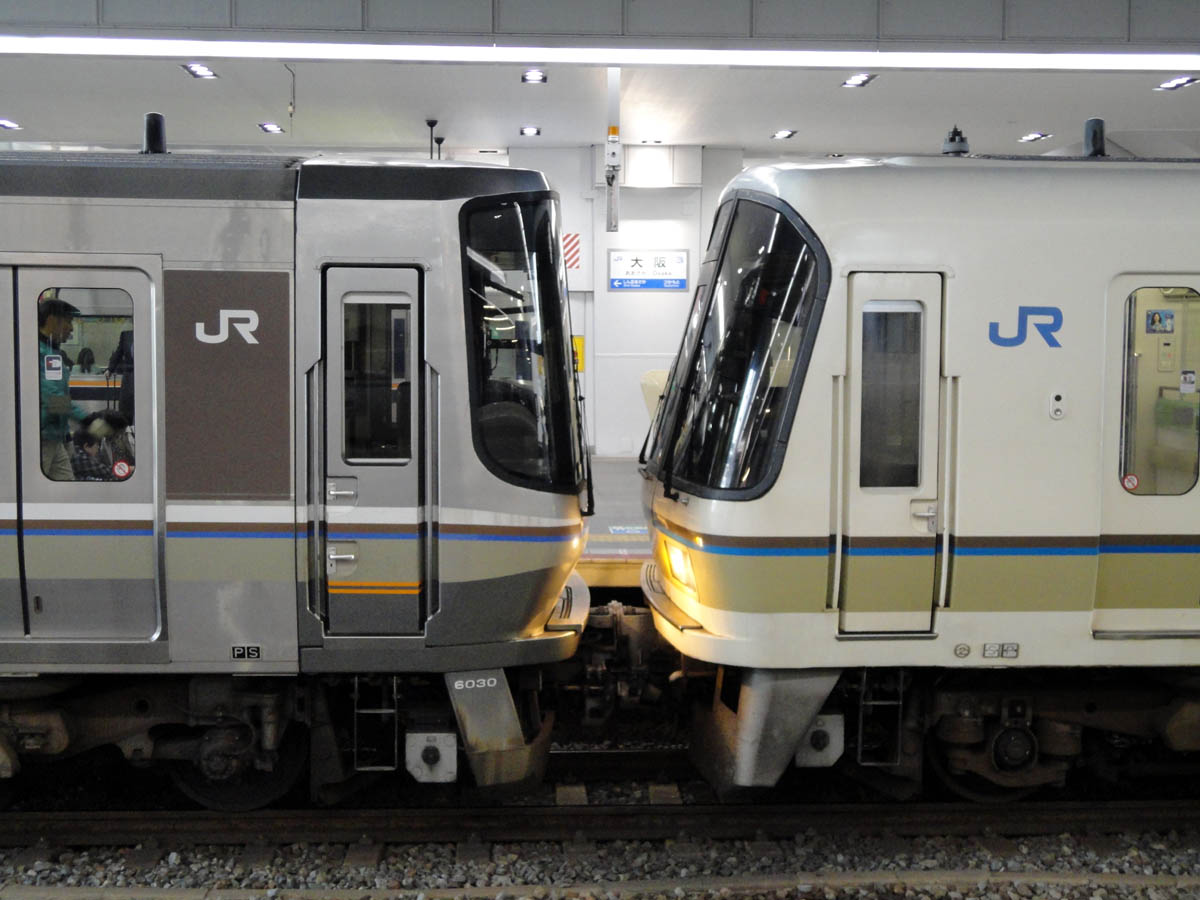
223系（左）と221系の連結部。 前面形状が異なる。
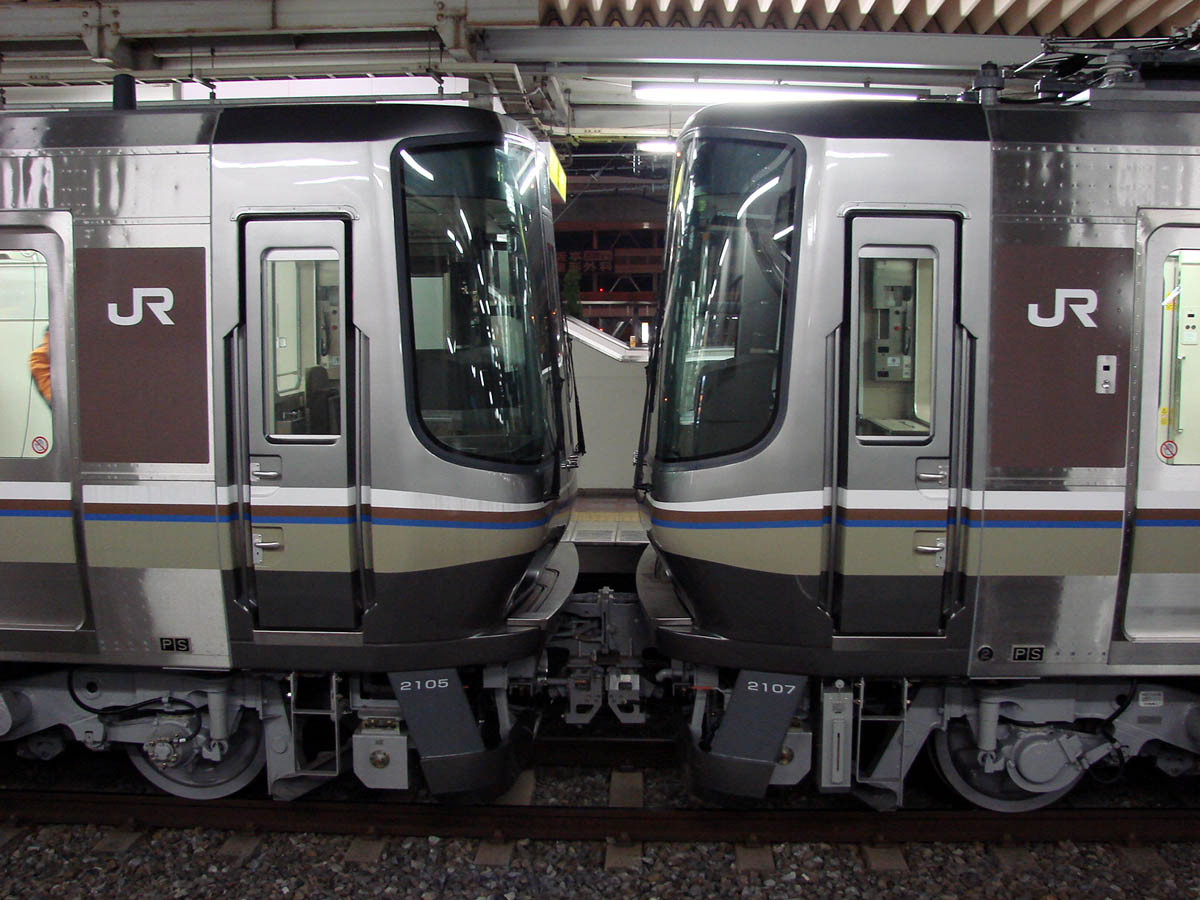
2000番台同士の連結部。
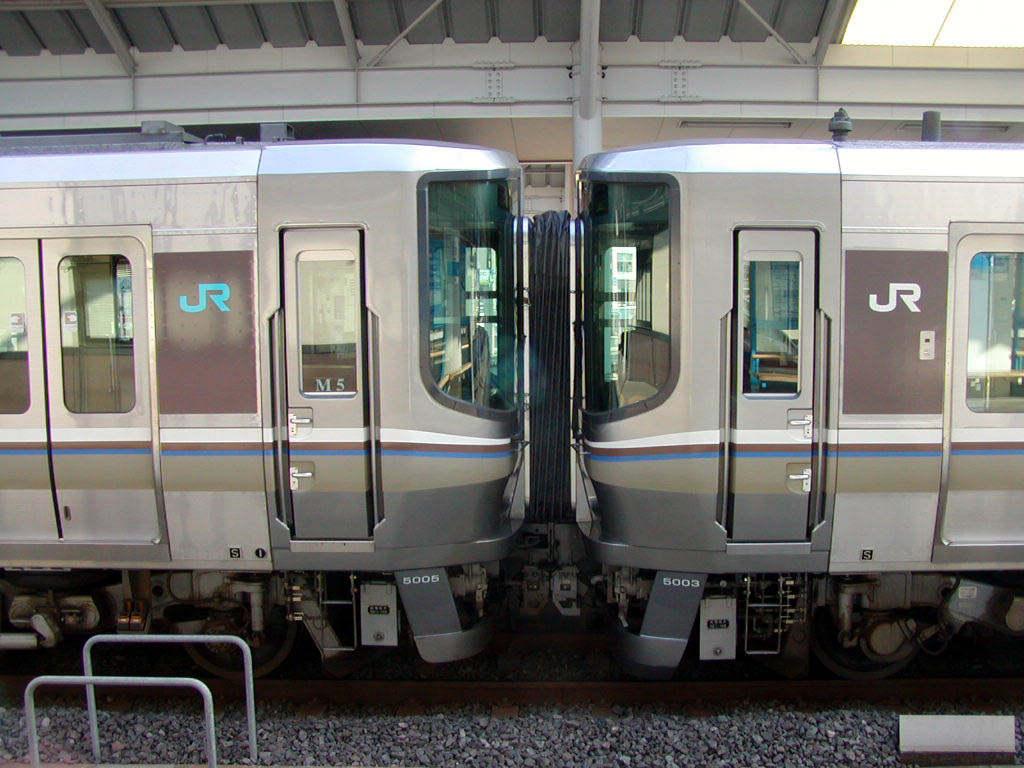
5000番台（右）と兄弟車であるJR四国5000系電車（左）との連結部。 貫通幌を使用している。
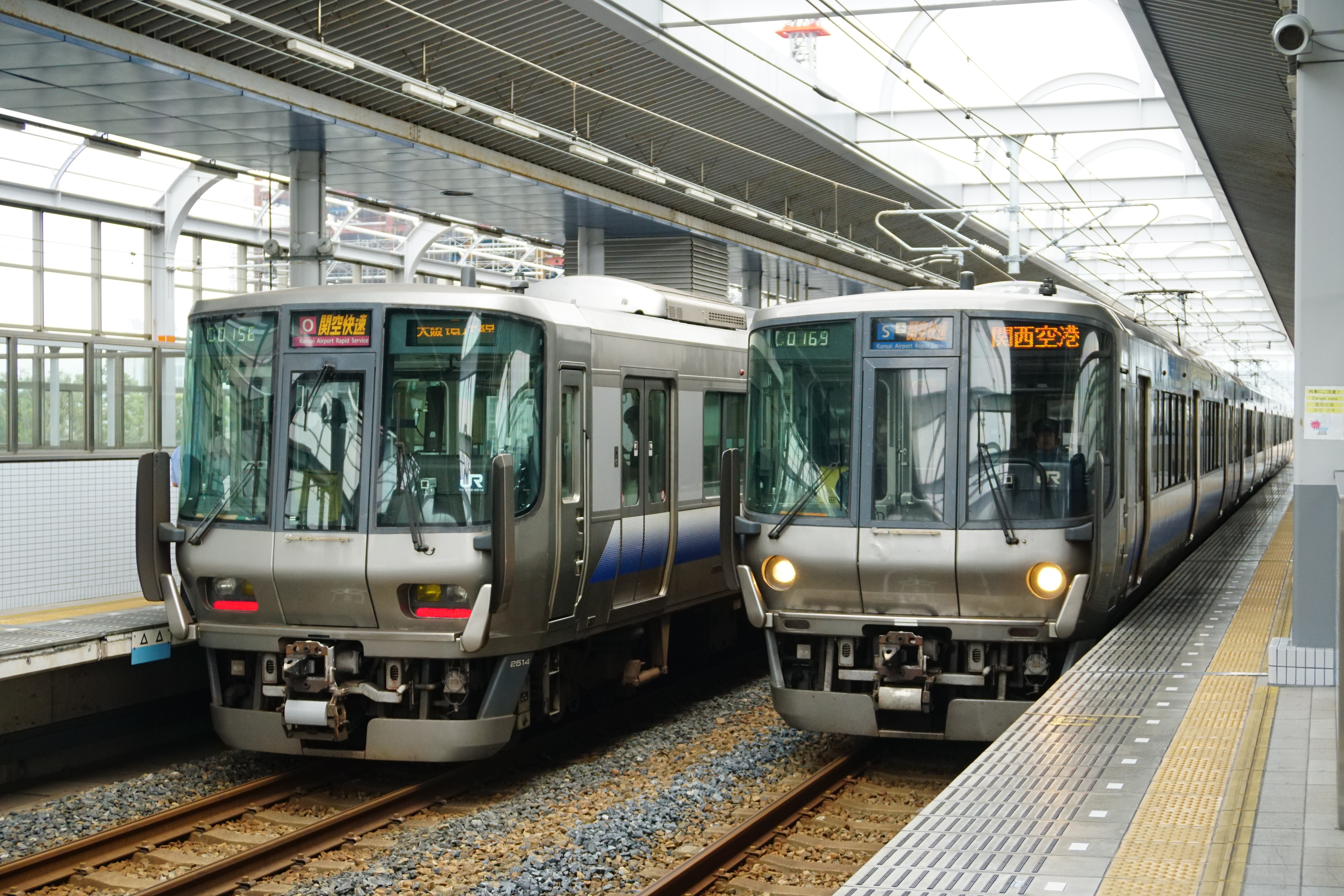
2500番台と0番台
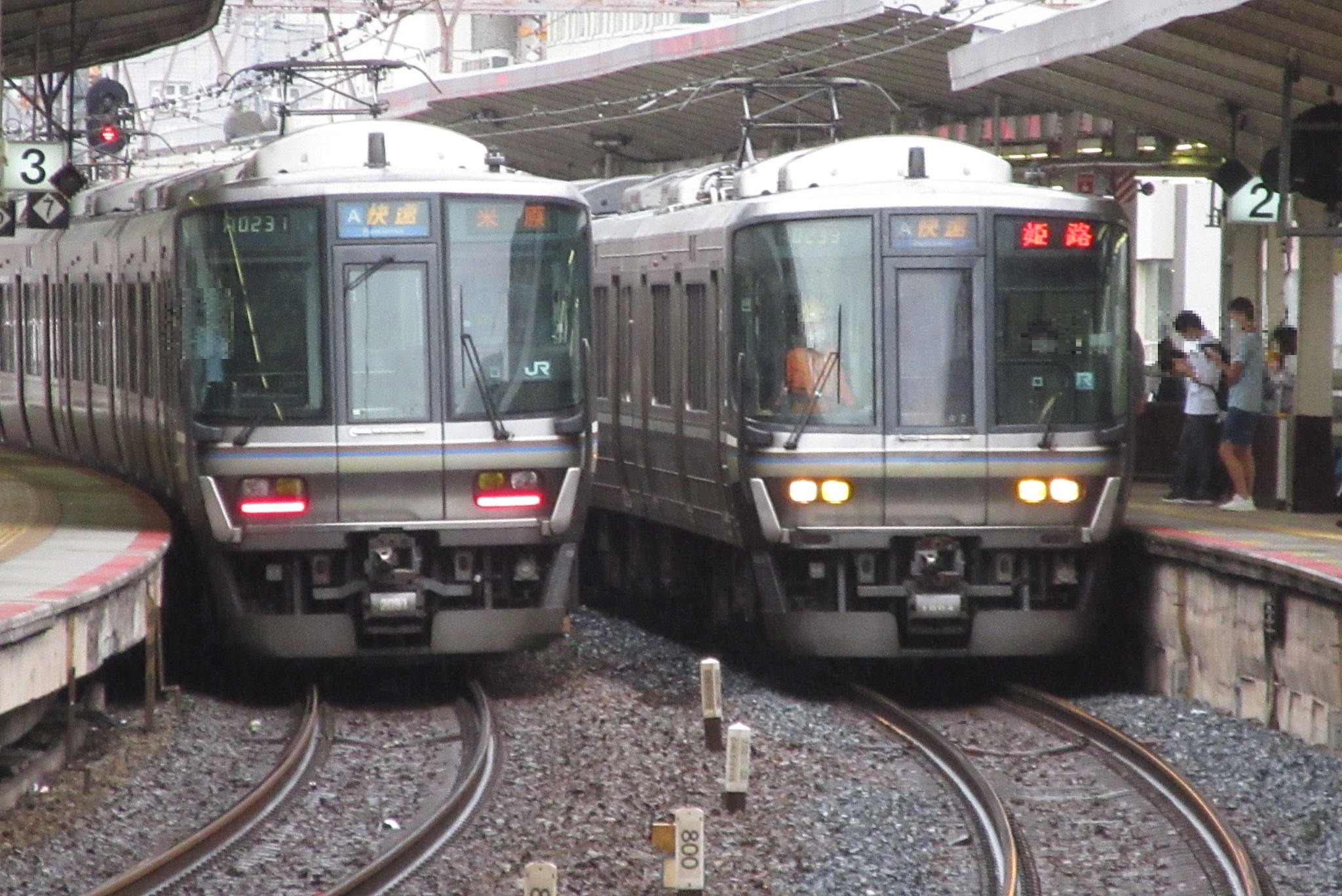
2000番台と1000番台

側窓は、0番台は221系に準じた窓配置で戸袋窓が設けられており、開閉可能な窓は下降式となっている。1000番台では車端部を除き戸袋窓が廃止された。2000・2500番台以降は戸袋窓が無くなり、内折れ式の開閉窓に変更された。5000番台および2000番台5次車、2500番台3次車以降は再び下降式の開閉窓となった。

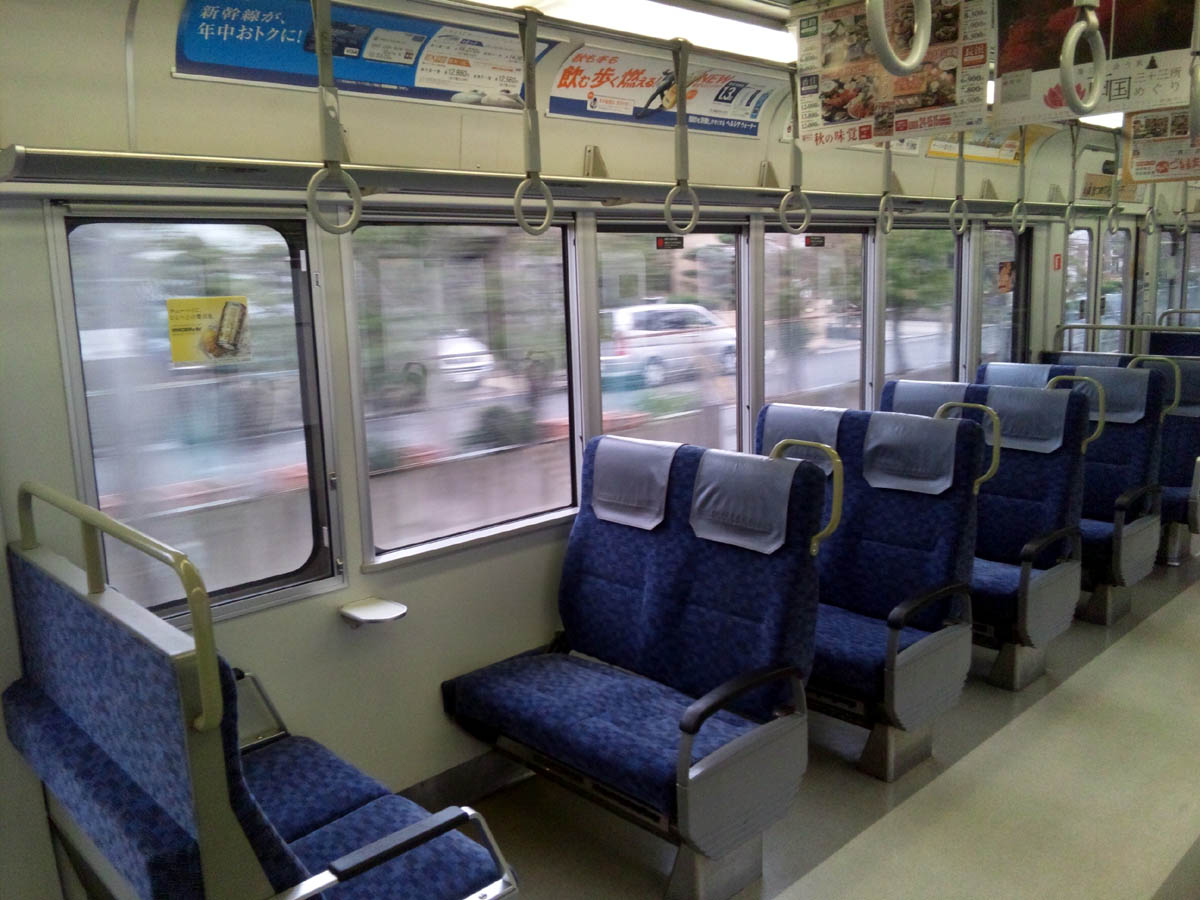
0番台の側窓 （戸袋に窓がある下降式）
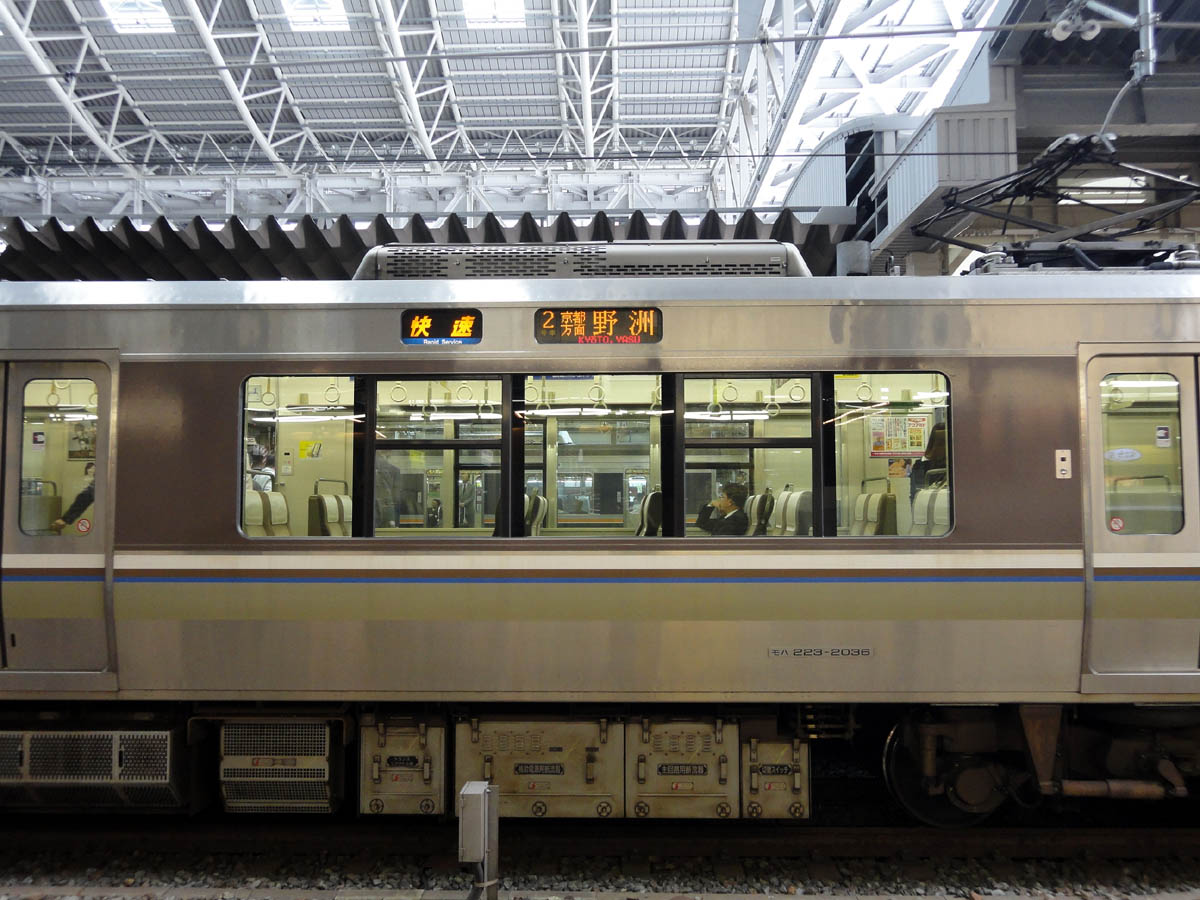
2000番台の側窓 （内折れ式）
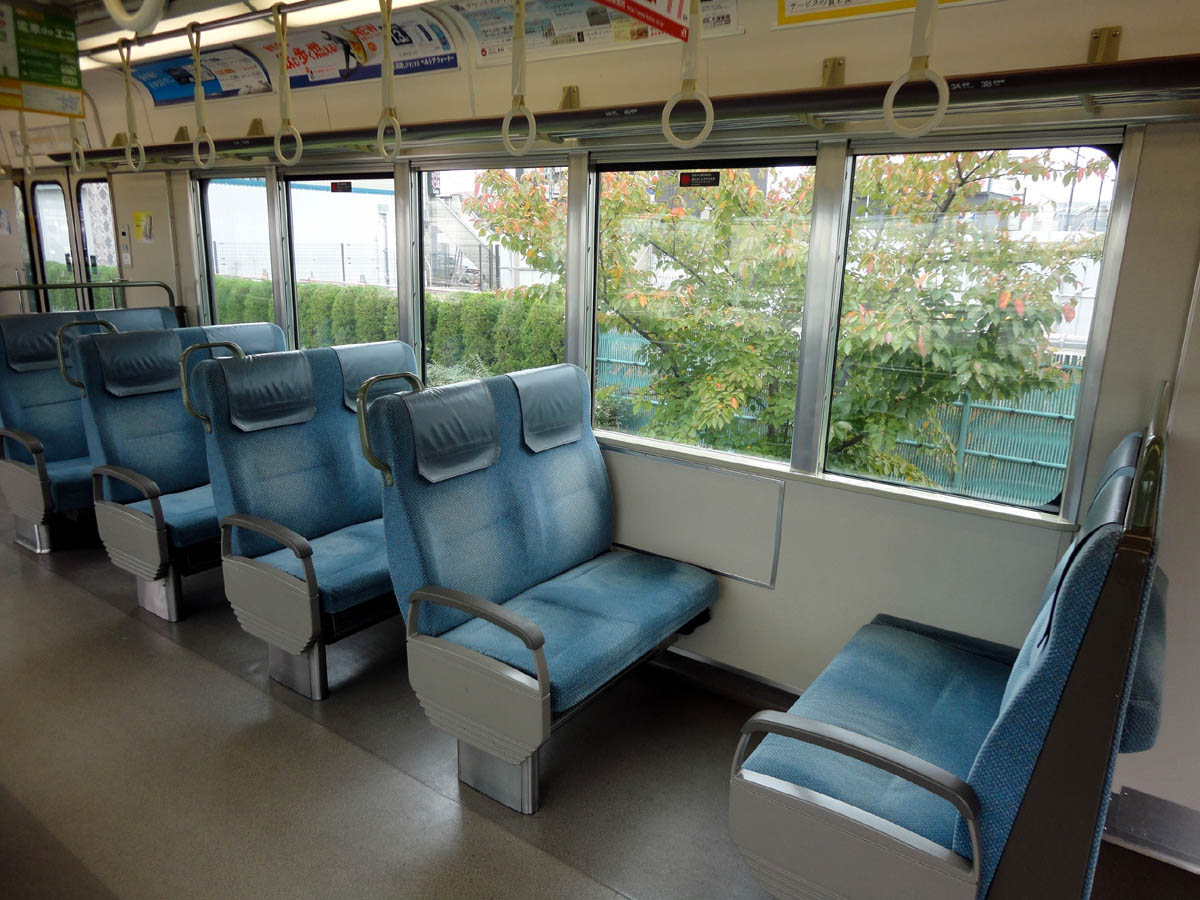
2500番台3次車の側窓 （下降式）

種別行先表示器は、221系以降JR西日本の標準となった幕式種別表示器とLED式行先表示器の組み合わせが引き続き採用された。先頭車前面には新たに行先表示器が設けられたほか、車体側面の種別幕の寸法が拡大された。側面行先表示器のLEDは寿命保持のため走行中は消灯する。

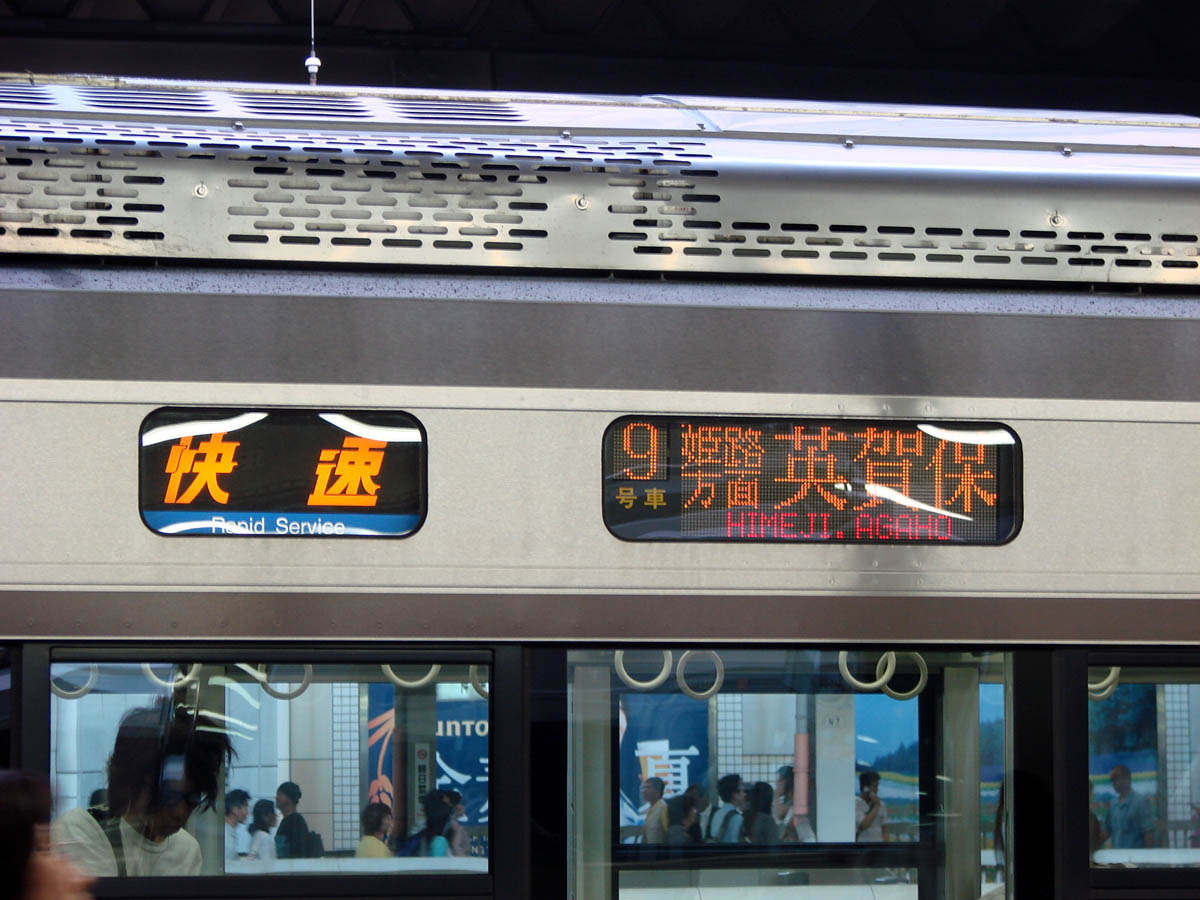
種別・行き先表示器
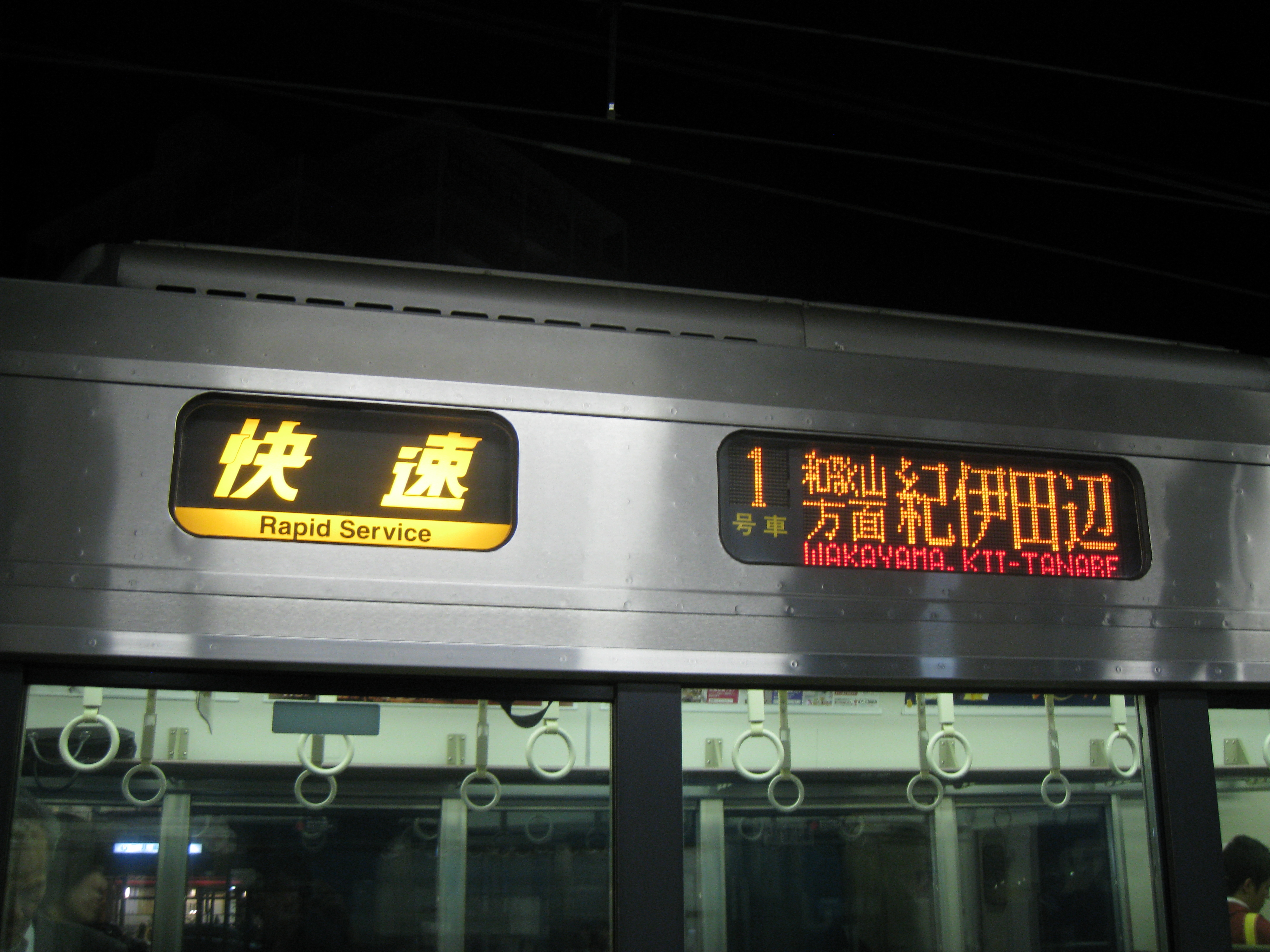
種別・行き先表示器 （2500番台）

### 車内
221系に準じた転換クロスシートを主とした配置としながら、投入線区に合わせた仕様変更が行われている。
阪和線・関西空港線向けの0番台・2500番台は、関西国際空港利用客の大型荷物への対応や、ラッシュ時の収容力確保のために車端部の4人掛けボックスシートを除き2人+1人掛け配置となっており、座席モケットはブルー系としている。0番台の座席は当初ノルウェーからの輸入品（エクネス社製）で、1人掛け席の肘掛け下には荷物を固定するためのワイヤーが備えられていたが、2006年（平成18年）までに転換式の座席が全て2500番台と同様の日本製（住江工業製）に交換されワイヤーおよび窓側の肘掛けが廃止された。扉間の座席は0番台が221系と同じく6列、2500番台は1列少ない5列となっている。2011年（平成23年）6月より225系5000番台に準じた座席モケットに変更された車両が登場しており、0番台は既に交換が完了している。
東海道・山陽本線・瀬戸大橋線向けの1000番台・2000番台・5000番台・6000番台は、2人+2人掛け配置で座席モケットはブラウン系である。扉間の座席を221系より1列減らした5列として乗降扉付近のスペースを拡大し、同スペースの固定座席背面には収納式の補助席を設け、車掌の操作により補助席の一斉ロックを可能とすることでラッシュ時の混雑緩和を図るとともに、補助席使用時の1両あたりの座席定員を221系より8席増やしている。なお、1000番台では補助席ロック時に点灯する案内表示ランプが設けられているほか、補助席の座面を引き出すと背もたれ部分が連動してせり出す構造となっているが、2000番台以降はこれらが省略され、補助席の案内表示はプレート化された。
ワンマン仕様の5500番台は1000・2000・5000・6000番台の仕様を踏襲しつつ車端部が4人掛けのロングシートとされたほか、整理券発行機が設けられたスペースには補助席の設置がない。

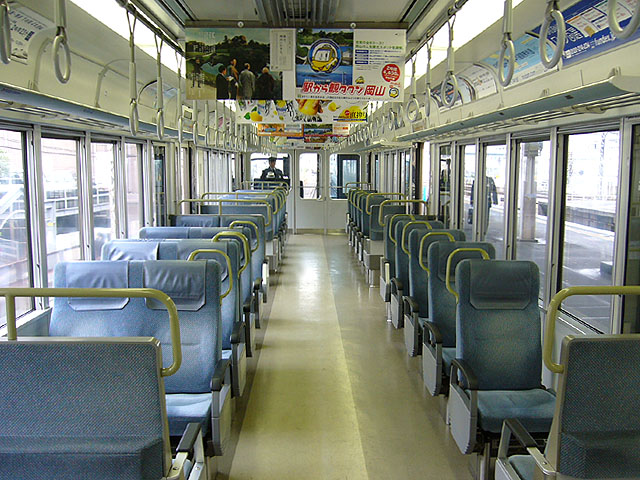
0番台 （日本製座席に交換後・旧モケット）
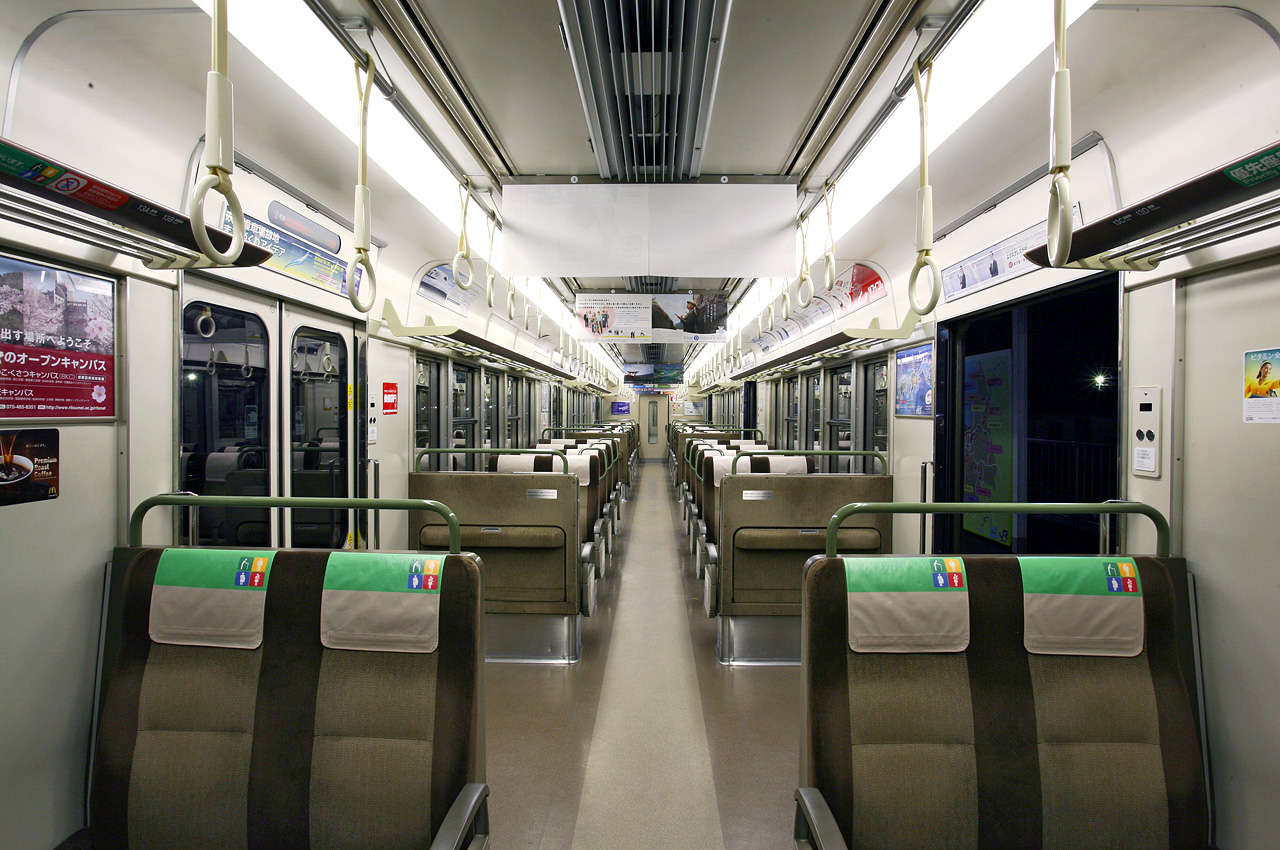
2000番台1次車
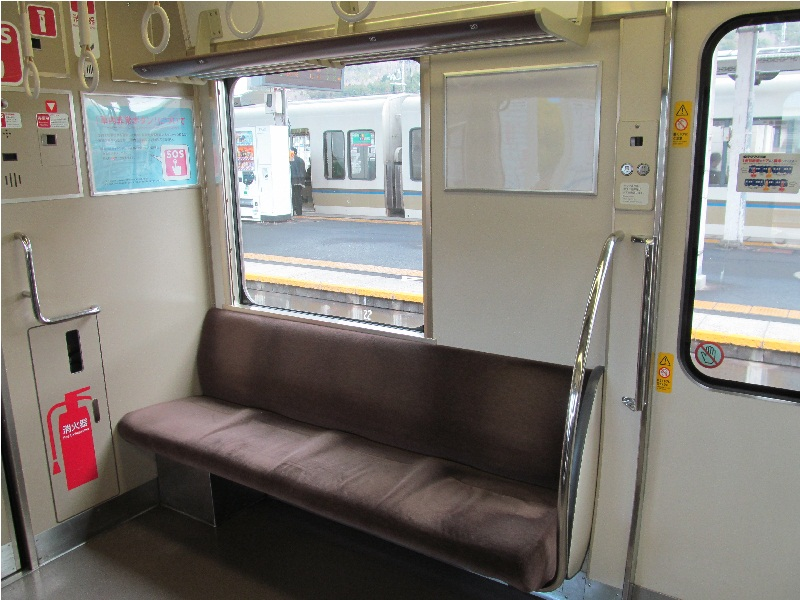
5500番台ロングシート部分

トイレは0番台・1000番台は和式で、トイレの向かい側には4人掛けボックス席が設けられた。2000・2500番台以降は車椅子での利用に対応した大型の洋式トイレとし、向かい側は手すりとヒーターを備えた車椅子スペースとしている。

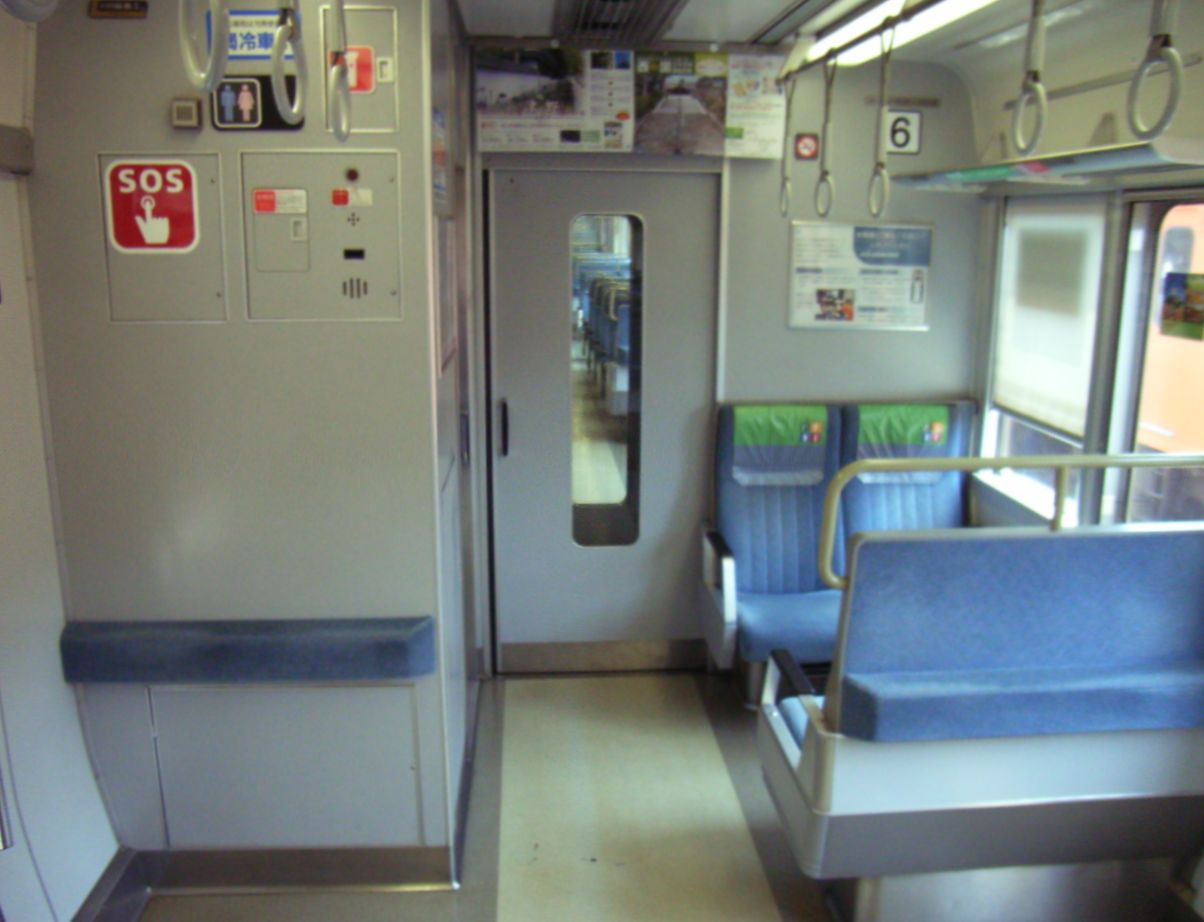
0番台 （トイレ未改造・車いすスペース未設置）
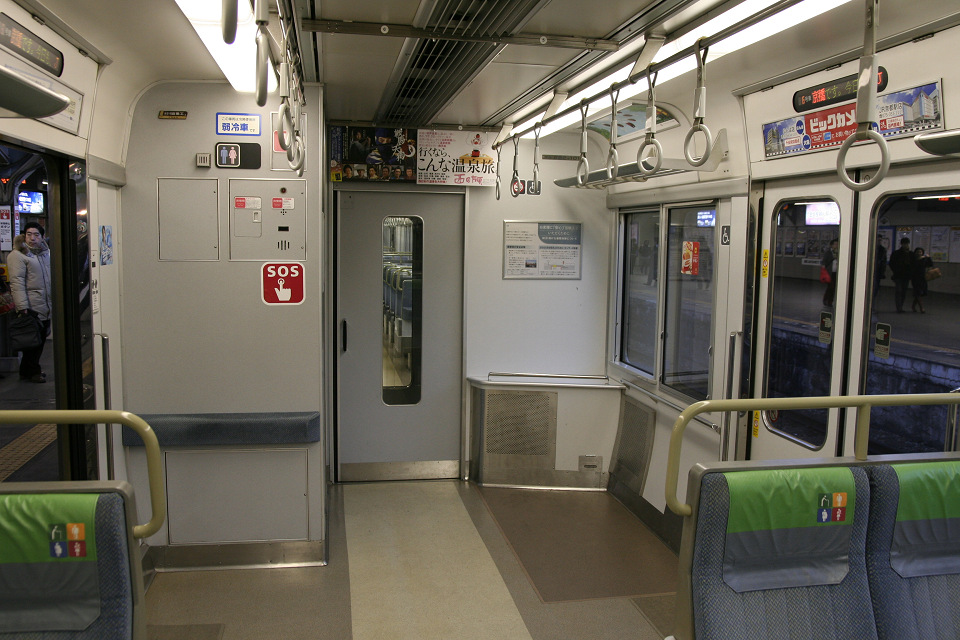
0番台 （トイレ未改造・車いすスペース設置）
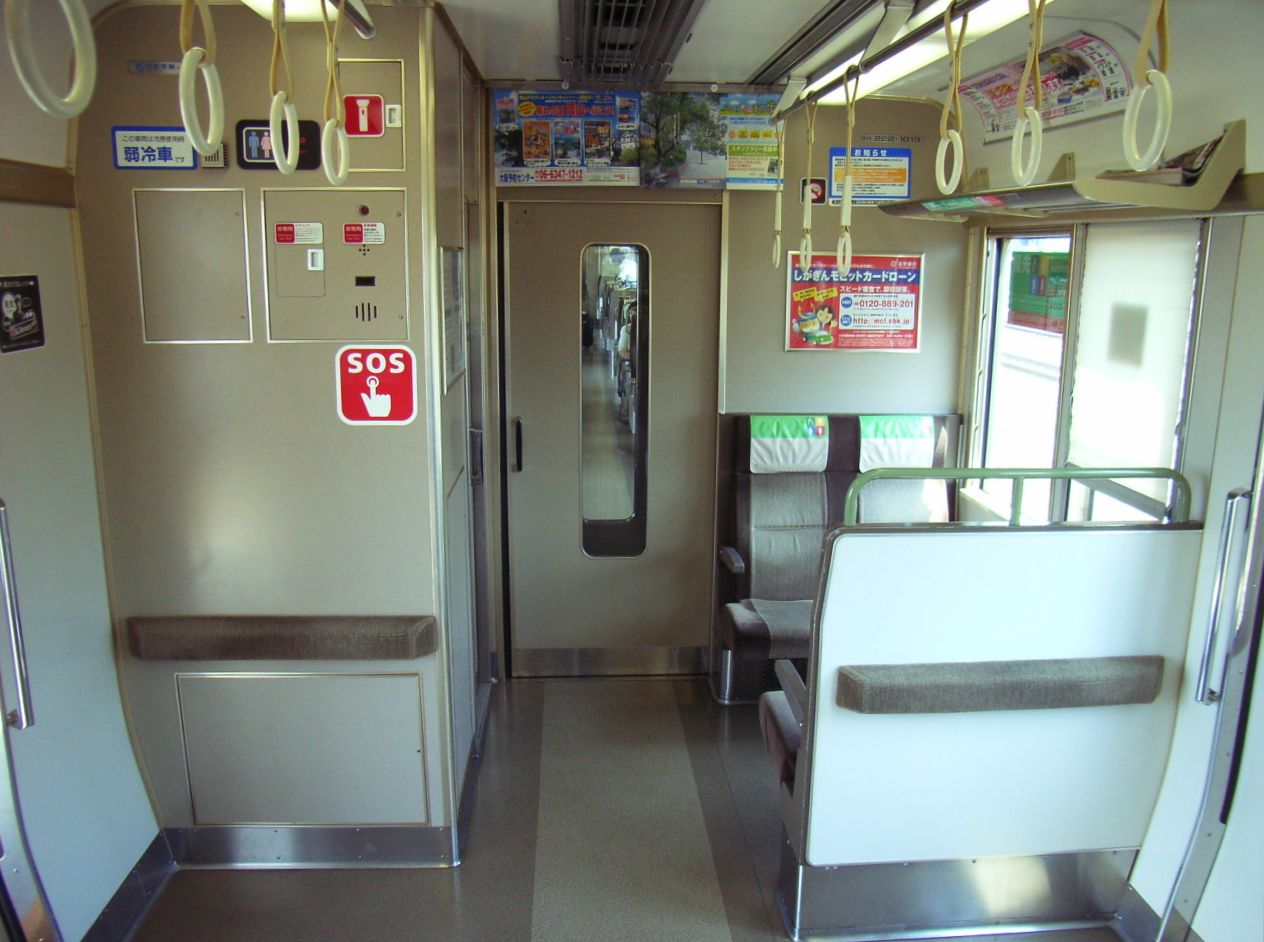
1000番台
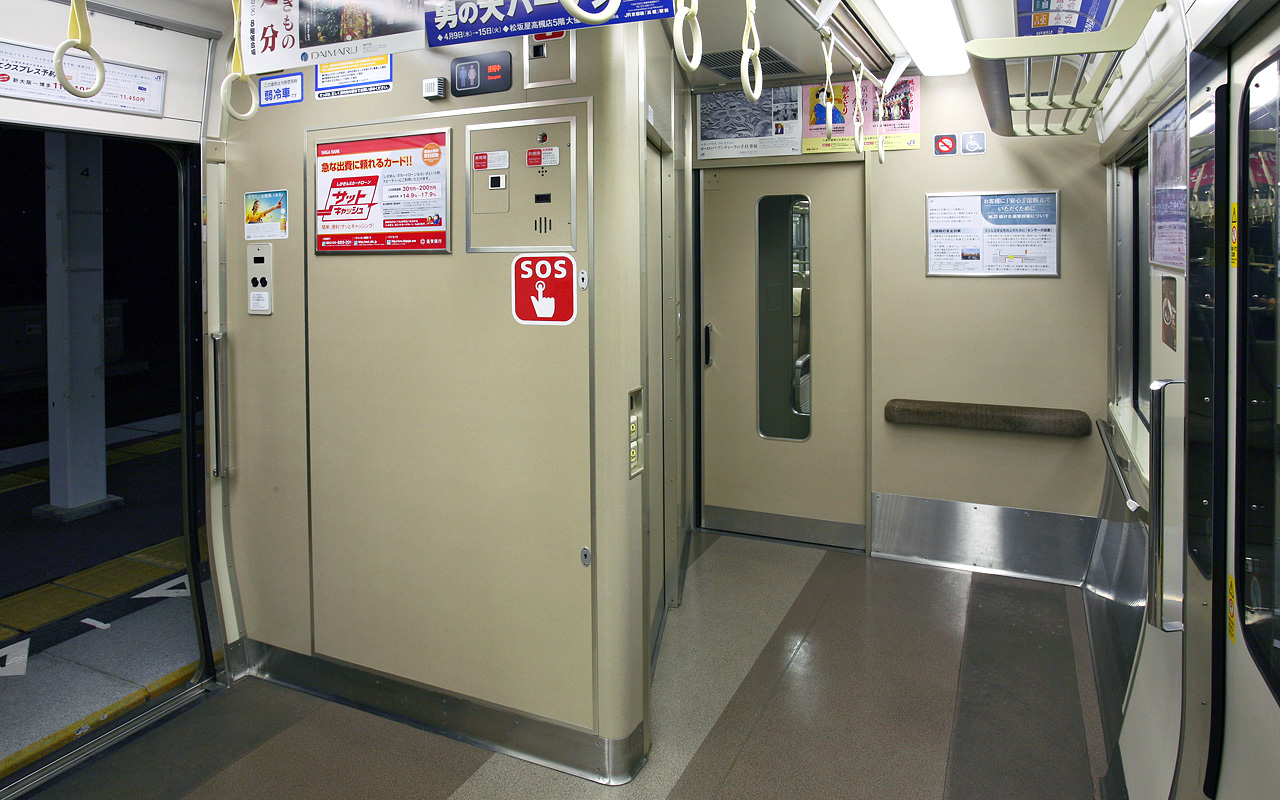
2000番台
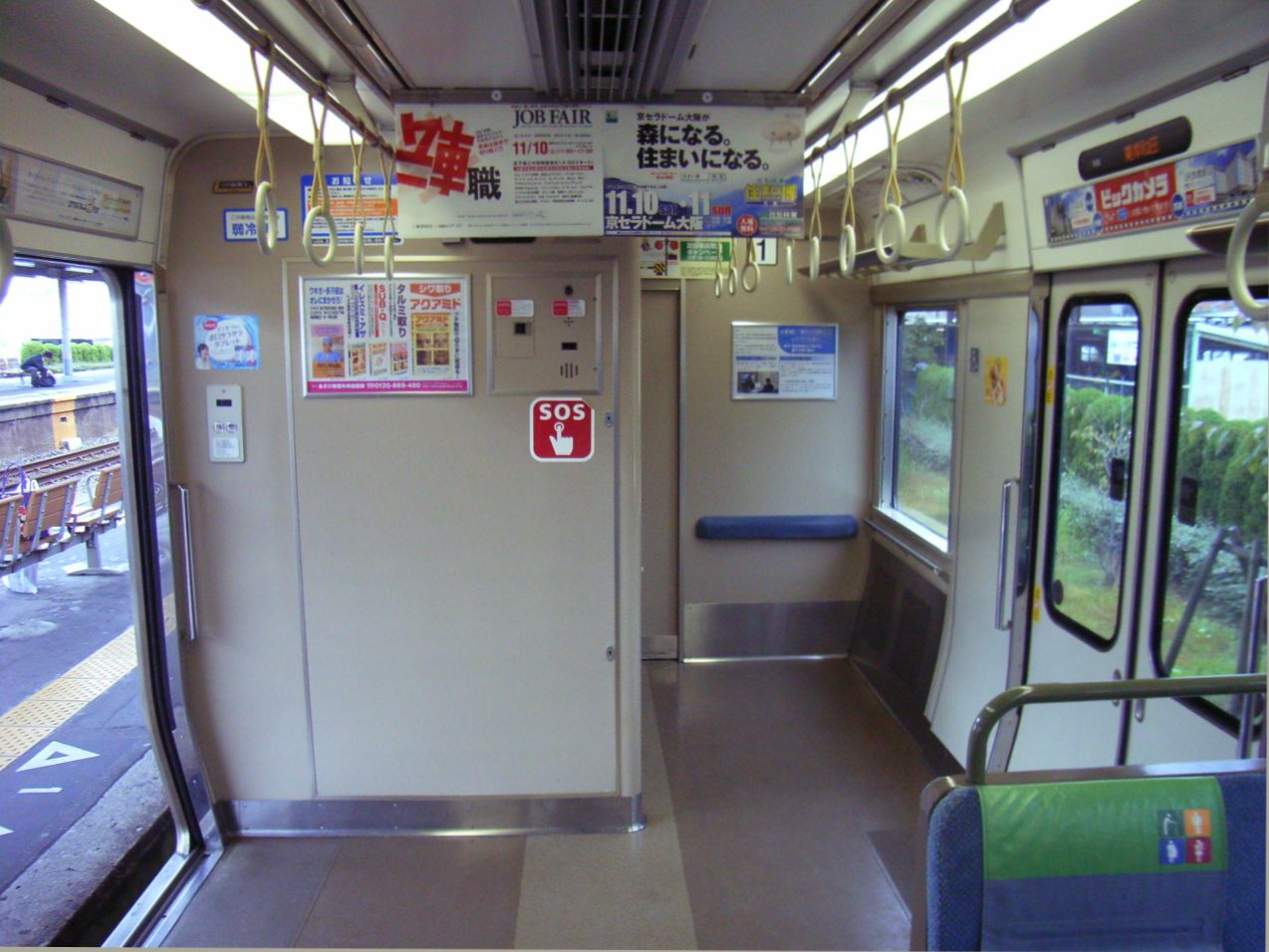
2500番台

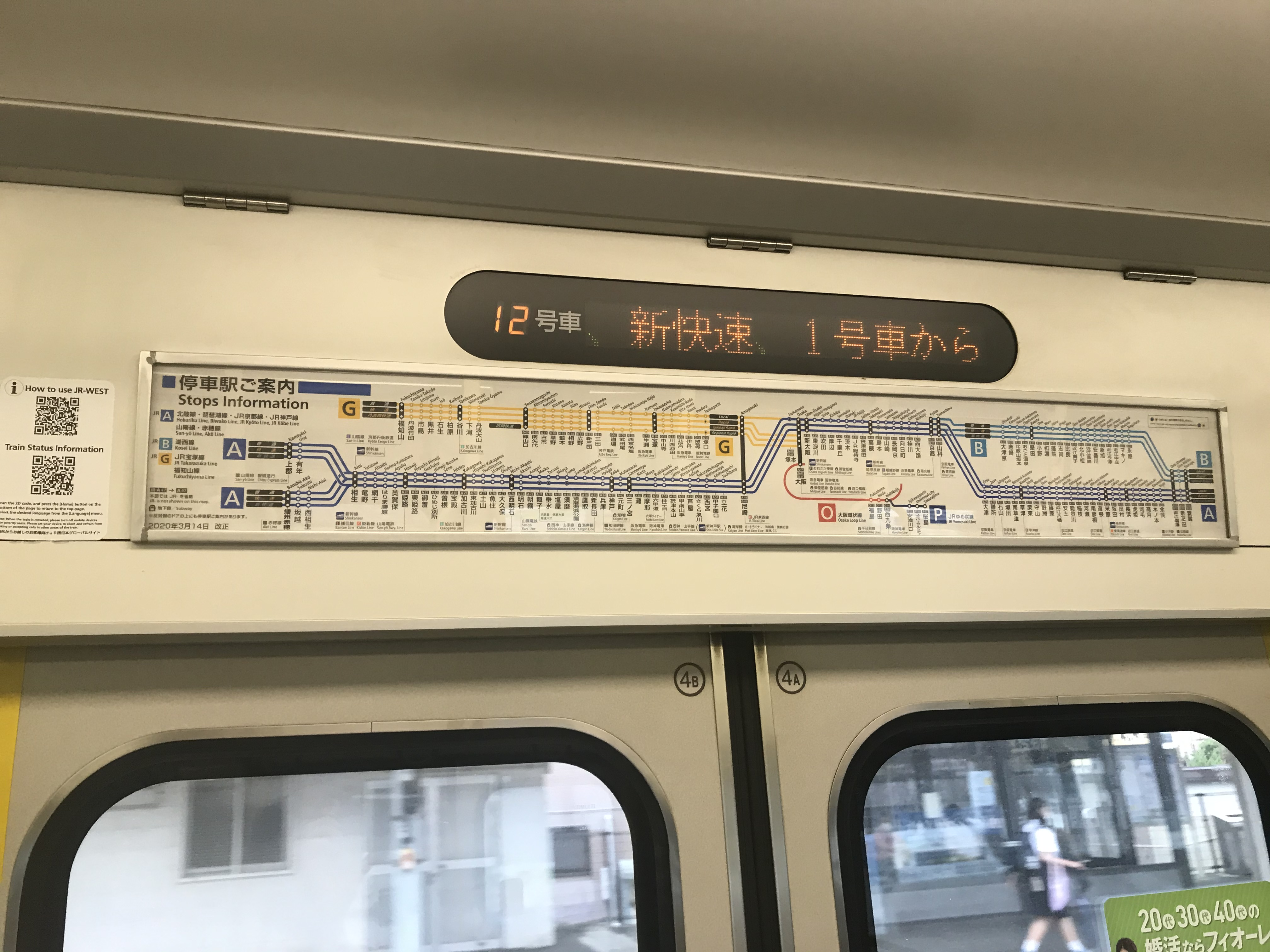
2000番台の車内案内表示装置

車内乗降扉上部にはLED式の車内案内表示装置が設置されている。英語での案内にも対応しており、0番台は1両あたり6箇所（全てのドア上）に設置、1000番台以降は浜側2箇所・山側1箇所の千鳥配置となっている。
207系に引き続きドアチャイムが設置されている。当初は207系前期車と同様、閉扉時のみ鳴っていたが、後に開扉時にも鳴るよう改良された。なお、半自動時には鳴らない。

#### 乗務員室
運転台のマスコンは、221系から引き続きブレーキとマスコンが別々の横軸ツインレバー型を採用している。車掌スイッチは間接制御式（リレー式）を採用、個別開閉にも対応している。207系と同様に補助警笛としてミュージックホーンが設置されており、運転席足下のペダルを軽く踏むとミュージックホーンのみが、強く踏むと通常の空気笛とあわせて鳴る仕組みとなっている。

### 機器類
221系では動力車の性能調整をMM'ユニット方式と単独電動車（1M）方式の2種類の電動車を用意することで行っていたが、本系列ではVVVFインバータ・補助電源装置・集電装置など、走行に必要な機器類を1両の電動車に集中搭載し、粘着性能の向上を図るとともに、編成組成の自由度を向上させている。1000番台以降の一部には、三菱電機・東芝・日立製作所製のVVVF装置が車両単位で混在した編成が存在する。

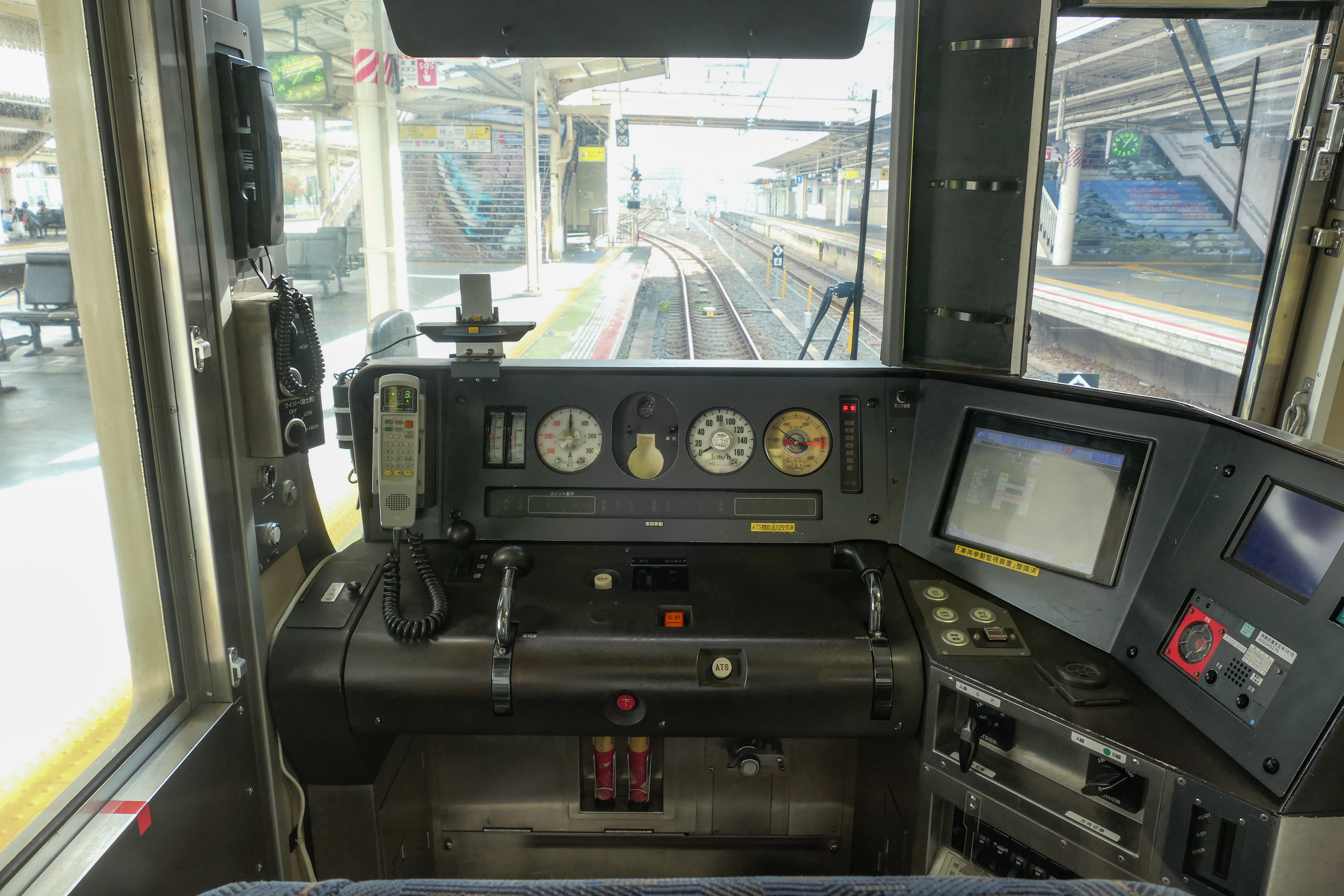
横軸ツインレバー型マスコンを搭載した運転台（223系2500番台）

冷房装置は、221系を踏襲した集約分散式2基を搭載する。電動車の屋根上後位寄り（大阪駅基準で播州赤穂・和歌山寄り）には下枠交差型パンタグラフを搭載し、前位寄りには搭載準備工事としてパンタ台を設置している。網干総合車両所宮原支所所属の6000番台と福知山電車区所属の5500番台では、一部編成でパンタグラフを2基搭載としている。
台車はボルスタレス式を採用し、基礎ブレーキとして電動台車には踏面ブレーキ、付随台車にはディスクブレーキを備える。営業最高速度を130 km/hに向上させた1000番台以降は、高速走行を行う681系で採用実績のある軸梁式に変更およびヨーダンパが追加された。

## 形式
2011年（平成23年）4月1日現在は以下の形式が存在し、9000番台にはクモヤ223形のみ存在する。
- クモハ223形（Mc・Mc1・Mc3）
- クモヤ223形（Mzc）

車体前位に運転台を持つ制御電動車。パンタグラフ・VVVFインバータおよび静止形インバータ（SIV）（0番台）・車両制御装置（1000番台以降）・空気圧縮機（CP）を搭載する。クモハ223形は9000番台を除く各番台に、クモヤ223形は9000番台（9001）のみ存在し、主要機器を全て搭載している。2000番台1次車とそれを番台変更した網干総合車両所の6000番台に存在する3000番台・7000番台は主電動機1基を省略した3基設置。上り向きに連結されている。なお、0番台と100番台はCPを搭載していない。
- モハ223形（M・M1）

中間電動車。搭載機器はクモハ223形と同様で、5000番台・5500番台以外の各番台に存在。0番台はCPを搭載していない。2000番台2次車以降でCPを搭載していない車両は100を加算し2100番台（網干総合車両所宮原支所の6000番台車では6100番台）としている。
- モハ222形（M'・M'3）

中間電動車。モハ223形から補機類（SIV・CP）を除いたもので、2000番台1次車とそれを番台変更した網干総合車両所の6000番台にのみ存在する。3000番台・7000番台は主電動機を3基設置。
- クハ222形（T'c・T'c1）

車体後位に運転台を持つ制御車。2位寄りにトイレを備え、0番台と100番台はCPを搭載する。
- サハ223形（T・T1）

付随車。100番台はCPを搭載している。5000番台・5500番台以外の各番台に存在。

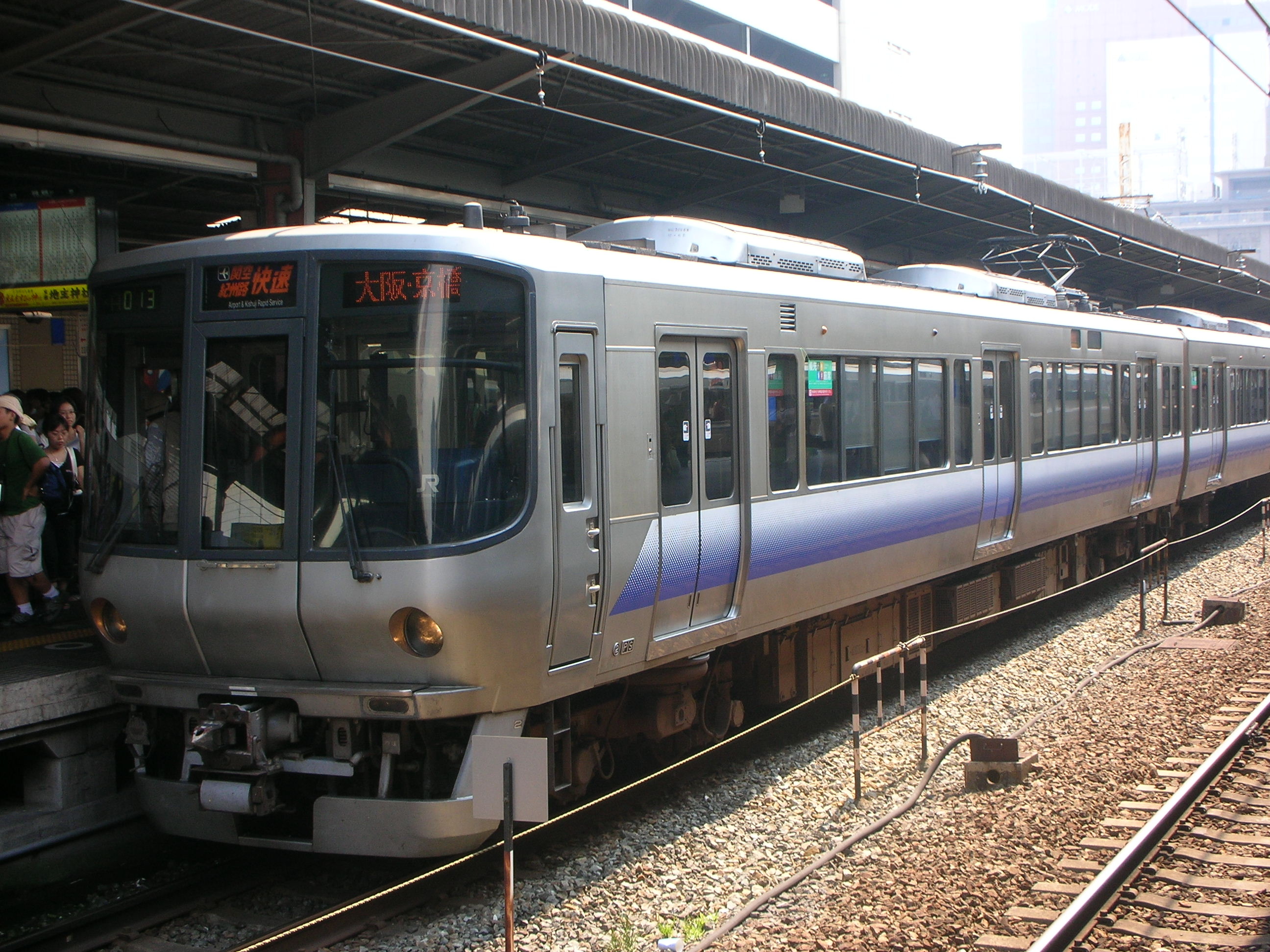
クモハ223形0番台
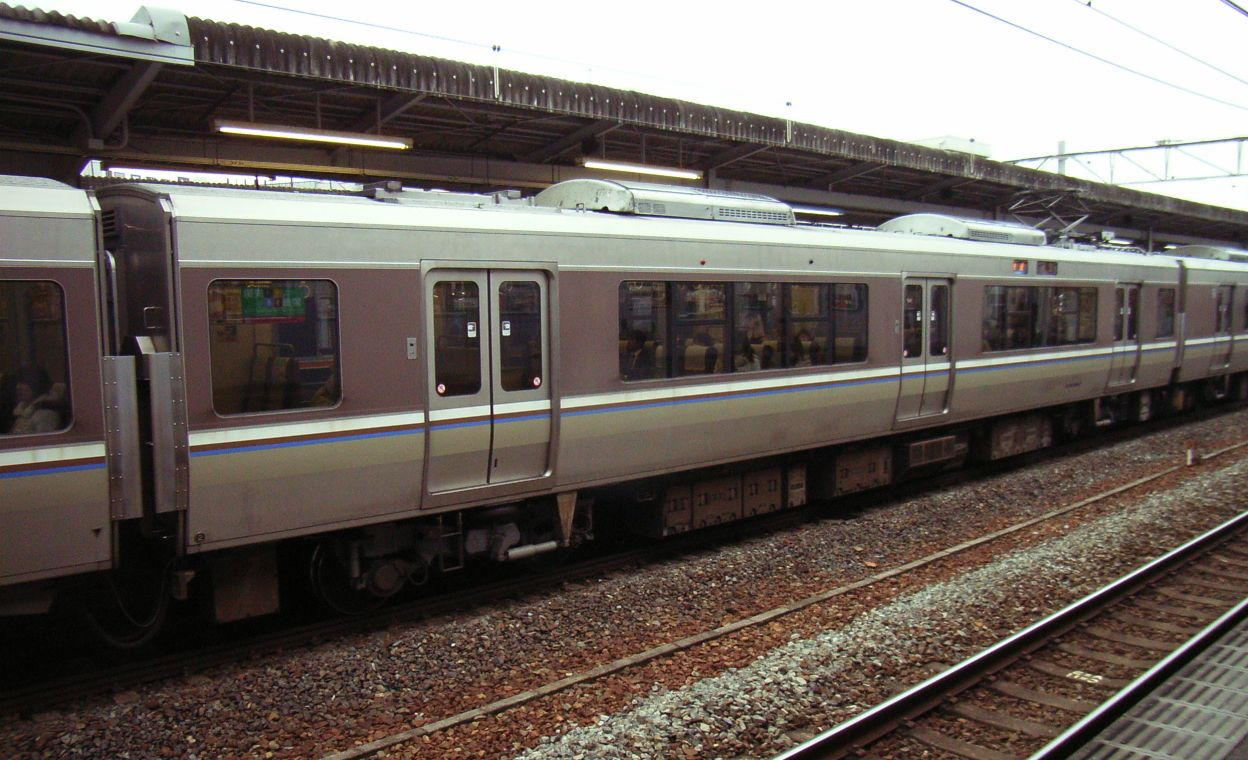
モハ222形2000番台（1次車）
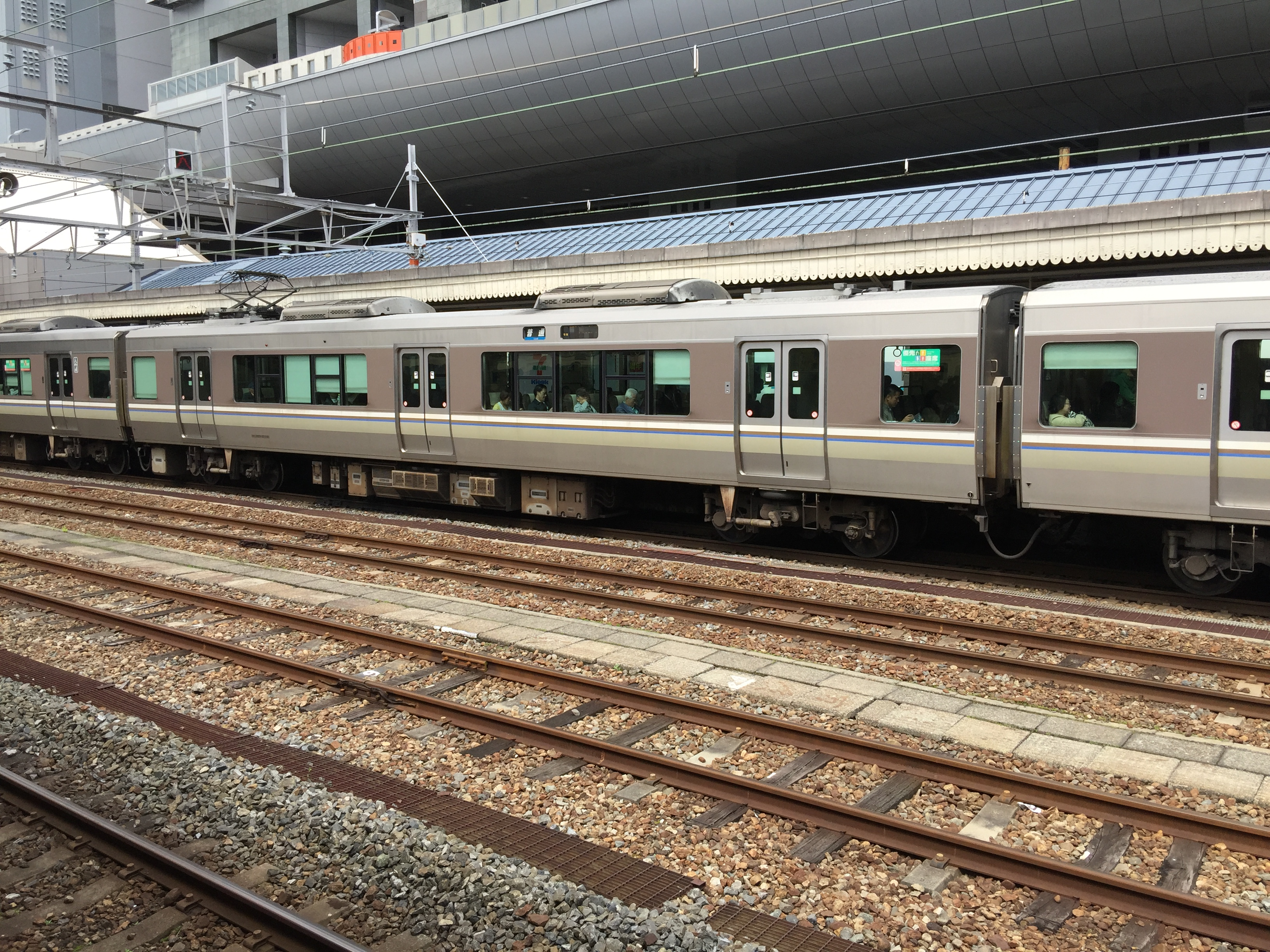
モハ223形2100番台（3次車）
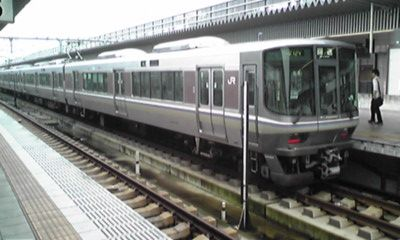
クハ222形2000番台（5次車）
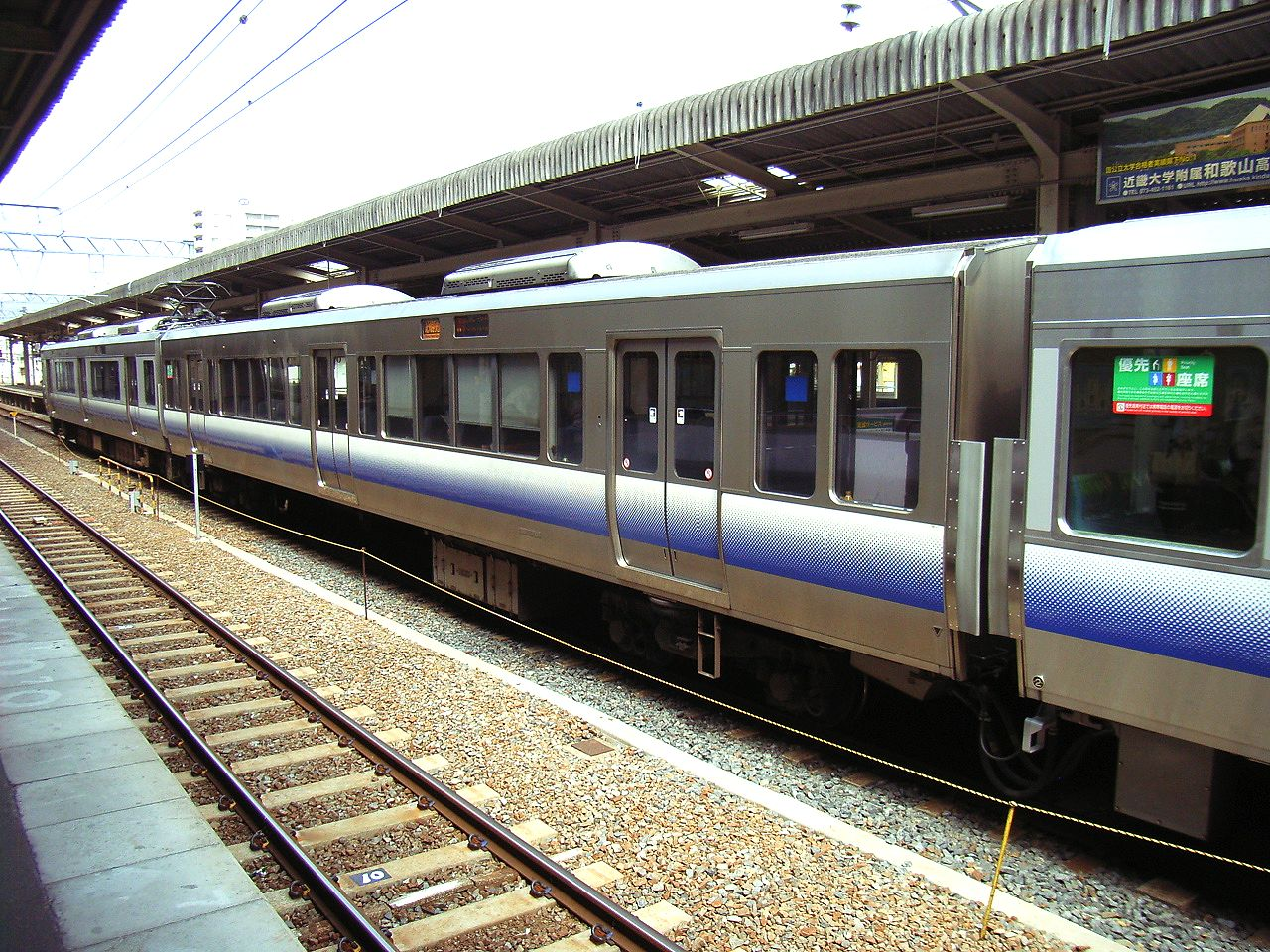
サハ223形0番台

## 番台別概説

### 0番台

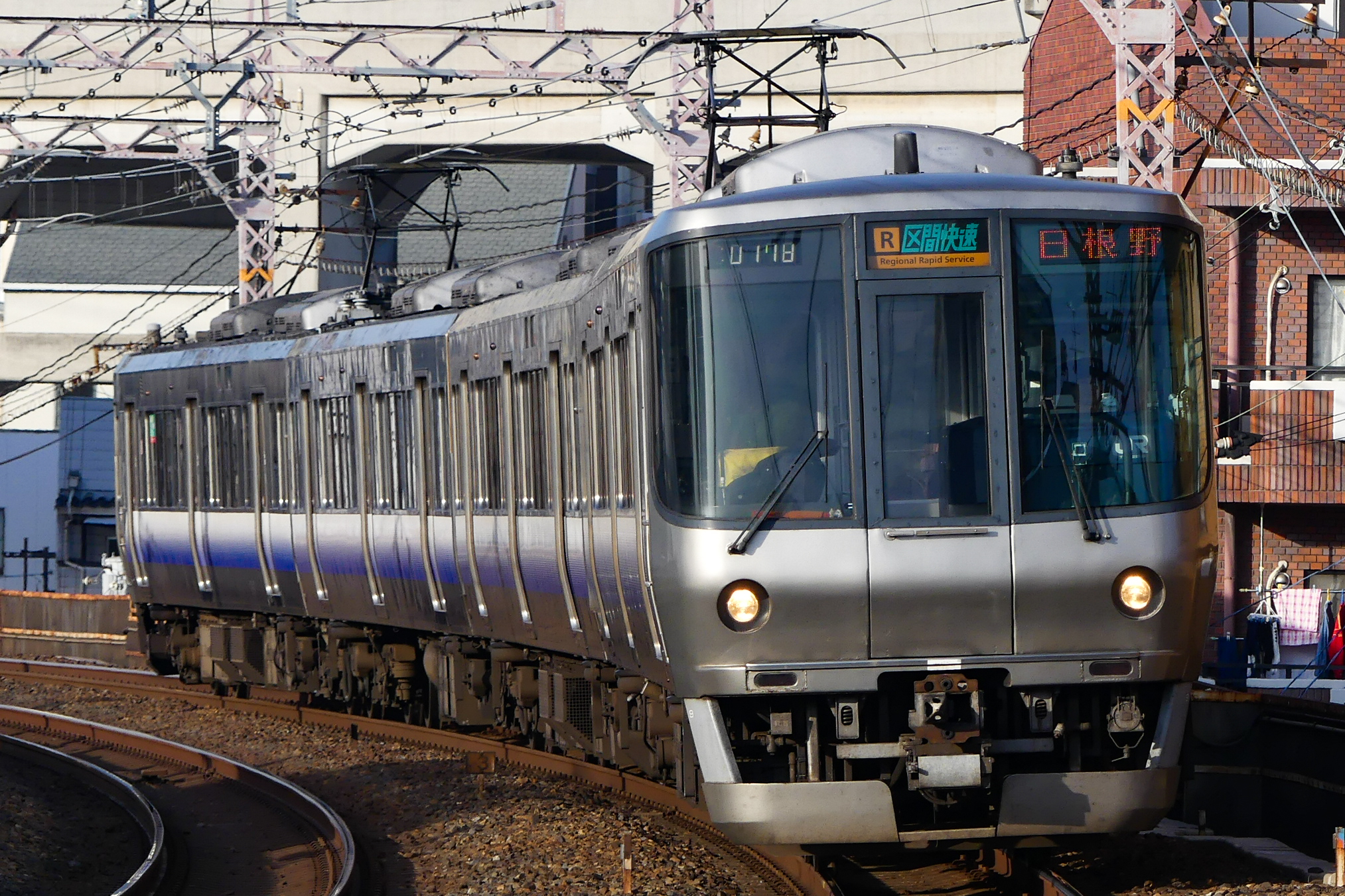
転落防止幌設置前の0番台

1994年（平成6年）9月4日の関西国際空港開港にあわせ、関空快速に充当するため、1994年（平成6年）2月から3月にかけて2M4Tの6両編成×9本（54両）と1M1Tの2両編成×7本（14両）の計68両が新造された223系最初のグループ。近畿車輛・川崎重工業で製造され、日根野電車区（現：吹田総合車両所日根野支所）に配置された。編成記号はHEである。
車体はビードと呼ばれる棒状の補強構造のないステンレス製で、221系と同配置の連窓（ドア間6、車端2）やビードの無い外観を確保しつつ車体強度・剛性を維持するため、若干厚めの外板が用いられ側窓の上下寸法も221系と比較して縮小されている。関西国際空港連絡橋通過時の横風対策として、車高は221系より6 cm低く抑えられている。
車両制御装置（WPC4）はGTOサイリスタ素子を用いた電圧形PWMインバータであり、インバータ1基で1基の電動機を制御する、いわゆる1C1M構成、つまり個別制御方式としている。保守点検の容易化および操作性向上の観点から1車分4群のインバータ装置を1箱に集約している。補助電源装置はGTO二重チョッパとIGBT3レベルインバータで構成された静止形インバータ WSC30（定格容量130 kVA）を採用する。空気圧縮機は往復単動2段式が採用され、クハ222形0番台には WMH3093-WTC2000B 、クハ222形100番台・サハ222形100番台には WMH3094-WTC1000C が搭載される。冷房装置は集約分散式の WAU702B を各車2台搭載する。台車は207系の物をベースにした円錐積層ゴム支持式ボルスタレス台車を採用した。
なお、クハ222形100番台の空気圧縮機は前述の3連化の際に207系と同じ WMH3093・WTC2000 に交換されている。2007年（平成19年）7月から2008年（平成20年）3月にかけて、2500番台に編成出力を合わせる目的で、主電動機を出力180 kWの WMT100B から5500番台で採用された230 kWの WMT102C に取替えた。モーター交換と並行して、転落防止幌設置工事が進められている。また、同年冬ごろ出場のクハ222-101より、クハ222形のトイレ前の座席を撤去して車椅子スペースに改造する工事が、2008年（平成20年）初頭出場のクハ222-105より、トイレを2000番台・2500番台と同型の車椅子対応の大型トイレに交換する工事が開始された。
1994年（平成6年）度のグッドデザイン賞を受賞している。
 223系0番台の発車時の磁励音
| ← 天王寺（阪和線）・大阪環状線外回り先頭関西空港・紀伊田辺 → | ← 天王寺（阪和線）・大阪環状線外回り先頭関西空港・紀伊田辺 → | ← 天王寺（阪和線）・大阪環状線外回り先頭関西空港・紀伊田辺 → | ← 天王寺（阪和線）・大阪環状線外回り先頭関西空港・紀伊田辺 → | ← 天王寺（阪和線）・大阪環状線外回り先頭関西空港・紀伊田辺 → |
| ------------------------------------------------------------ | ------------------------------------------------------------ | ------------------------------------------------------------ | ------------------------------------------------------------ | ------------------------------------------------------------ |
| 0番台 統一編成                                               | ◇ クモハ223 -#0 （Mc）                                       | サハ223 -#100 （T1）                                         | ◇ モハ223 -#0 （M）                                          | クハ222 -#0 （T'c）                                          |
| 2500番台 混結                                                | ◇ クモハ223 -#100 （Mc1）                                    | サハ223 -#0 （T）                                            | ◇ モハ223 -#2500 （M）                                       | クハ222 -#100 （T'c1）                                       |
| 2500番台 混結                                                | ◇ クモハ223 -#2500 （Mc）                                    | サハ223 -#0 （T）                                            | ◇ モハ223 -#2500 （M）                                       | クハ222 -#2500 （T'c）                                       |

| ← JR難波・環状線外回り先頭関西空港・和歌山 → | ← JR難波・環状線外回り先頭関西空港・和歌山 → | ← JR難波・環状線外回り先頭関西空港・和歌山 → | ← JR難波・環状線外回り先頭関西空港・和歌山 → | ← JR難波・環状線外回り先頭関西空港・和歌山 → | ← JR難波・環状線外回り先頭関西空港・和歌山 → | ← JR難波・環状線外回り先頭関西空港・和歌山 → | ← JR難波・環状線外回り先頭関西空港・和歌山 → |
| -------------------------------------------- | -------------------------------------------- | -------------------------------------------- | -------------------------------------------- | -------------------------------------------- | -------------------------------------------- | -------------------------------------------- | -------------------------------------------- |
| 6両編成                                      | 形式                                         | ◇ クモハ223 -#0 （Mc）                       | サハ223 -#0 （T）                            | サハ223 -#100 （T1）                         | ◇ モハ223 -#0 （M）                          | サハ223 -#0 （T）                            | クハ222 -#0 （Tc）                           |
| 6両編成                                      | 搭載機器                                     | VVVF, SIV, Pan                               |                                              | CP                                           | VVVF, SIV, Pan                               |                                              | CP                                           |
| 2両編成                                      | 形式                                         | ◇ クモハ223 -#100 （M1c）                    | クハ222 -#100 （T1c）                        |                                              |                                              |                                              |                                              |
| 2両編成                                      | 搭載機器                                     | VVVF, SIV, Pan                               | CP                                           |                                              |                                              |                                              |                                              |

凡例
- VVVF：VVVFインバータ
- CP：空気圧縮機
- SIV：補助電源装置
- Pan：集電装置

### 1000番台

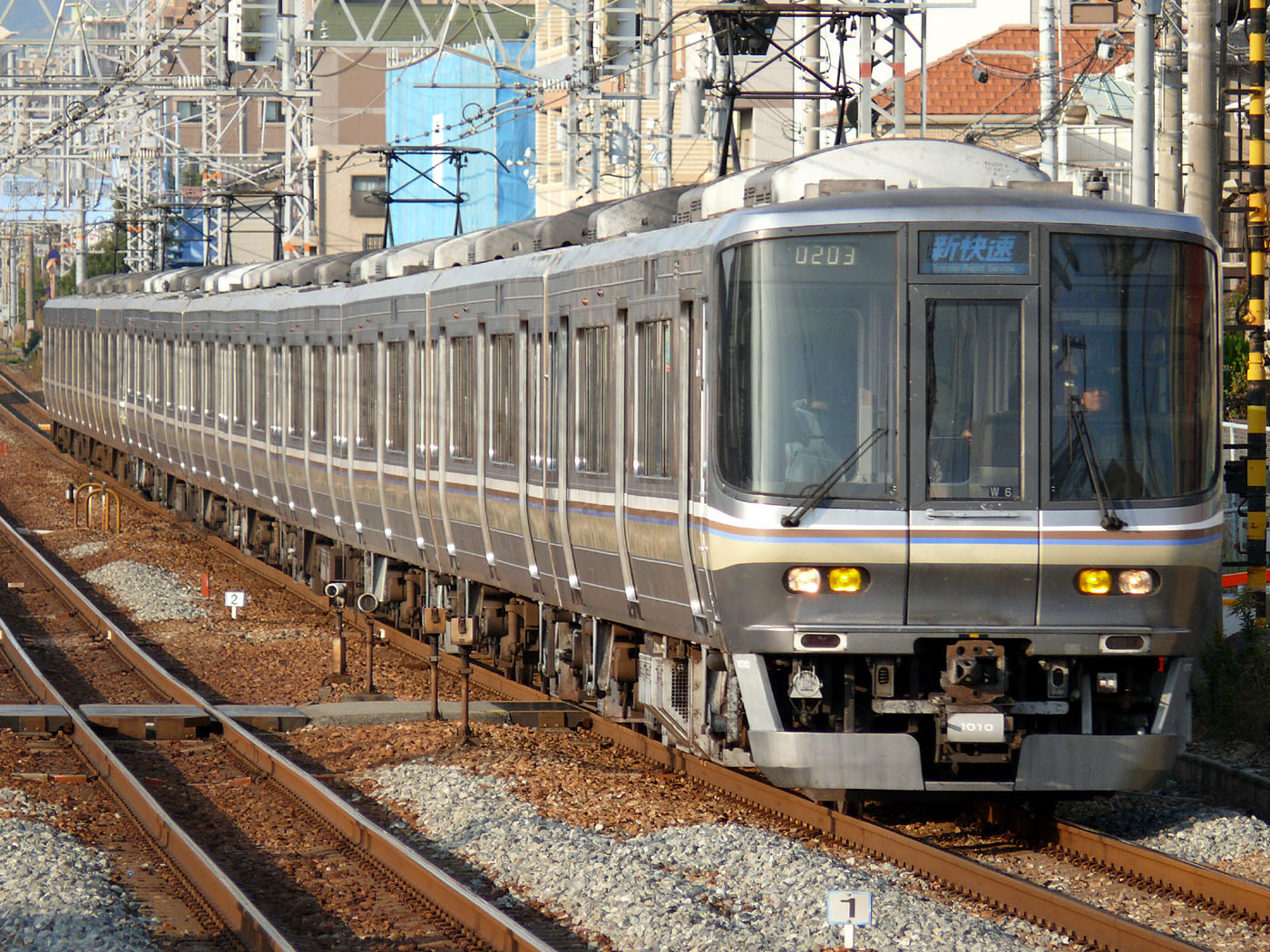
転落防止幌設置前の1000番台

東海道本線・山陽本線（琵琶湖線・JR京都線・JR神戸線）の新快速を中心とした更なるスピードアップを見据えて、最高130 km/h運転に対応した仕様で製造されたグループである。編成記号は8両編成がW、4両編成がVである。
車体構造が変更され、0番台よりも車体外板の厚みを薄くするとともに側面にはビードが付けられたほか、車端ボックスシート部分を除いて戸袋窓が廃止されている。
走行機器設計を行うにあたり、各機器の機能及び機器構成上集約できるものに関しては極力一体化・集約化・軽量化を図っている。
車両制御装置（WPC7）は0番台のGTO素子に代わりIGBT素子を使用した3レベル電圧形PWMインバータとし、VVVF装置とSIVを共通化して同一の機器箱に収めた補助電源一体型とした（日本初）。1基の装置中にインバータを5基（主回路部4基+補助電源部1基）搭載し、主回路部はインバータ1基で1台の主電動機を制御する1C1M制御方式を採用している。補助電源部は三相交流440 V・110 kVAの容量を有している。主回路部と同じくIGBTを用いた2レベル電圧形PWMインバータをCVCF制御し、補助電源部が故障した際には主回路用インバータのうち1基をCVCF制御に切り替えられるバックアップ運転機能を備える。
空気圧縮機はレシプロ式である WMH3093-WTC2000D形 を採用する。冷房装置は電動車が WAU705 、主要機器を搭載しない付随車については681系と同様、低重心化のため機器を屋根上と床下に分散させたセパレート型の WAU304 を2基搭載する。
台車は681系で実績のある軸梁式ボルスタレス台車が採用された。動力台車がWDT56、付随台車がWTR240と呼称される。高速走行時の乗り心地改善のため、ヨーダンパおよびアンチローリング装置が取り付けられた。制動力確保のためWDT56は両抱き式の踏面ユニットブレーキ、WTR240は1軸2枚のディスクブレーキと片押し踏面ブレーキの併用とした。
なお、国鉄時代に一部の快速に連結されていたグリーン車（1980年（昭和55年）廃止）を復活させる構想があり、朝日新聞大阪版で報じられたが、最終的には見送られた。

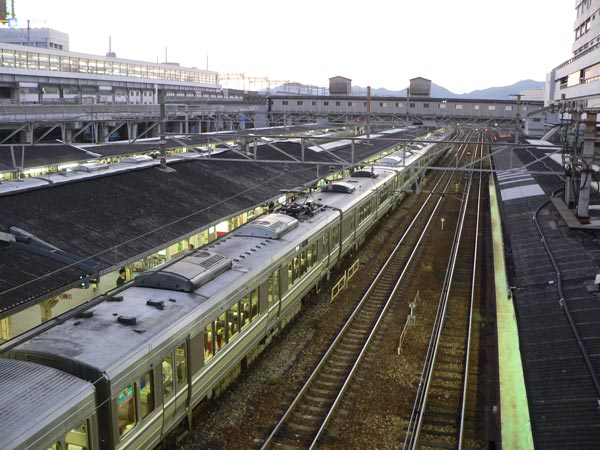
1000番台屋根上 手前のモハ223形と2両目のクハ222形とで冷房装置の形状が異なる。 電動車手前側の枠がパンタグラフ増設用の台座。
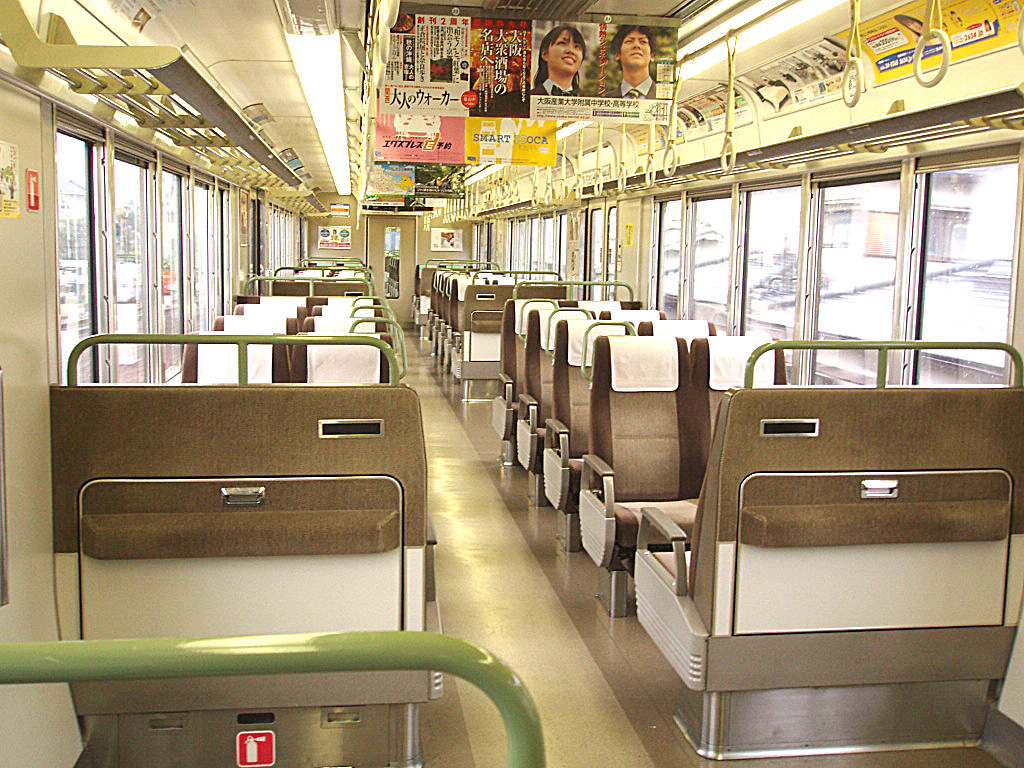
1000番台の車内

#### 1次車

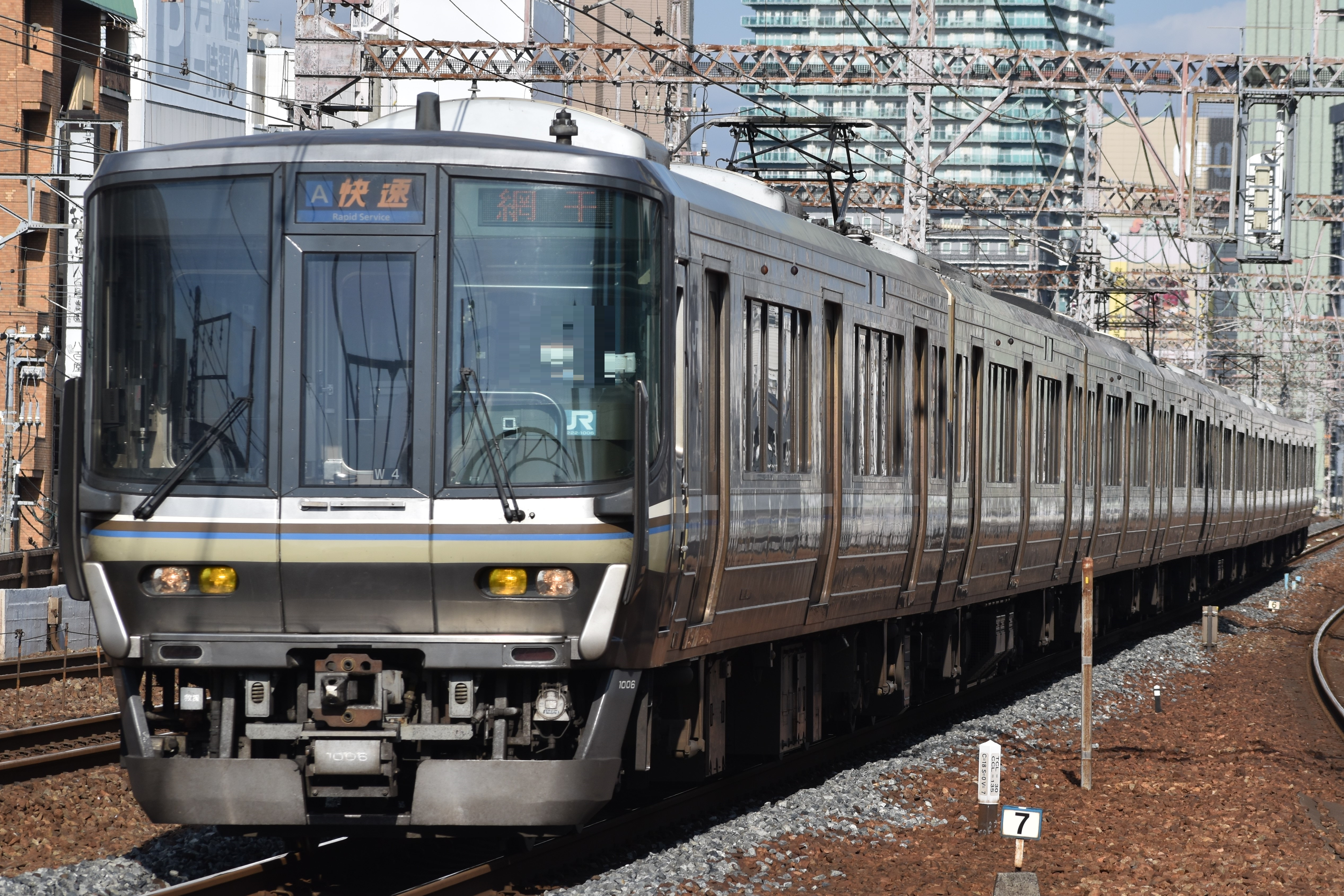
1000番台1次車

1995年（平成7年）1月17日に発生した阪神・淡路大震災後の輸送力増強による在来車のフル運用により、これらの車両が検査回帰を迎えることとなり、当初の予定よりも前倒しして同年8月12日から営業運転を開始した。1次車として8両編成×4本（W1 - W4編成）と4両編成×4本（V1 - V4編成）の計48両が川崎重工業・近畿車輛・日立製作所で製造された。
試験期間を減じて前倒しで投入されたため、製造直後はWN継手からの異音や振動の発生、車両から発生する電気ノイズが近傍を走行する201系の保護回路を誤動作させ緊急停止させるなどの不具合が発生していたが、順次解消された。

#### 2次車

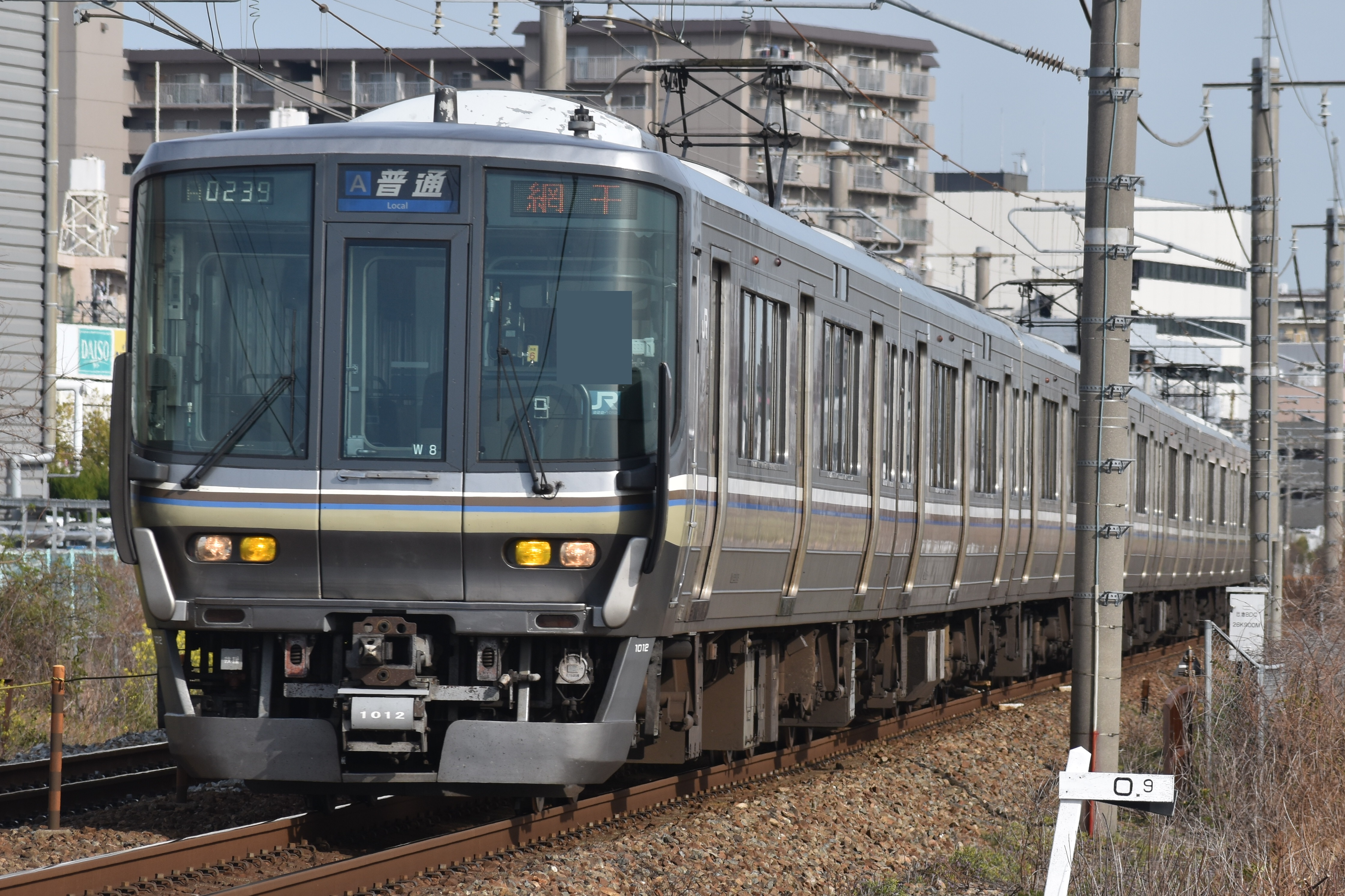
1000番台2次車

1997年（平成9年）には2次車として8両編成×5本（W5 - W9編成）と4両編成×1本（V5編成）の計44両が川崎重工業・近畿車輛で製造された。このグループは東芝製と日立製の車両制御装置は冷却フィンの形状が変更され、全ての台車に軸ダンパが設置された（1次車も電動台車に限り軸ダンパを追設している）。
| ← 敦賀・柘植上郡・播州赤穂 → | ← 敦賀・柘植上郡・播州赤穂 → | ← 敦賀・柘植上郡・播州赤穂 → | ← 敦賀・柘植上郡・播州赤穂 → | ← 敦賀・柘植上郡・播州赤穂 → | ← 敦賀・柘植上郡・播州赤穂 → | ← 敦賀・柘植上郡・播州赤穂 → | ← 敦賀・柘植上郡・播州赤穂 → |
| ---------------------------- | ---------------------------- | ---------------------------- | ---------------------------- | ---------------------------- | ---------------------------- | ---------------------------- | ---------------------------- |
| ◇ クモハ223 -#1000 （Mc）    | サハ223 -#1000 （T）         | サハ223 -#1000 （T）         | ◇ モハ223 -#1000 （M）       | サハ223 -#1000 （T）         | サハ223 -#1000 （T）         | ◇ モハ223 -#1000 （M）       | クハ222 -#1000 （T'c）       |
| ◇ クモハ223 -#1000 （Mc）    | サハ223 -#1000 （T）         | ◇ モハ223 -#1000 （M）       | クハ222 -#1000 （T'c）       |                              |                              |                              |                              |

### 2000番台

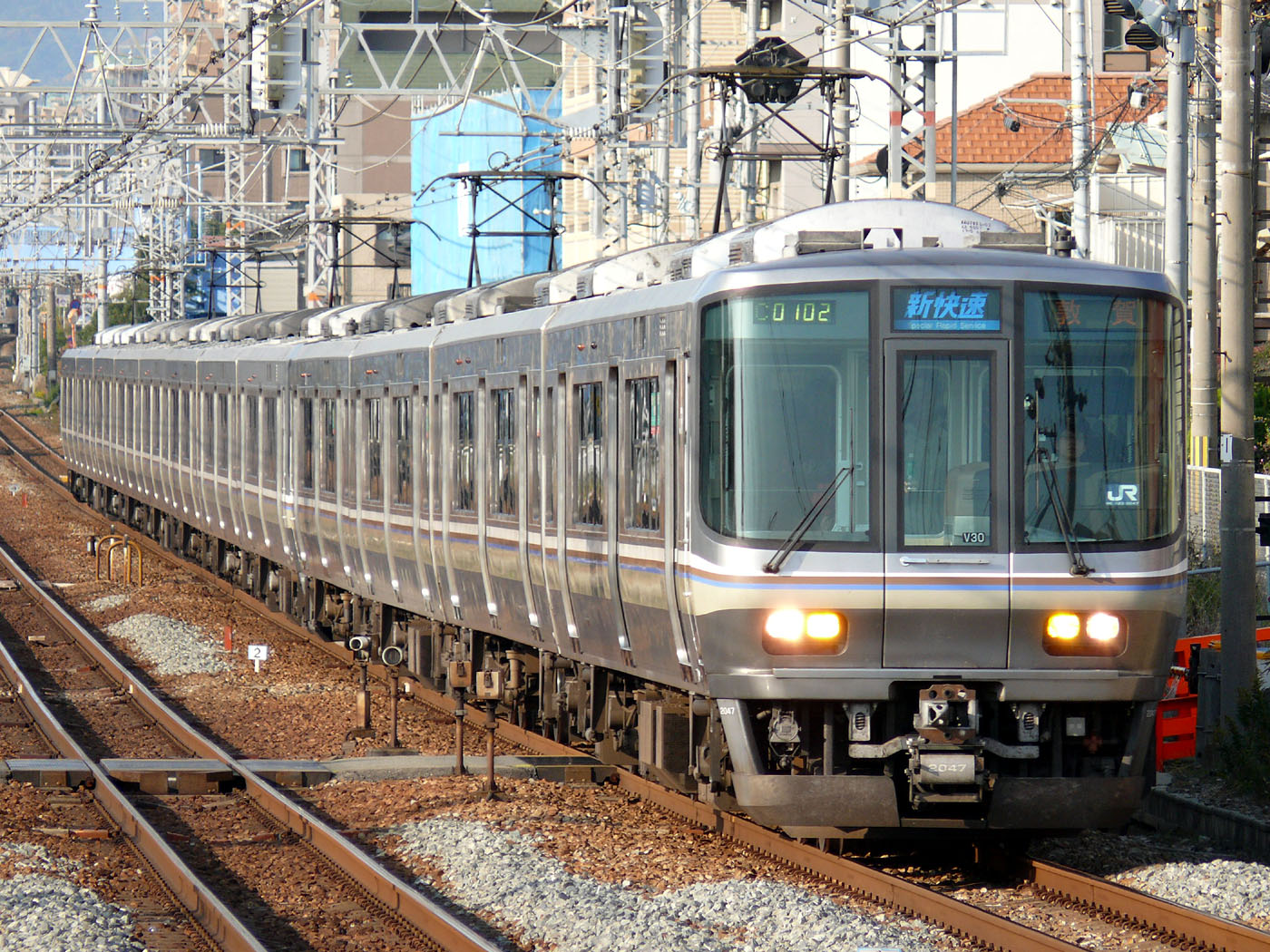
転落防止幌設置前の2000番台

東海道・山陽本線の113系・117系・221系の置き換えを目的に、1000番台をベースにコストダウンを図った増備車。1999年（平成9年）から2008年（平成20年）の10年間にわたり後述の6000番台と合わせて8両編成×30本（240両）・6両編成×14本（84両）・4両編成×81本（324両）の合計648両が川崎重工業と近畿車輛とで製造された、223系の中で最大勢力となるグループである。

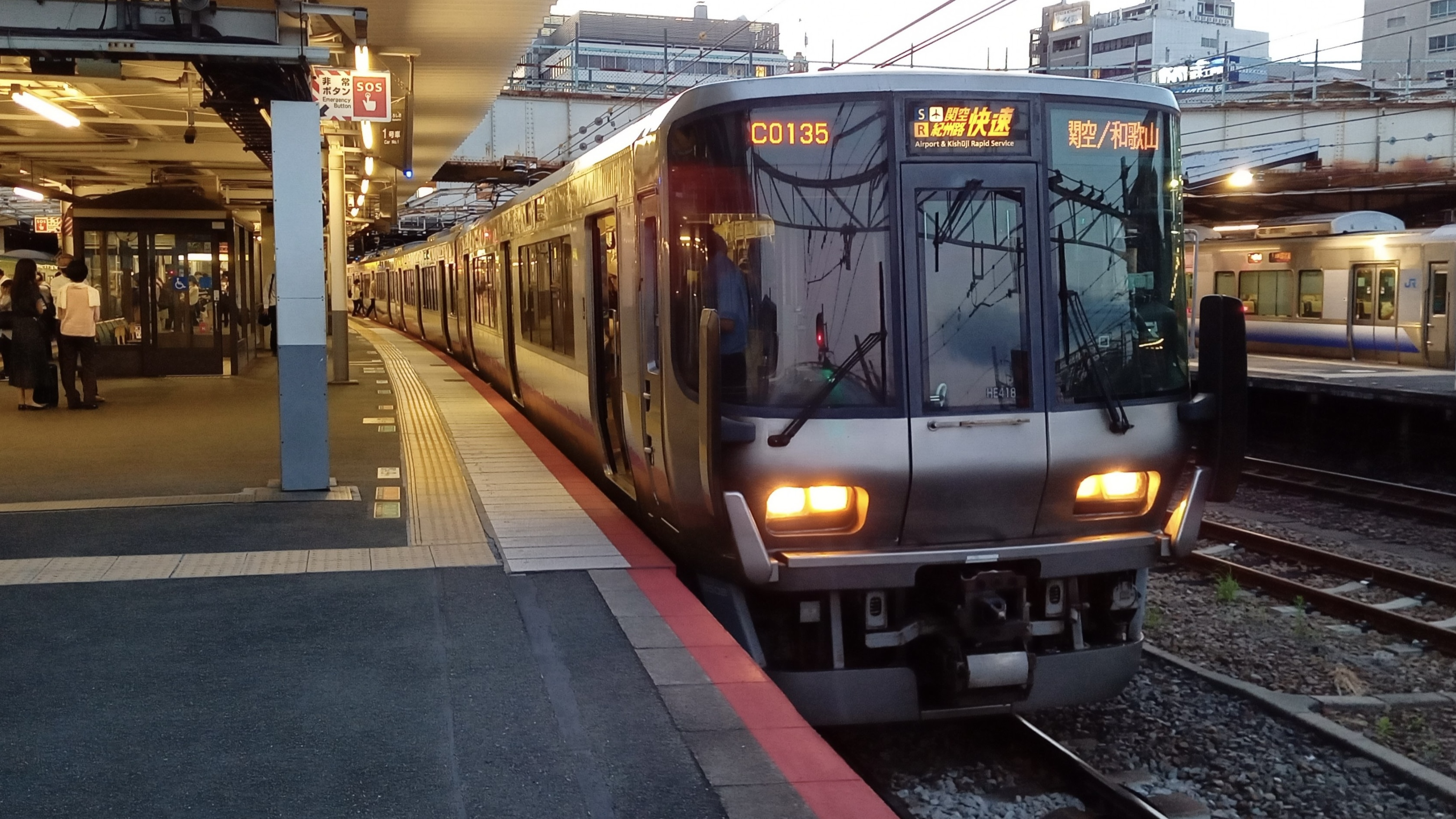
2500番台1次車

なお、4両編成1本は近畿車輛で構体を製作し、以降の内装や艤装作業をJR西日本の鷹取工場（1両）、吹田工場（1両）、JR西日本テクノス（2両）で施工した（ノックダウン生産）。構体は1999年（平成11年）5月末に甲種車両輸送により近畿車輌（徳庵駅）から鷹取駅まで輸送され、JR西日本テクノス受託分2両は吹田工場内で施工した。該当するのはV26編成となる（近畿車輛名義）。
編成記号は8両・4両は1000番台の続番で、新たに設定される6両編成はJである。また、後に6000番台に改造された宮原所属の4両編成はMAである。
車体構造の見直しが行われ、従来の骨組み工法から外板自体に強度を持たせる工法に変更された。また、将来の先頭車化（中間車化）改造を容易にするため、構体妻壁は別扱いで組み立てられ、本体にボルトで後付けする方式となった。外観上の主な相違点は、尾灯の前照灯一体型ユニット化、車体側面のビード廃止、車端部の戸袋窓廃止と側窓拡大である。車内設備では空調吹き出し口のFRP化や、座席構造の簡素化（背もたれ形状やクッションの見直し・窓側の肘掛け廃止・前述の補助席の仕様変更）などが行われている。
バリアフリー対策として、車端部連結面に転落防止幌が設置され、床面高さを20 mm下げることでホームとの段差を小さくした。トイレは前述の通り車椅子対応の大型タイプとなった。
| 形式名              | WPC10-G1 | WPC10-G2 | WPC10-G3 | WPC10-G4 |
| ------------------- | -------- | -------- | -------- | -------- |
| 主回路 インバータ   | 4        | 3        | 4        | 3        |
| 補助回路 インバータ | 1        | 1        | 0        | 0        |

電動車両には、車両制御装置と集電装置のほか、必要に応じて空気圧縮機などの補機類を搭載する。車両制御装置はIGBT素子を使用した3レベル電圧形PWMインバータで、1基の装置中にインバータを5基（主回路部4基 + 補助電源部1基）搭載し、主回路部はインバータ1基で1台の主電動機を制御する1C1M制御方式を採用している。補助電源部は三相交流440 V・150 kVAの容量を有しており、1000番台（WPC7）より容量が増強されている。主回路部と同じくIGBTを用いた3レベル電圧形PWMインバー タをCVCF制御し、補助電源部が故障した際には主回路用インバータをCVCF制御することで補助電源のバックアップとしている。補助電源部故障によるCVCF制御への切り替えについて、1000番台（WPC7）では床下での手動切り替えとなっていたが、2000番台（WPC10・WPC13）では運転台からの遠隔切り替え方式となっている。なお、編成に応じた必要最小限の機器構成に対応できるように1もしくは2基のインバータを省略できるようにしており、上表に示されるように形式名で区別されている。これらに関しては、インバータを追加することでフル装備（主回路 インバータ4基+補助回路インバータ1基）とできるようにされている。また、空気圧縮機（CP）は電動車に除湿装置一体型のスクリュー式WMH3098-WRC1600形を搭載するが、容量に余裕がある場合は搭載が省略される場合もある（後述）。
台車はWDT59（電動車）・WTR243（付随車）が採用されている。床面高さの低下のため、台車は側枠の形状を変更し枕ばね取り付け位置を引き下げた。またWDT59の基礎ブレーキは踏面ブレーキであるが、車輪踏面のメンテナンスの観点や床下スペース確保の要求、軽量化、騒音低減等の点から両抱き式から片押し式に変更している。さらに、惰行時の騒音低減のためにWN継手の改良を図った。冷房装置についてはセパレートクーラーは採用されず、集約分散式WAU705Aに形式変更・統一された。クーラーキセ（カバー）に内蔵されている車外放送用スピーカは2基から1基に減らされている。また、コストダウンの一環としてメーカーごとの工法の差がある程度許容されており、製造メーカーによって妻面のビードの有無など、細部の形状が異なっている。
 日立製VVVFを搭載した2000番台･2500番台の発車時の磁励音

 日立製VVVFを搭載した2000番台･2500番台の停車時の磁励音

 東芝製のソフト変更後のVVVFを搭載した2000番台･2500番台の発車時の磁励音

 東芝製のソフト変更後のVVVFを搭載した2000番台･2500番台の停車時の磁励音

 2000番台･2500番台の惰行時の走行音
| 次車  | クモハ223形 | モハ223形               | モハ222形               | クハ222形   | サハ223形   |
| ----- | ----------- | ----------------------- | ----------------------- | ----------- | ----------- |
| 1次車 | 3001 - 3041 | 2001 - 2018             | 2001 - 2018 3019 - 3041 | 2001 - 2041 | 2001 - 2095 |
| 2次車 | 2042 - 2055 | 2019 - 2025 2140 - 2151 |                         | 2042 - 2055 | 2096 - 2128 |
| 3次車 | 2056 - 2088 | 2026 - 2039 2152 - 2176 |                         | 2056 - 2088 | 2129 - 2195 |
| 4次車 | 2089 - 2094 | 2077 - 2079 2180 - 2183 |                         | 2089 - 2094 | 2196 - 2208 |
| 5次車 | 2095 - 2110 | 2084・2085 2186 - 2199  |                         | 2095 - 2110 | 2209 - 2228 |
| 6次車 | 2111 - 2123 | 2200 2301- 2312         |                         | 2111 - 2123 | 2229 - 2241 |
| 7次車 | 2124・2125  | 2313・2314              |                         | 2124・2125  | 2242・2243  |

#### 1次車

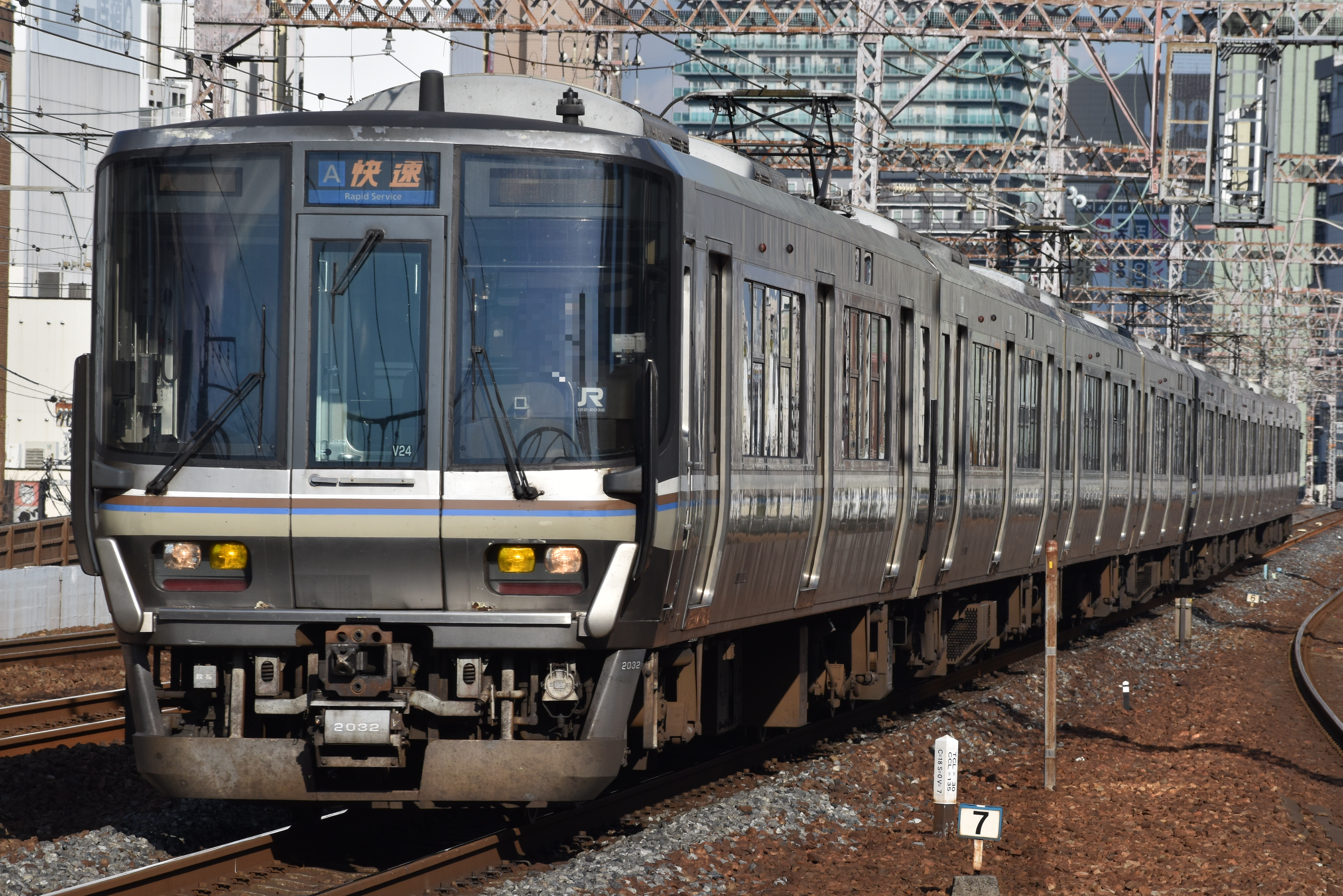
2000番台1次車

新快速の最高速度130 km/hへの引き上げと、それに伴う使用車両の223系統一を目的として1999年（平成11年）3月から2000年（平成12年）3月にかけて8両編成×18本（W10 - W27編成）と4両編成×23本（V6 - V28編成）の計236両が製造された。これにより、2000年（平成12年）3月のダイヤ改正以降全ての新快速が223系で運転されるようになった。
従来、223系はMT比1：2を基本にして性能が設定されていたが、東海道・山陽本線の実際の編成は4両（MT比2：2）または8両（MT比3：5）で余裕があるため、本来は1両あたり4基搭載のところ、モーターを1基未搭載とした3個モーター車（0.75M）が設定された。8両編成のうちクモハ223形1両と4両編成のすべての電動車が主電動機を3基搭載とし、3000番台に区分された。将来の2000番台化（主電動機1基を増設し、現番号 -1000）を考慮して、2000番台車を一部欠番としている。補機類は容量がアップし、1基あたり4両対応（従来は3両）となった。これに伴い補機類を省略した中間電動車をモハ222形とした。
2008年（平成20年）1月より、このグループの4両編成×9本（V20 - V28編成）が、221系との併結用に一部機器の設定変更を受け、原番号に +4000して6000番台に改番、他の223系グループとは独立した運用を受け持っていたが（6000番台を参照）、2021年（令和3年）9月までにいずれも221系性能固定改造を解かれて原番復帰している。

#### 2次車

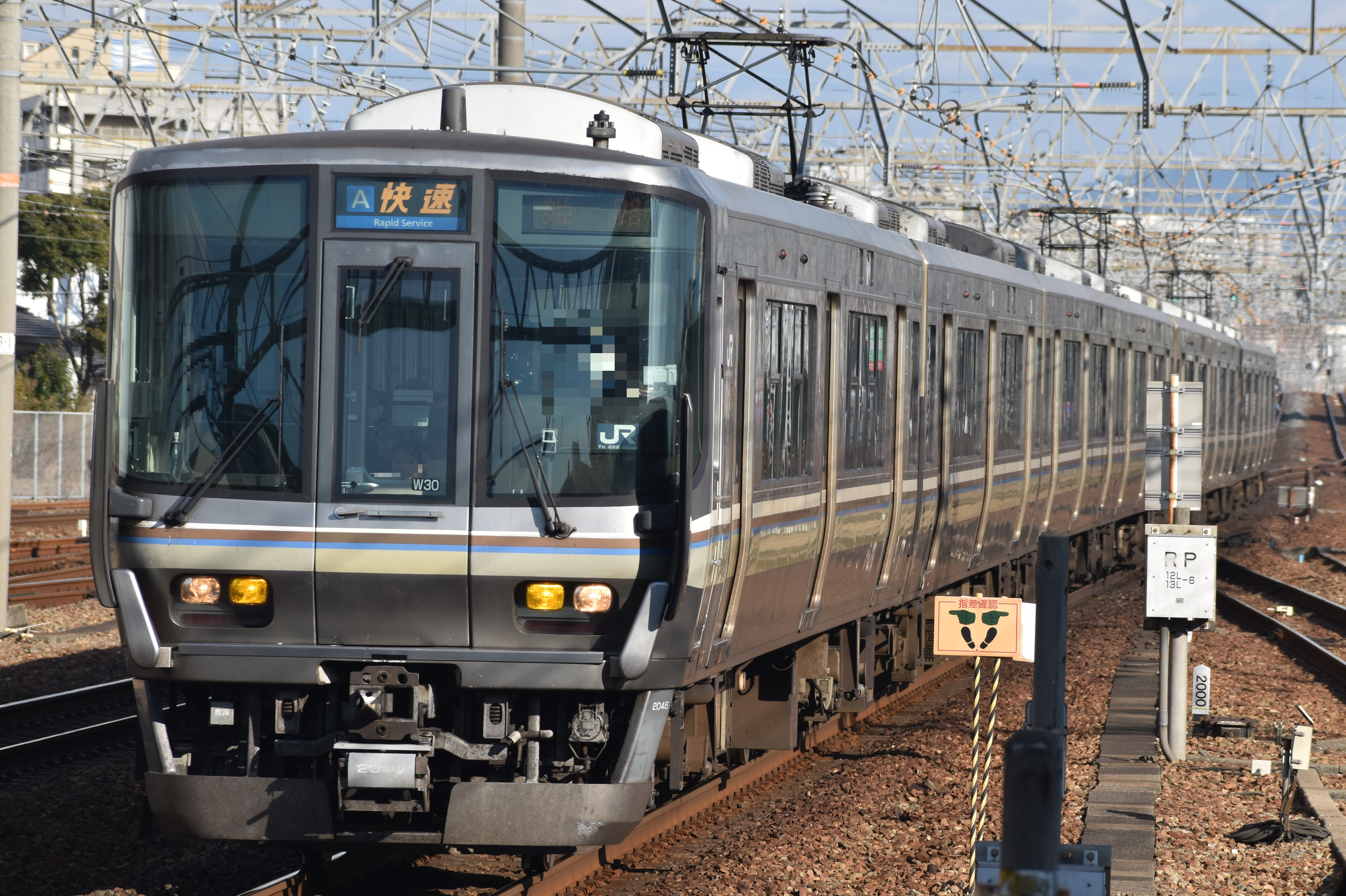
2000番台2次車

2003年に8両編成×5本（W28 - W32編成）、4両編成×7本（V29 - V35編成）、6両編成×2本（J1・J2編成）の計80両が川崎重工業にて製造された。
冷房装置が小改良された WAU705B に変更されたほか、川重製の特徴である車両の妻面のビード本数が削減されている。また緊急列車停止装置（EB装置）や緊急列車防護装置（TE装置）が搭載されている。
1次車は雨天時など走行中に駆動輪の空転が多発したため、対策として0.75M車（3000番台）が廃止された。車両制御装置の形式は WPC13 に変更され、三菱・東芝製インバータ搭載車には新たにインバータ制御プログラムの変更により純電気ブレーキ機能が追加された。補機類の配置も見直されて冗長性確保のためモハ222形にSIVが搭載されるようになり、モハ223形の一種（2100番台、2140 - 2176・2180 - 2183・2186 - ）という扱いに改められた。これらも1次車の3000番台と同様、将来空気圧縮機の追加による2000番台化が行われても番号が重複しないよう、下2桁が同じ番号の2000番台車両（2040 - 2076・2080 - 2083・2086 - ）が欠番となっている。なお、この車両は運転台の液晶モニターには「M1」と表示される。
座席は、転換シートと化粧板の間にあった詰め物や座席背ずりの中央にあった窪みが省略されている。また、窓ガラスは緑色のUVカットガラスに変更された。貫通扉の渡り板手前にスロープが設置されて段差がなくなったが、クハ222形はスロープがトイレと干渉したため設置されず、危険防止のため渡り板の段差部分に目立つよう蛍光テープが貼り付けられている。
また、2021年（令和3年）3月に先述の221系性能固定改造がV29編成に施行され、6000番台に編入のうえで2021年（令和3年）3月のダイヤ改正より運用を開始したが、同年9月に221系性能固定改造を解かれて原番復帰している。

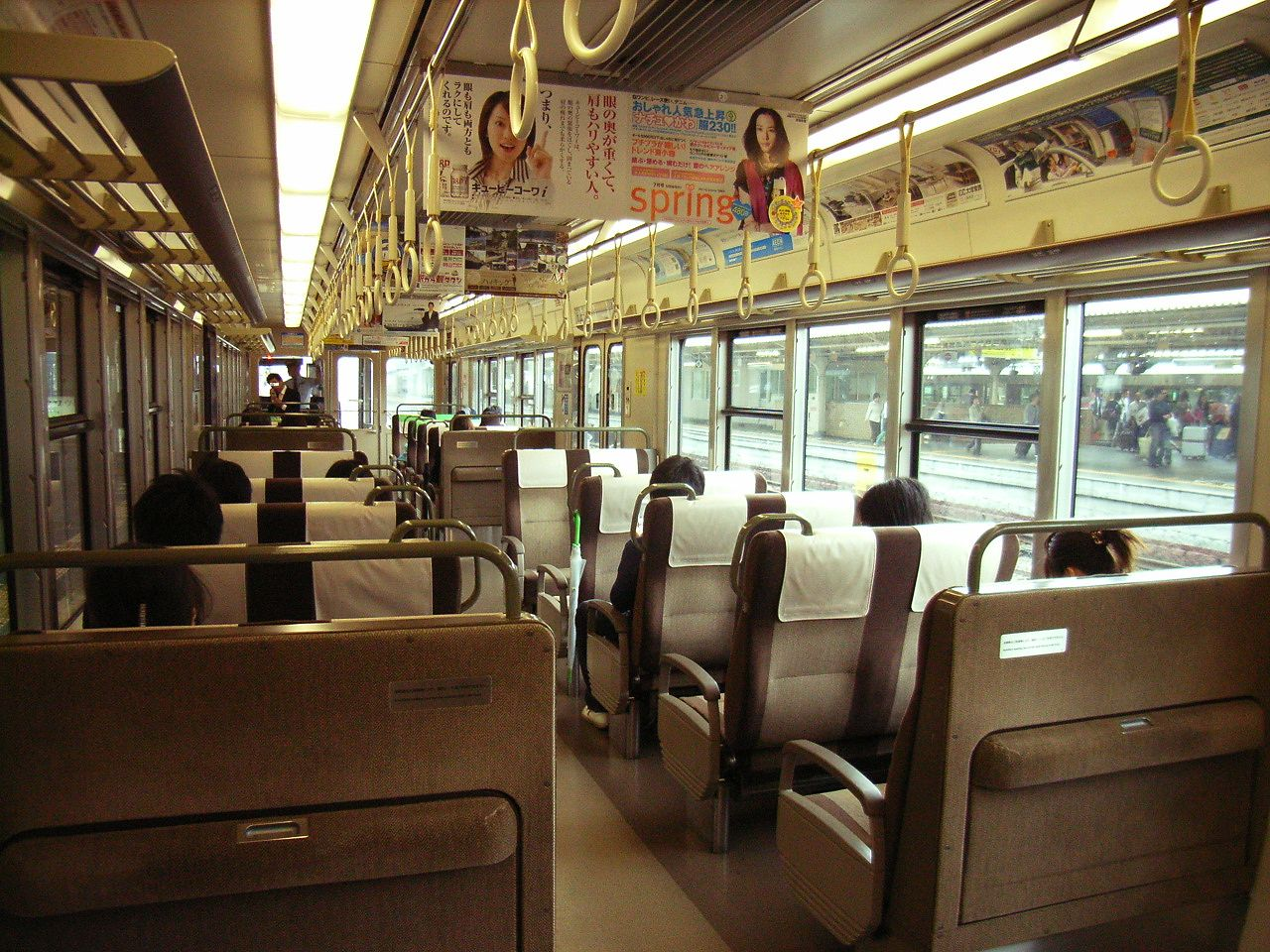
2000番台2次車の室内

#### 3次車

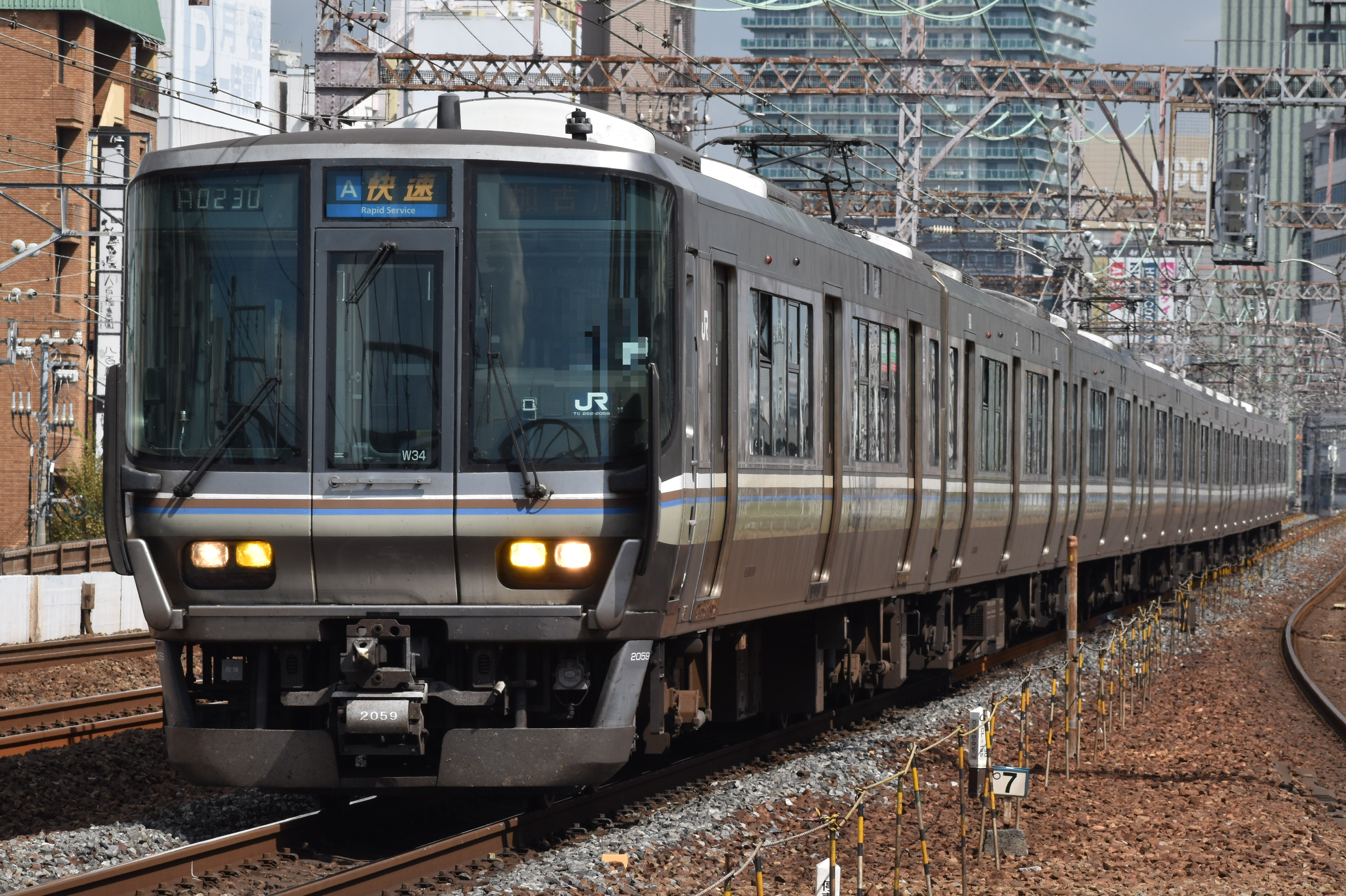
2000番台3次車

2004年（平成16年）3月から2005年（平成17年）9月にかけて投入されたグループ。2004年に8両編成×6本（W33 - W38編成）、4両編成×17本（V36 - V52編成）、6両編成8本（J3 - J10編成）の計164両が、2005年（平成17年）4月25日のJR福知山線脱線事故発生後に福知山線ATS-P整備に伴うATS-P未設置の117系置き換えに転用された221系の補充用として追加で4両編成×2本（V53・V54編成）が製造された。スカートが当初より大型タイプとなり、パンタ台の形状も変化している。また、追加製造分となるV53編成以降は速度計が変更されている。

#### 4次車

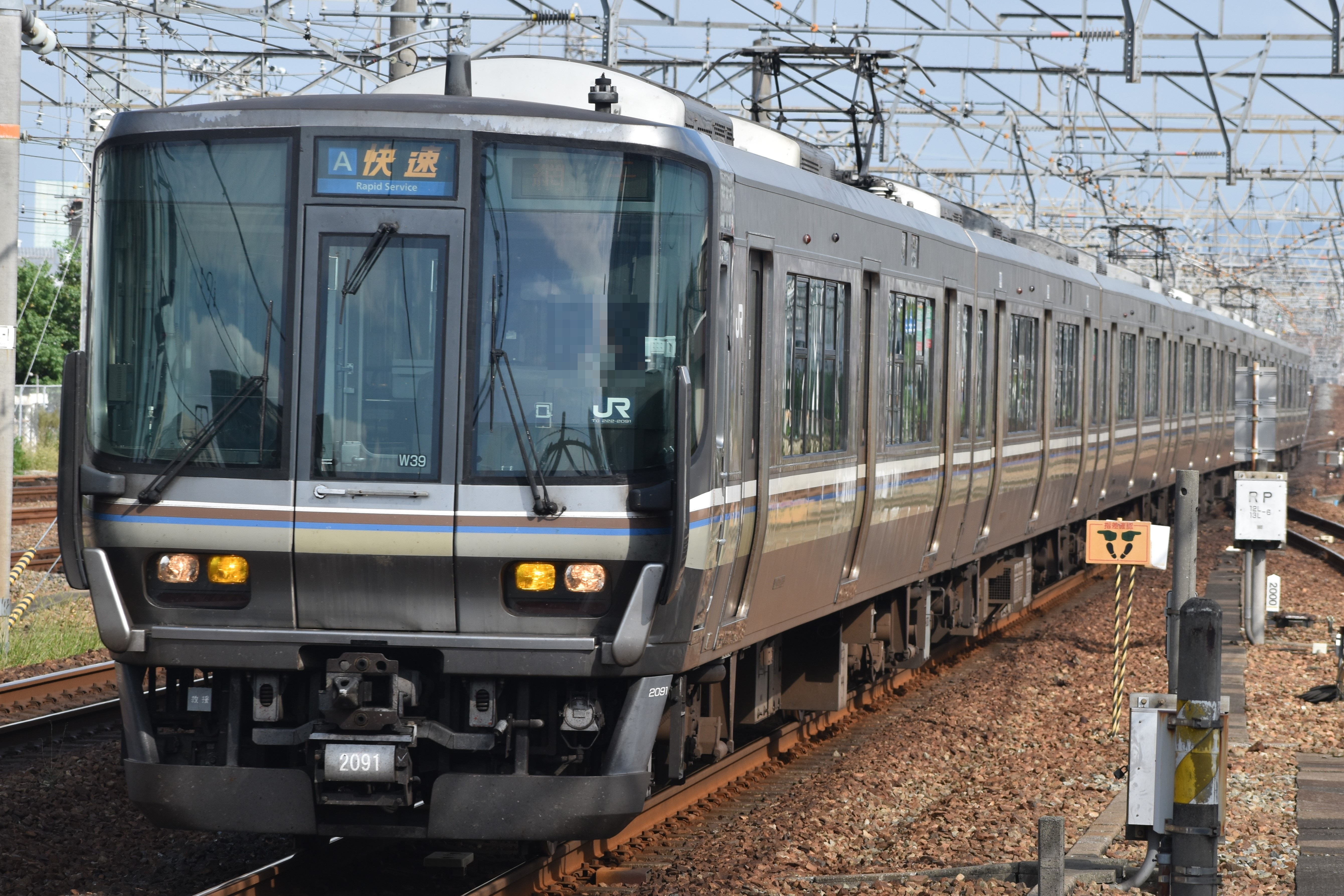
2000番台4次車

2006年（平成18年）10月21日の新快速敦賀延長に際して2006年（平成18年）10月から2007年（平成19年）2月までに増備されたグループである。8両編成×1本（W39編成）、4両編成×3本（V55 - V57編成）、6両編成×2本（J11・J12編成）の計32両が製造された。8両編成（W編成）の製造はこのグループが最後となった。
2003年（平成15年）2月18日に韓国で発生した大邱地下鉄放火事件の調査結果を受けて、国土交通省が2004年（平成16年）末に鉄道に関する技術上の基準を定める省令を改正したことを受け、蛍光灯カバーが321系と同様の特殊樹脂でコーティングしたガラス繊維製に変更された。あわせて貫通扉のストッパーが廃止されたほか、車内の標記類が一部プレートからステッカーに変更され、消火器や非常ボタンの表記デザイン見直しが行われている。
2021年（令和3年）2月にV56・V57編成が、2023年（令和5年）2月にV55編成が吹田総合車両所京都支所に転属の上、6000番台に編入され、同所R01・R02・R04編成となっている。

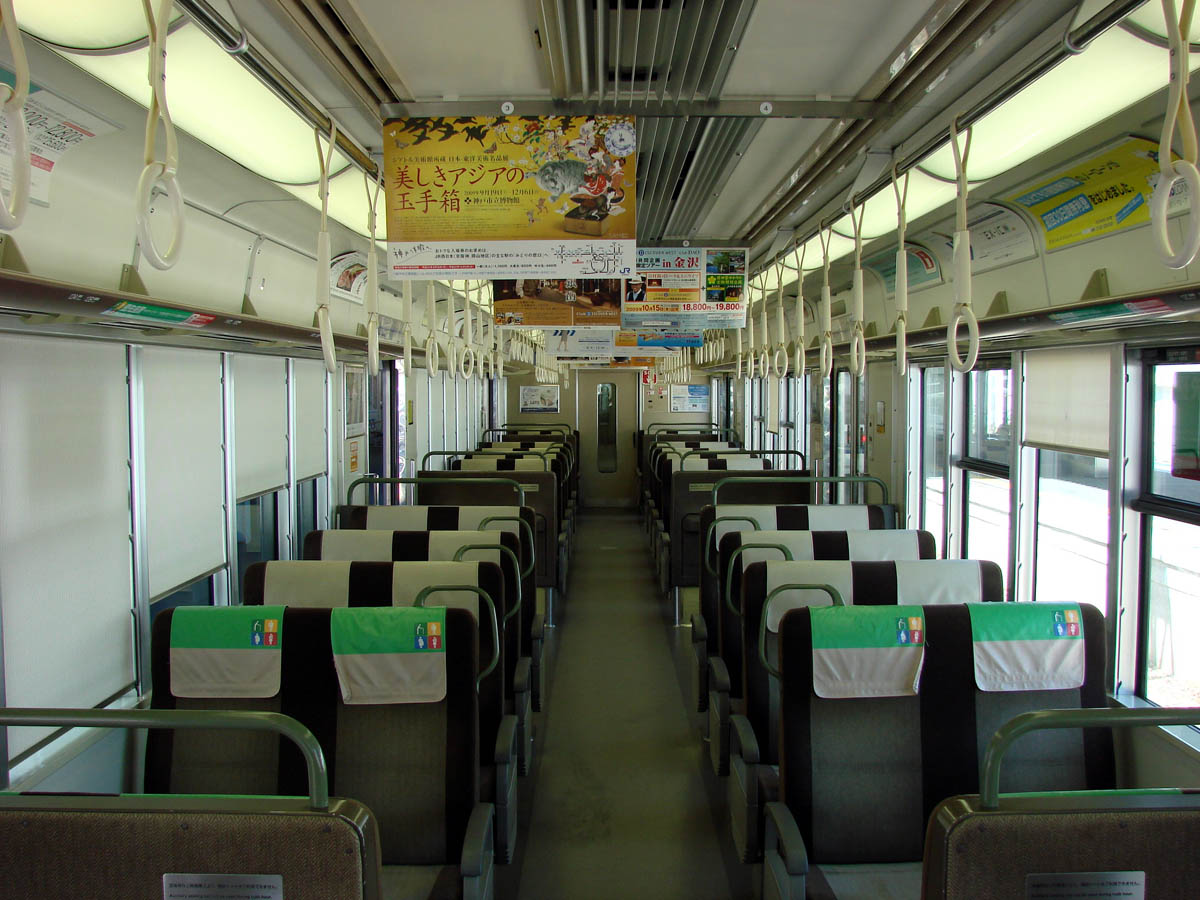
4次車の車内

#### 5次車

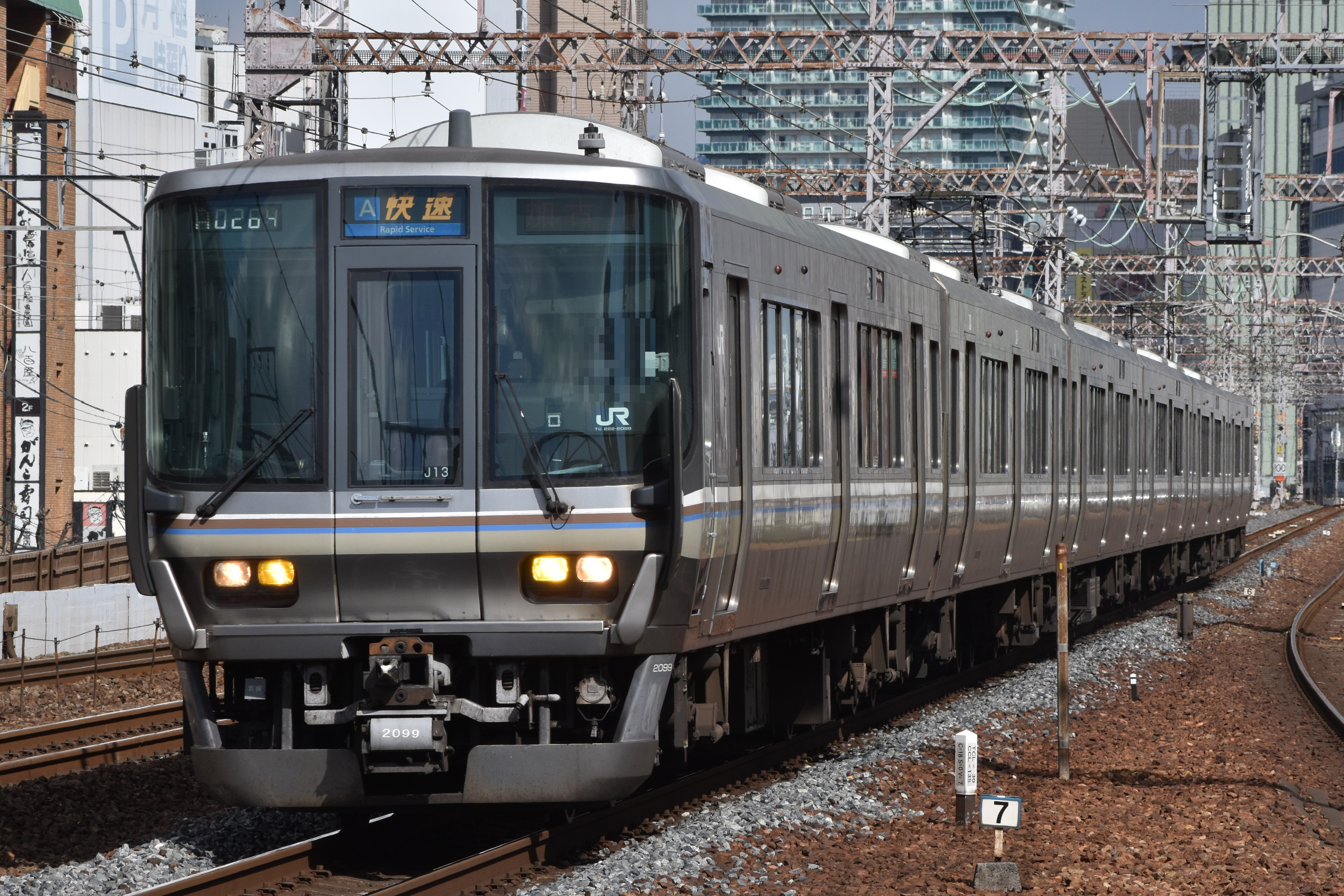
2000番台5次車

2007年（平成19年）3月以降に製造を開始した。このグループは4両編成×14本（V58 - V64・MA01 - MA07編成）と6両編成×2本（J13・J14編成）の計68両が製造された。6両編成の製造はこのグループが最後である。網干総合車両所宮原支所の6000番台は6000番台を参照。
4次車までとは車体など細部の構造が異なっており、開閉窓や窓周りの配色が1000番台と同じものへ戻され、前面貫通扉の窓が縦方向に短いものとされた。また、床材や付随台車の見直しも行われ、付随台車については駐車ブレーキ準備工事に伴い形式をWTR243Eに変更し、踏面ブレーキは片押しユニットブレーキとした。
2022年（令和4年）3月のダイヤ改正後、4両編成×2本と6両編成×2本（V58・V64・J13・J14編成）の計16両が吹田総合車両所京都支所に転属の上、6000番台に編入された（V58 → R05・V64 → R03・J13 - J14 → P01 - P02）。

#### 6次車

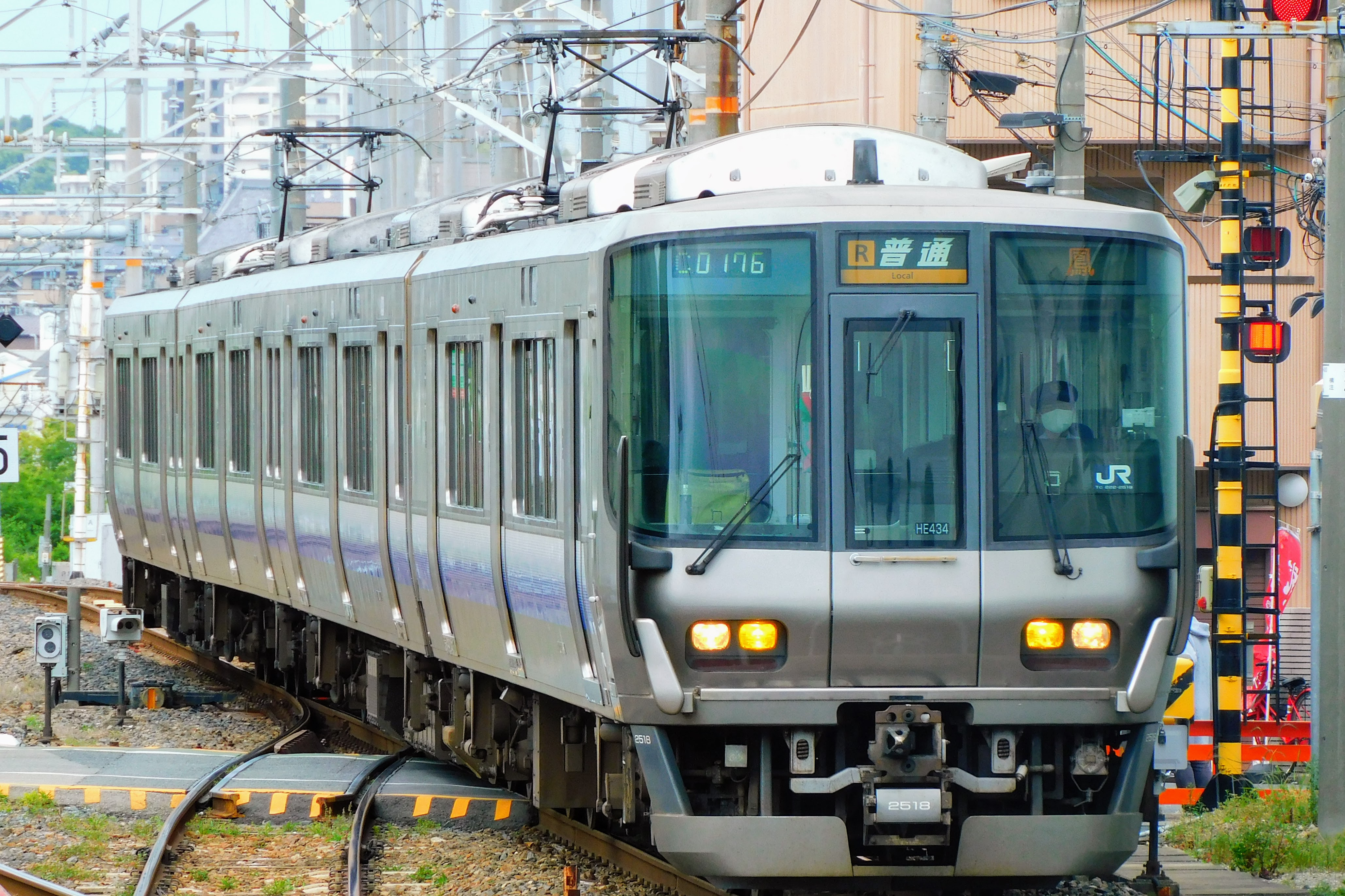
2500番台3次車
（日根野車）

2007年（平成19年）10月から2008年（平成20年）6月までに製造されたグループで、4両編成×13本（MA08 - MA20編成）の計52両が製造された。全車が宮原総合運転所（現：網干総合車両所宮原支所）に配属され、配属後に221系性能で固定され6000番台となった。5次車との識別は非常に困難で、外観の差異は蓄電池箱のみである。

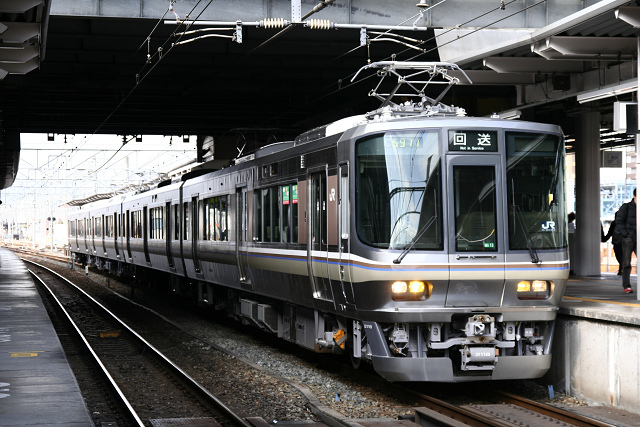
2000番台6次車（6000番台化前） JR東西線走行のためにパンタグラフを2基上げて試運転中の様子
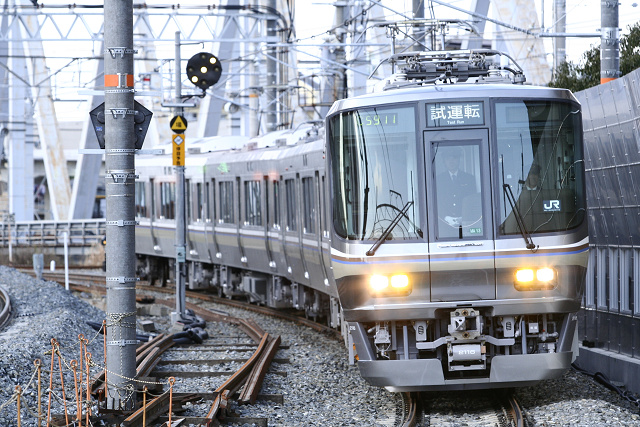
おおさか東線で試運転をする2000番台6次車

#### 7次車
2008年（平成20年）8月に落成したグループ。50 km/hで衝突した際の室内残存空間が既存車両より約2割増加するよう車体強度が強化され、321系や683系4000番台と同程度の強度を有する。4両編成2本8両（V65・V66）が製造され、網干総合車両所に配置された。この2編成をもって223系の製造は終了し、その後の増備は225系へ移行した。
2012年（平成24年）3月のダイヤ改正を前に、6000番台に改番のうえ宮原総合運転所（現：網干総合車両所宮原支所）に転属した（V65 → MA21・V66 → MA22）。
- 屋根と車体側面、台枠と車体側面への結合部材の追加
- 戸袋部柱への補強の追加
- 車体側面の外板の材質変更
- 車両端と台枠の重なり代を65 mm延長し接合部を強化（車両前面の「オフセット衝突」対策）

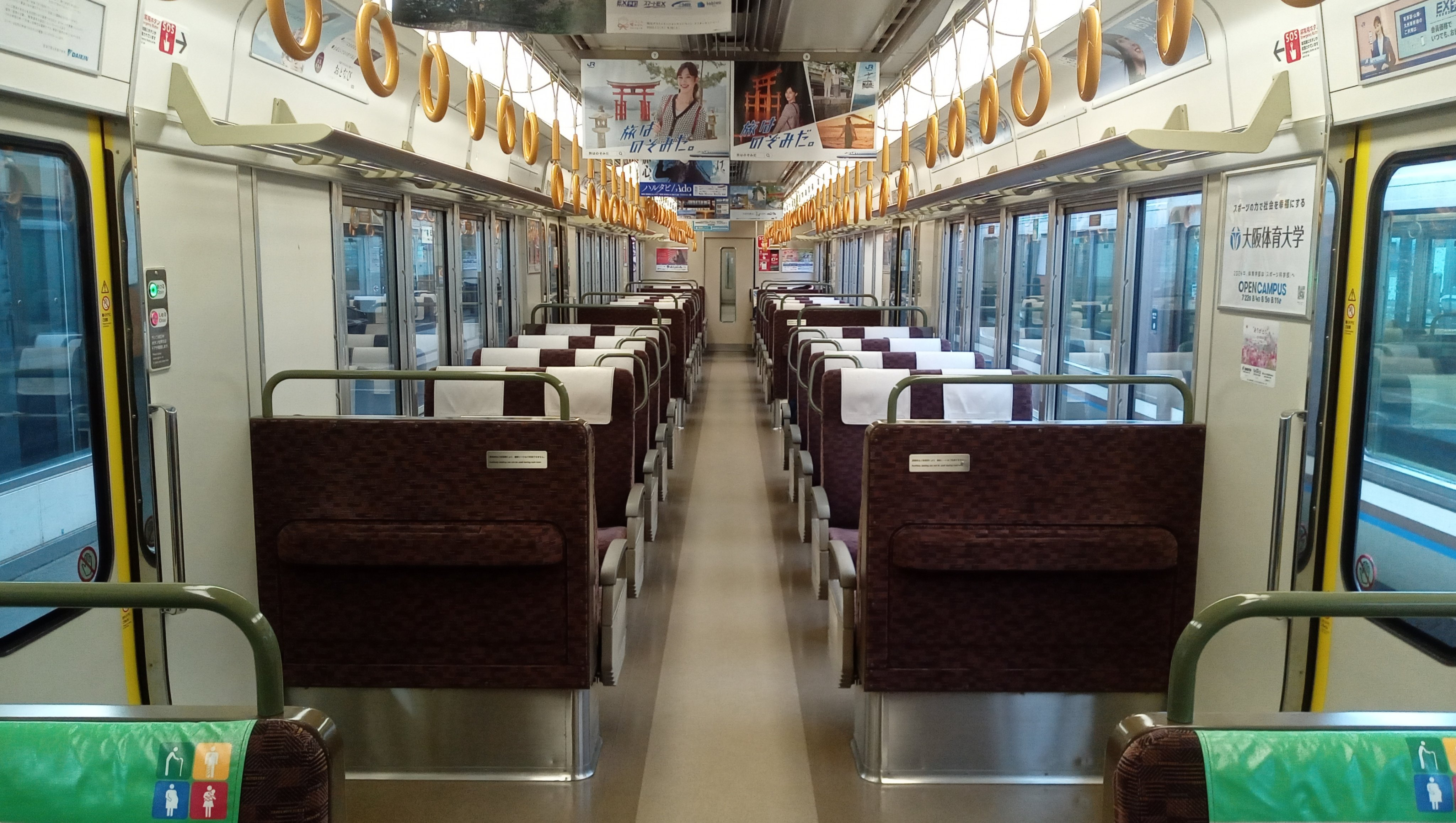
7次車の車内

| ← 敦賀・大垣・柘植上郡・播州赤穂 → | ← 敦賀・大垣・柘植上郡・播州赤穂 → | ← 敦賀・大垣・柘植上郡・播州赤穂 → | ← 敦賀・大垣・柘植上郡・播州赤穂 → | ← 敦賀・大垣・柘植上郡・播州赤穂 → | ← 敦賀・大垣・柘植上郡・播州赤穂 → | ← 敦賀・大垣・柘植上郡・播州赤穂 → | ← 敦賀・大垣・柘植上郡・播州赤穂 → | ← 敦賀・大垣・柘植上郡・播州赤穂 → |
| ---------------------------------- | ---------------------------------- | ---------------------------------- | ---------------------------------- | ---------------------------------- | ---------------------------------- | ---------------------------------- | ---------------------------------- | ---------------------------------- |
| 1次車                              | ◇ クモハ223 -#3000 （Mc3）         | サハ223 -#2000 （T）               | サハ223 -#2000 （T）               | ◇ モハ222 -#2000 （M'）            | サハ223 -#2000 （T）               | サハ223 -#2000 （T）               | ◇ モハ223 -#2000 （M）             | クハ222 -#2000 （T'c）             |
| 1次車                              | ◇ クモハ223 -#3000 （Mc3）         | サハ223 -#2000 （T）               | ◇ モハ222 -#3000 （M'3）           | クハ222 -#2000 （T'c）             |                                    |                                    |                                    |                                    |
| 2 - 7次車                          | ◇ クモハ223 -#2000 （Mc）          | サハ223 -#2000 （T）               | サハ223 -#2000 （T）               | ◇ モハ223 -#2100 （M1）            | サハ223 -#2000 （T）               | サハ223 -#2000 （T）               | ◇ モハ223 -#2000 （M）             | クハ222 -#2000 （T'c）             |
| 2 - 7次車                          | ◇ クモハ223 -#2000 （Mc）          | サハ223 -#2000 （T）               | サハ223 -#2000 （T）               | ◇ モハ223 -#2000 （M）             | サハ223 -#2000 （T）               | クハ222 -#2000 （T'c）             |                                    |                                    |
| 2 - 7次車                          | ◇ クモハ223 -#2000 （Mc）          | サハ223 -#2000 （T）               | ◇ モハ223 -#2100 （M1）            | クハ222 -#2000 （T'c）             |                                    |                                    |                                    |                                    |

### 2500番台

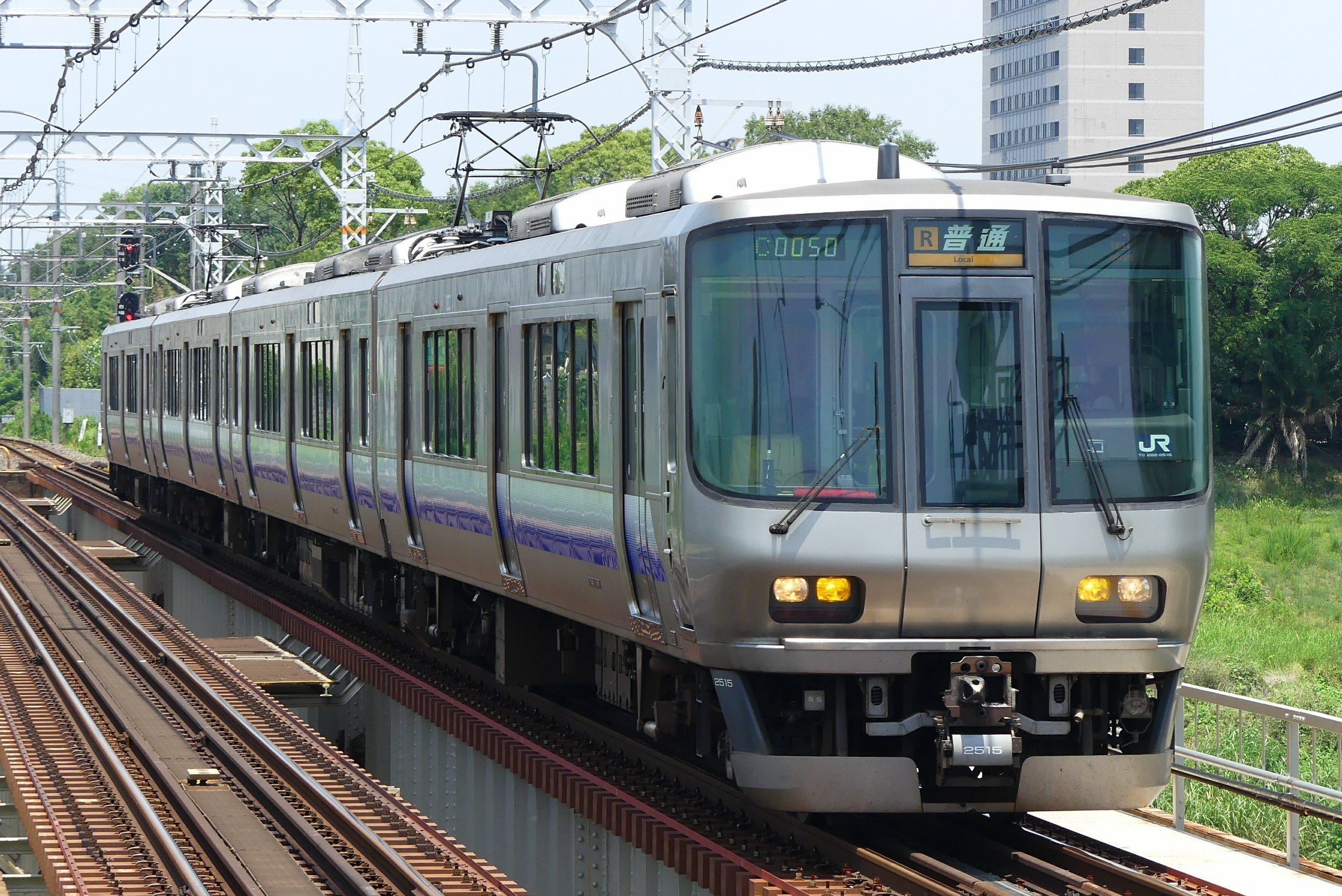
転落防止幌設置前の2500番台
（未更新車）

1999年（平成11年）より0番台の運用線区へ2000番台をベースとした車両を投入し、番台区分は2500番台となった。

#### 1次車
1999年（平成11年）の紀州路快速運転開始に伴う編成組み換え（後述）で不足する先頭車4両が川崎重工業で製造された。
0番台を踏襲したホワイトとブルーのドットグラデーションに加え、窓周りにパールブルーを配したカラーリングとしている。電動車両に搭載される車両制御装置は、VVVF制御装置の異なる0番台との混結を考慮して、車両制御装置内の補助電源部バックアップ機能は準備工事としている。営業最高速度が120 km/hであることから、付随台車をディスクブレーキが1軸1枚の WTR243A に変更し、アンチローリング装置を省略した。2000番台1次車と仕様上の共通点が多く、トイレは日根野電車区の223系では初の車椅子対応大型トイレを採用した。

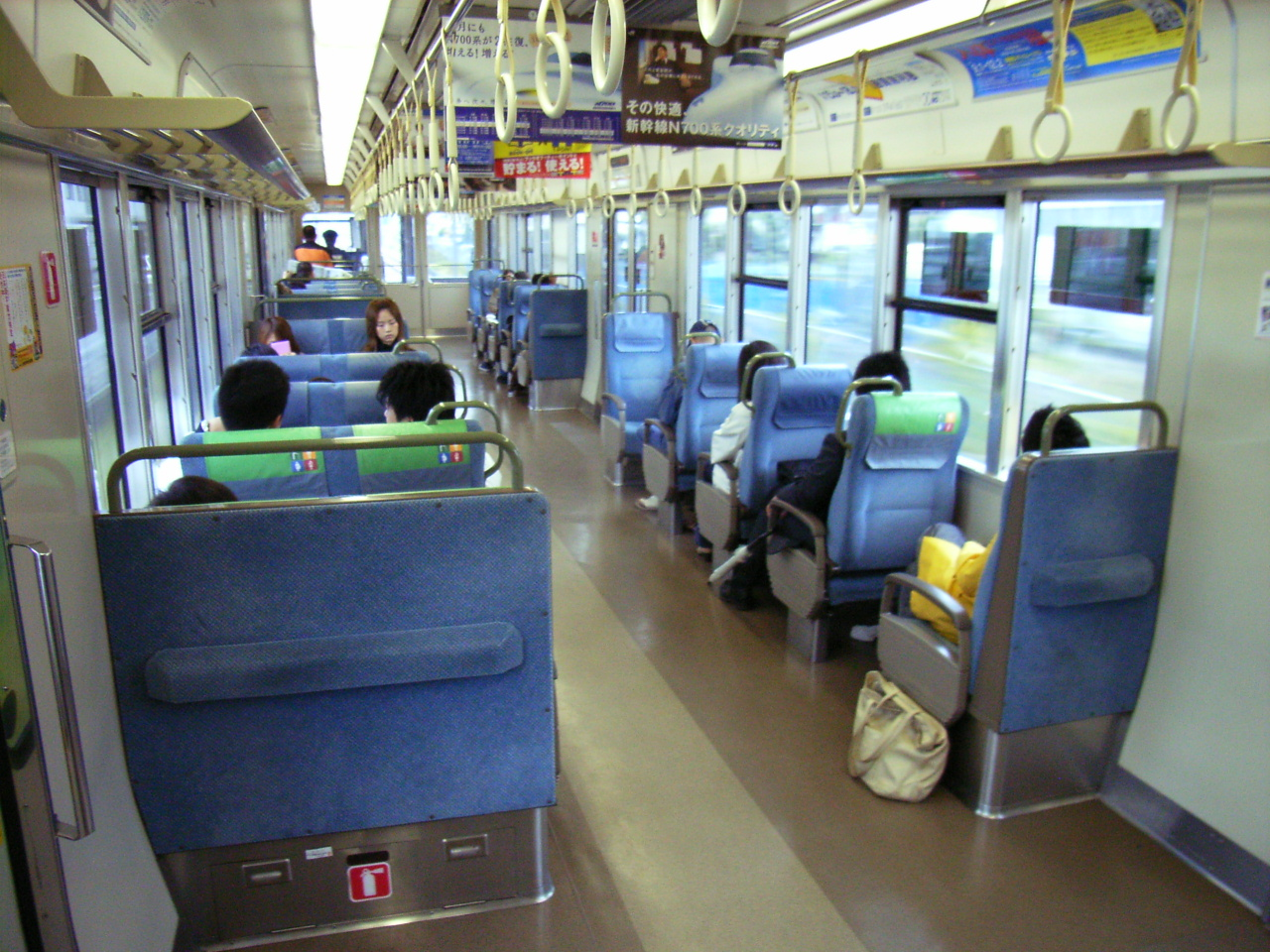
2500番台1次車の車内 （座席モケット変更後）

#### 2次車

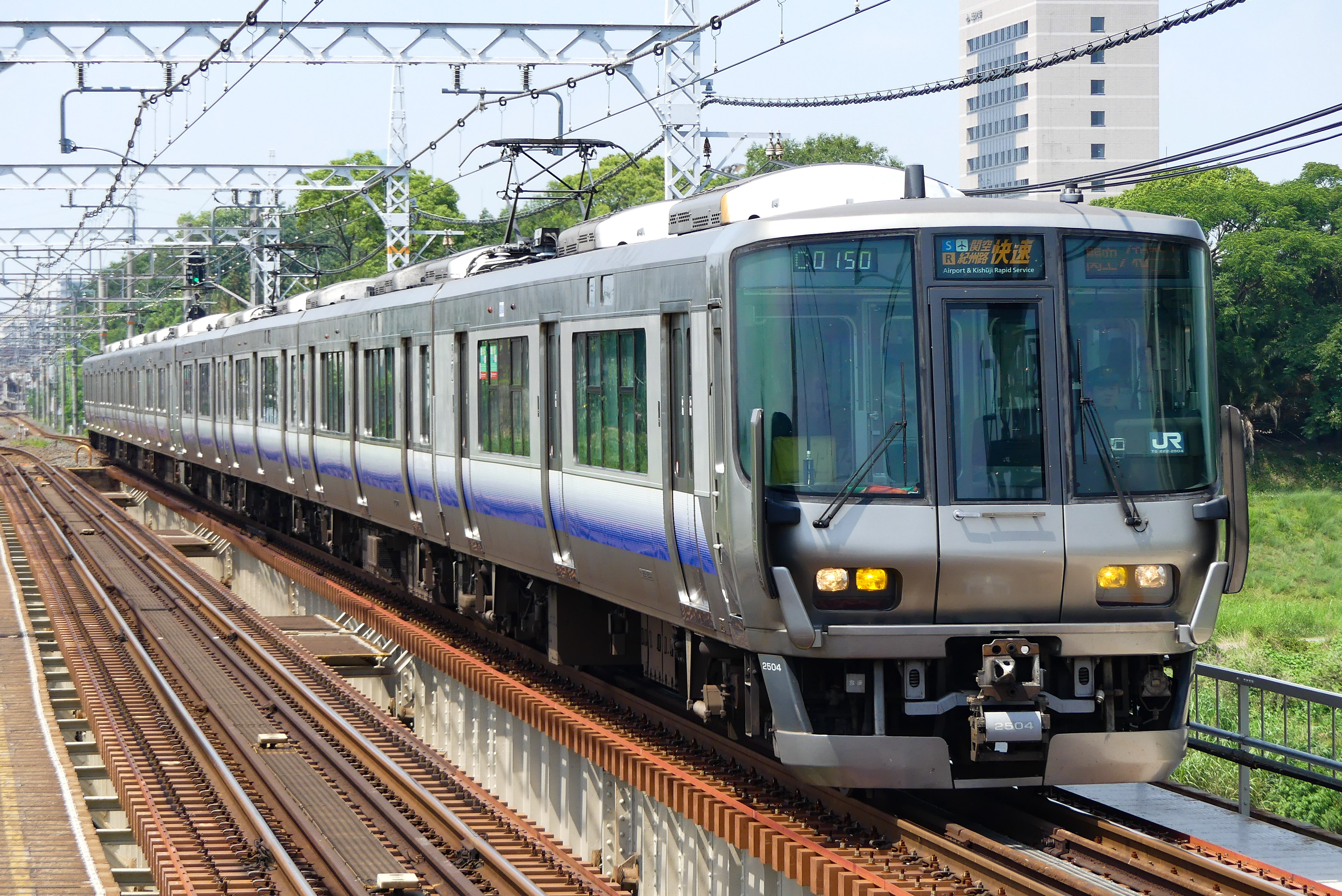
2500番台2次車
（日根野時代、手前4両）

日根野電車区223系の予備車確保のため、2006年（平成18年）度に製造されたグループで、2500番台初の中間車が製造された。5両編成×1本と3両編成×1本の計8両が川崎重工業で製造され、2007年（平成19年）2月5日より営業運転を開始した。
2000番台4次車に準じた仕様で、窓ガラスの色や蛍光灯カバー形状などが変更されている。なお、1次車で準備工事とされた補助電源部バックアップ機能を本搭載している。

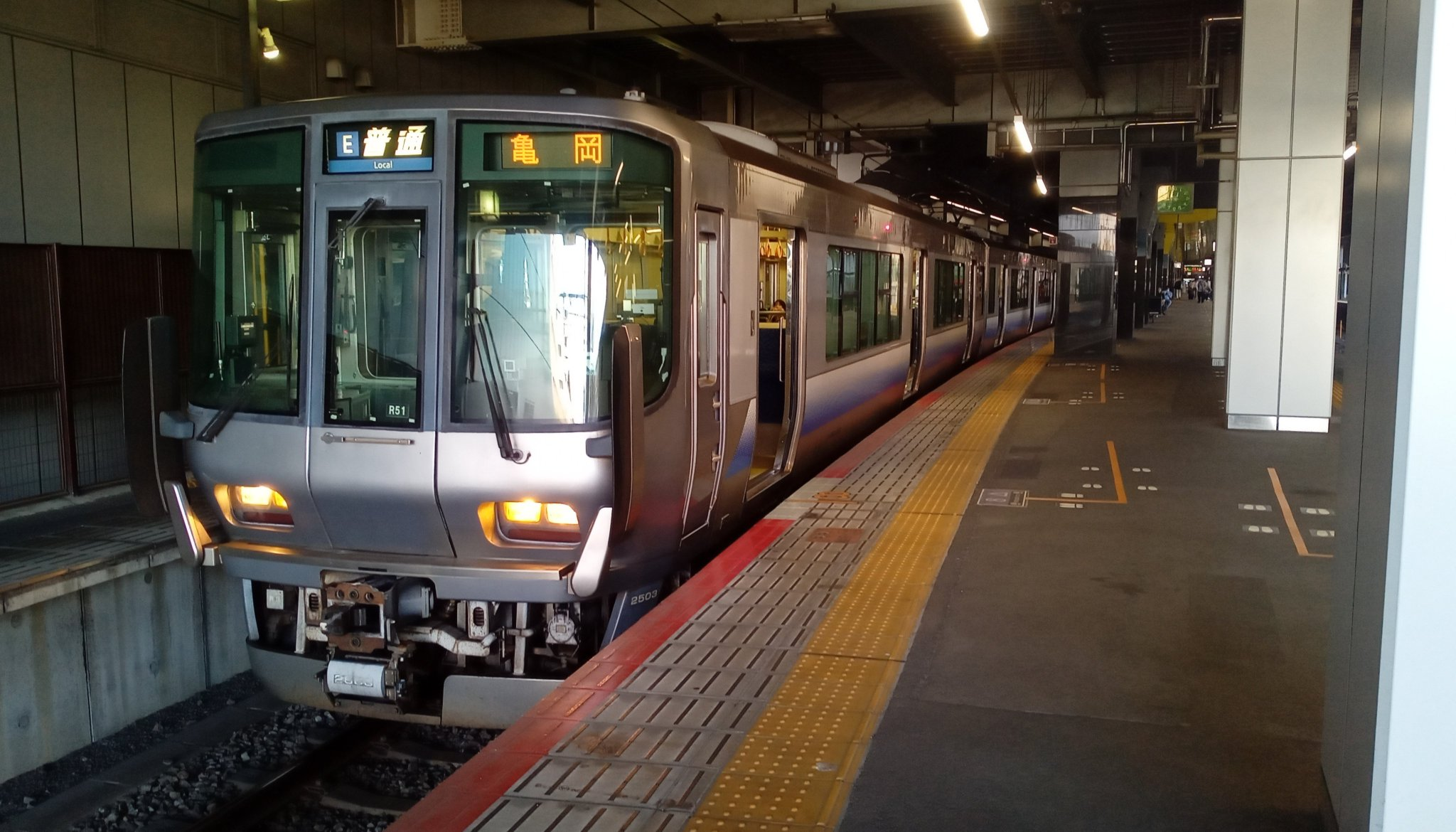
2500番台2次車 （京都転属後）
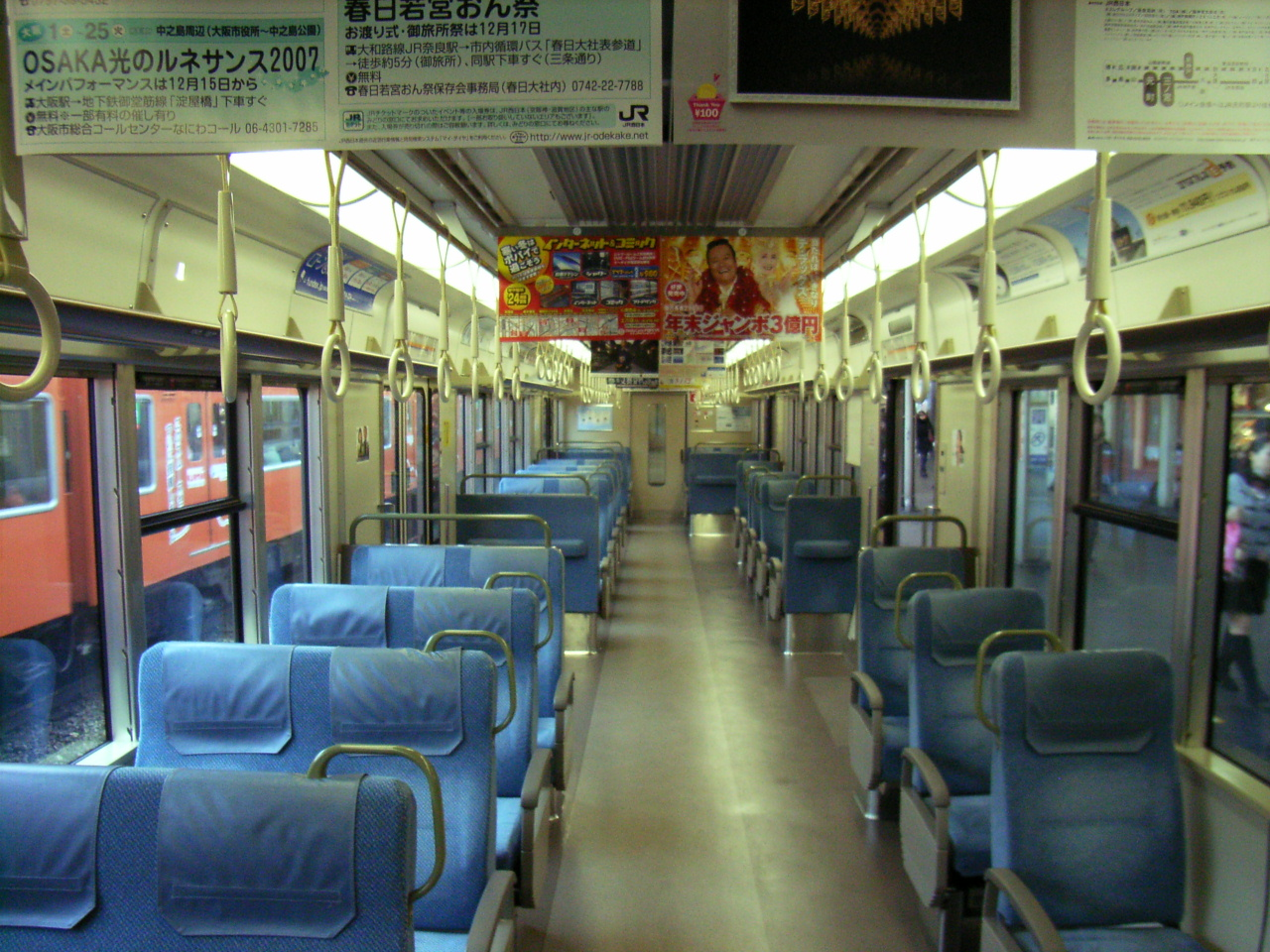
2500番台2次車の室内 蛍光灯カバーに丸みが付けられている。

#### 3次車
2008年（平成20年）3月15日ダイヤ改正に合わせ、日根野電車区所属車の増車と4両編成への統一のため、近畿車輛で60両製造されたグループで、改正前日の14日より営業運転を開始した。2000番台（5次車）に準じた仕様で、既存編成との混結を目的として製造されたため、クモハ223形 - モハ223形 - クハ222形の3両編成やモハ223形単独で落成した車両が多いため、単独製造のモハを3両編成に組み込み、営業運転時では見られない組成での試運転も行われた。モハ223形2500番台は3次車だけで25両が製造された一方で、サハ223形2500番台は2次車合わせて8両が存在するのみである。

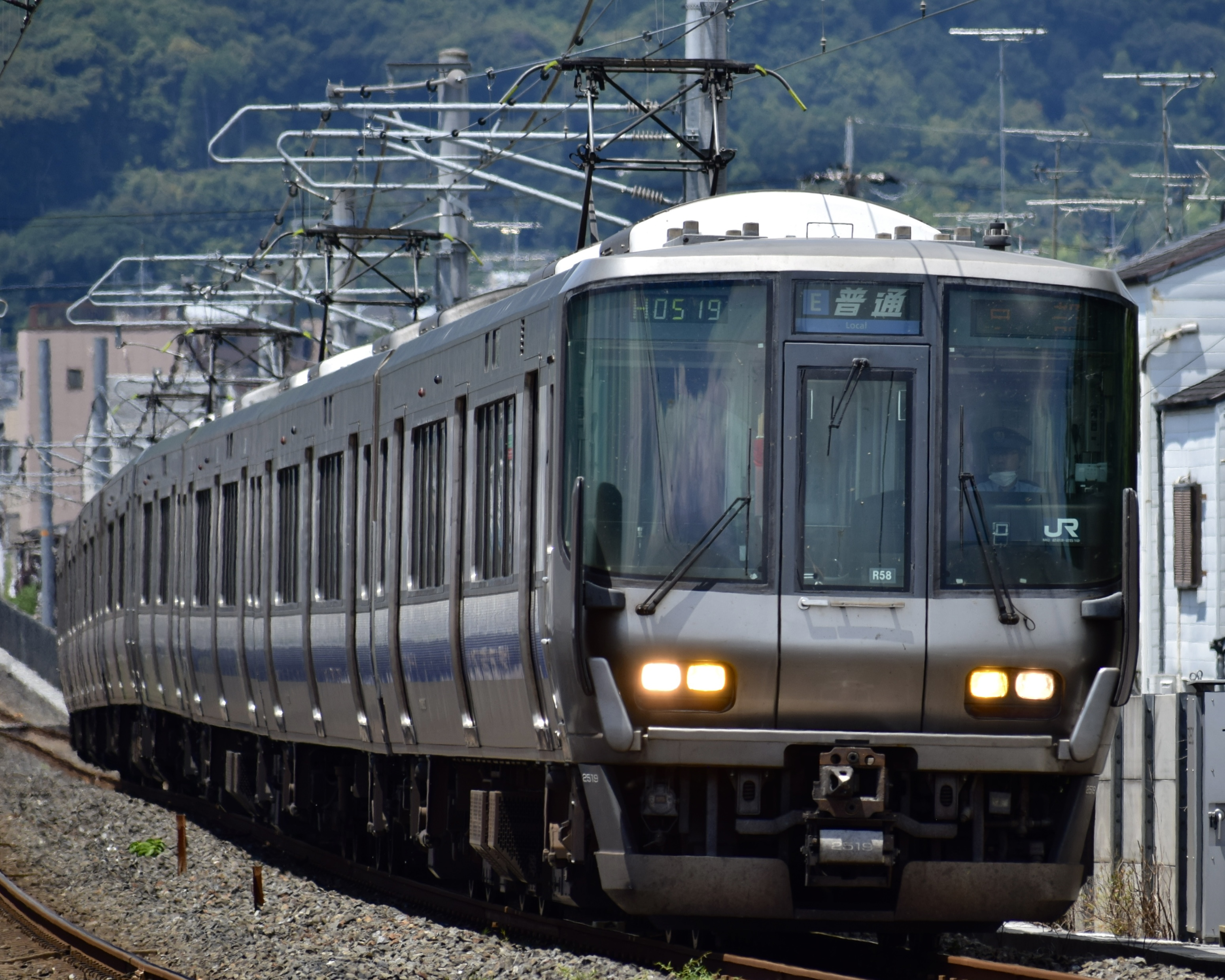
2500番台3次車（京都転属後）
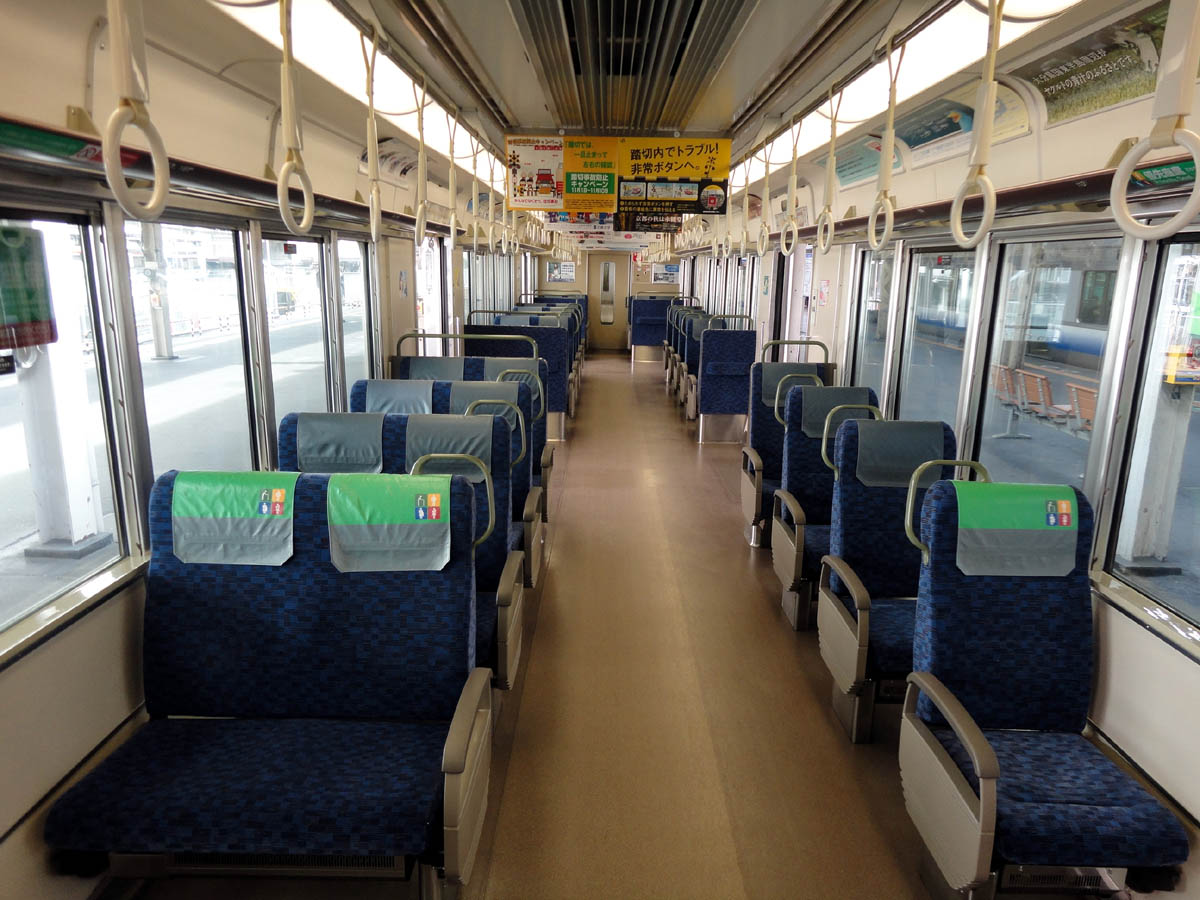
2500番台3次車の車内 （座席モケット変更後）
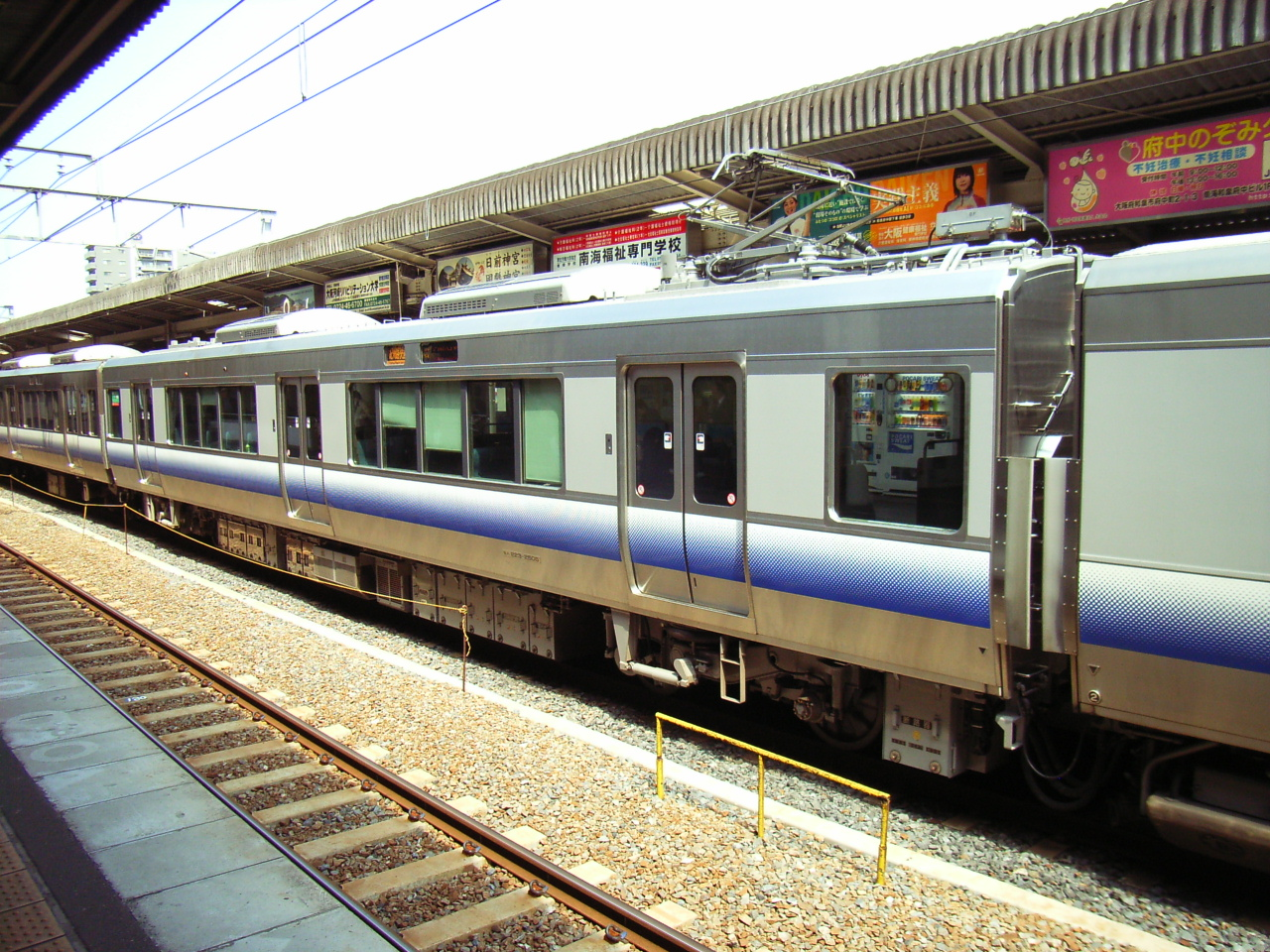
2500番台3次車（モハ単独製造分） 手前は2500番台1次車、奥は0番台で、帯や窓に差異がある。
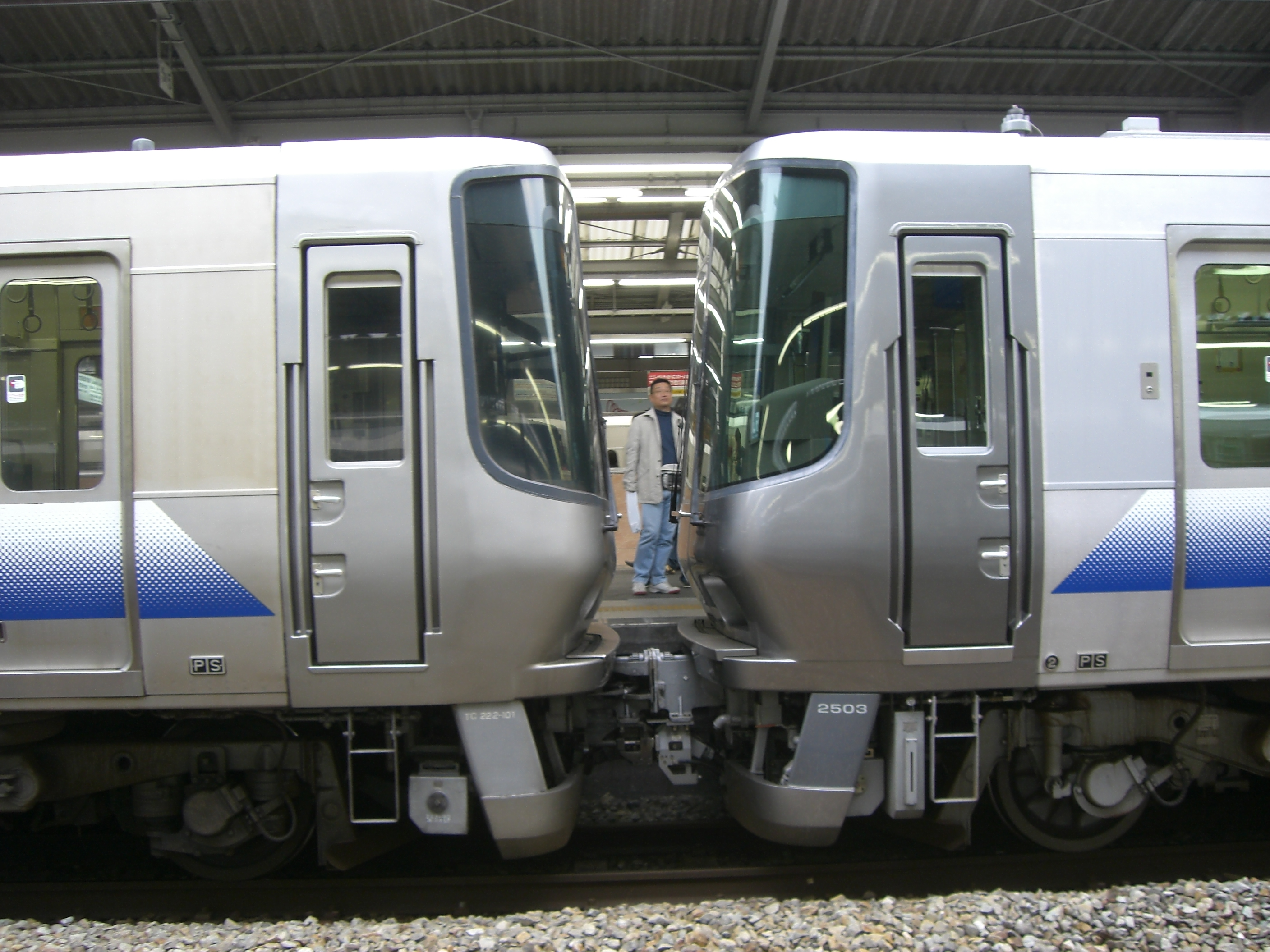
0番台（左）と2500番台（右）の比較 各部の色調やスカートの書式が異なる。
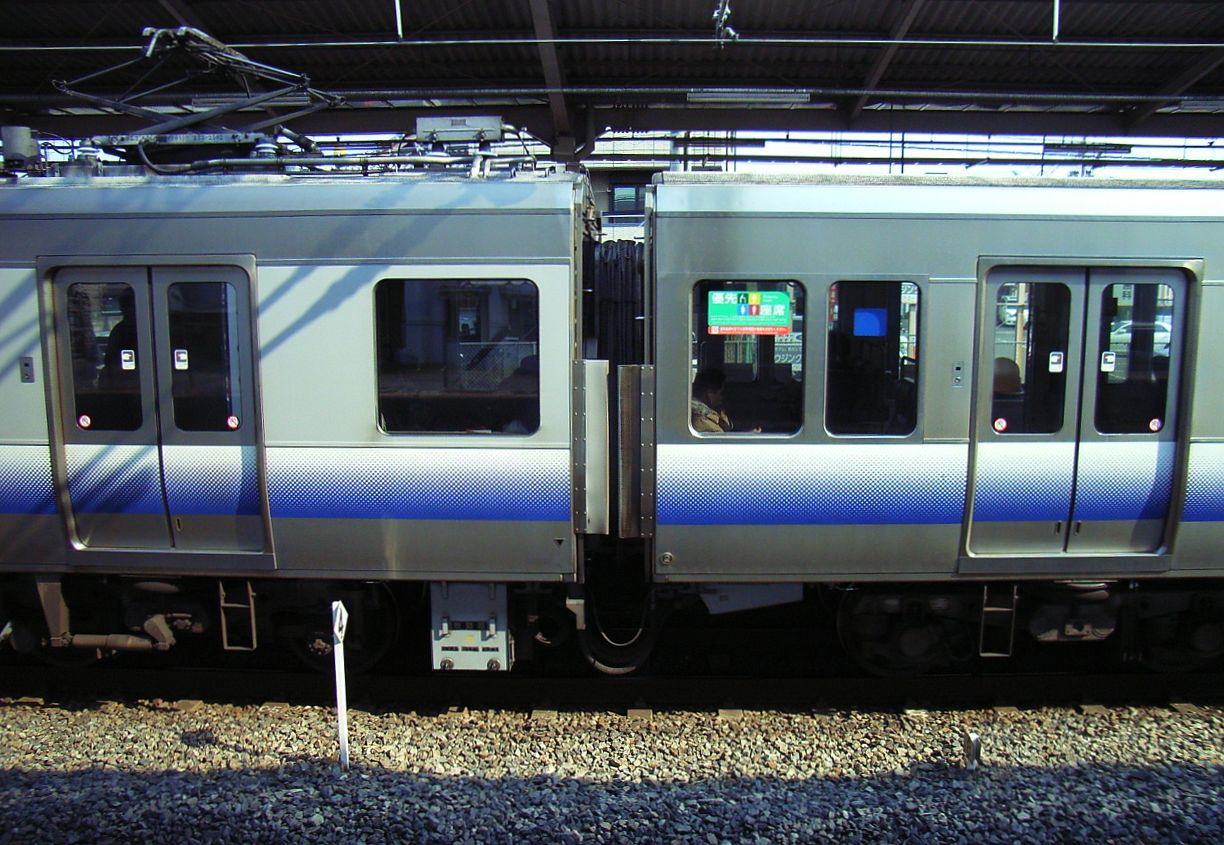
0番台（右）と2500番台（左）の連結面側の比較

| ← 天王寺（阪和線）・大阪環状線外回り先頭関西空港・紀伊田辺 → ← 永原・柘植京都（東海道本線） → ← 京都（山陰本線）胡麻 → | ← 天王寺（阪和線）・大阪環状線外回り先頭関西空港・紀伊田辺 → ← 永原・柘植京都（東海道本線） → ← 京都（山陰本線）胡麻 → | ← 天王寺（阪和線）・大阪環状線外回り先頭関西空港・紀伊田辺 → ← 永原・柘植京都（東海道本線） → ← 京都（山陰本線）胡麻 → | ← 天王寺（阪和線）・大阪環状線外回り先頭関西空港・紀伊田辺 → ← 永原・柘植京都（東海道本線） → ← 京都（山陰本線）胡麻 → | ← 天王寺（阪和線）・大阪環状線外回り先頭関西空港・紀伊田辺 → ← 永原・柘植京都（東海道本線） → ← 京都（山陰本線）胡麻 → |
| --- | --- | --- | --- | --- |
| 2500番台 統一編成 | ◇ クモハ223 -#2500 （Mc）                                                                                              | サハ223 -#2500 （T）                                                                                                   | ◇ モハ223 -#2500 （M）                                                                                                 | クハ222 -#2500 （T'c）                                                                                                 |
| 0番台 混結 | ◇ クモハ223 -#100 （Mc1）                                                                                              | サハ223 -#0 （T） | ◇ モハ223 -#2500 （M）                                                                                                 | クハ222 -#100 （T'c1）                                                                                                 |
| 0番台 混結 | ◇ クモハ223 -#2500 （Mc）                                                                                              | サハ223 -#0 （T） | ◇ モハ223 -#2500 （M）                                                                                                 | クハ222 -#2500 （T'c）                                                                                                 |

### 5000番台
瀬戸大橋線の快速「マリンライナー」の輸送改善と在来車の213系を置き換えるために投入されたグループで、2003年（平成15年）7月に2両編成×7本（P1 - P7編成）が川崎重工業で製造され、岡山電車区（現：下関総合車両所岡山電車支所）に配属された。
車両使用料および線路使用料の相殺のため、JR四国が「マリンライナー」用に投入した5000系と連結して運用することから、本番台と5000系の岡山側2両を構成する普通車（自由席）車両とは共同開発・共通設計で、外観の違いは車体に貼付されたJRマークの色と、排障器の形状程度である。
2000番台2次車をベースに様々な設計変更がなされ、先頭部は連結運転時に編成間を通り抜けできるよう貫通幌が設置されたことに伴い、前面ガラスが直立した形態となった。側窓は瀬戸大橋からの眺望に配慮して1000番台とほぼ同一の下降窓構造となった。また、ATS-Pが整備されていない路線で運用されるため、本番台は唯一準備工事のみの施工となっている。
車内は、ドア上の広告スペースが従来より拡大され、乗務員室付近の意匠が125系に準じたものになった。助士側は開放スペースになっているが、いたずら防止のためにドアスイッチ類にカバーが設けられている。
「マリンライナー」専用車両として開発されたため、鳥越トンネルの通過は考慮されず、パンタグラフ折り畳み高さは一般的な電車と同じになっている。

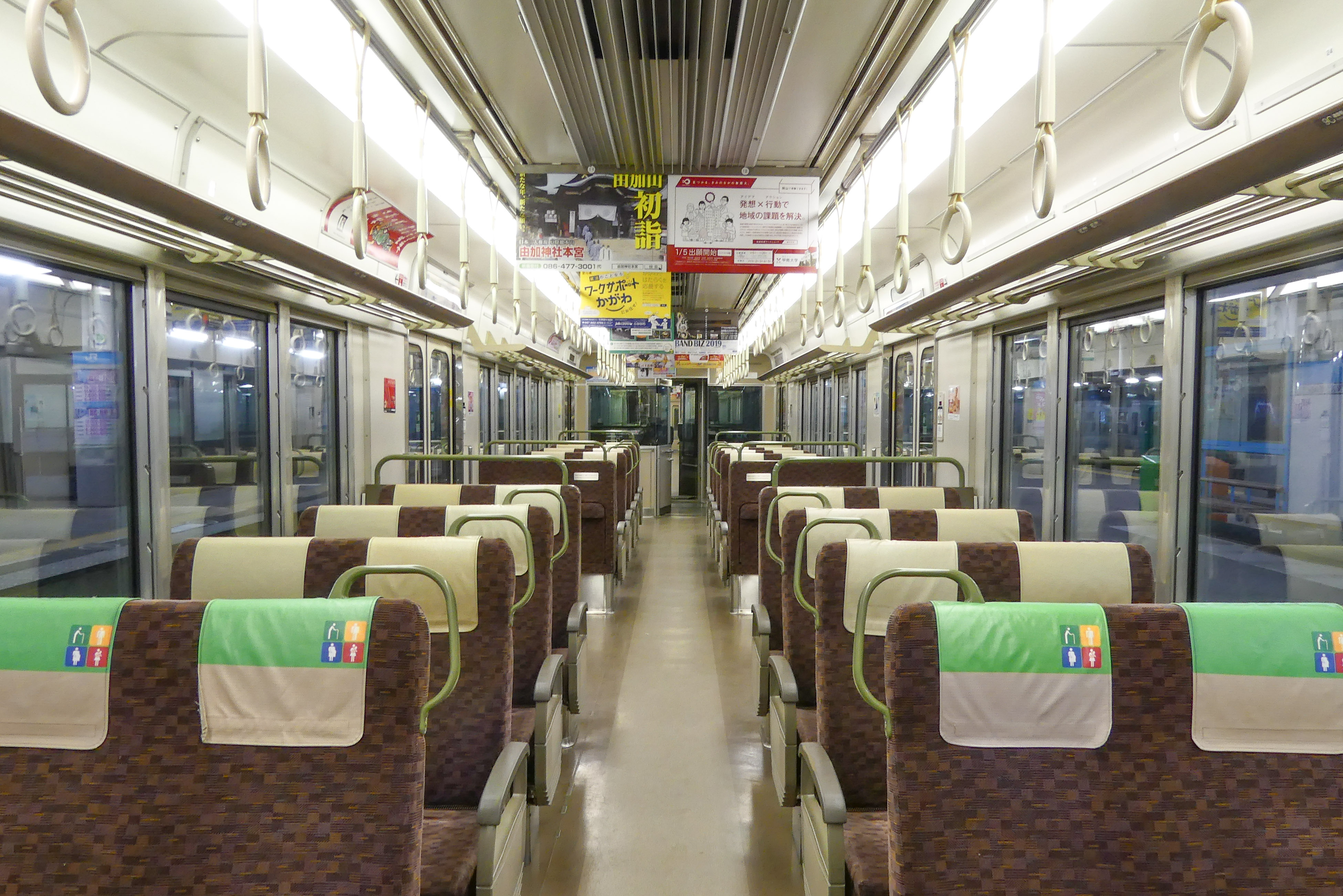
5000番台の車内

| ← 岡山高松 →              | ← 岡山高松 →           |
| ------------------------- | ---------------------- |
| ◇ クモハ223 -#5000 （Mc） | クハ222 -#5000 （T'c） |

### 5500番台

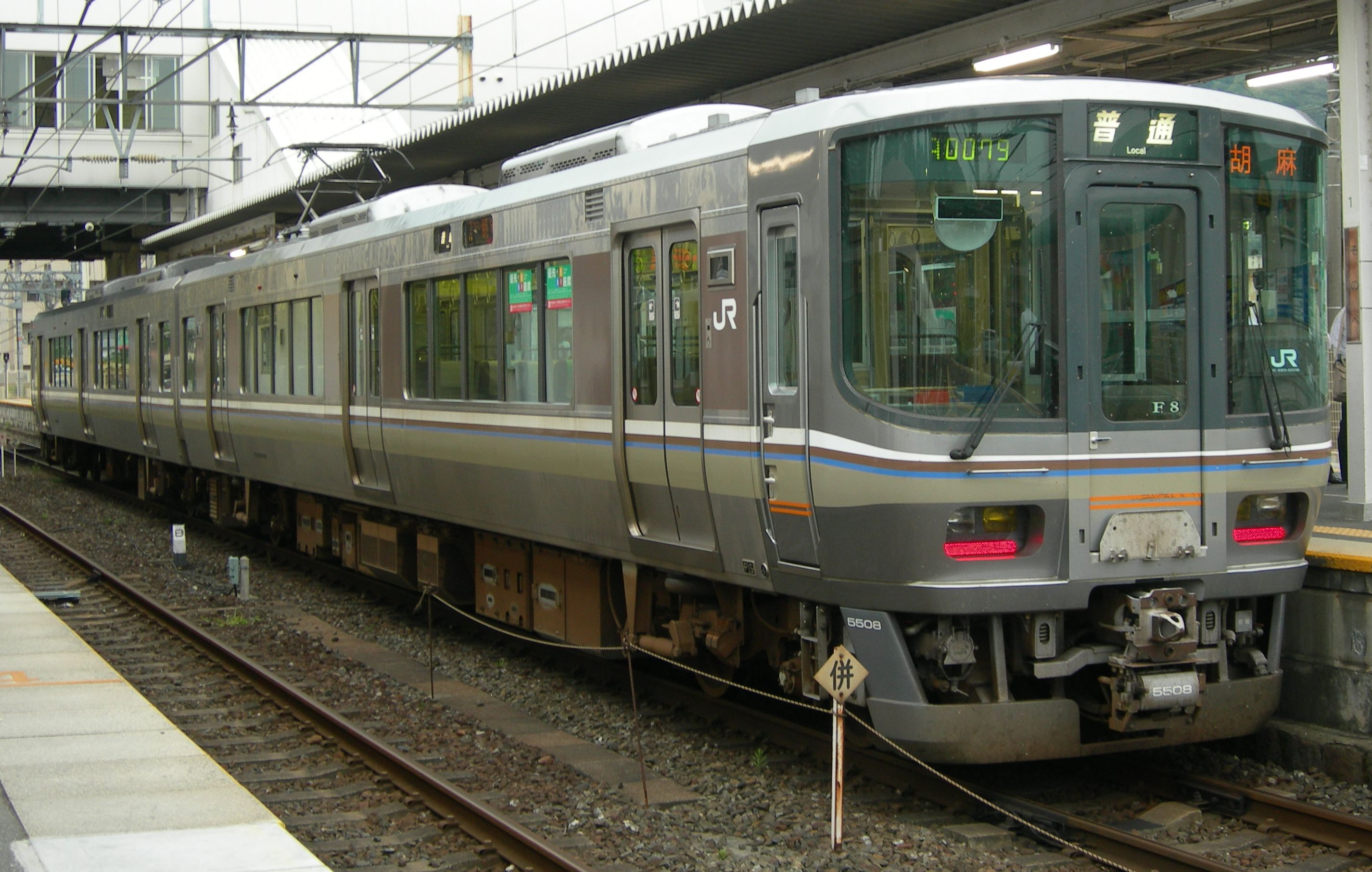
転落防止幌設置前の5500番台

福知山地区で使用されていた113系3800番台・5800番台の置き換え用として2008年に製造された。
前述の5000番台をベースに、2000番台4次車以降で行われた耐燃焼性・耐溶融滴下性の向上や防音性の確保のための設計変更を盛り込んでいる。JR西日本の在来線電車としては、下枠交差型パンタグラフを装備して新造された最後の形式である。
車体は衝突安全性の観点から車体構造の見直しが行われている。構体の台枠 - 側 - 屋根垂木の接合部を強化し、側構体の強化や戸袋部の補強など、従来車より車体の強度向上が図られている。
乗務員室は5000番台同様な前面貫通扉を持った常時貫通構造とし、客室内展望を考慮して125系3次車と同様の背面仕切りにするとともにワンマン運転対応設備を設置している。また、併結時の客室スペースとしての利用を考慮して助士席を解放できるようにしている。
客室設備は扉間は転換クロスシート、車端部はロングシートを基本とし、T'c車1位寄りに車椅子スペース、2位寄りに車椅子対応大型トイレを備える。トイレの処理方式は従来のカセット式（0番台・1000番台・2500番台は循環式）ではなく、521系で採用された防臭性に優れた真空式に変更された。客室照明カバーは2000番台4次車に準じて変更されている。運転席後ろの運賃表示器は、当初はLED・7セグ併用であったが、現在はLCDに交換されている。
主電動機は WMT102B（1時間定格出力220 kW）に代わり、長寿命化の観点から絶縁種別をH種からClass200に向上させた WMT102C（1時間定格出力230 kW）を搭載する。
集電装置はクモハ223形後位寄りに1基搭載が基本であるが、10両（5501 - 5510）には霜取り用パンタグラフが前位寄りに追加され、2基搭載となっている。
台車については2000番台5次車と同じく電動台車が WDT59・付随台車が駐車ブレーキ準備工事済みの WTR243E である。
最高速度は120 km/hで、嵯峨野線内で221系と併結して運用されることもあるため、6000番台と同様に運転室扉と前面貫通扉にオレンジのラインが入っている。

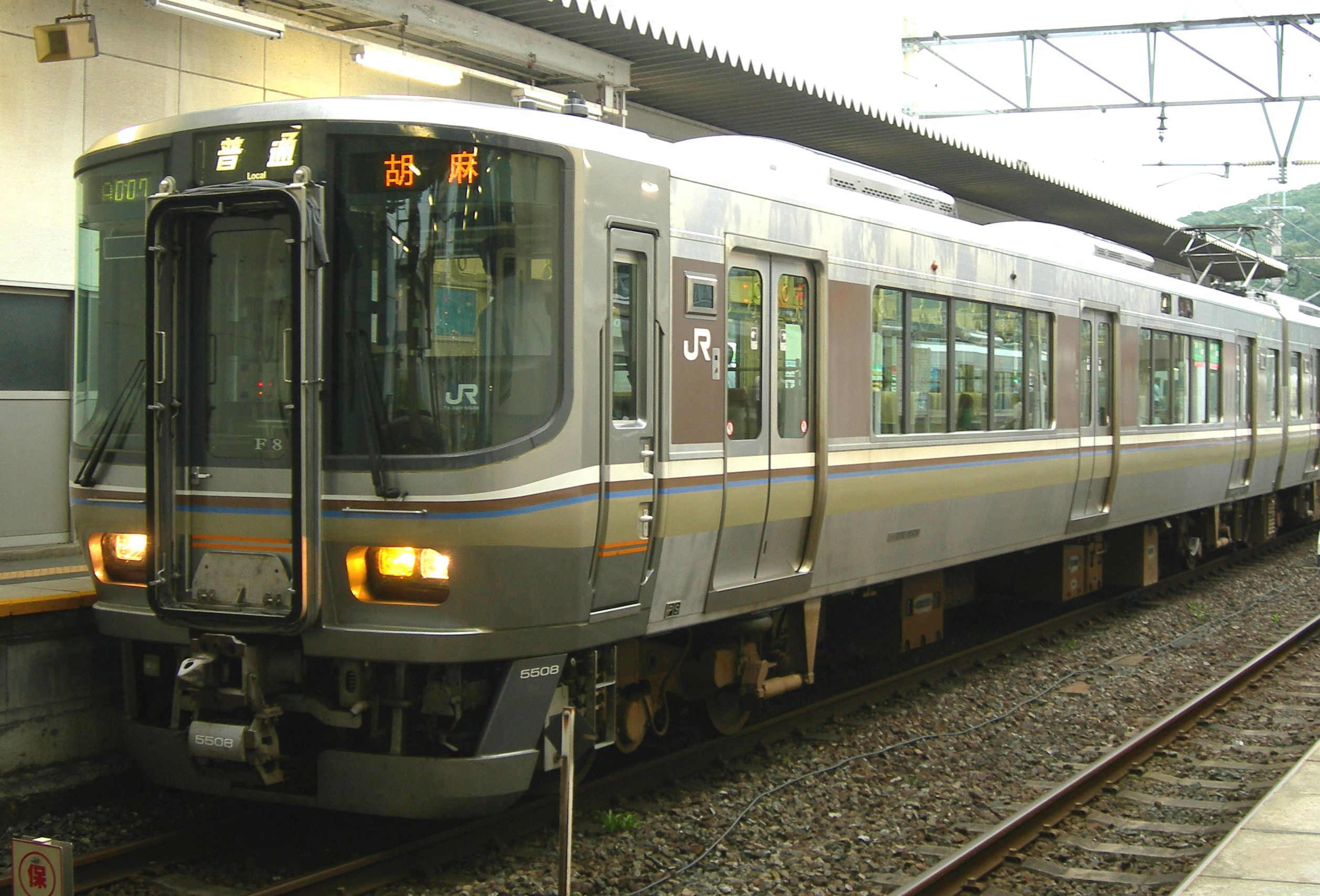
クハ222形5500番台
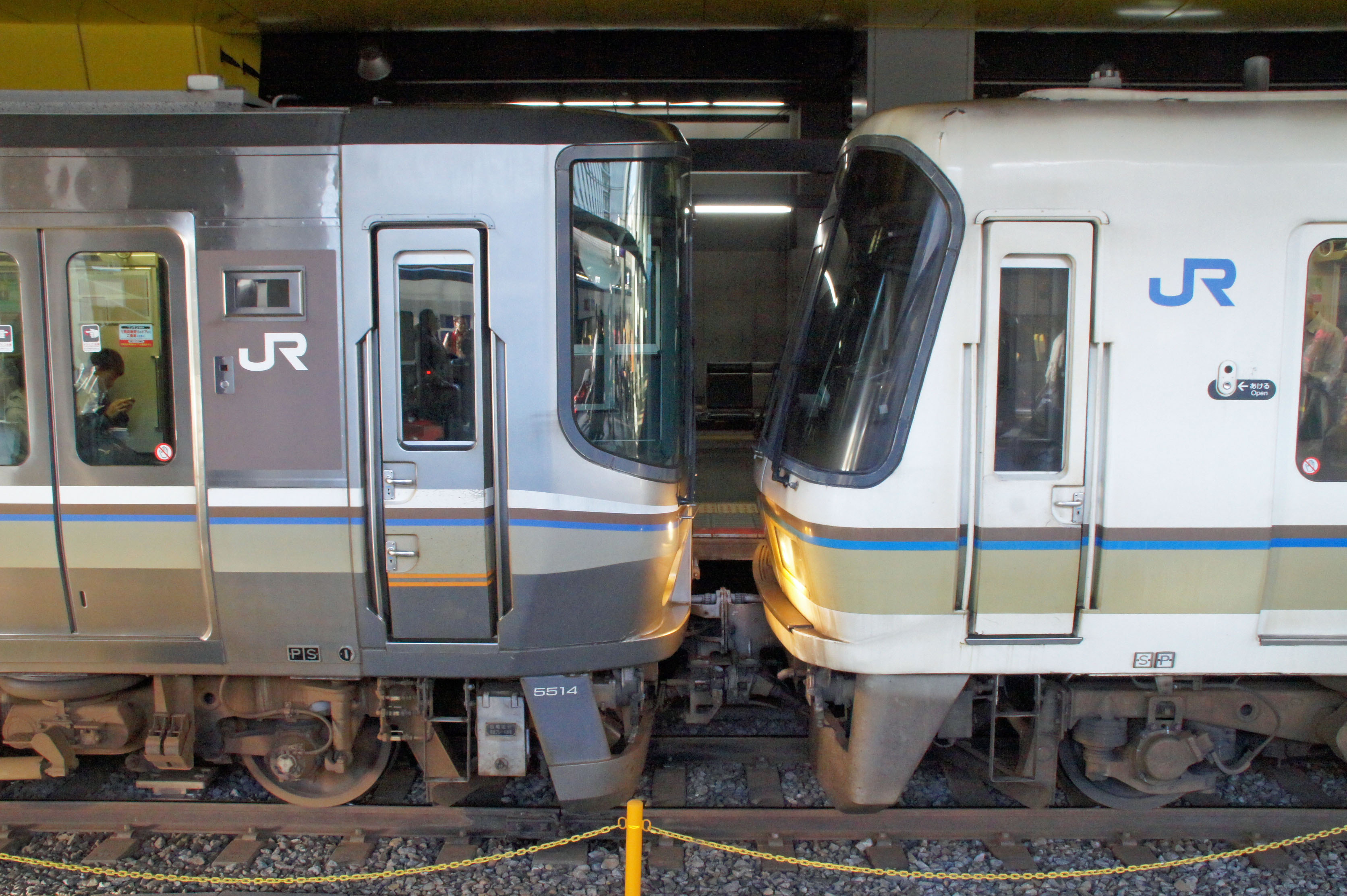
223系5500番台と221系連結部
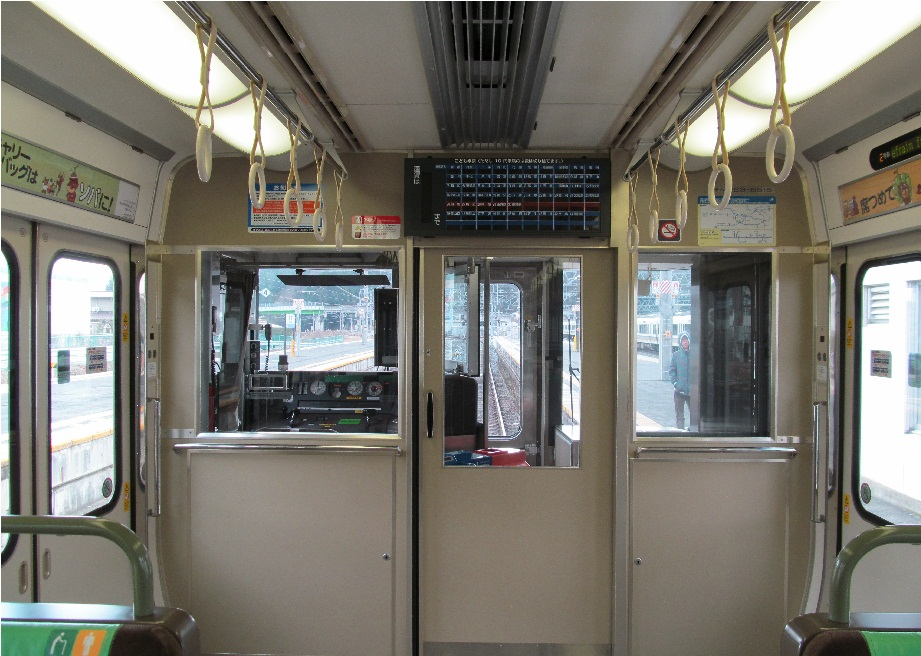
223系5500番台乗務員室
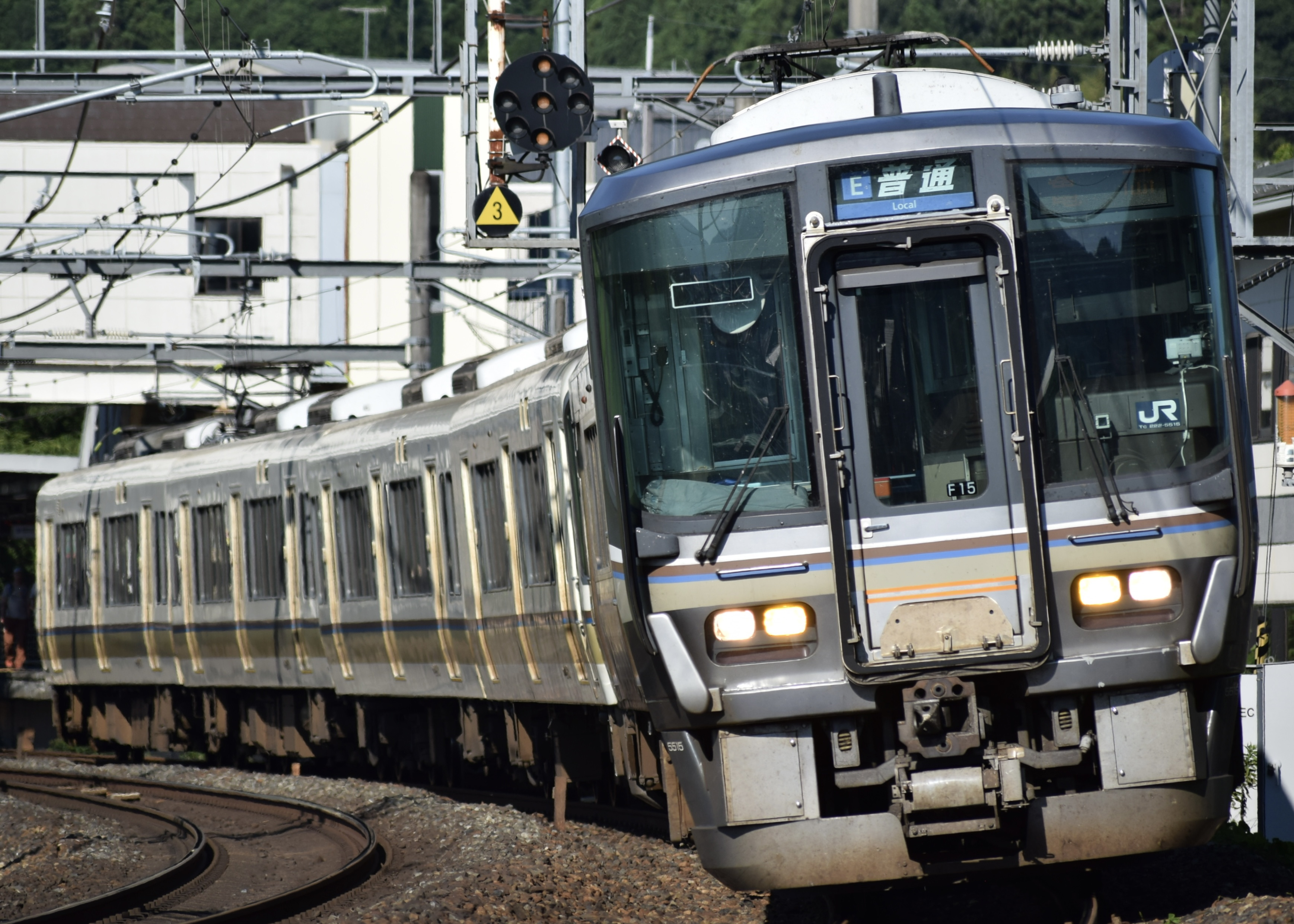
223系5500番台と221系の併結運転による嵯峨野線普通列車

| ← 京都・東舞鶴城崎温泉 → ← 篠山口福知山（福知山線） → | ← 京都・東舞鶴城崎温泉 → ← 篠山口福知山（福知山線） → | ← 京都・東舞鶴城崎温泉 → ← 篠山口福知山（福知山線） → |
| ----------------------------------------------------- | ----------------------------------------------------- | ----------------------------------------------------- |
| 1パンタ車                                             | ◇ クモハ223 -#5500 （Mc）                             | クハ222 -#5500 （T'c）                                |
| 2パンタ車                                             | ◇ クモハ223 -#5500 （Mc）                             | クハ222 -#5500 （T'c）                                |

### 6000番台
本系列は221系との併結を考慮し、スイッチ操作により性能を221系に合わせられるよう設計されている。性能選択スイッチの切り替えミス防止のため、221系と同等の車両性能に固定されたグループである。
識別のため、先頭車（クモハ223形・クハ222形）の前面貫通扉の下部と側面乗務員扉の下部にはオレンジ色の細いライン2本が、運転台には「221系性能」標記が貼付されている。

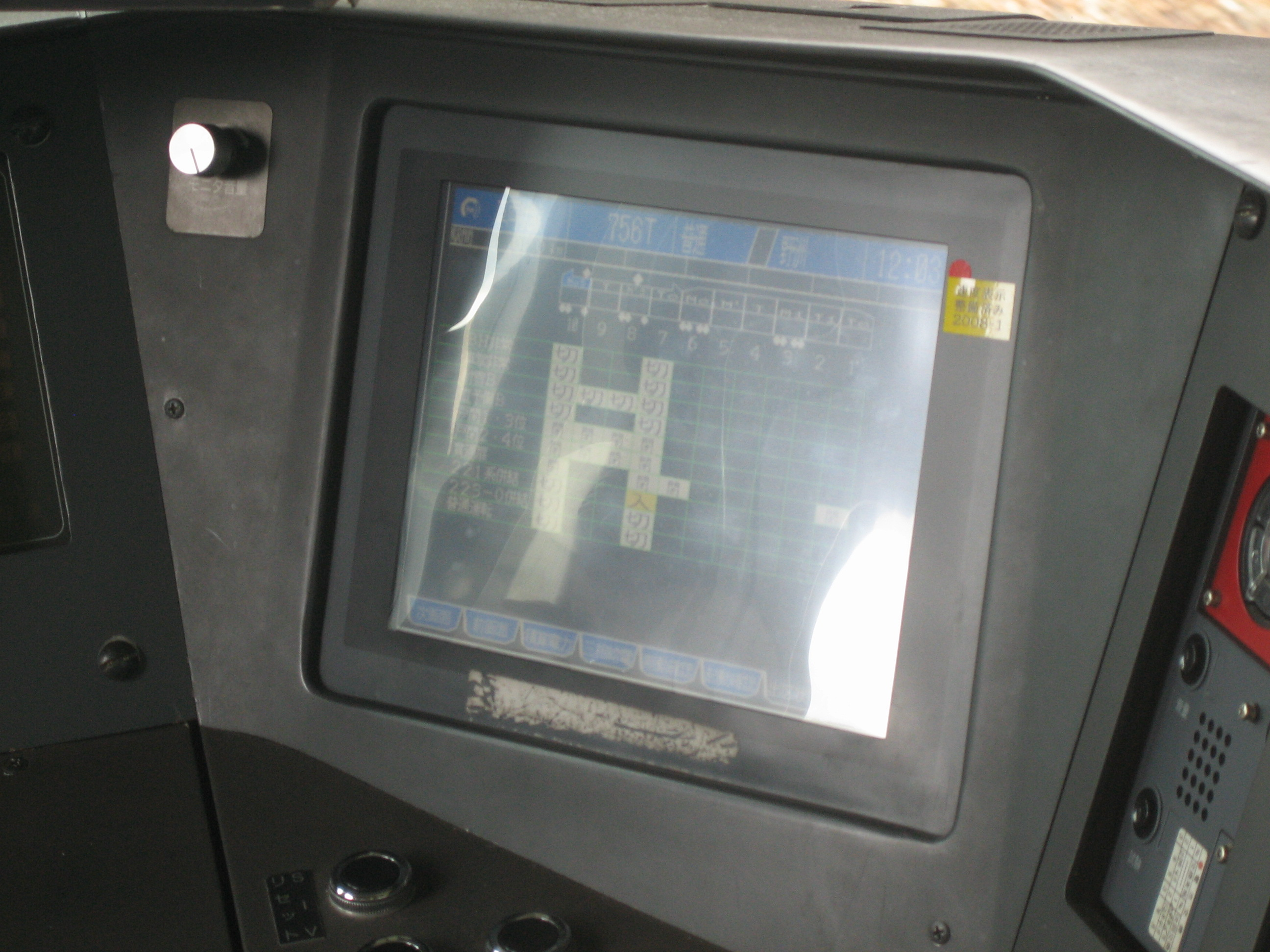
221系と連結した時のガイダンス表示
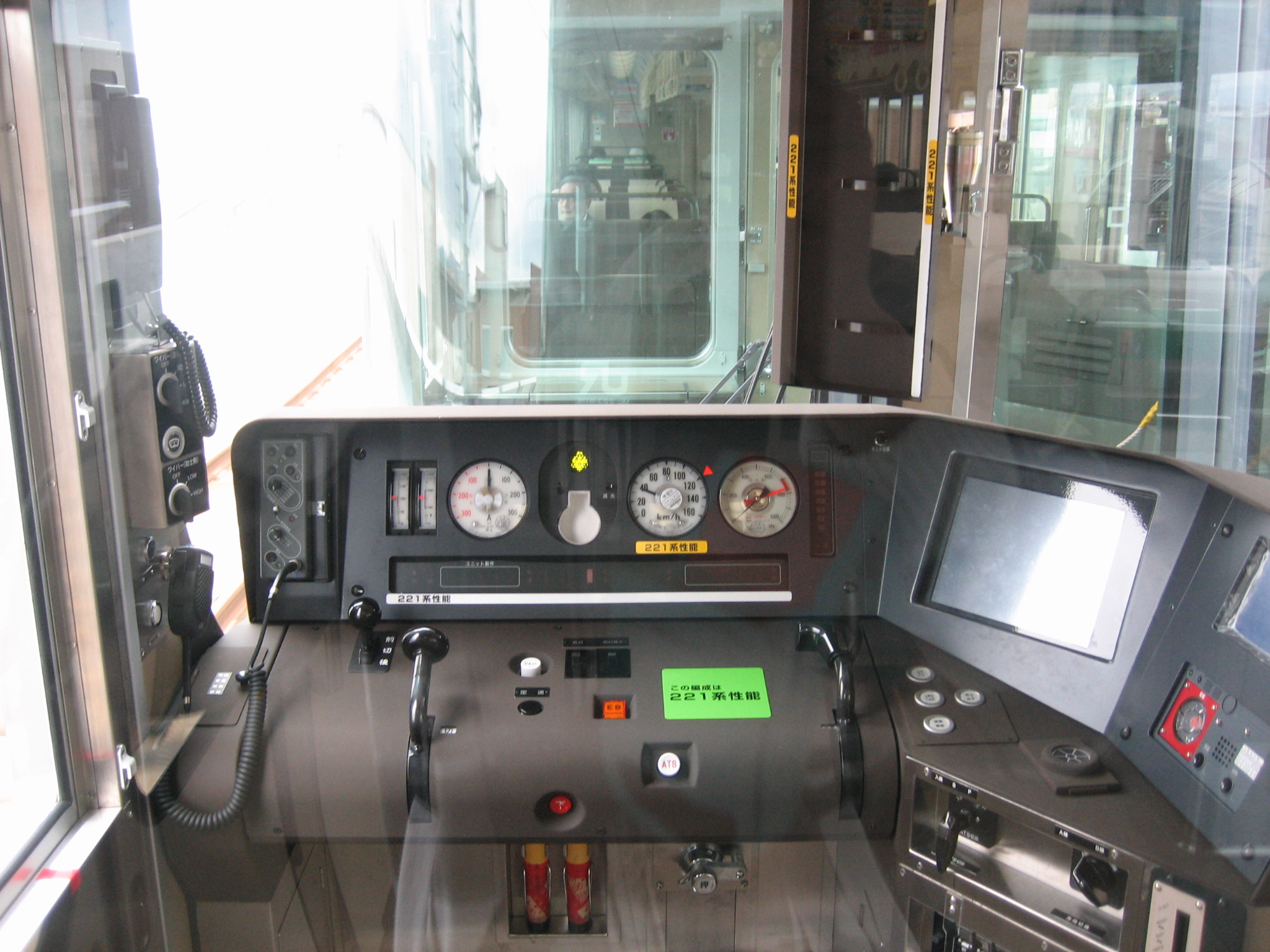
6000番台への改番された後の宮原車の運転台の様子。注意書きシールが拡大されている。

#### 京阪神地区用6000番台

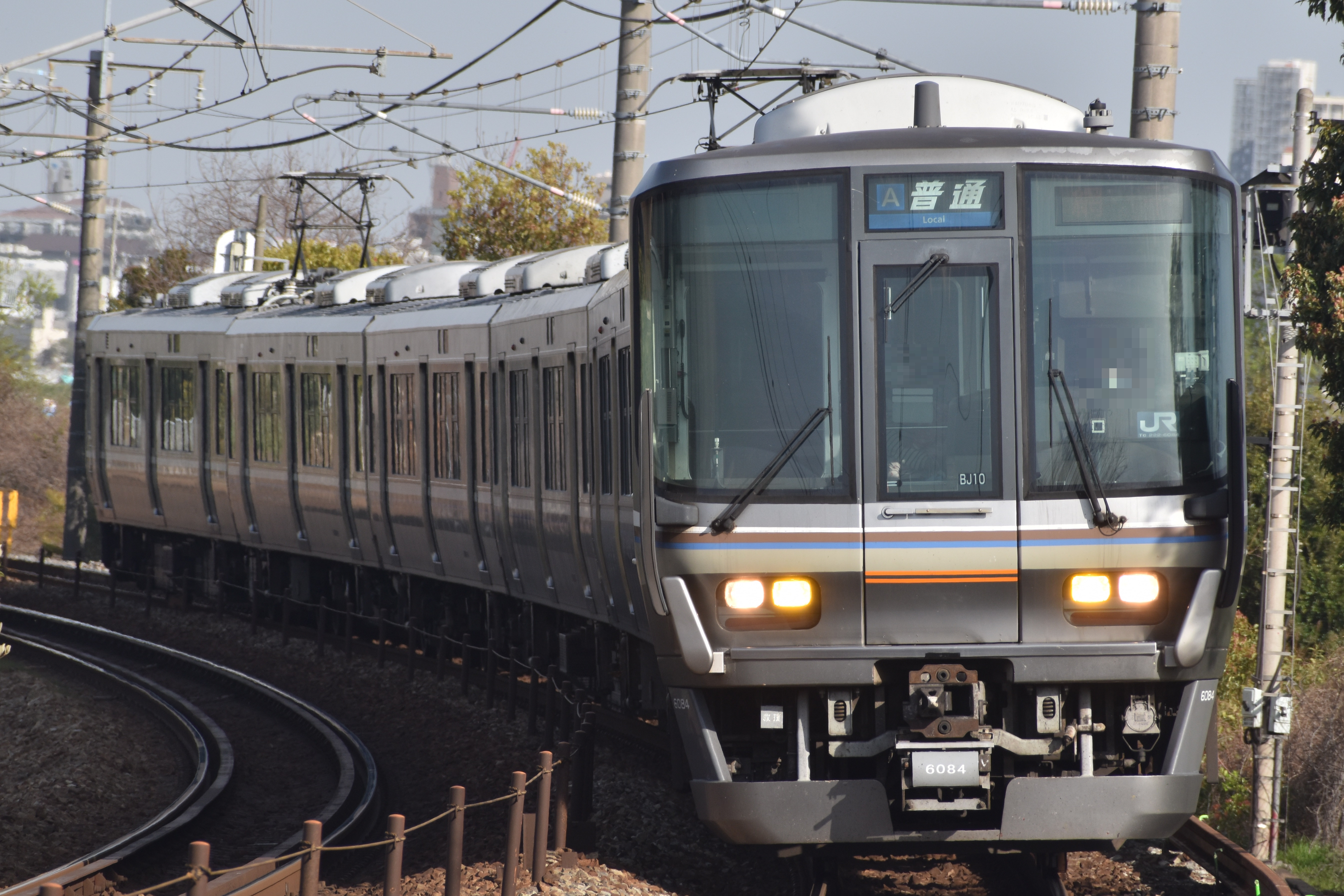
6000番台（網干車）

網干総合車両所所属のJR神戸線・JR京都線・琵琶湖線用2000番台の一部を221系相当の性能に固定したグループで、2008年（平成20年）1月21日から運用を開始した。本系列の増備に伴い221系の転出が進み、恒常的に両系列の併結が発生するようになったことから6000番台化が行われた。
2008年（平成20年）1月から2月にかけて4両編成×6本（V21 - V26編成）、同年10月に4両編成×2本（V27・V28編成）、2010年2月に4両編成×1本（V20編成）が改番された。その後、2012年（平成24年）3月に2編成（V27・V28編成）が221系性能固定を解かれて原番復帰。7編成（V20 - V26編成）が221系C編成と共通で運用されていたが、2018年（平成30年）12月にV20・V21編成は性能固定を解かれ原番復帰した。
2021年（令和3年）3月13日のダイヤ改正より、吹田総合車両所奈良支所に転属した221系C編成の補充としてV27・V28編成が6000番台に再改造されたほか、新たにV29編成が6000番台に改番された。これまでは全車1次車を対象としていたが、今回初めて2次車も対象となった。なお、この性能固定は、221系に代わる同数の225系100番台の投入によって2021年（令和3年）9月末から10月4日にかけて全編成が解除され、網干所属の本系列6000番台はいったん消滅した。
2023年（令和5年）2月から3月にかけて、吹田総合車両所奈良支所・京都支所に転属した221系B編成の補充として6両編成×3本（J10 - J12編成）が221系性能固定となり、221系B編成との共通運用を開始している。
| ← 長浜・大垣上郡・播州赤穂 → | ← 長浜・大垣上郡・播州赤穂 → | ← 長浜・大垣上郡・播州赤穂 → | ← 長浜・大垣上郡・播州赤穂 → | ← 長浜・大垣上郡・播州赤穂 → | ← 長浜・大垣上郡・播州赤穂 → | ← 長浜・大垣上郡・播州赤穂 → |
| ---------------------------- | ---------------------------- | ---------------------------- | ---------------------------- | ---------------------------- | ---------------------------- | ---------------------------- |
| 6両編成                      | ◇ クモハ223 -#6000 （Mc）    | サハ223 -#6000 （T）         | サハ223 -#6000 （T）         | ◇ モハ223 -#6000 （M）       | サハ223 -#6000 （T）         | クハ222 -#6000 （T'c）       |
| 4両編成 1次車                | ◇ クモハ223 -#7000 （Mc3）   | サハ223 -#6000 （T）         | ◇ モハ222 -#7000 （M'3）     | クハ222 -#7000 （T'c）       |                              |                              |
| 4両編成 2次車                | ◇ クモハ223 -#6000 （Mc）    | サハ223 -#6000 （T）         | ◇ モハ223 -#6100 （M1）      | クハ222 -#6000 （T'c）       |                              |                              |

#### 福知山線用6000番台

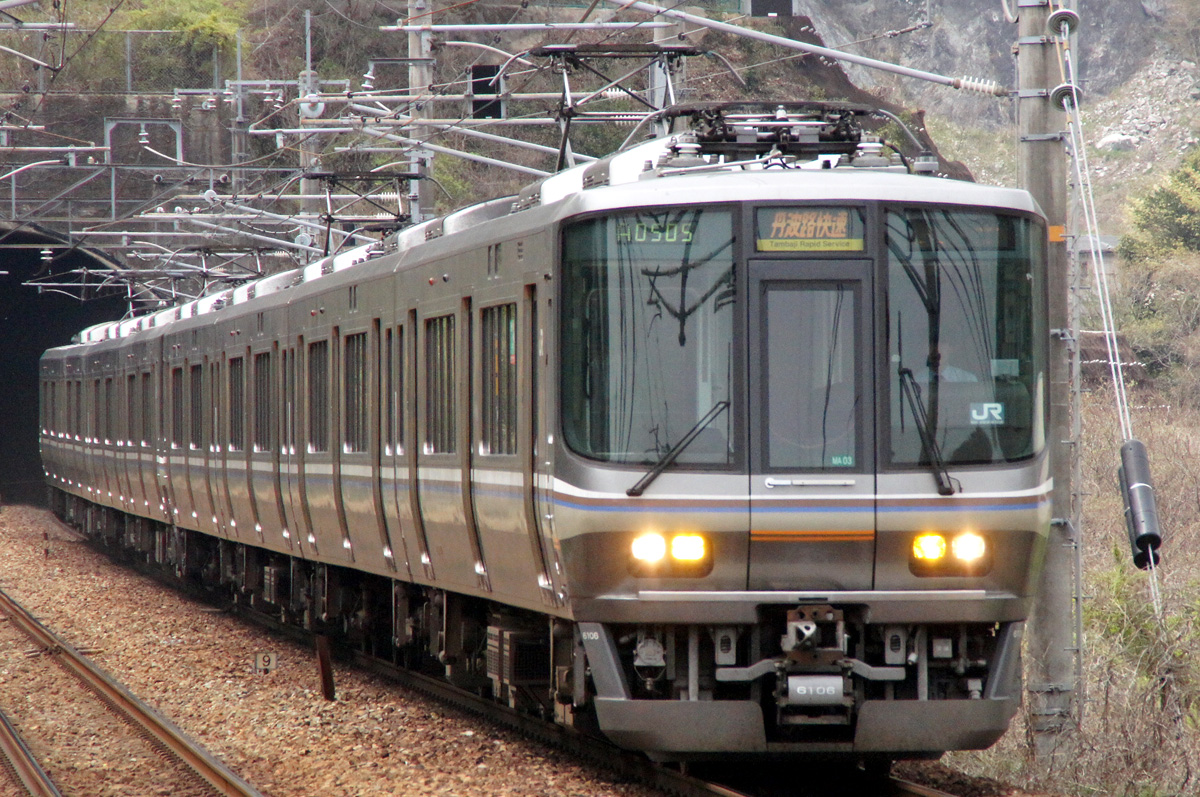
転落防止幌設置前の6000番台宮原車

2008年（平成20年）3月15日のおおさか東線開業にあわせて新造されたグループ。2000番台5次車および6次車として4両編成×20本（MA01 - MA20編成）の合計80両が宮原総合運転所（現：網干総合車両所宮原支所）に配置され、営業運転開始前に全車が6000番台となった。
当初はおおさか東線経由（放出駅以北が未開業のため尼崎駅発着）の直通快速にも充当されていたことから、JR東西線内の剛体架線区間での離線対策として、電動車は本系列で初めて全車パンタグラフ2基搭載とされた（従来は準備工事のみ）。なお、JR東西線への4扉車用ホームドア設置後は、霜取り用として活用されている。
さらに2012年（平成24年）3月のダイヤ改正で113系および221系の置き換えを目的として2008年（平成20年）に新造された7次車4両2編成が網干総合車両所本所から改番（V65 → MA21、V66 → MA22）のうえ転入した。これらの編成のパンタグラフの増設は行われていない。
その後、2022年（令和4年）3月のダイヤ改正で5編成（MA01 - MA05編成）が、2023年（令和5年）3月のダイヤ改正による運用変更で4編成（MA06 - MA09編成）が吹田総合車両所京都支所に転属した。
| ← 大阪福知山 → | ← 大阪福知山 →            | ← 大阪福知山 →       | ← 大阪福知山 →          | ← 大阪福知山 →         |
| -------------- | ------------------------- | -------------------- | ----------------------- | ---------------------- |
| 2パンタ車      | ◇ クモハ223 -#6000 （Mc） | サハ223 -#6000 （T） | ◇ モハ223 -#6100 （M1） | クハ222 -#6000 （T'c） |
| 1パンタ車      | ◇ クモハ223 -#6000 （Mc） | サハ223 -#6000 （T） | ◇ モハ223 -#6100 （M1） | クハ222 -#6000 （T'c） |

#### 京都地区用6000番台
| 6000番台京都車（網干からの転属車） |  | 6000番台京都車（宮原からの転属車） |
| 6000番台京都車（網干からの転属車） |  | 6000番台京都車（宮原からの転属車） |

草津線・湖西線に残る113系・117系の置き換えを目的に、2021年（令和3年）3月13日のダイヤ改正より運用開始した。朝ラッシュ時の運用見直しに伴って網干・宮原から吹田総合車両所京都支所へ転属したグループで、編成記号は4両編成がR、6両編成がPである。J13・J14編成の京都支所への転属・改番により6000番台6両編成とモハ223形6000番台が誕生した。
| ← 永原・柘植京都（東海道本線） → ← 京都（山陰本線）胡麻 → | ← 永原・柘植京都（東海道本線） → ← 京都（山陰本線）胡麻 → | ← 永原・柘植京都（東海道本線） → ← 京都（山陰本線）胡麻 → | ← 永原・柘植京都（東海道本線） → ← 京都（山陰本線）胡麻 → | ← 永原・柘植京都（東海道本線） → ← 京都（山陰本線）胡麻 → | ← 永原・柘植京都（東海道本線） → ← 京都（山陰本線）胡麻 → | ← 永原・柘植京都（東海道本線） → ← 京都（山陰本線）胡麻 → |
| --------------------------------------------------------- | --------------------------------------------------------- | --------------------------------------------------------- | --------------------------------------------------------- | --------------------------------------------------------- | --------------------------------------------------------- | --------------------------------------------------------- |
| 6両編成                                                   | ◇ クモハ223 -#6000 （Mc）                                 | サハ223 -#6000 （T）                                      | サハ223 -#6000 （T）                                      | ◇ モハ223 -#6000 （M）                                    | サハ223 -#6000 （T）                                      | クハ222 -#6000 （T'c）                                    |
| 4両編成 1パンタ車                                         | ◇ クモハ223 -#6000 （Mc）                                 | サハ223 -#6000 （T）                                      | ◇ モハ223 -#6100 （M1）                                   | クハ222 -#6000 （T'c）                                    |                                                           |                                                           |
| 4両編成 2パンタ車                                         | ◇ クモハ223 -#6000 （Mc）                                 | サハ223 -#6000 （T）                                      | ◇ モハ223 -#6100 （M1）                                   | クハ222 -#6000 （T'c）                                    |                                                           |                                                           |

### 9000番台
1998年（平成10年）11月に川崎重工業が、2000番台の量産に先立ち1両のみ製造した2シート工法車体検証用の試作車である。クモハ223-9001と車号が付けられていたものの、川崎重工業の所有物であり、無車籍であった。前照灯周りは1000番台に準ずるが、フォグランプはなく、外側が尾灯となっている。また、冷房装置は集中式1基となっている。
評価試験後は工場内に留置されていたが、在来線用技術試験車「U@tech」への転用のため、JR西日本が購入のうえ、2004年（平成16年）9月に吹田工場（現：吹田総合車両所）で改造を実施、クモヤ223-9001に改称された。
2019年（平成31年）3月31日付でクモヤ223-9001含む「U@tech」の3両が廃車扱いとなり、9000番台の区分は消滅した。なお、在来線で車両番号が9000番台に区分されている試験車両は、JR西日本のみならずJRグループ全体でも本車両が唯一であった。

#### 在来線技術試験車「U@tech」
JR西日本が在来線の次世代鉄道へのシステム改革のために製作した試験車で、「あなた=お客様」（you）、アーバンネットワーク（Urban Network） 、ユビキタス（ubiquitous） 、未来（future）を表すUと、技術（technology）を組み合わせ、U@tech（ユーテック）と命名された。
2004年（平成16年）8月27日、快速マリンライナーの新車置き換えで余剰となった213系2両（クロ212-1・サハ213-1）と223系9000番台（クモハ223-9001）が試験車の種車として改造され、それぞれクヤ212-1・サヤ213-1・クモヤ223-9001に改称された。3両とも青系統のラッピングが施され、所属表記は吹田工場を示す「京スイ」とされた。改造後も無車籍の状態が続いていたが、2007年（平成19年）3月31日付で正式にJR西日本籍に編入された。
U@techは、さらなる安定輸送の提供、地上との大容量データ伝送と業務革新、快適な車内空間、環境・省エネルギーの4つを開発テーマとし、地上と車両を高速大容量通信で結ぶ「沿線無線WAN」が搭載されたほか、本線走行用のATSに加え、車上主体列車制御システム（無線式）の実証試験用装置の設置、新開発の東芝製全閉自冷式永久磁石同期電動機（PMSM）（270 kW）・台車・シングルアームパンタグラフなど、様々な試験装備を搭載してデータ収集を実施した。
車両性能は最高速度130 km/h、曲線通過性能は半径600 m以上の曲線では本則+20 km/h、加減速性能は223系2000番台と同等である。後に運転台がグラスコックピット化されたほか、車上主体列車制御システムの試験車両にもなっていた。
走行試験は主に吹田総合車両所にある試運転線とJR京都線・JR神戸線・嵯峨野線で行われた。高槻駅の1番線には「U@tech」専用の停止位置目標（折り返し用）があったが、新ホームの増設に伴い撤去された。

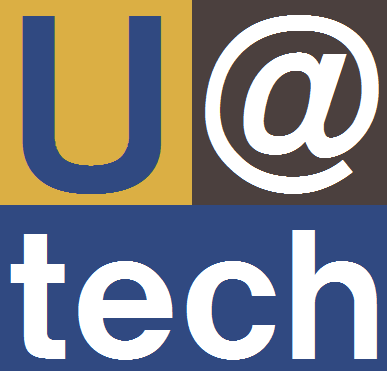
「U@tech」ロゴ

| ← 米原下関・園部 →         | ← 米原下関・園部 → | ← 米原下関・園部 →  |
| -------------------------- | ------------------ | ------------------- |
| ＞ クモヤ223 -9001 （Mzc） | サヤ213 -1 （Tz）  | クヤ212 -1 （T'zc） |

## 改造

### 荷物室新設・撤去工事
JR難波駅直上に設置された大阪シティエアターミナル（OCAT）で国際線搭乗手続きを受けた乗客の荷物搬送用として、荷物室の新設工事が行われた。クモハ223形100番台（2両編成のJR難波方）の乗務員室側の一部座席を撤去して仕切壁を設け、大型荷物棚・火災報知器・荷物室用の蛍光灯などが新設され、荷物室となったエリアは戸袋窓と乗降ドアのガラスを外して車体と同色に塗った鉄板をはめ込み、ドア外側には赤地に白文字で「NO ENTRY」・「ここからは乗車できません」と書かれた戸袋部にまでかかる帯と、進入禁止のマークが書かれていた。
荷物室のドアはその他の乗降ドアの制御とは別回路とされ、個別スイッチにより開閉可能な構造に変更された。このため、停車駅側にも「この乗車位置からは乗車できない」旨の表示があった。荷物室は名目上業務用室とされ、制御電動車（クモ）かつ普通荷物合造車（ハニ）を示す「クモハニ」への形式変更は行われなかった。
1998年（平成10年）にOCATでの搭乗手続きの利用率低下により廃止され、荷物室部分は客室に復元された。

### 室内灯の消灯対策
最高130 km/hでの高速走行に伴い、パンタグラフが架線から一時的に離線してSIVが停止し、室内灯の消灯がしばしば発生していたことから、地上設備と車両設備に改良が行われ、地上設備に対しては架線電圧の乱れが多発する場所の架線を調整し、架線構成の乱れを制御するバランサなどが設置された。車両設備では1000番台と2000番台1次車の96両に対してコンデンサが増設された。

### カーテン取り付け工事
2000番台1次車の236両と2500番台1次車の4両は、コスト削減とメンテナンスの改善を目的に、窓ガラスを濃い灰色の熱線吸収ガラスとしてカーテンを省略したが、乗客からの要望を受けてカーテンが追設された。

### 車両前面強化対策
飛来物や人身事故による先頭車前面窓ガラスの破損や乗務員の傷害が相次いだことから、運転士側前面へのパイプ型プロテクターの取り付けや前面ガラスへの貫通防止フィルム貼り付けなどが行われた。2000番台2次車以降はガラスの強度を向上させたため、この改造の対象外である。

### 避難用はしご設置
日根野支所所属車は紀勢本線や関西空港線など南海トラフ地震で津波の被害が予想される海沿いの区間を走行するため、各車両の中央扉付近に避難用はしごおよび収納用ケースの設置が行われた。なお、日根野支所所属車両は新製当初から設置している225系5100番台・227系1000番台と、阪和線から撤退した103系・205系を除き全車がこの改造を受けている。

### 先頭車間転落防止幌の取り付け
2010年（平成22年）12月17日に舞子駅で発生した乗客転落死亡事故を受けて、2編成併結での運用が多い本系列に、2015年（平成27年）より先頭車間転落防止幌の取り付けが進められている。ただし、瀬戸大橋線で運用される5000番台およびJR四国 5000系は転落防止幌の設置対象外である。

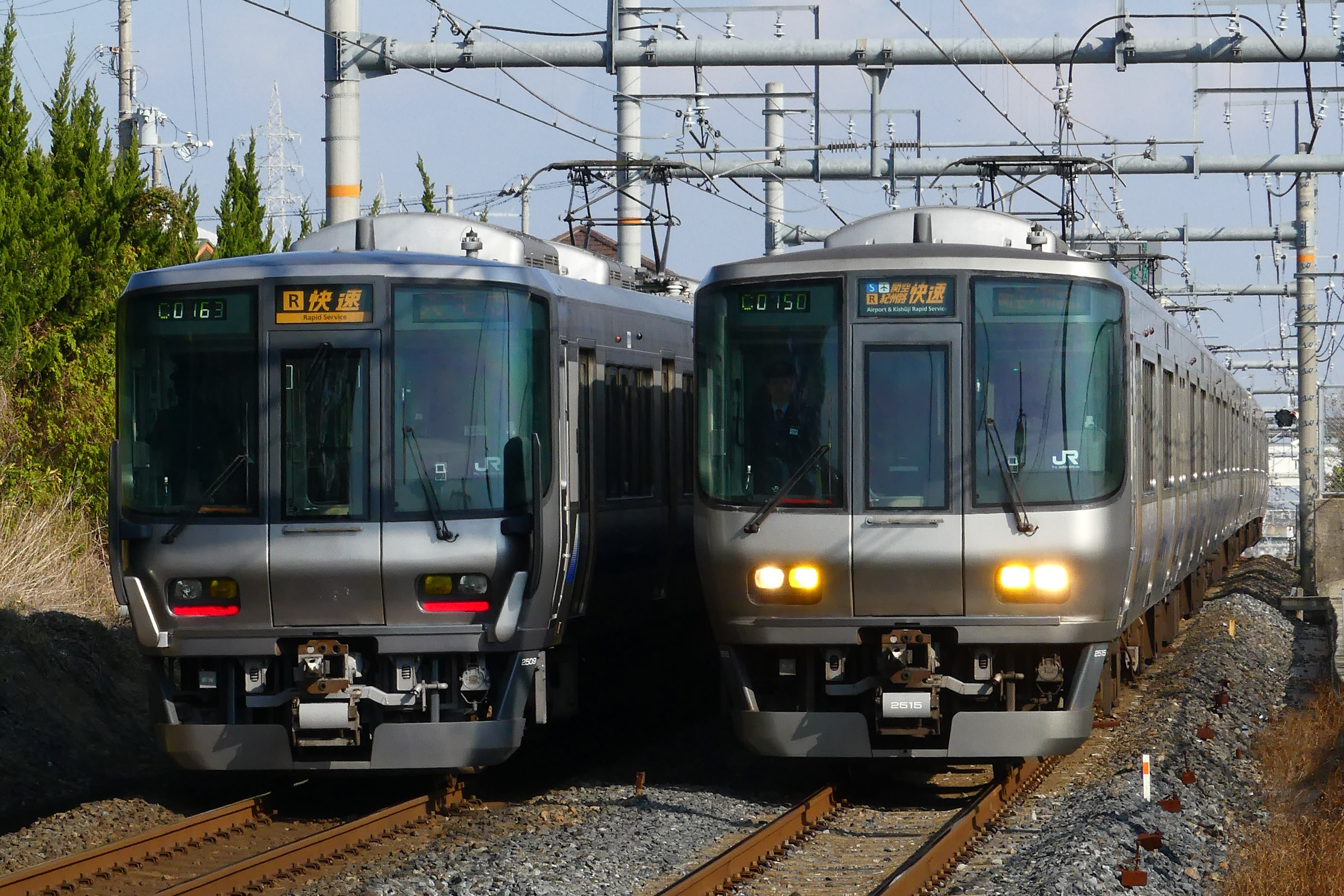
転落防止幌の設置前後比較（2500番台）
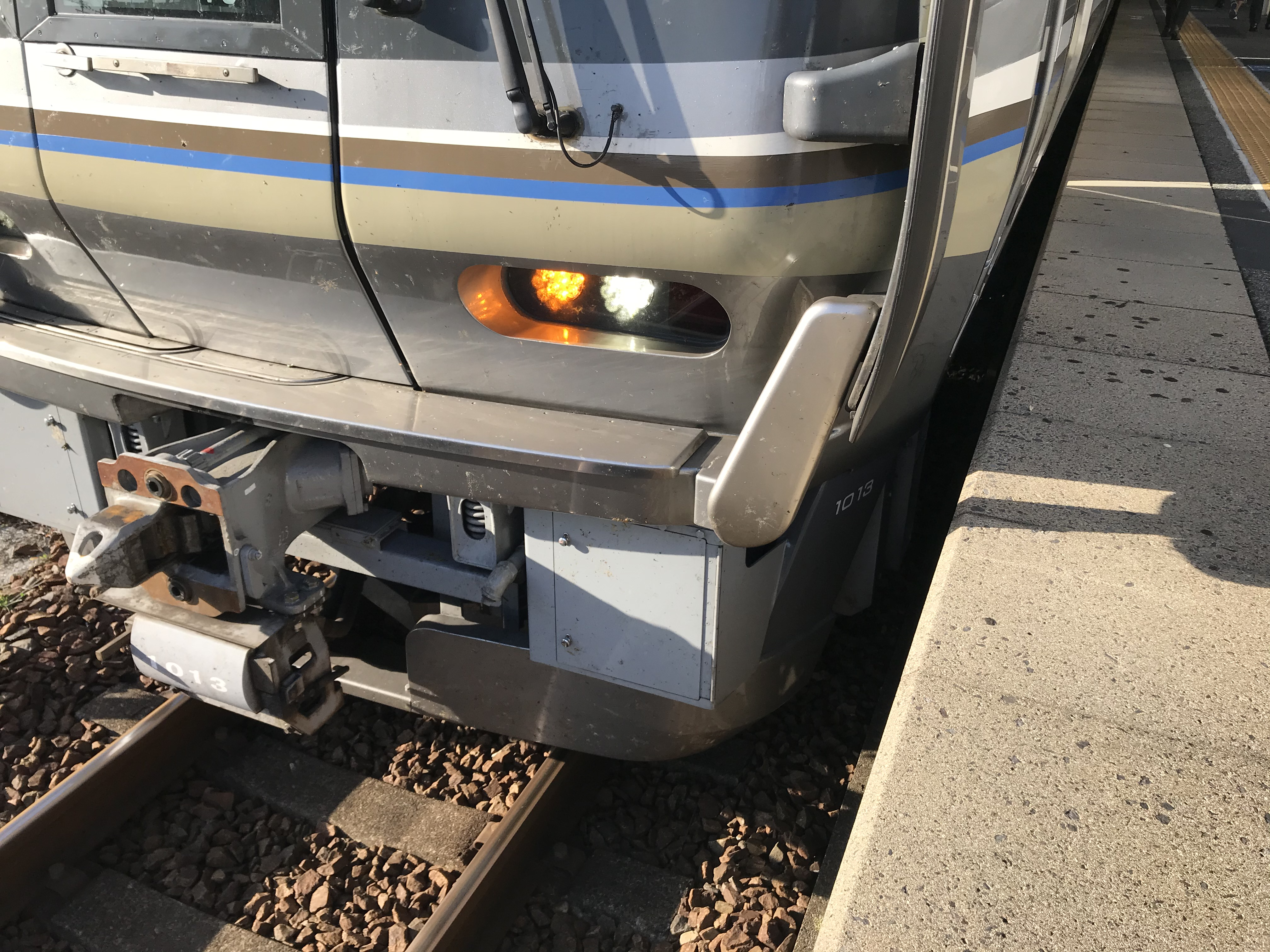
幌設置部の拡大図（1000番台）

### リニューアル工事
| 施工年度 | 施工車両所 施工両数 | 施工車両所 施工両数 | 番台別施工両数 施工済み車輌割合 | 番台別施工両数 施工済み車輌割合 | 番台別施工両数 施工済み車輌割合 | 番台別施工両数 施工済み車輌割合 |
| 施工年度 | 吹田                | 網干                | 0番台                           | 1000番台                        | 2500番台                        | 2000番台                        |
| -------- | ------------------- | ------------------- | ------------------------------- | ------------------------------- | ------------------------------- | ------------------------------- |
| 2018年   | 16                  | 0                   | 16/68 23 %                      | 0/92 0 %                        | 0/72 0 %                        | 0/648 0%                        |
| 2019年   | 24                  | 4                   | 26/68 38 %                      | 4/92 4 %                        | 14/72 19 %                      | 0/648 0%                        |
| 2020年   | 20                  | 4                   | 40/68 60 %                      | 8/92 8 %                        | 20/72 27 %                      | 0/648 0%                        |
| 2021年   | 12                  | 12                  | 52/68 76 %                      | 20/92 21 %                      | 20/72 27 %                      | 0/648 0%                        |
| 2022年   | 20                  | 0                   | 59/68 86 %                      | 20/92 21 %                      | 29/72 40 %                      | 0/648 0%                        |
| 2023年   | 4                   | 8                   | 62/68 91 %                      | 28/92 30 %                      | 32/72 44 %                      | 0/648 0%                        |
| 2025年   | 0                   | 8                   | 62/68 91%                       | 28/92 30%                       | 32/72 44%                       | 8/648 1.2％                     |

最初に投入された0番台は製造から25年以上経過したことから、2018年（平成30年）度よりリニューアル工事が施工されており、第一編成となる0番台HE401編成が2018年（平成30年）5月16日に吹田総合車両所から出場した。
工事内容は以下のとおり。
- 行先・種別表示器をフルカラーLED式に交換
- 運行番号表示器の撤去
- 前照灯をシールドビームから323系に準じたLED2灯式に変更し、従来車体下部に設置されていた尾灯は撤去のうえ、前照灯下部に移設
- 運転台前面の窓面積を縮小したうえで予備ワイパーを新設（車両前面強化のパイプ型プロテクターは撤去）
- 排障器に一対の機器保護カバーを追設
- 側扉と貫通扉を窓の支持方法が異なる新型のものに交換
- オフセット衝突および側面衝突対策として車体妻面角部に補強部材を取付
- VVVF制御装置の換装など、床下電子機器類の更新
- 車側灯の交換
- 車両異常挙動検知装置の設置
- 運転台計器類をアナログ式に変更
- 側扉靴ずりと貫通路踏み板に蛍光テープを貼り付け
- 吊り革や手すりを機能性・視認性の良いものに交換
- 和式トイレを車椅子対応の拡幅洋式トイレに改装（リニューアル工事以前に洋式トイレ改装済みの車両は対象外）
- 車内非常通報装置の増設

なお、以下の工事内容は2021年（令和3年）以降の施工車両では省略されている。
- 車内照明のカバーを廃し、暖色蛍光灯から白色LED照明に交換
- 客室内装材の改修
- 新製時より残存する固定座席を225系と同型のものに交換

2019年（令和元年）7月には、1000番台に対して固定座席と運転台計器類の交換を除く上記の内容に準じたリニューアル工事が波及し、V5編成が第1号となった。1000番台については車内照明が蛍光灯より変更されていないほか、窓側の肘掛けや補助シートの背もたれが残存している。また、補助座席のラッシュ時は使用できないと光るランプが2000番台同様の金属板に変更されている。
また、2500番台に対しては同一編成を組む0番台へのリニューアル工事の施工に合わせ、種別行先表示器や車内照明のLED化、手すりや吊り革の交換など、仕様統一のためのリニューアル改造が行われている。2500番台については、経年が浅いことに加え0番台との混成編成を優先している関係もあり、車体や機器への改造を行わない簡易的な更新のみに留まっており、前照灯・制御装置の換装や排障器の機器保護カバー取付は省略されている。
2025年（令和7年）3月には2000番台に対してもリニューアルが行われ、V8編成が第1号となり、3月26日より営業運転を開始した。

0番台・2500番台リニューアル車
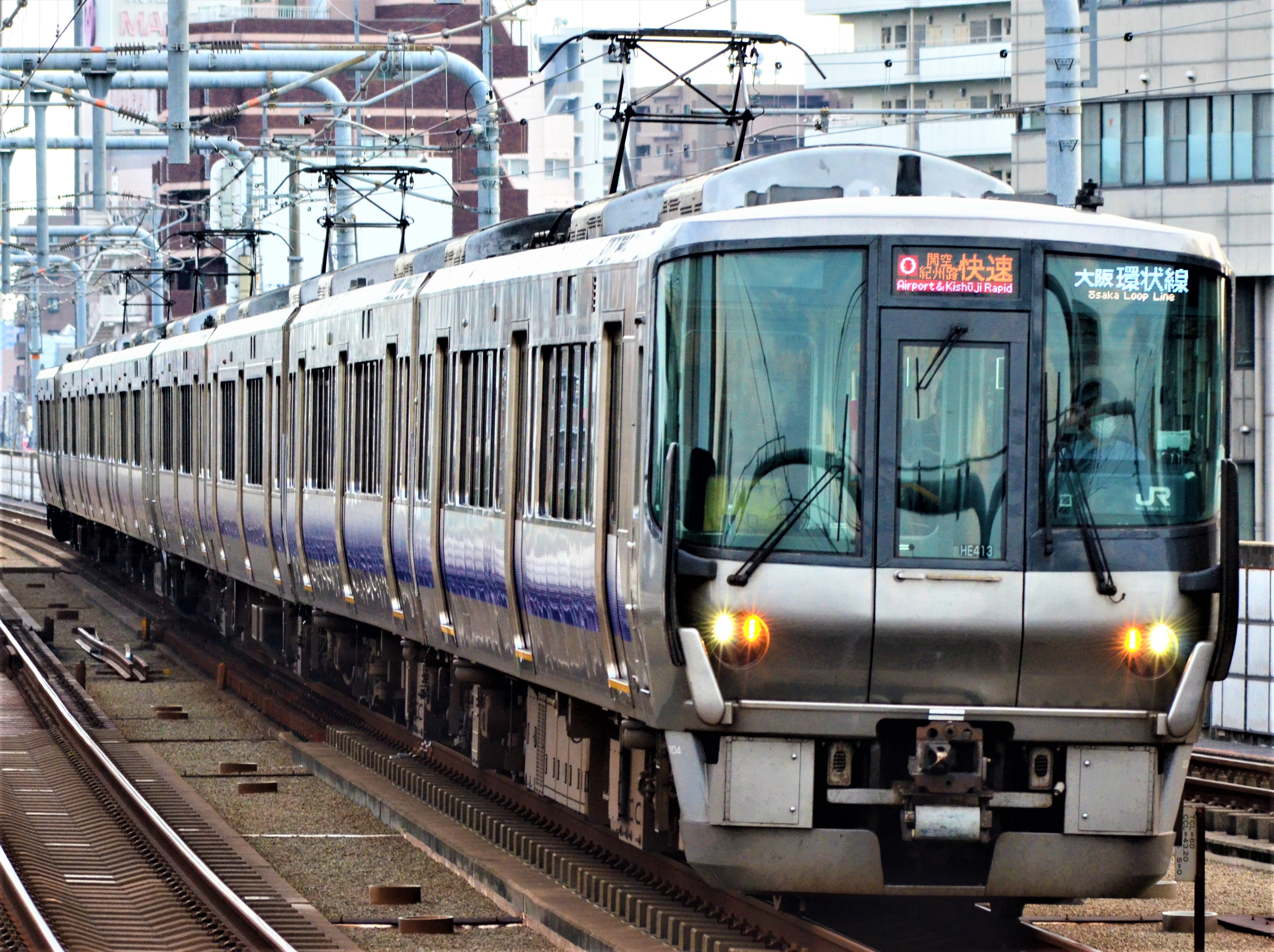
リニューアル工事後のHE413編成
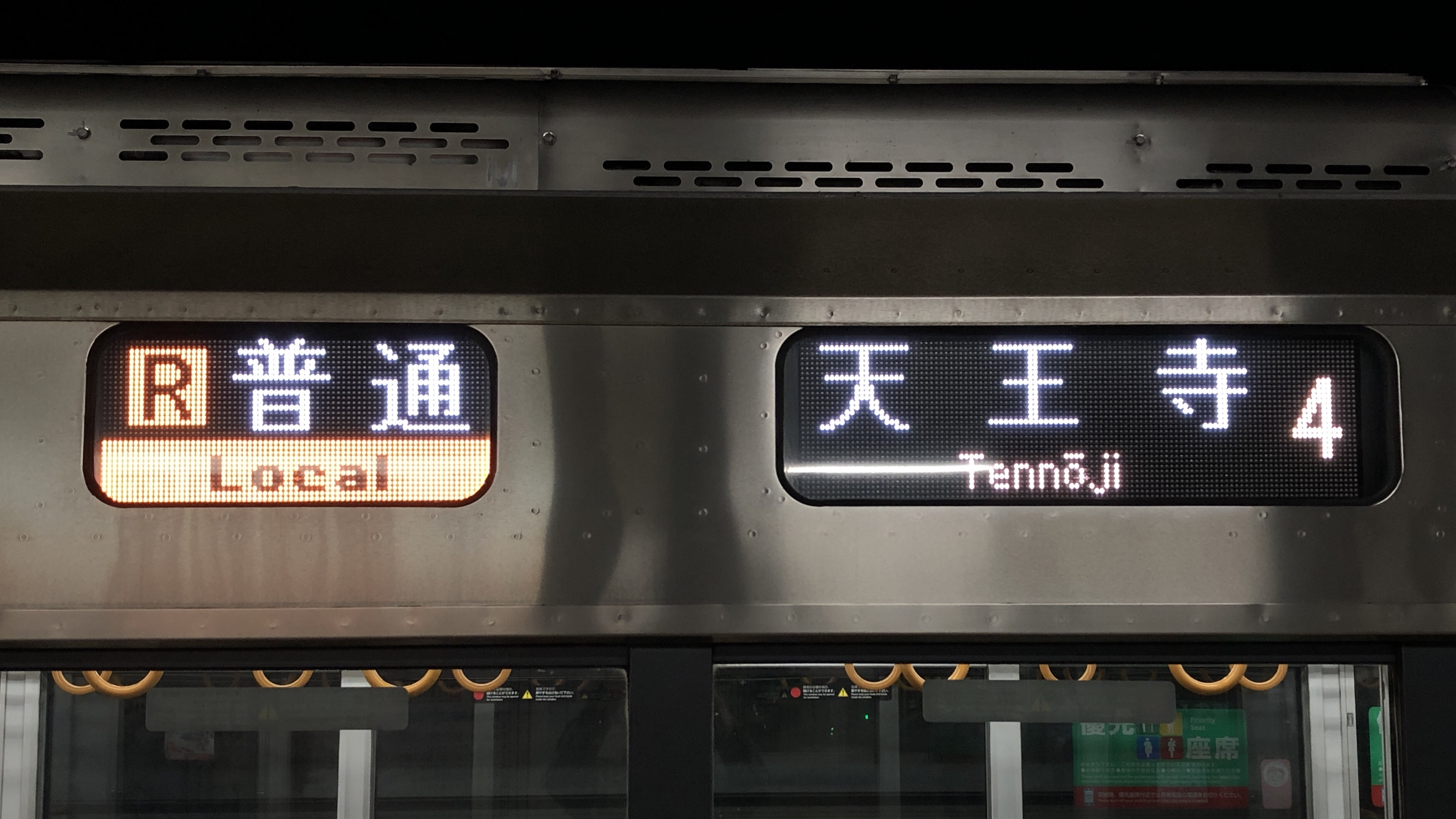
フルカラーLED化された種別表示器と行先・号車番号表示器
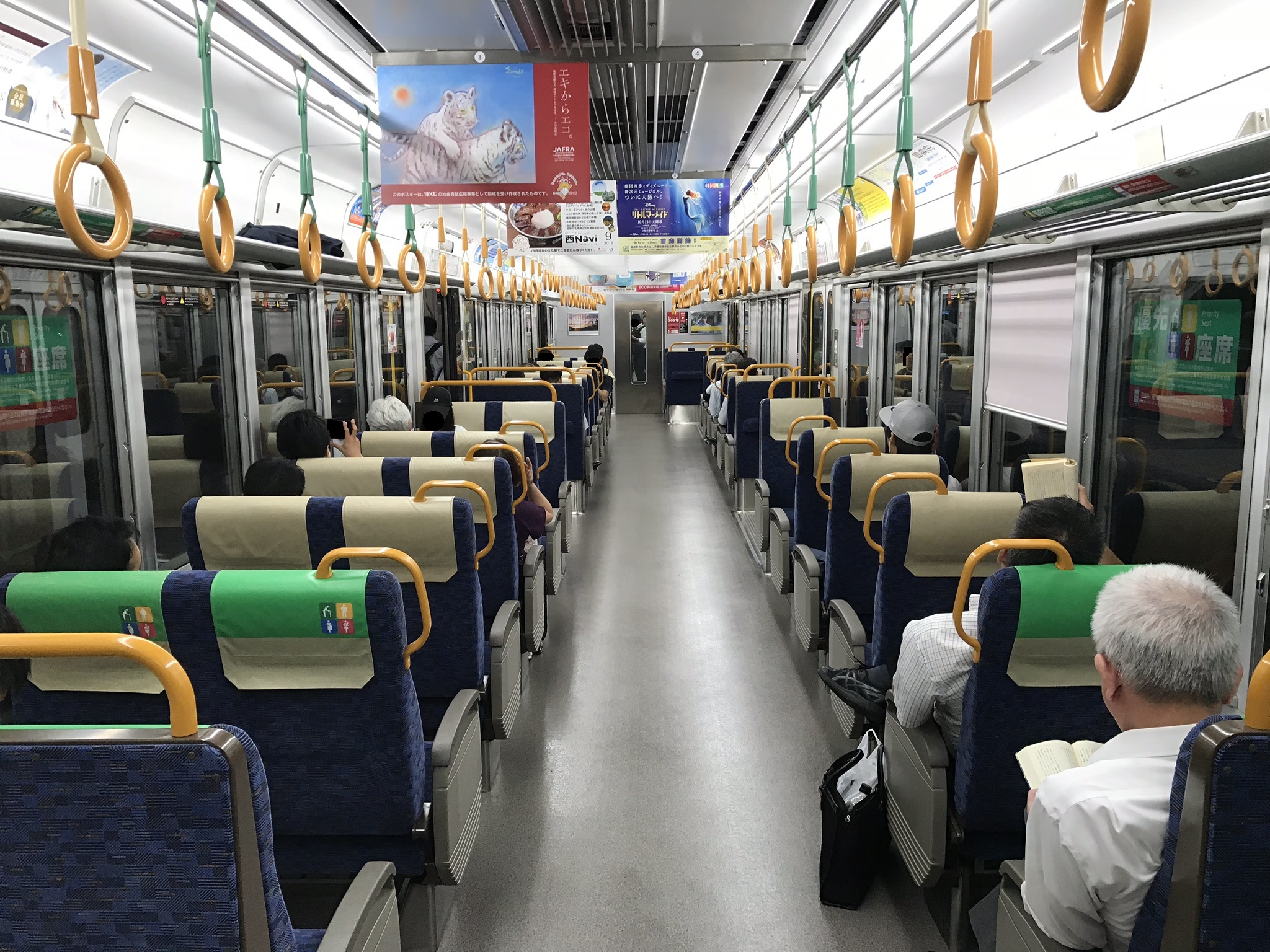
0番台リニューアル車の車内
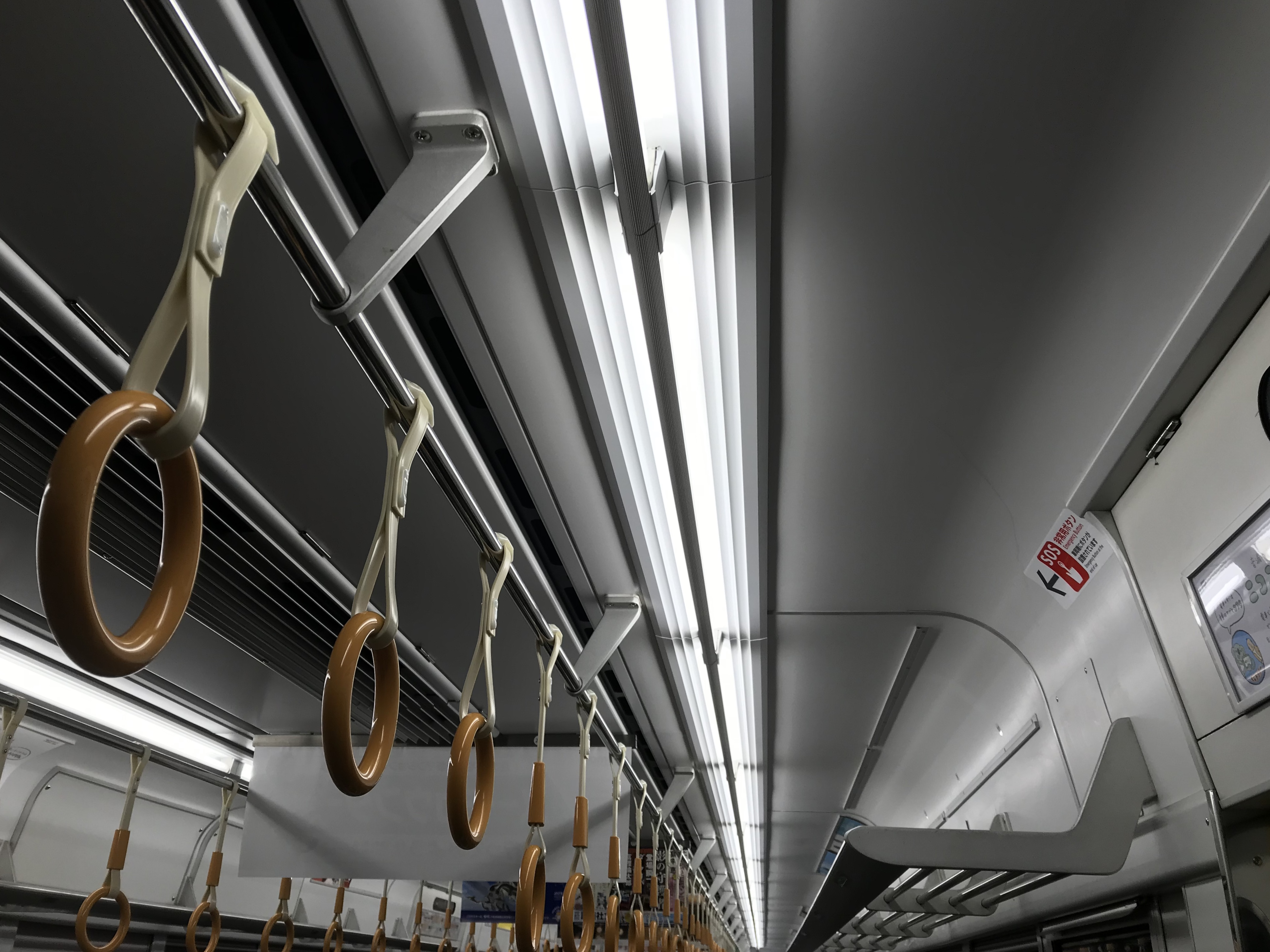
車内照明は省エネのためLED照明へ換装 （反射タイプ）
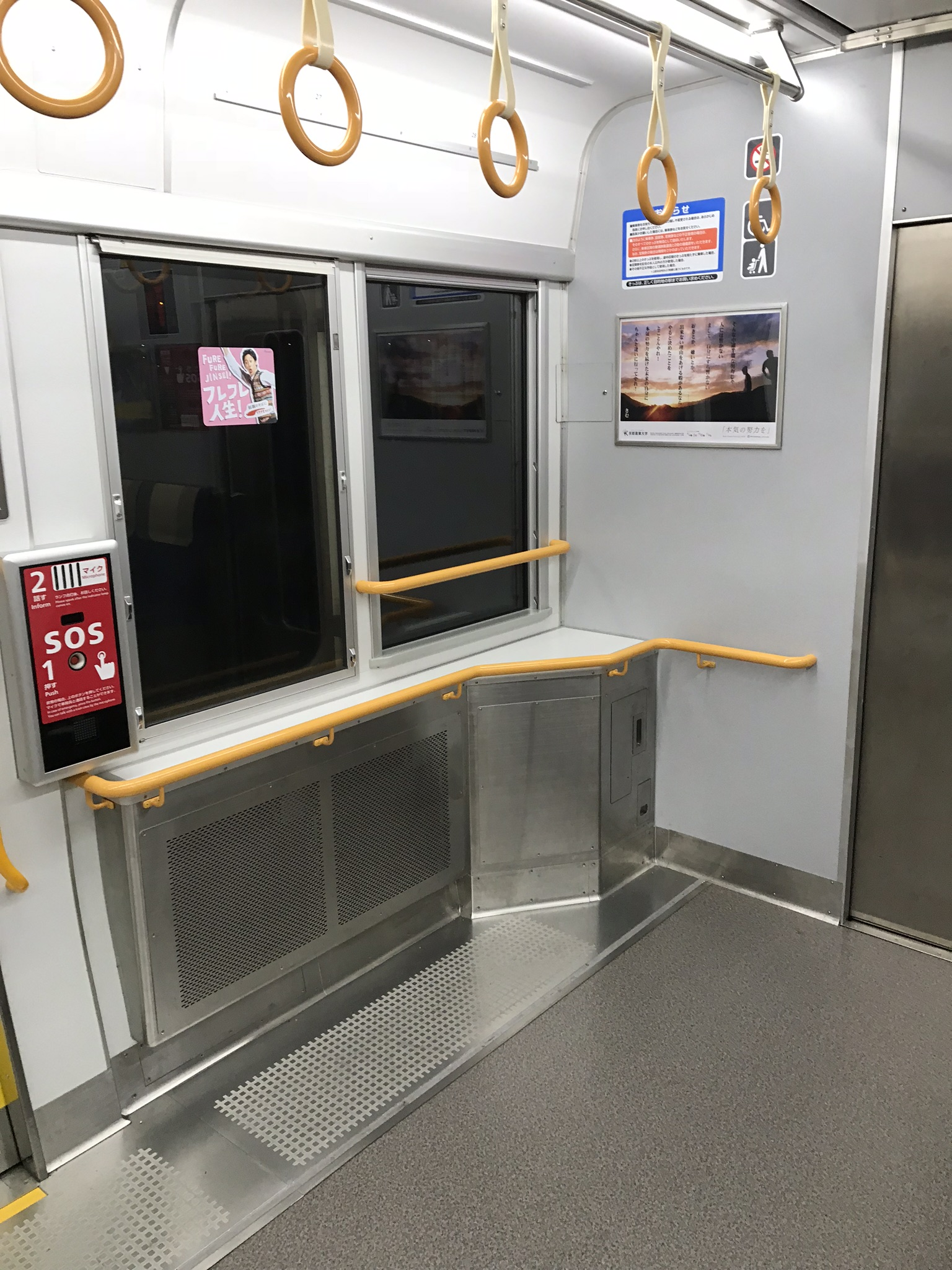
車いすスペース （クモハ223形0番台後位）
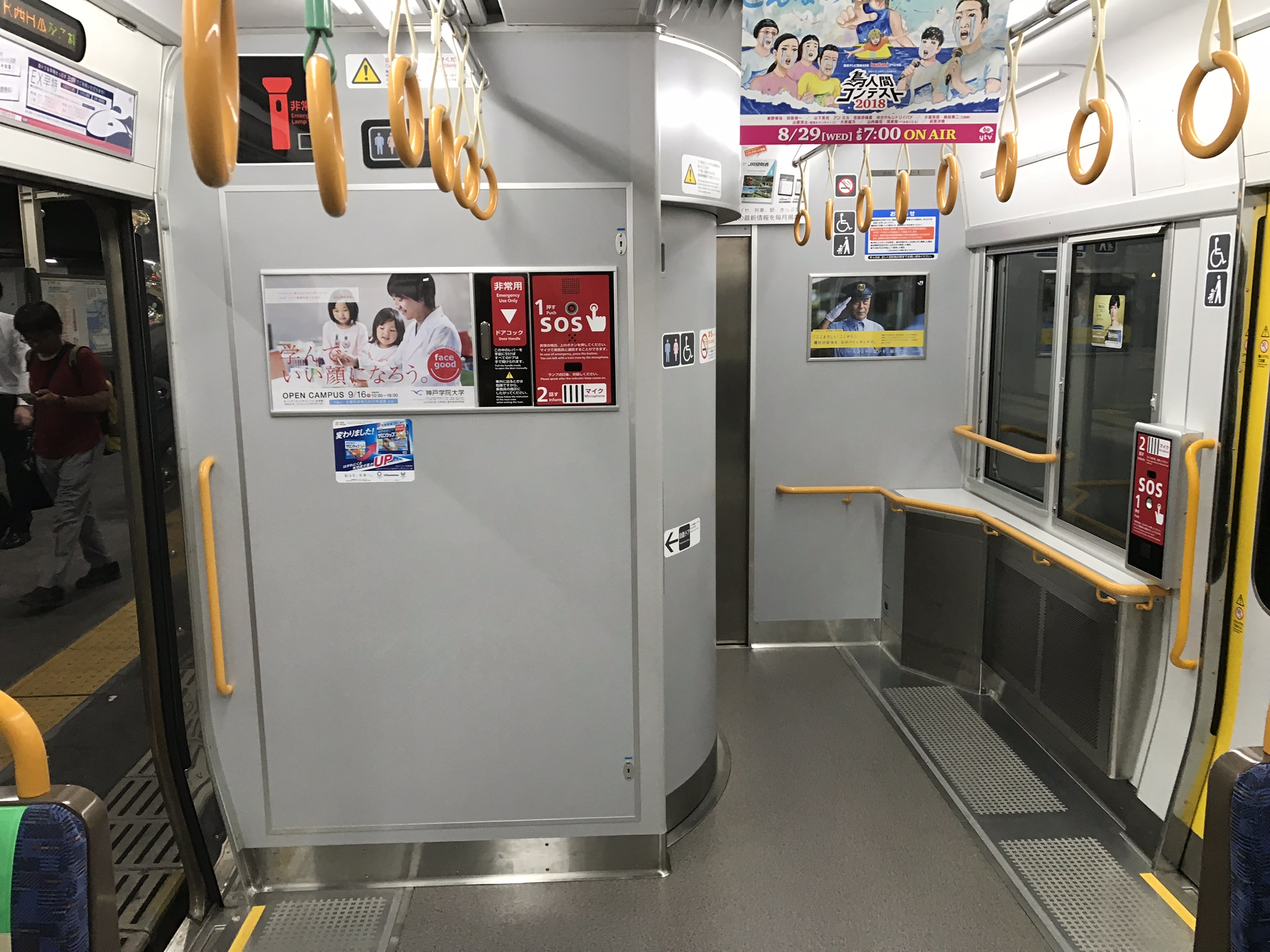
トイレは車いす対応の洋式に改められ、対面に車いすスペースを設定（クハ222形0番台）
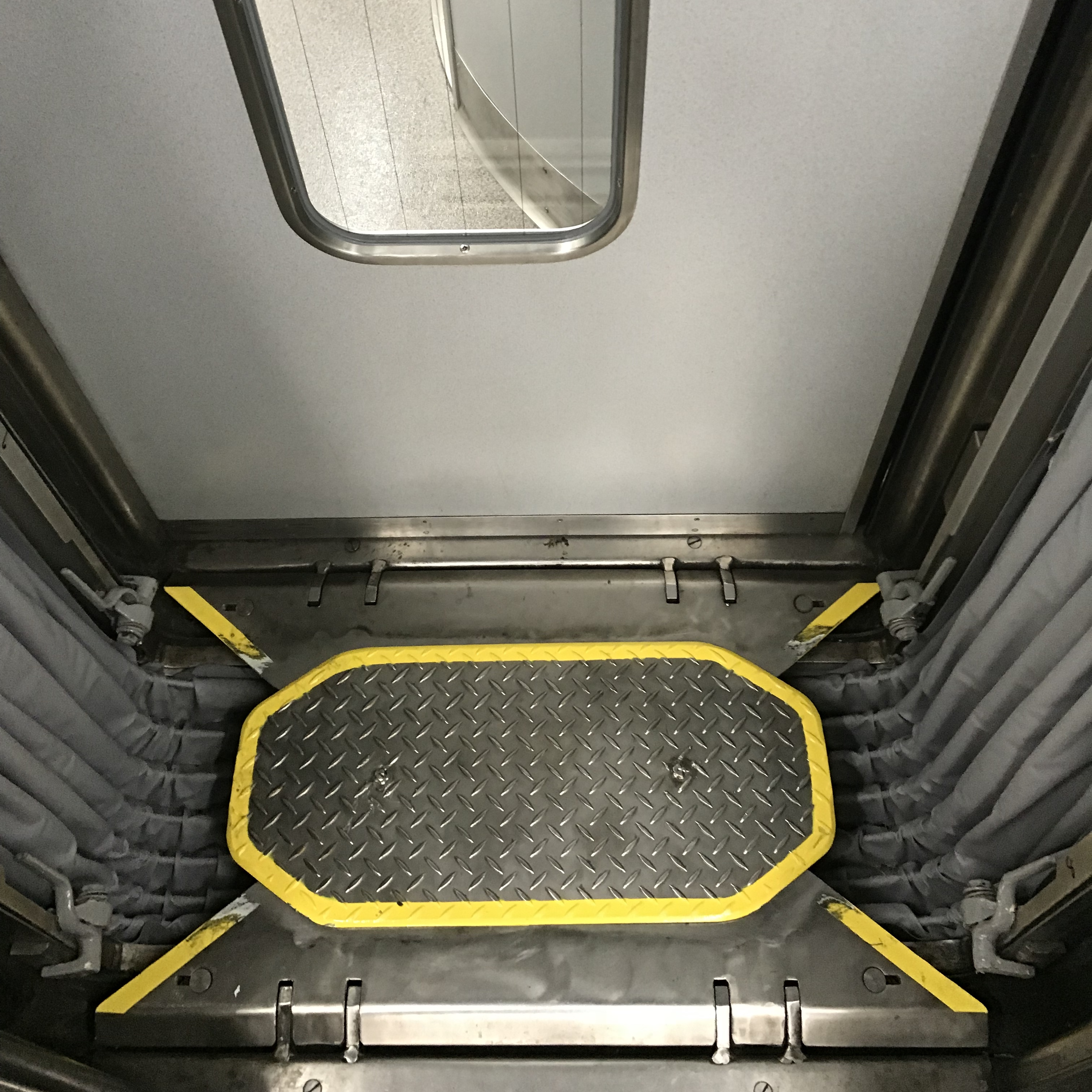
車内通り抜け通路の踏み板は、危険防止のため225系以降同様、蛍光テープを貼付
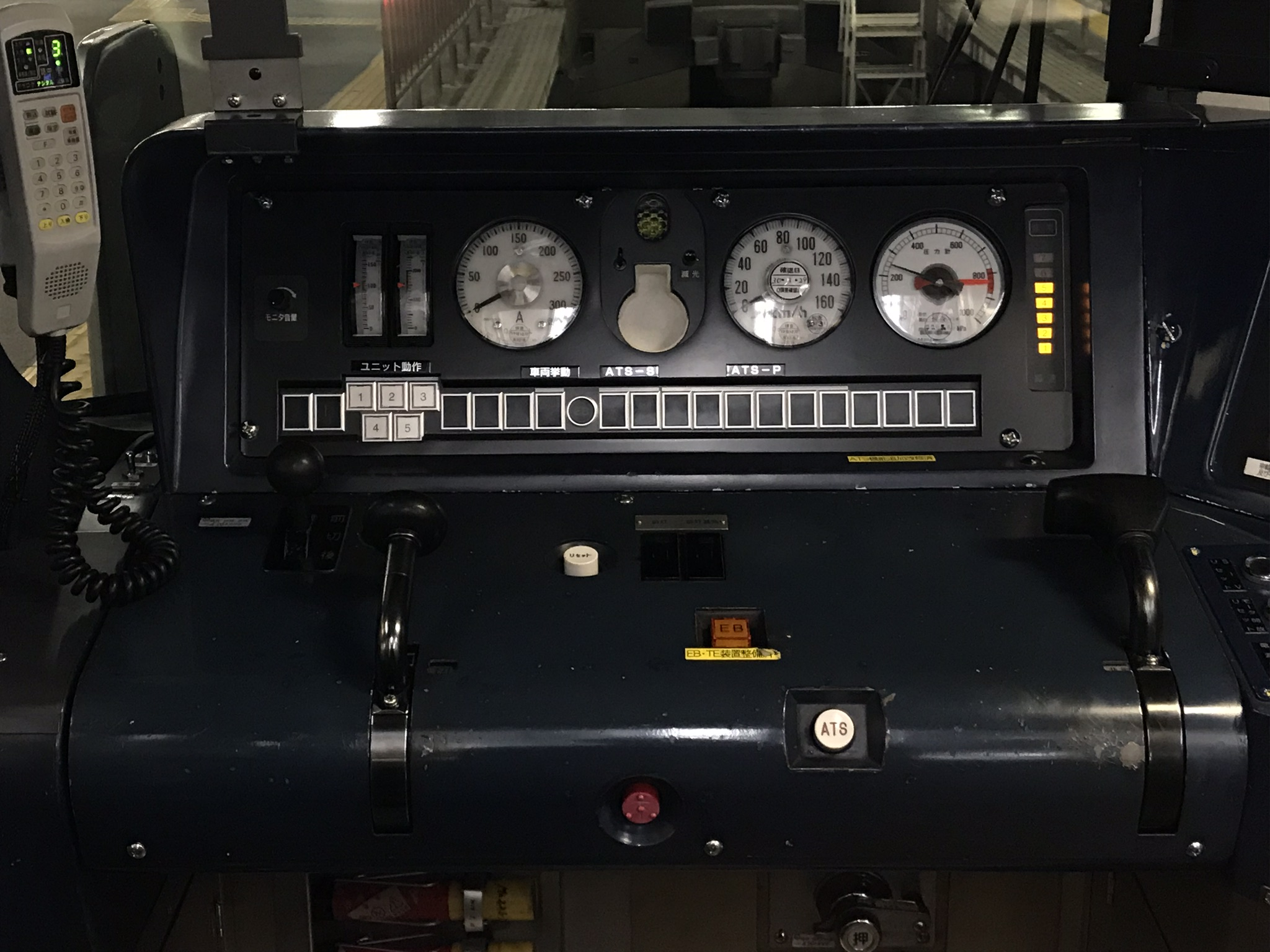
運転計器類はアナログメーターに換装、電流計は片振りタイプ
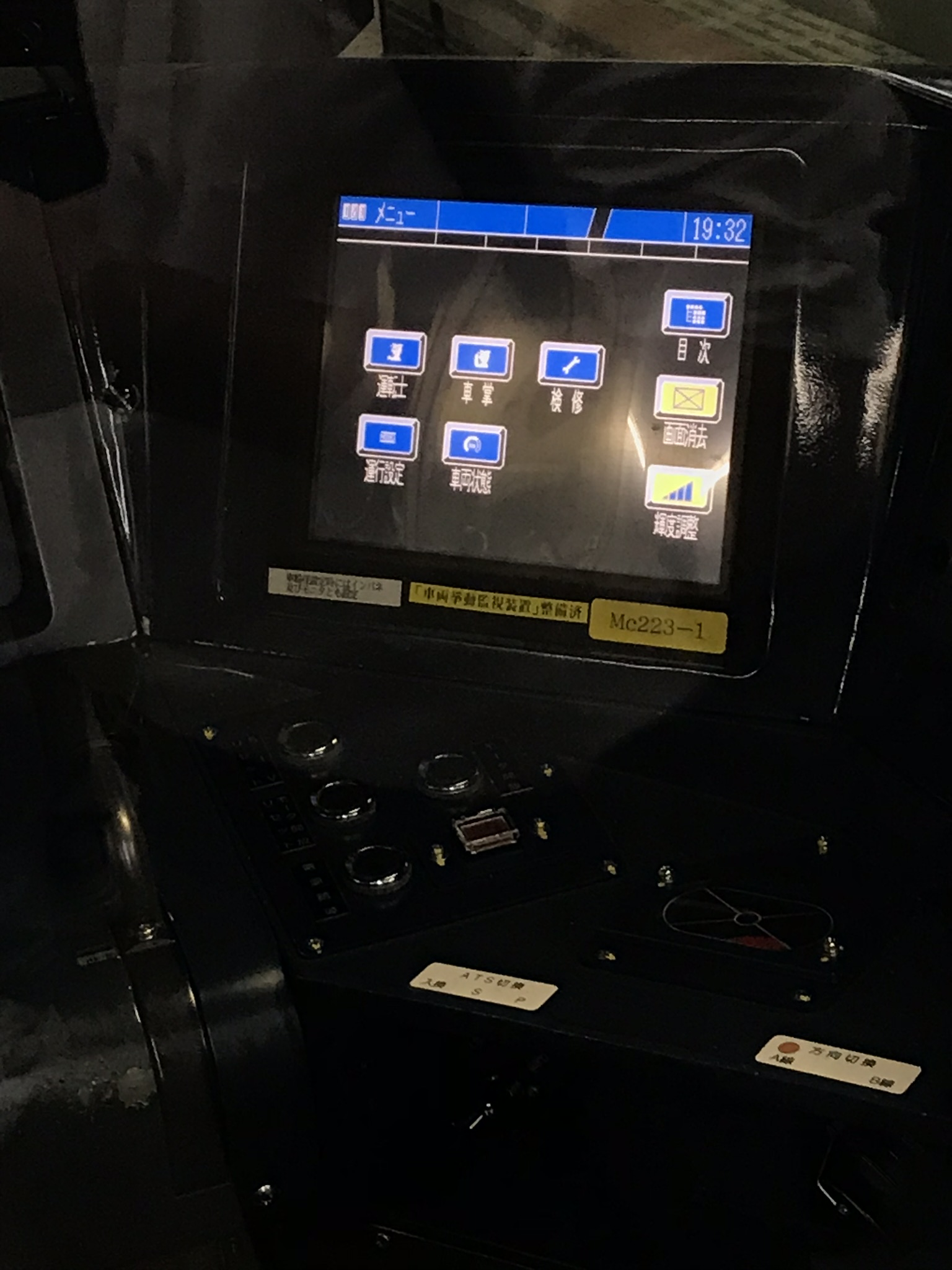
モニタ装置下のスイッチ類は車両異常挙動検知装置に関連するものを追設
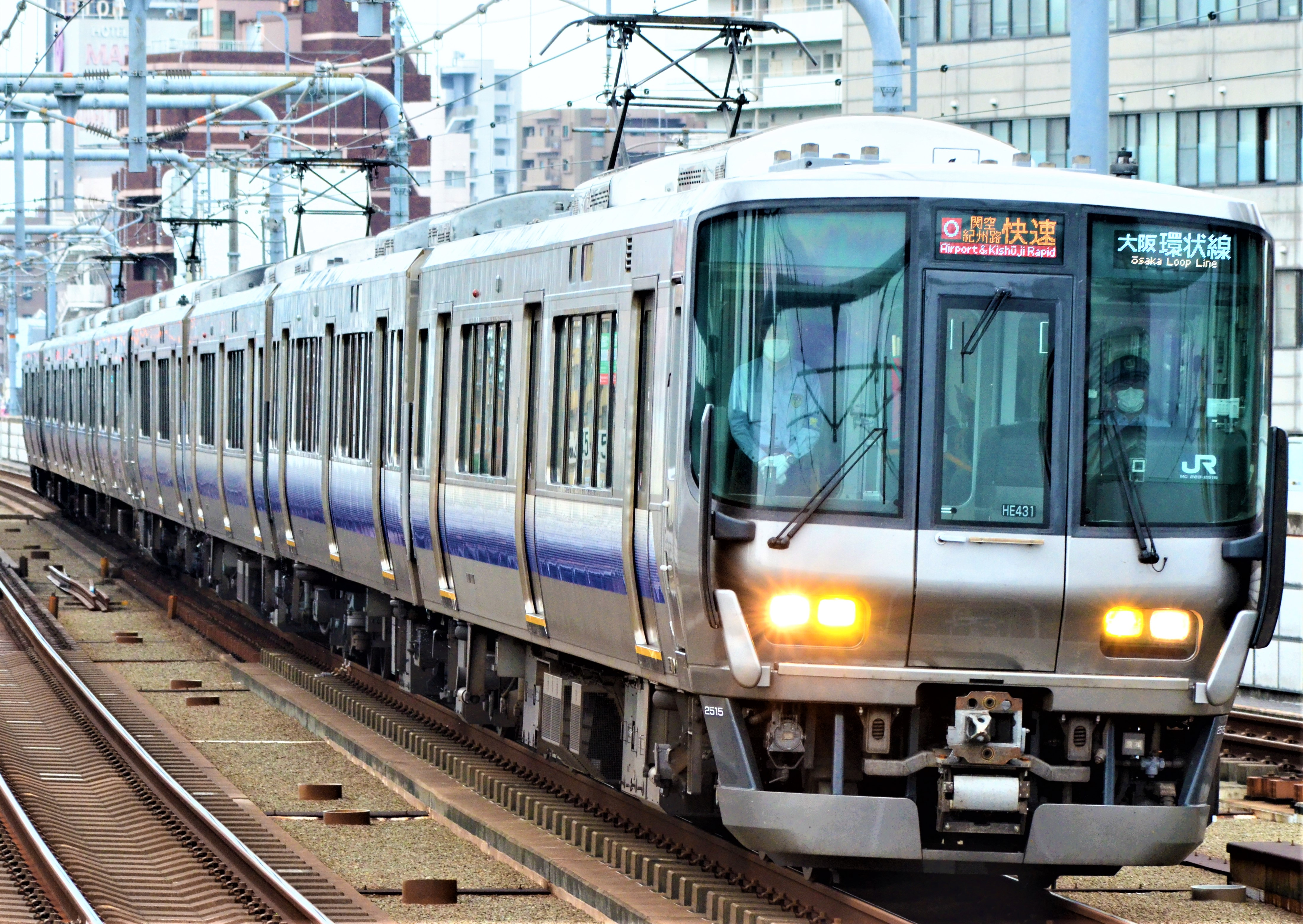
リニューアル工事後の 2500番台HE431編成

1000番台リニューアル車
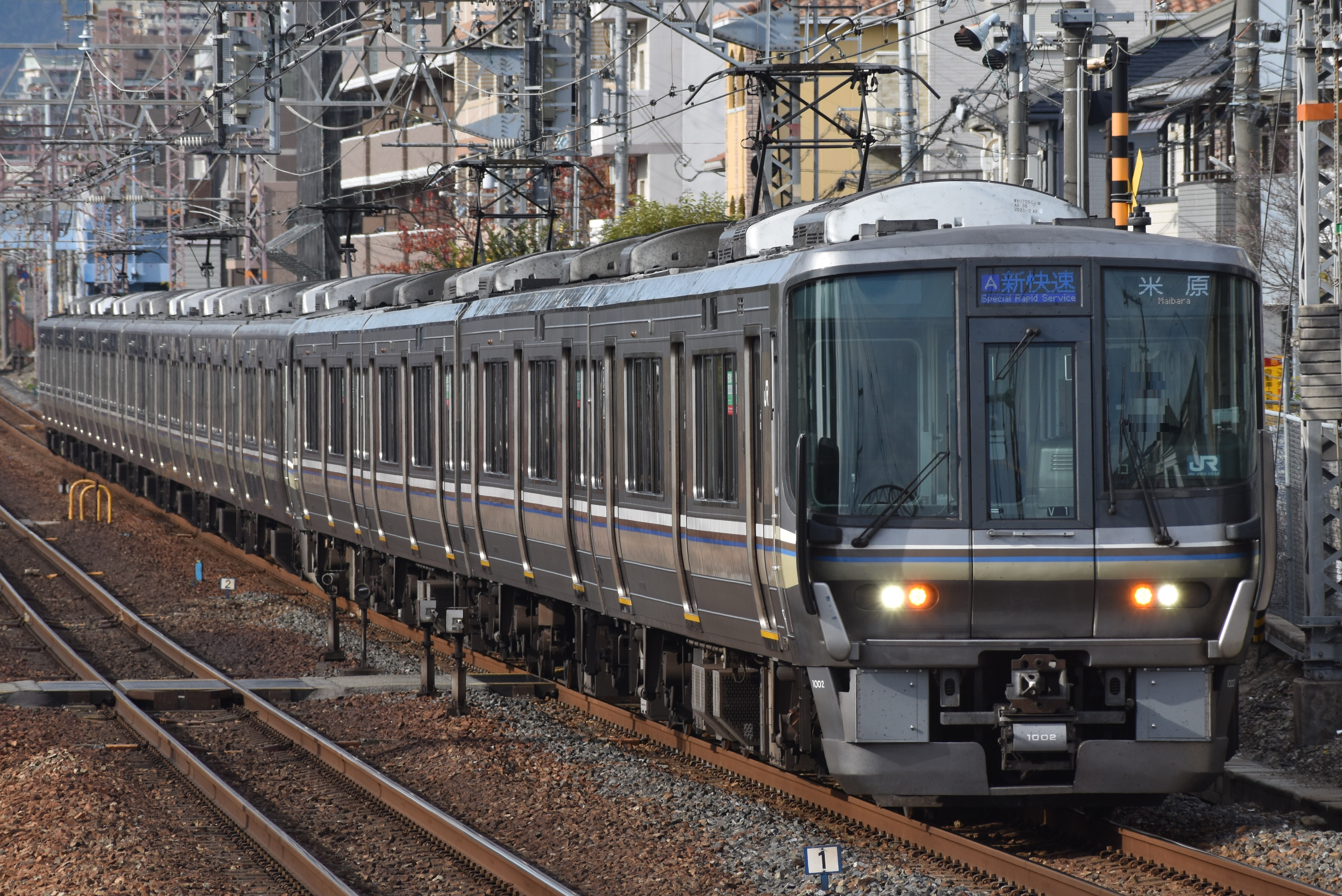
リニューアル工事後のV1編成
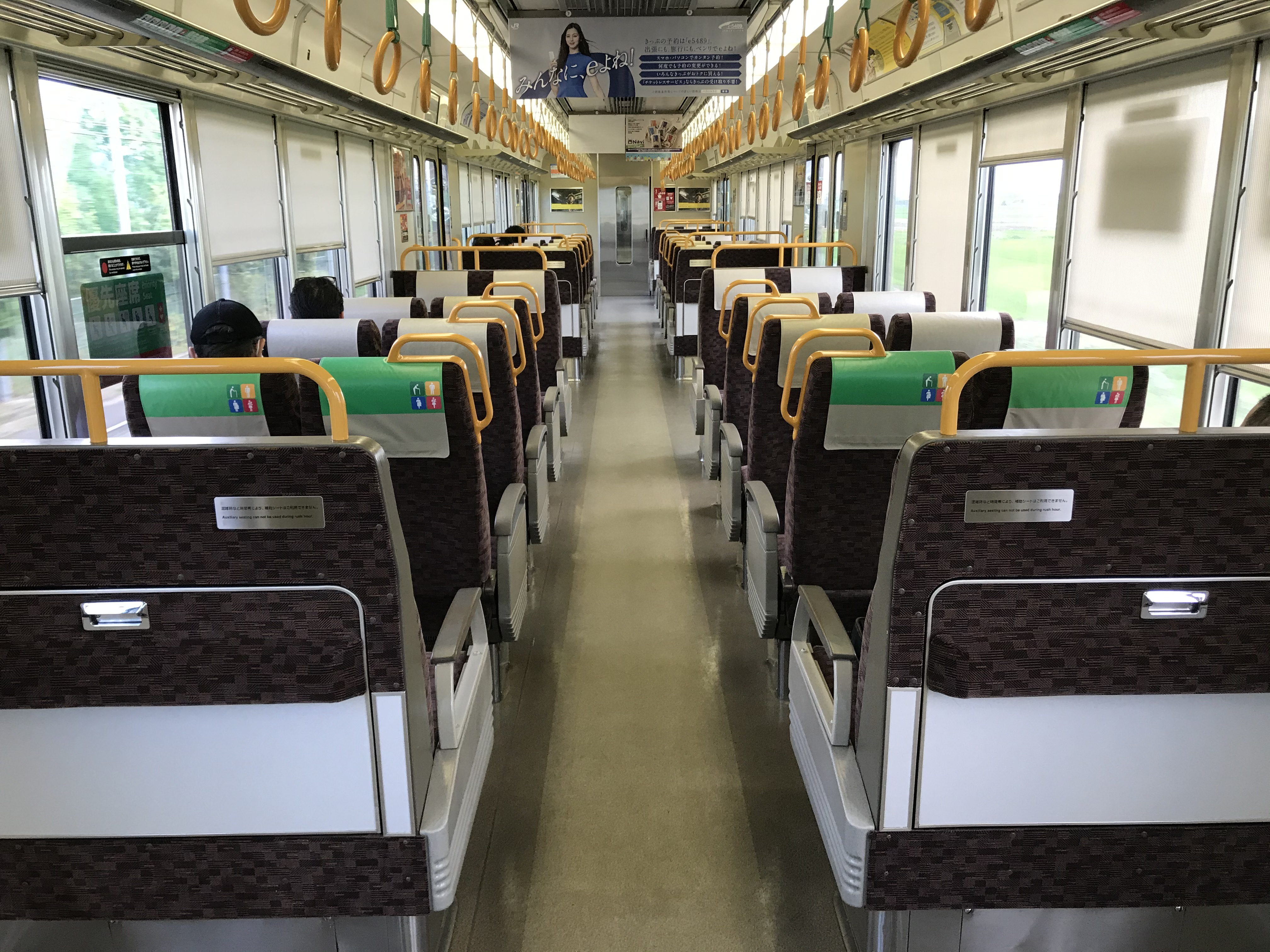
車内
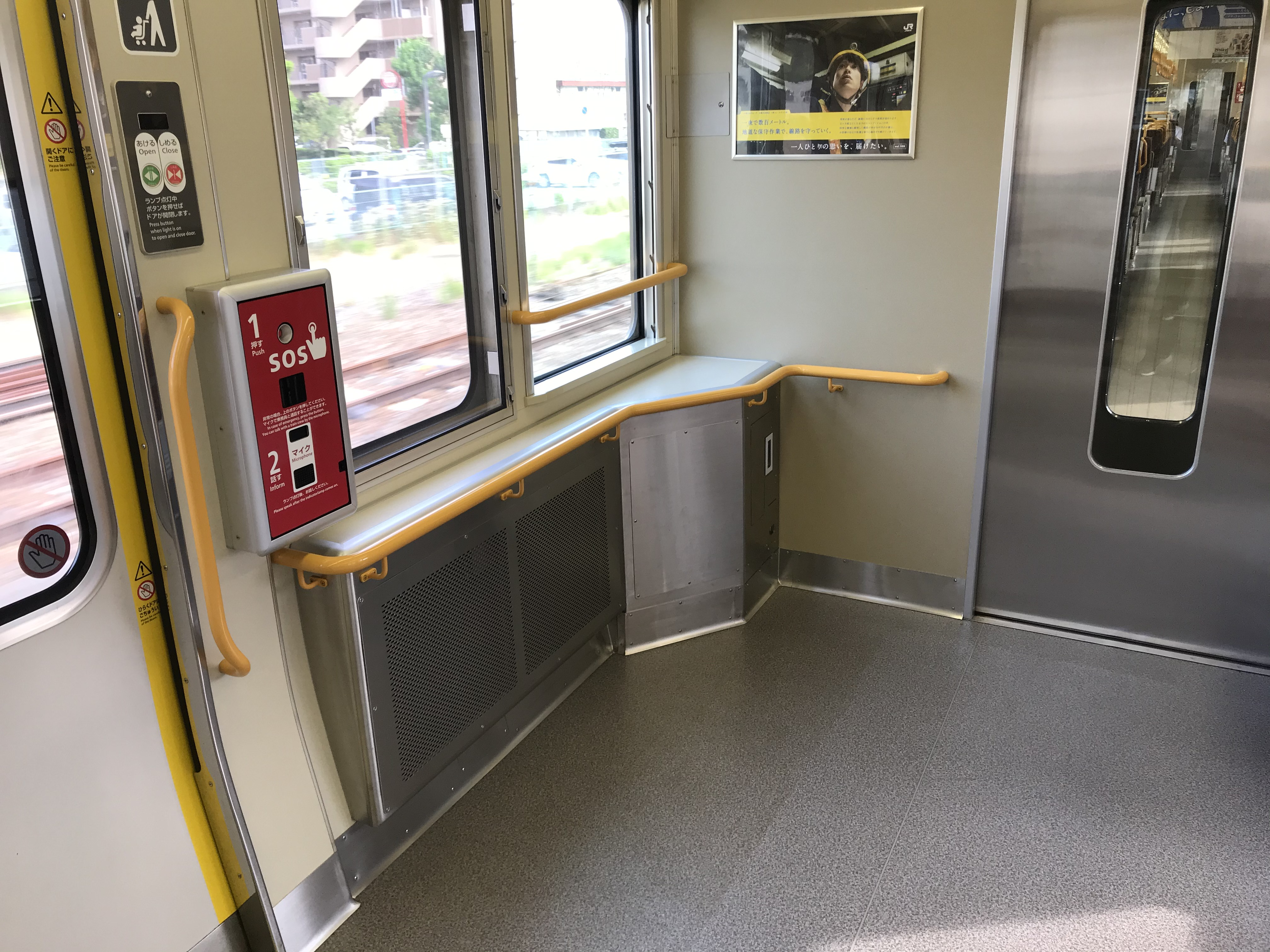
車いすスペース （クモハ223形1000番台後位）
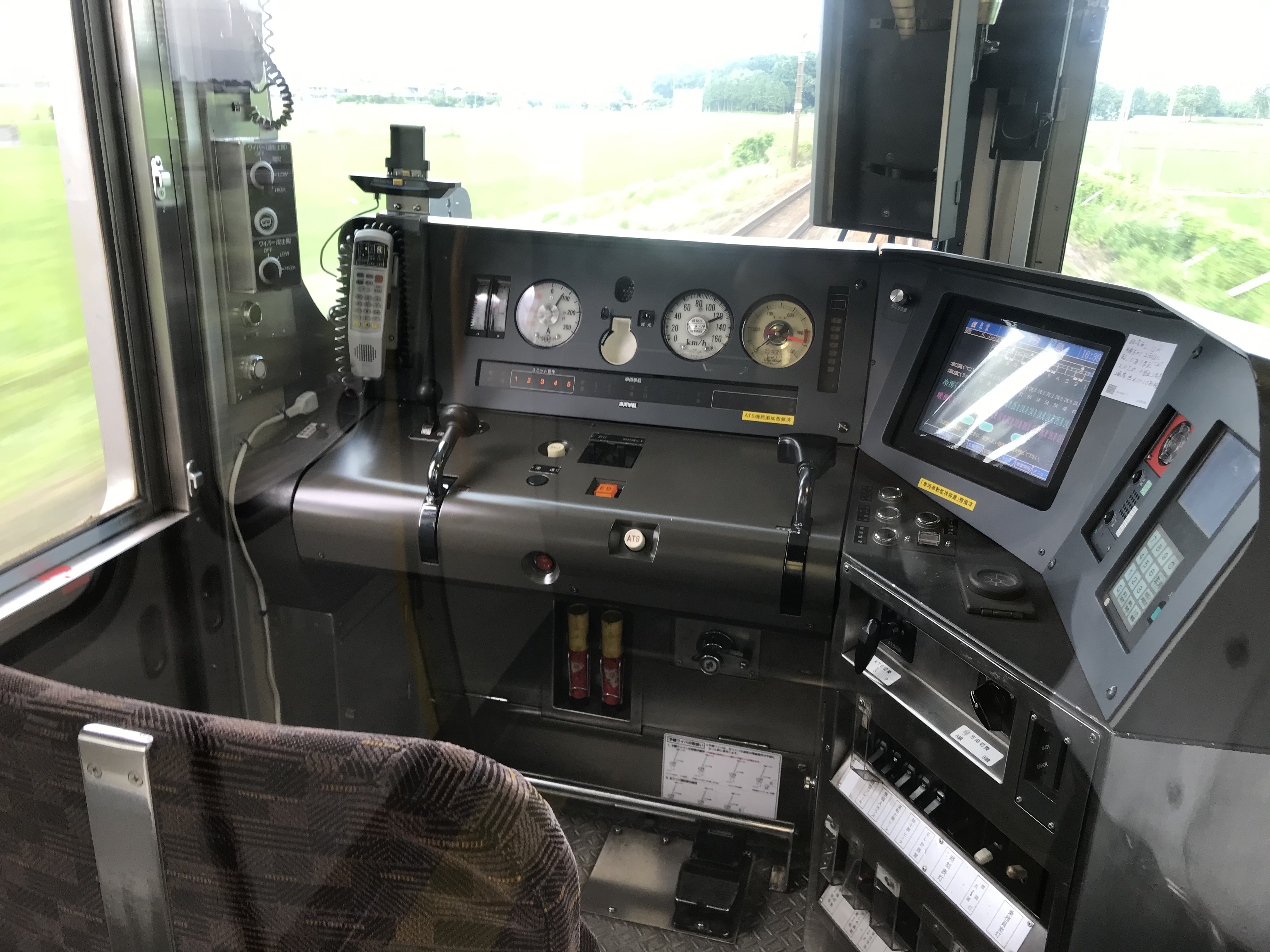
リニューアル車の運転台 （V2編成）
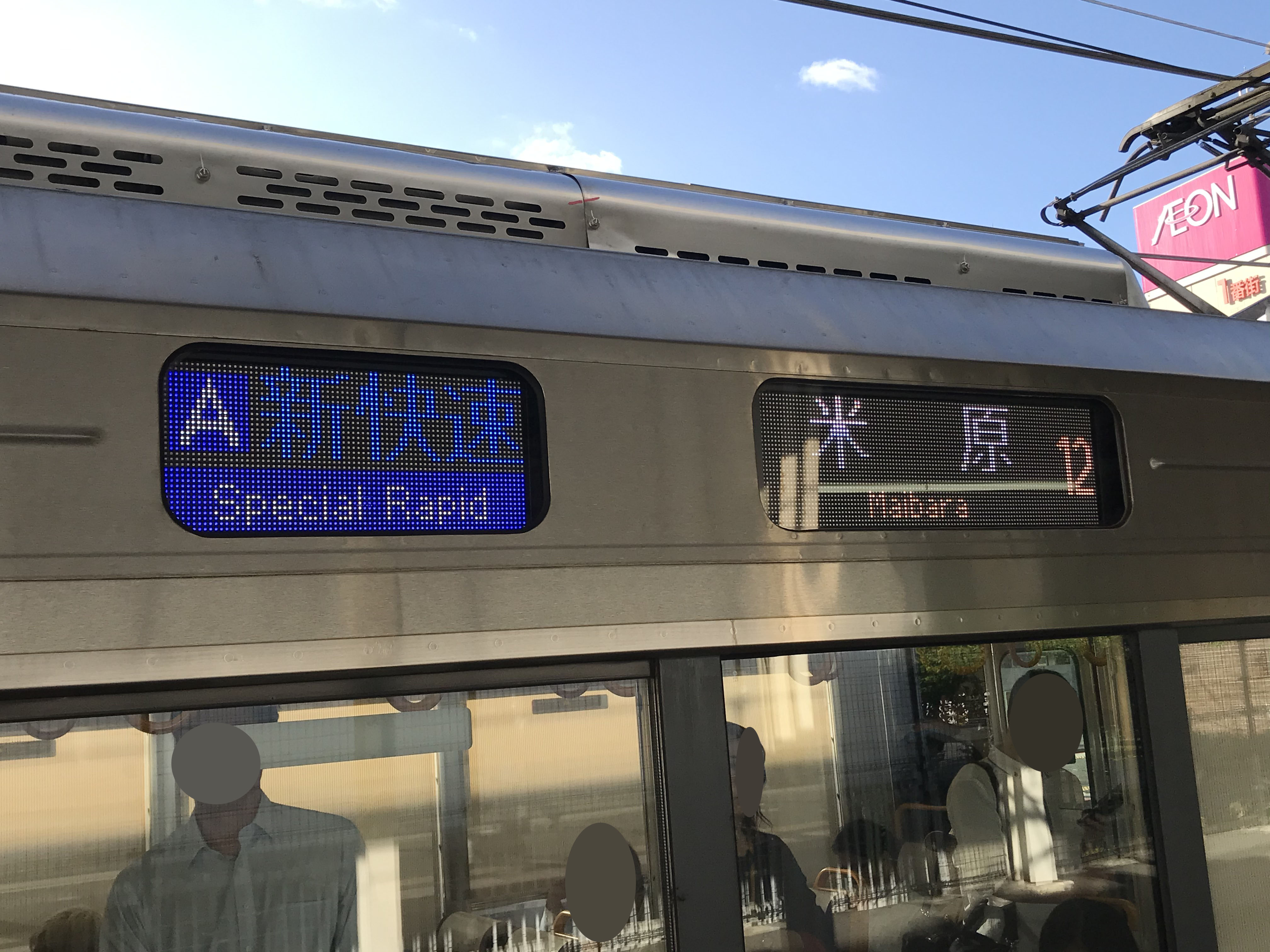
フルカラーLED化された種別表示器と行先・号車番号表示器 （V5編成）

2000番台リニューアル車
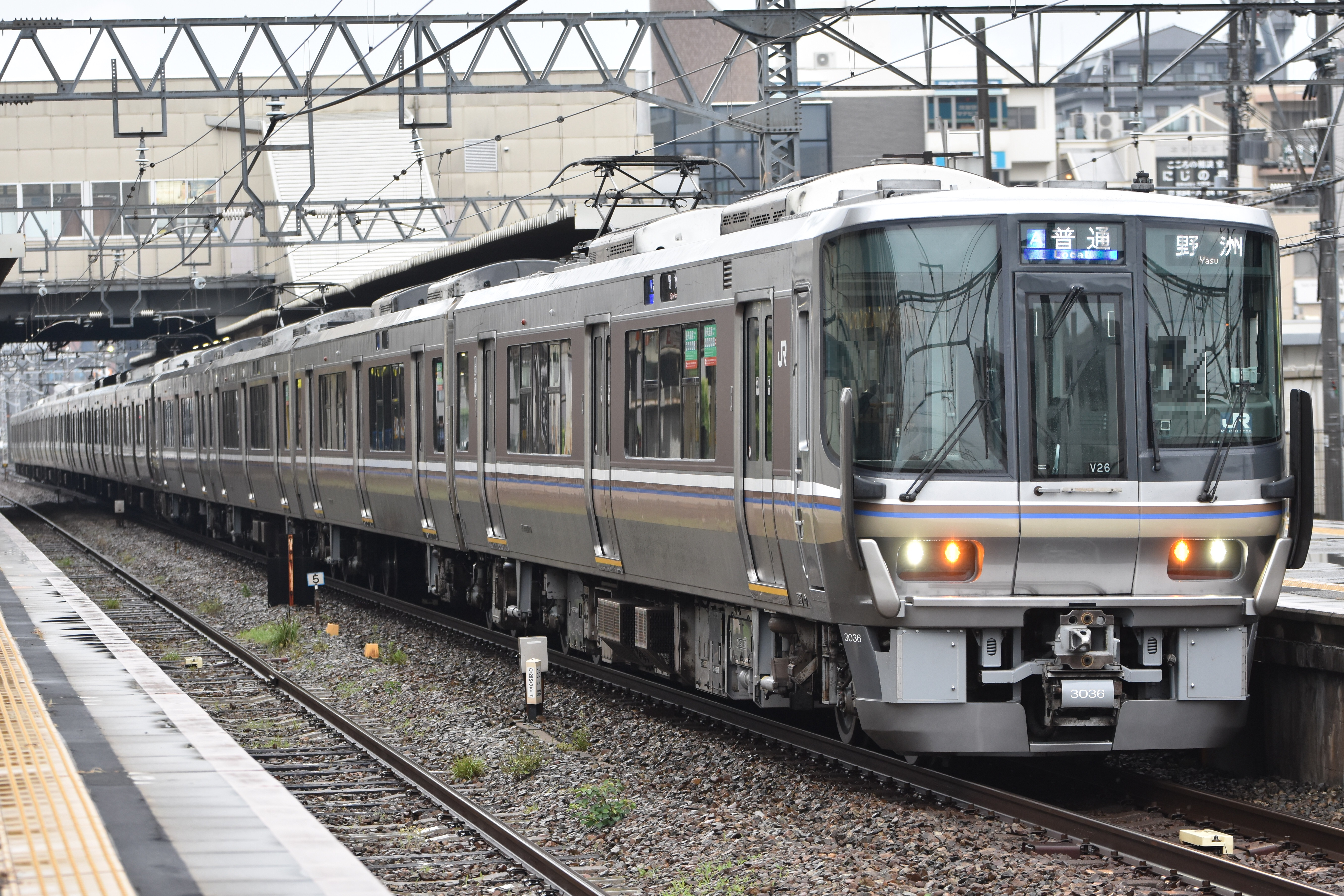
リニューアル工事後のV26編成

### 「Aシート」車化改造
| クハ222-1007 Aシート車 |  | 新快速のAシートの車内 |
| クハ222-1007 Aシート車 |  | 新快速のAシートの車内 |

2019年（平成31年）3月16日ダイヤ改正より、新快速12両編成の9号車（京都・野洲側先頭車両から数えて4両目）に、有料座席サービス「Aシート」を導入するにあたり、1000番台4両編成のクハ222-1007（V3編成）および1008（V4編成）が改造され、同年2月27日に報道公開された。
外観は車両先頭部分を除き窓回りに黒を、窓下には521系（JR西日本所属車）にも似た青帯を配したデザインとし、車体中央の扉を埋め込んだ2扉車となり、乗降扉部分には黄色いラインが入れられた。車両正面部分は変更がない。
車内はテーブル付きのリクライニングシートを備えた、JR西日本が保有する特急型車両の普通車に相当する仕様とされた。この他、公衆無線LANのサービスや荷物スペースの設置、JR西日本の普通車では初となる各座席コンセントが設置された。
その後、2019年（平成31年）3月16日に行われるダイヤ改正と同時に導入されることが発表され、同日より導入された。「Aシート」を連結した新快速は、2023年（令和5年）3月現在、1日6往復（野洲駅・草津駅 - 姫路駅・網干駅間）運転され、225系100番台K編成と共通運用されている。

### 車両ドアボタンの改善

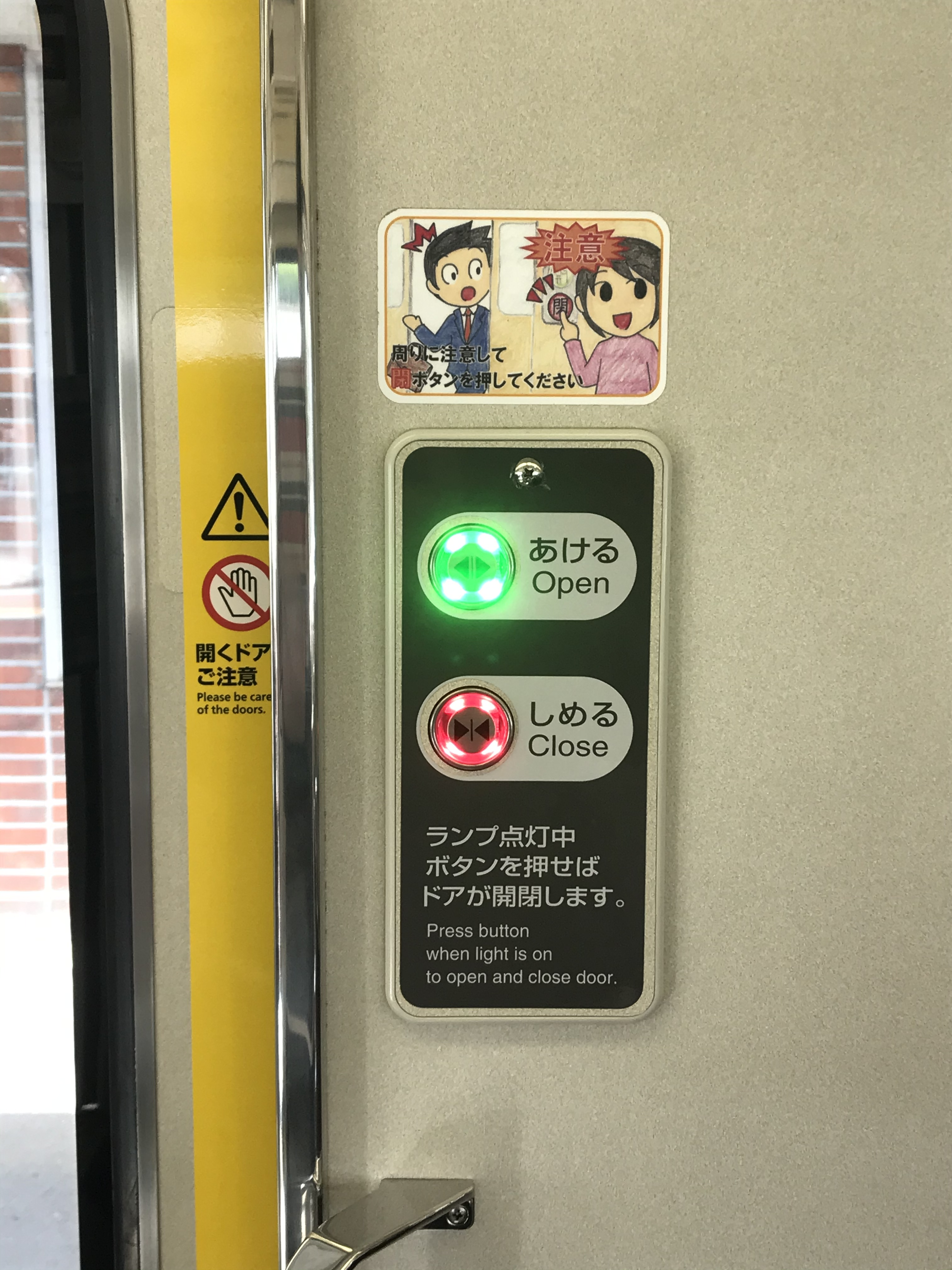
発光形ボタンに改良されたドア開閉ボタン

ドアの開閉方法を分かりやすくするため、北近畿地区を走行する5500番台を対象にドア開閉ボタンが自発光形に改良された。

### 車内ディスプレイ設置
| V13編成の車内液晶ディスプレイ |  | V13編成の車内液晶ディスプレイ |
| V13編成の車内液晶ディスプレイ |  |                               |

JR京都・神戸線・琵琶湖線・湖西線・北陸本線で運用される車両を対象に、案内表示器を従来のLED式から20.7インチの液晶ディスプレイ（WESTビジョン）に交換することが発表された。ディスプレイは全乗降口に設置される。2020年（令和2年）3月中旬から2021年（令和3年）度までに330両に設置された。1000番台はAシート車2本を除く全編成に、2000番台は1次車・2次車の大半の編成に設置。工事を終えた車両は2020年（令和2年）3月中旬から運行を開始している。

### Wi-Fi機器の設置

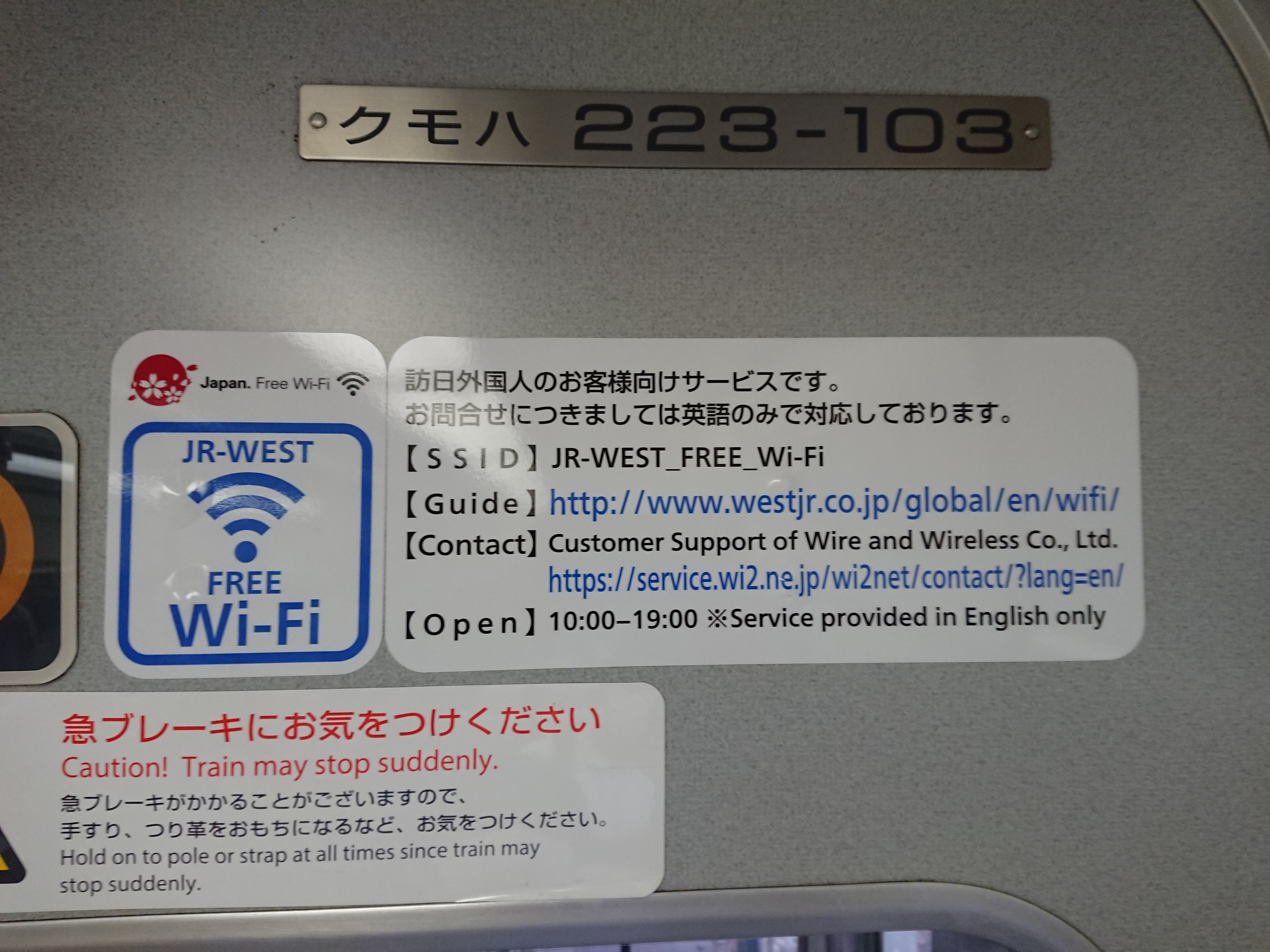
車内掲出のステッカー。各車両の両妻面に貼られている。

日根野支所所属車は順次Wi-Fi機器の設置が行われていた。なお、新製時からWi-Fiを設置していた225系5100番台のステッカーとはデザインが異なっている。
全車2024年（令和6年）1月に使用停止されている。

### 防犯カメラの設置
2021年（令和3年）の会見でJR西日本の全車両への防犯カメラ設置が発表され、2022年（令和4年）度以降、駅間の走行距離が長い本系列および225系を優先して防犯カメラを設置する予定である。

## 組成変更

### 0番台・2500番台
1999年（平成11年）5月10日のダイヤ改正で、大阪環状線 - 和歌山駅間で紀州路快速の運転を開始（大阪環状線 - 日根野駅間は関空快速と併結）するにあたり、2500番台（1次車）4両を製造のうえ、6両編成×9本と2両編成×7本から5両編成×9本と3両編成×9本に組み替えられた。2両編成のATS-Pは2両で1つのシステムを構成する集中制御方式であったため、この編成に挿入された7両の付随車にATS-Pの引き通し線が整備された。この際電動空気圧縮機の容量が不足するため、JR東西線開業に備えて編成を組み替えた207系1000番台のものと交換している。
さらに2008年（平成20年）3月には、2500番台（3次車）投入にあわせて再度編成組み換えが行われ、4両編成×35本となった。

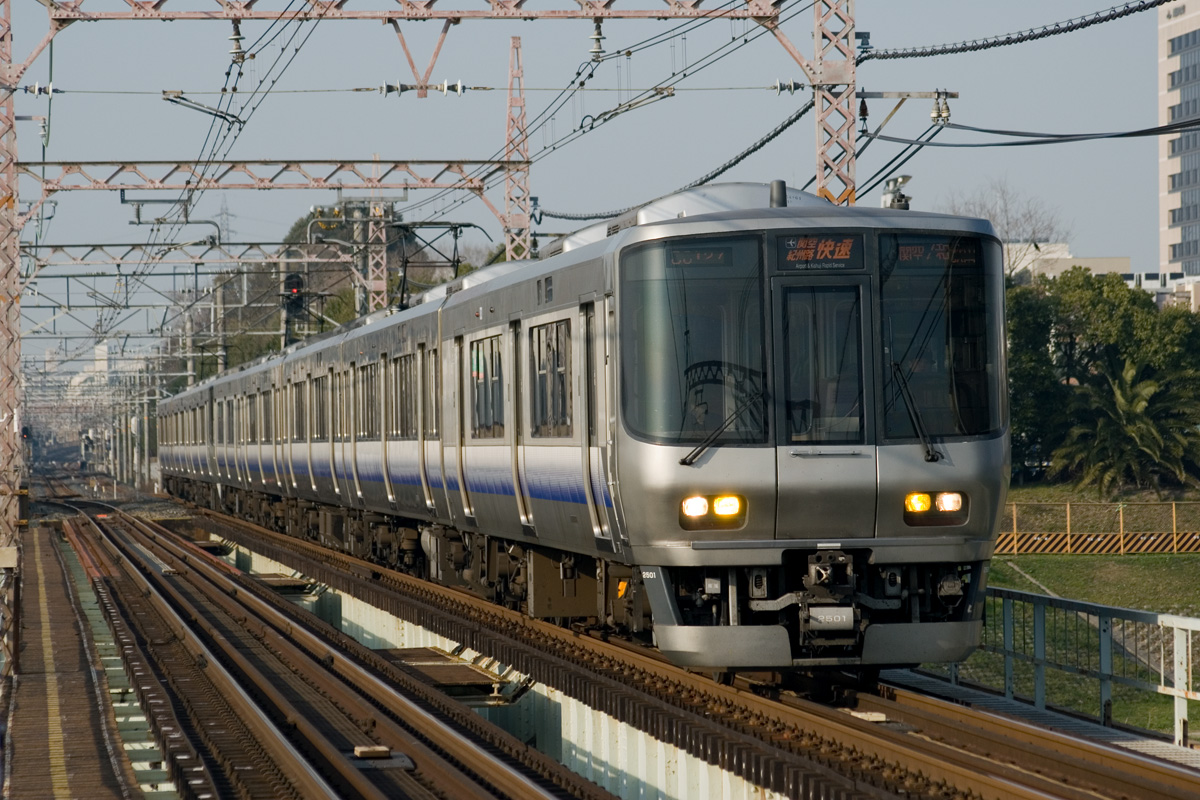
3両と5両での運転当時の2500番台1次車（中間車は0番台）
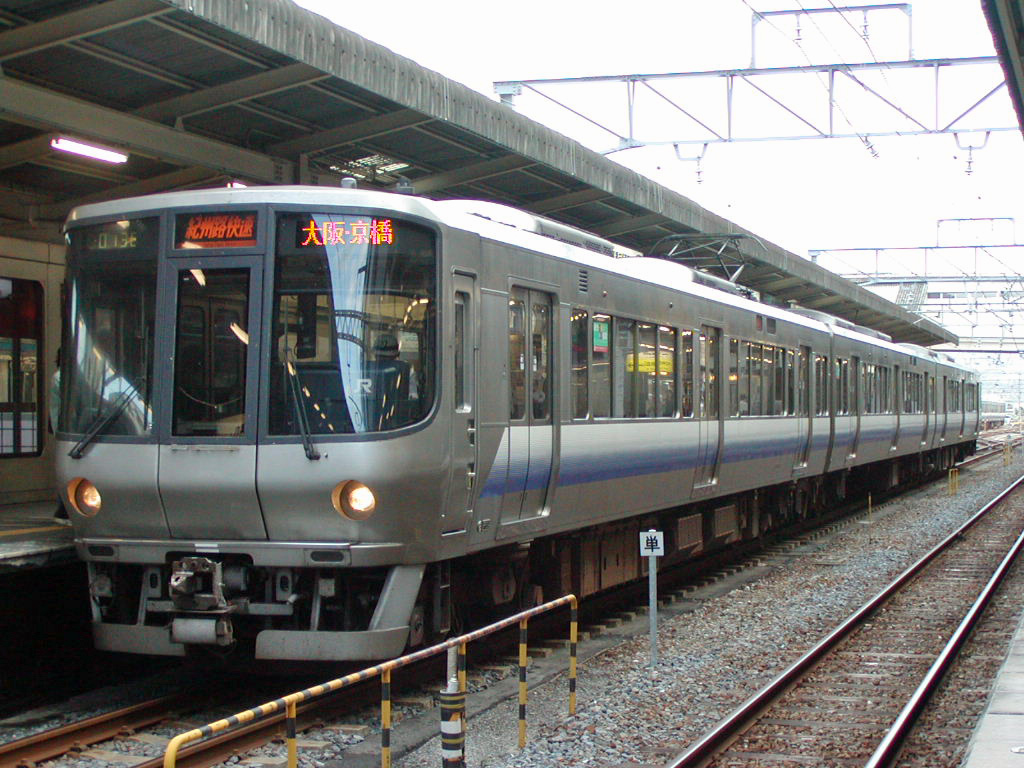
3両編成の紀州路快速

| クモハ223 -#0 | サハ223 -#0 | サハ223 -#100 | モハ223 -#0 | サハ223 -#0 | クハ222 -#0 |

| クモハ223 -#100 | クハ222 -#100 |

| クモハ223 -#2500 | サハ223 -#0 | モハ223 -#0 | サハ223 -#100 | クハ222 -#2500 |

| クモハ223 -#0 | サハ223 -#0 | クハ222 -#0 |

| クモハ223 -#0 | サハ223 -#100 | モハ223 -#0 | サハ223 -#0 | クハ222 -#0 |

| クモハ223 -#100 | サハ223 -#100 | クハ222 -#100 |

| クモハ223 -#2500 | サハ223 -#2500 | モハ223 -#2500 | サハ223 -#2500 | クハ222 -#2500 |

| クモハ223 -#2500 | サハ223 -#2500 | クハ222 -#2500 |

| クモハ223 -#0 | サハ223 -#100 | モハ223 -#0 | クハ222 -#0 |

| クモハ223 -#2500 | サハ223 -#2500 | モハ223 -#2500 | クハ222 -#2500 |

| クモハ223 -#100 | サハ223 -#0 | モハ223 -#2500 | クハ222 -#100 |

| クモハ223 -#2500 | サハ223 -#0 | モハ223 -#2500 | クハ222 -#2500 |

### 2000番台・5000番台

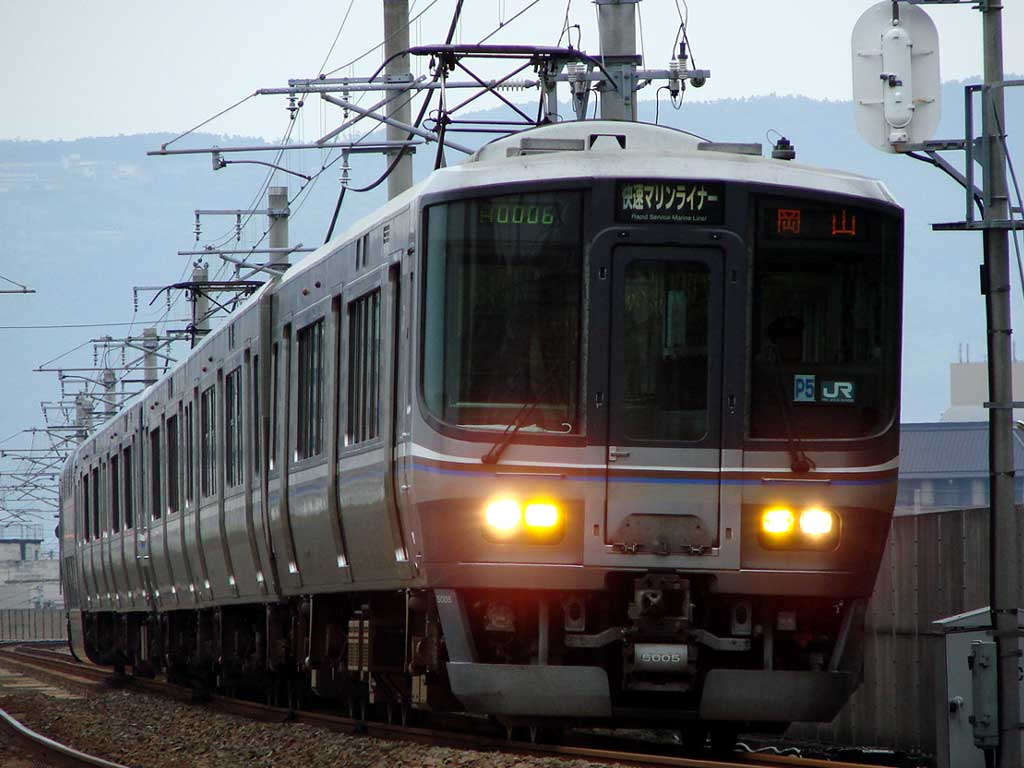
2000番台を組み込んで3両化された5000番台

2007年（平成19年）6月下旬から2010年（平成22年）1月23日まで、N700系新幹線投入による利用増加への期待と、ラッシュ時の混雑緩和策として、5000番台2両編成に網干総合車両所から貸し出されたサハ223形2000番台が組み込まれ、3両編成化された。なお、この期間中に5000番台先頭車の事故修理のため、2000番台の先頭車が一部の編成に組み込まれていた。
| クモハ223 -#5000 | クハ222 -#5000 |

| クモハ223 -#5000 | サハ223 -#2000 | クハ222 -#5000 |

## 試験
- 2000番台1次車のクモハ223-3018+モハ222-3028（V15編成）は、2003年（平成15年）2月にシングルアーム式パンタグラフを搭載して試験走行を行った[84]。また2000番台1次車のクモハ223-3033（V25編成）も翌2004年（平成16年）からシングルアーム式パンタグラフを試験装備していたが、2005年（平成17年）11月に通常の下枠交差式のパンタグラフに戻された。シングルアーム式パンタグラフは後に521系や225系で本採用された。
- 2000番台3次車のクハ222-2081（W38編成）には2010年（平成22年）1月末からHIDランプ式の前照灯とフォグランプが試験として装備されていた[85]が、後年になって従来のシールドビームに復元された。なお、HIDランプは225系で本採用された。
- 2011年（平成23年）2月7日から14日にかけて、2000番台の車内にリチウムイオン電池を搭載し、試験走行を行った[86][87]。
- 2000番台1次車、W10編成は先頭部に試作型の転落防止幌を装着して試運転した[88]。
- 6000番台MA21編成は中間車2両を抜いた状態で広島地区に貸し出され、導入前のD-TAS（当時はATS-M形と呼称されていた）の実用試験に使用された[89]。
- 1000番台V5編成は、2019年（令和元年）10月に先頭車両屋根上に電車線非接触測定装置を搭載して試運転を行った。後方には2000番台V64編成を連結した。

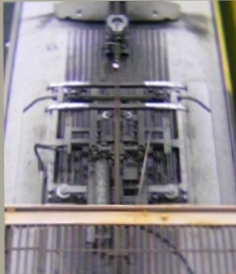
クモハ223-3033で試験的に採用されていたシングルアーム式パンタグラフ
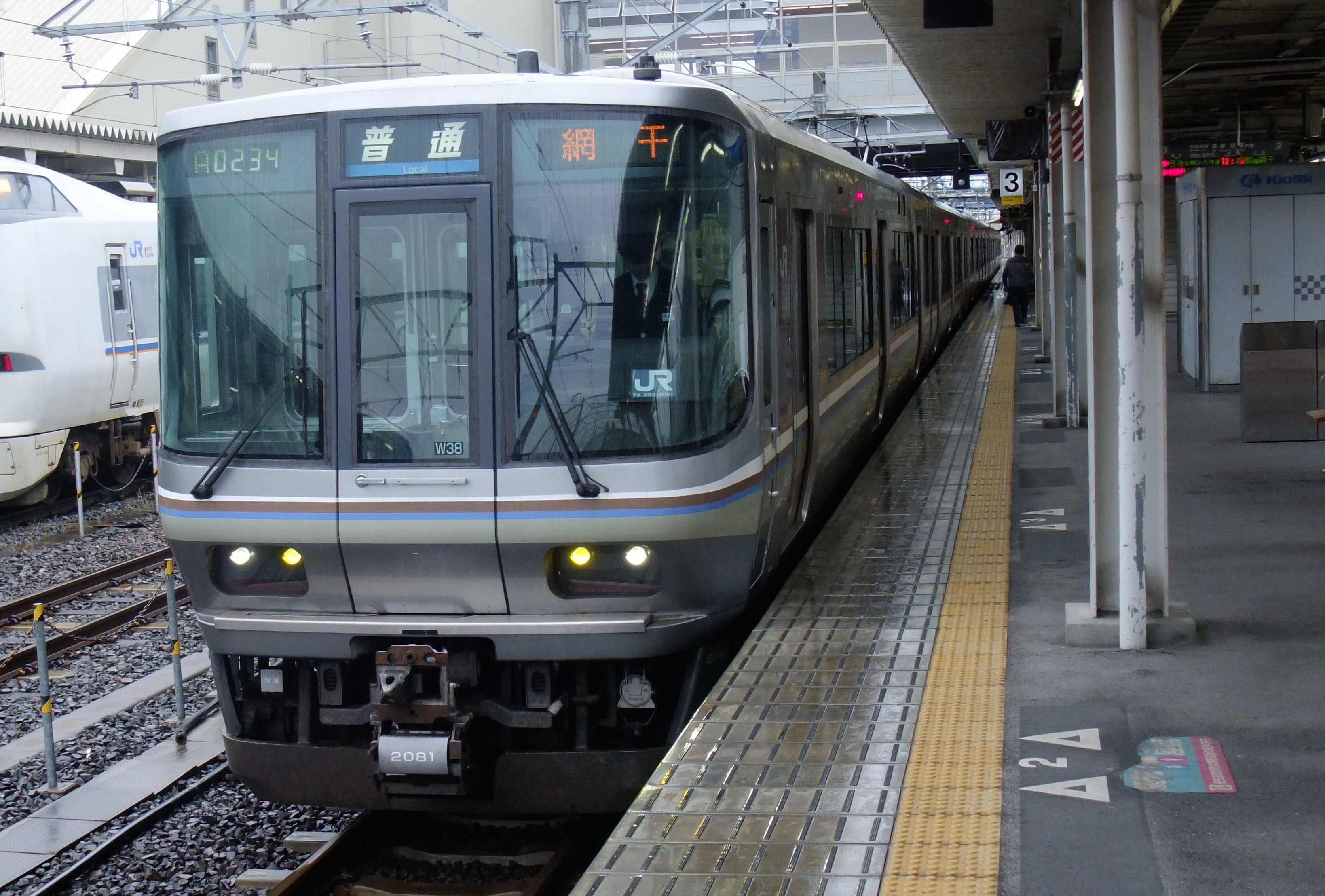
HIDライトが搭載されていたクハ222-2081 （2010年3月9日 米原駅）
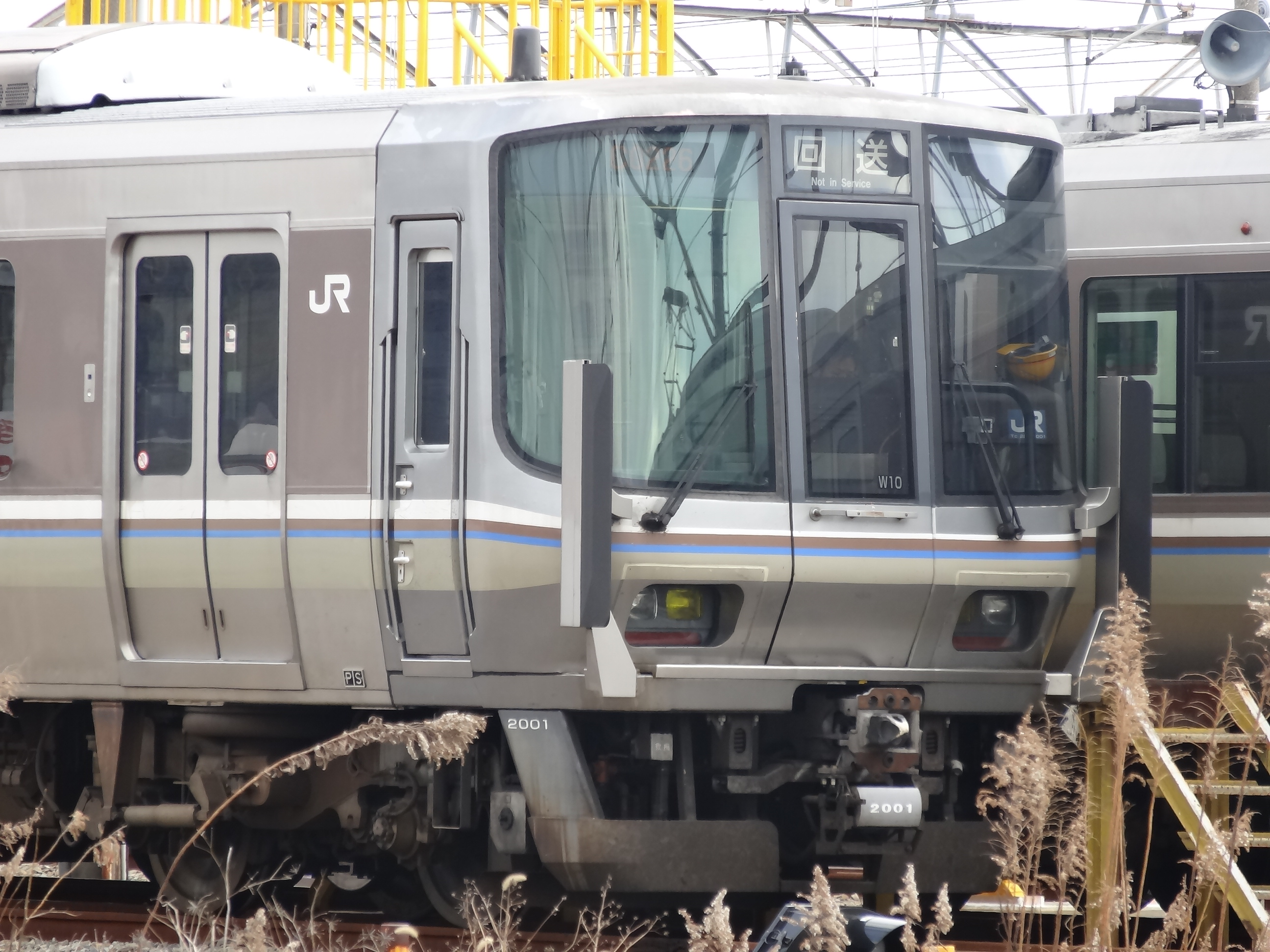
試験的に転落防止幌を装着したクハ222-2001 本採用された先頭車間転落防止幌と形状が異なる（2013年3月3日 網干総合車両所）
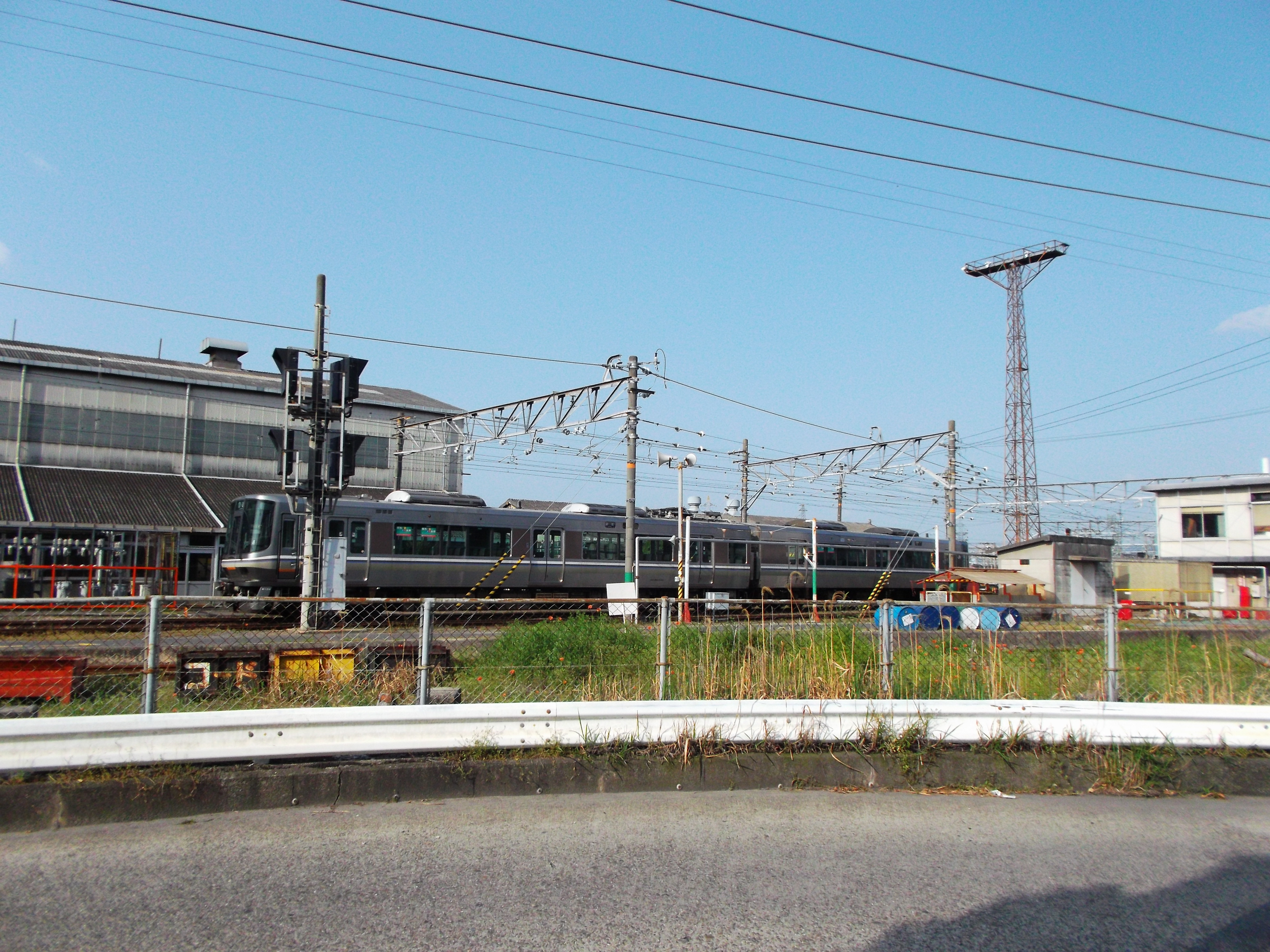
試験のために広島地区に入線したMA21編成

## 運用
2025年（令和7年）4月1日現在の配置区所と運用線区は以下のとおり。

### 阪和線・関西空港線・きのくに線
日根野電車区に新製配置された0番台は、1994年（平成6年）4月1日に阪和線で運用を開始した。和歌山駅への乗り入れや、日中に2両編成2本併結の4両編成による天王寺駅 - 日根野駅・和泉砂川駅間の普通運用が存在した。
1994年（平成6年）6月15日のダイヤ修正で関西空港駅への乗り入れを開始し、その後関西国際空港開港に伴う9月4日のダイヤ改正で本格的に空港アクセス列車の関空快速として運用を開始した。当初、一部列車では大阪環状線京橋駅発着の6両編成と大和路線JR難波駅発着の2両編成が天王寺駅で増解結を行っていた。
関空快速運行開始時点では阪和線日根野駅以南へ乗り入れる列車は平日朝の和泉砂川駅発着の区間快速と夜の和泉砂川行きの最終快速を除き運用されず、和歌山駅への乗り入れが一旦なくなった。1999年（平成11年）に大阪環状線内から阪和線経由で和歌山駅を結ぶ紀州路快速が運行を開始し、大阪環状線内から日根野駅までは関空快速と併結する運用が行われた。
2008年（平成20年）3月15日のダイヤ改正では、日中の一部に存在した関空快速のJR難波駅への乗り入れが終了した。
紀勢本線（きのくに線）の定期列車では和歌山駅 - 御坊駅間で運用されていたが、2011年（平成23年）3月12日のダイヤ改正で紀伊田辺駅まで運用範囲が広がった。臨時列車としては南紀熊野体験博期間中には白浜駅まで、2009年（平成21年）には紀州路快速の延長運転を行い快速「熊野古道号」として紀伊富田駅まで運行されたことがある。
2014年（平成26年）2月17日 - 21日に実施された大阪環状線の朝ラッシュ時間帯における3ドア車両集中運用試験の際には、JRゆめ咲線直通列車にも充当された。
2018年（平成30年）3月17日のダイヤ改正より、阪和線全快速・普通列車が223・225系で統一された（日根野駅 - 和歌山駅間除く）。また新大阪駅発着快速が廃止されたため、梅田貨物線での運行を終了した。運行終了時、定期列車では深夜の新大阪駅 - 御坊駅間で225系5000番台と共通運用となっていた。
2022年（令和4年）3月12日以降のダイヤ改正での運用減に伴い、2500番台のうち2次車から3次車を中心に構成される8編成が2023年（令和5年）までに吹田総合車両所京都支所に転属し、2023年（令和5年）4月1日より嵯峨野線等で運用を開始した。これにより、2500番台に統一された編成はすべて日根野支所から撤退した。
2025年（令和7年）4月1日現在、吹田総合車両所日根野支所には0番台・2500番台が配置されており、4両編成×27本（HE401 - HE418・HE422・HE423・HE426 - HE432編成）の合計108両が配置されている。
- 大阪環状線：全線
- 阪和線：全線（羽衣線を除く）
- 関西空港線：全線
- 紀勢本線（きのくに線）：和歌山駅 - 紀伊田辺駅間

大阪環状線 - 関西空港駅・和歌山駅間を結ぶ関空快速・紀州路快速や直通快速などの快速列車のほか、阪和線の普通・区間快速、関西空港線のシャトル、大阪環状線の周回列車などに充当されている。

### JR神戸線・JR京都線・琵琶湖線
JR神戸線・JR京都線・琵琶湖線系統では1995年（平成7年）より223系1000番台が新快速を中心に投入され、1999年（平成11年）からは2000番台も増備された。2000年（平成12年）に新快速の定期列車が223系に統一され、新快速の最高速度も終日130 km/hに引き上げられた。
2004年（平成16年）10月16日のダイヤ改正で113系に代わってJR東海管内の大垣駅への乗り入れを開始した。その際に名古屋駅まで乗務訓練として乗り入れている。
2006年（平成18年）には北陸本線長浜駅 - 敦賀駅間と湖西線永原駅 - 近江塩津駅間が直流化され、223系が新快速として近江塩津駅や敦賀駅まで乗り入れるようになった。ホーム有効長の関係から4両編成（V編成）のみが運用されている。2008年（平成20年）は221系と性能を合わせ、併結を目的として区分された6000番台も登場した。
2016年（平成28年）3月26日のダイヤ改正では大垣駅までの乗り入れが終了した。末期はV編成とJ編成に限り3往復が入線していた。
2010年（平成22年）に登場した225系0番台、2016年（平成28年）より増備されている100番台とは基本的に共通運用であり、223系1000番台・2000番台および225系0番台・100番台との併結列車が多く見られる。223系6000番台の運用は2021年（令和3年）10月の運用見直しで225系100番台に置き換えられている。
2019年（平成31年）には223系1000番台の一部を有料座席サービス「Aシート」車に改造し、同年3月16日ダイヤ改正より一部の新快速でAシートのサービスが開始された。
2025年（令和7年）4月1日現在、網干総合車両所本所には、1000番台・2000番台・6000番台が所属し、8両編成×39本（W1 - W39編成）、6両編成×12本（J1 - J12編成）、4両編成×59本（V1 - V54・V59 - V63編成）の合計620両が配置されている。
1000番台・2000番台は4 - 12両編成で新快速・快速・普通に運用されている。朝晩には草津線柘植駅に乗り入れる列車にも運用されている。6両編成のJ編成は快速（普通）専用であり、221系同様に新快速には運用されない。
- 北陸本線（琵琶湖線の一部）：全線
- 東海道本線・山陽本線（琵琶湖線の一部・JR京都線・JR神戸線）：米原駅 - 上郡駅間
- 赤穂線：相生駅 - 播州赤穂駅間
- 湖西線：全線
- 草津線：全線

1000番台・2000番台は、臨時列車として大阪方面から嵯峨野線に直通する臨時列車として春と秋の観光シーズンを中心に嵯峨嵐山駅や園部駅まで運転し、日中の113系による運用の一部を本系列が代走していた。また、1000番台はかつて1997年（平成9年）9月11日の京都駅ビルのオープンを記念し奈良駅から奈良線を経由し京都駅まで乗り入れたことがあり、臨時快速「レインボー号」として福知山駅を経由して北近畿タンゴ鉄道宮津線の天橋立駅まで乗り入れたこともある。2000番台は2004年（平成16年）3月13日の山陽本線天神川駅開業を記念して、本系列を使用した祝賀列車が広島地区で運転されたり、2016年（平成28年）9月10日 - 9月11日運転の団体列車「桃太郎ミステリー列車2016」に当形式が使用され新倉敷駅まで入線した事例や、イベントの臨時列車として下関駅や高松駅まで入線した実績もある。
2024年（令和6年）10月よりJR神戸線の一部の快速列車において、有料座席サービス「快速 うれしート」が開始され、本系列も充当されている。

### 播但線
2025年（令和7年）3月より、網干所属であった221系が全て奈良に転属したことにより、播但線において早朝の6両普通運用（1日1往復）の定期運用を開始した。
- 播但線：姫路駅 - 寺前駅間

### おおさか東線・福知山線（JR宝塚線）
2008年（平成20年）3月15日から宮原総合運転所の223系6000番台4両編成（MA編成）が尼崎駅 - 奈良駅間（JR東西線・おおさか東線経由）の直通快速として運用を開始した。同年6月には福知山線（JR宝塚線）の丹波路快速などに投入され、221系4両編成の運用が置き換えられた。
おおさか東線直通快速の運用はJR東西線内可動式ホーム柵設置に伴い使用車両を4扉の207系に変更したため、2011年（平成23年）3月11日をもって223系での運用を終了した。以降は福知山線での快速運用が中心で、225系6000番台と共通で運用されている。
2025年（令和7年）4月1日現在、網干総合車両所宮原支所には6000番台4両編成×13本（MA09 - MA22編成）の合計52両が配置されている。
- 福知山線：全線
- 東海道本線：大阪駅 - 尼崎駅間

MA21編成は2両に減車の上、広島地区での乗務員訓練と山陽本線横川駅 - 五日市駅間に導入したATS-M形の試験に使用されていた。

### 北近畿地区
北近畿地区では223系5500番台が福知山電車区に新製投入され、2008年（平成20年）7月22日から福知山線篠山口駅 - 福知山駅間で、同年8月11日から山陰本線・舞鶴線でも運用を開始した。従来これらの区間で運用されていた113系3800番台・5800番台を置き換えたが、113系5300番台・115系6500番台は山陰本線・舞鶴線内で残存した。
2025年（令和7年）4月1日現在、吹田総合車両所福知山支所には5500番台2両編成×16本（F1 - F16編成）の合計32両が配置されており、北近畿地区で運用されている。山陰本線内は主に園部駅 - 城崎温泉駅間で運用されているが、一部は吹田総合車両所京都支所の221系および223系6000番台および223系2500番台と併結して京都駅 - 園部駅間でも運用されている。
- 福知山線：篠山口駅 - 福知山駅間
- 山陰本線：京都駅 - 城崎温泉駅間
- 舞鶴線：全線

### 湖西線・草津線・山陰本線（嵯峨野線）
4両編成の6000番台は2021年（令和3年）3月のダイヤ改正より運用を開始した。6両編成の6000番台は、2022年（令和4年）11月より湖西線で営業運転に入っており、2500番台4両編成も3月18日のダイヤ改正より湖西線と嵯峨野線で営業運転を開始したこれら2種類の番台は、草津線と琵琶湖線草津駅 - 京都駅間でも運用している。
2025年（令和7年）4月1日現在、吹田総合車両所京都支所には2500番台・6000番台が配置されており、6000番台6両編成×2本（P01・P02編成）と6000番台4両編成×14本（R01 - R05・R201 - R209編成）、2500番台4両編成×8本（R51 - R58編成）の合計100両が配置されている。
- 山陰本線（嵯峨野線）：京都駅 - 胡麻駅間
- 湖西線：山科駅 - 永原駅間
- 草津線：全線
- 東海道本線（琵琶湖線）：草津駅 - 京都駅間[注 33]

同所所属の221系と原則共通運用であり同形式との併結運用（ただし併結するのは4両編成同士）のほか、山陰本線（嵯峨野線）では6000番台あるいは2500番台の4両編成が5500番台と併結する運用がある。

### 瀬戸大橋線
瀬戸大橋線（宇野線・本四備讃線・予讃線）では岡山電車区配置の223系5000番台が2003年（平成15年）10月1日から快速「マリンライナー」として岡山駅 - 高松駅間で運用を開始し、同時に投入された共通設計のJR四国の高松運転所に所属する5000系と連結して運用されている。これにより従来「マリンライナー」に使用されていた213系は岡山地区ローカル等に転用された。
製造直後、2003年（平成15年）10月11日から13日まで「マリンライナー京阪神ホリデー号」として5000系とともに京都駅まで乗り入れたことがある。
2004年（平成16年）9月には、台風16号による高潮の影響で宇野線宇野駅構内に留置していた105系と115系がそれぞれ浸水して故障し、和歌山地区への転用や短編成化と車両の改造工事などにより予備車両がなく、車両不足が発生した。その際、岡山電車区に留置されていた網干総合車両所所属のJ1編成が宇野線岡山駅 - 宇野駅間で同月末まで使用された。その後2007年（平成19年）7月1日から2010年（平成22年）1月23日までは、岡山駅 - 高松駅間を運行する快速「マリンライナー」の増結用として、4両編成・6両編成のサハ223形2000番台の一部が5000番台の中間車として運用についていた。なお、編成から外されたサハ223形は、同年1月25日付けで網干総合車両所に返却されている。
さらに2007年（平成19年）には、瀬戸大橋線での踏切事故によるクモハ223形5000番台破損の修理のため、網干所属の223系2000番台が応援運用に入ったことがある。このときは、P10・P11編成を名乗っていた。
2025年（令和7年）4月1日現在、下関総合車両所岡山電車支所には5000番台2両編成×7本（P1 - P7編成）の合計14両が配置されている。
- 宇野線（瀬戸大橋線の一部）：岡山駅 - 茶屋町駅間
- 本四備讃線（瀬戸大橋線の一部）：全線
- 予讃線（瀬戸大橋線の一部）：宇多津駅 - 高松駅間

## その他

### 車体ラッピング
2014年（平成26年）頃より、2000番台車にラッピング広告が施されている。
- 2014年（平成26年）にはNHK大河ドラマ「軍師官兵衛」の放送に合わせ、網干総合車両所本所所属の223系2000番台1次車2本（W25・W27編成）に期間限定でラッピングが行われた。
- 2016年（平成28年）には京都鉄道博物館のオープンに合わせ、網干総合車両所本所所属の223系2000番台1次車（W16・W18編成）が期間限定でラッピング車両となった[100][101]。
- 2021年（令和3年）3月5日に、京都府から「森の京都QRトレイン～Quality and Relaxing Train～」の運行が発表[102]され、ラッピング車両としてR02編成が起用された[103]。本系列初のフルラッピング車で、先頭車前面にもラッピングが施された。外観デザインは「森の京都」のコンセプトカラーである赤みの茶色と黒・金をベースに、花・木・鳥の模様が描かれた ものとなっている。

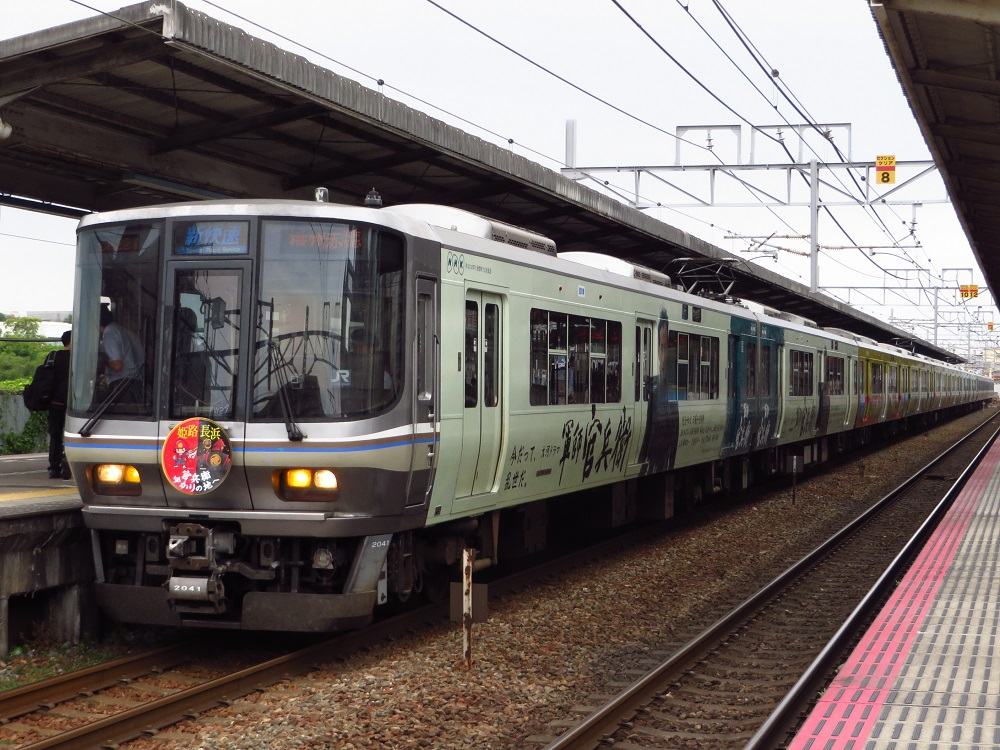
軍師官兵衛ラッピング （2014年7月 明石駅）
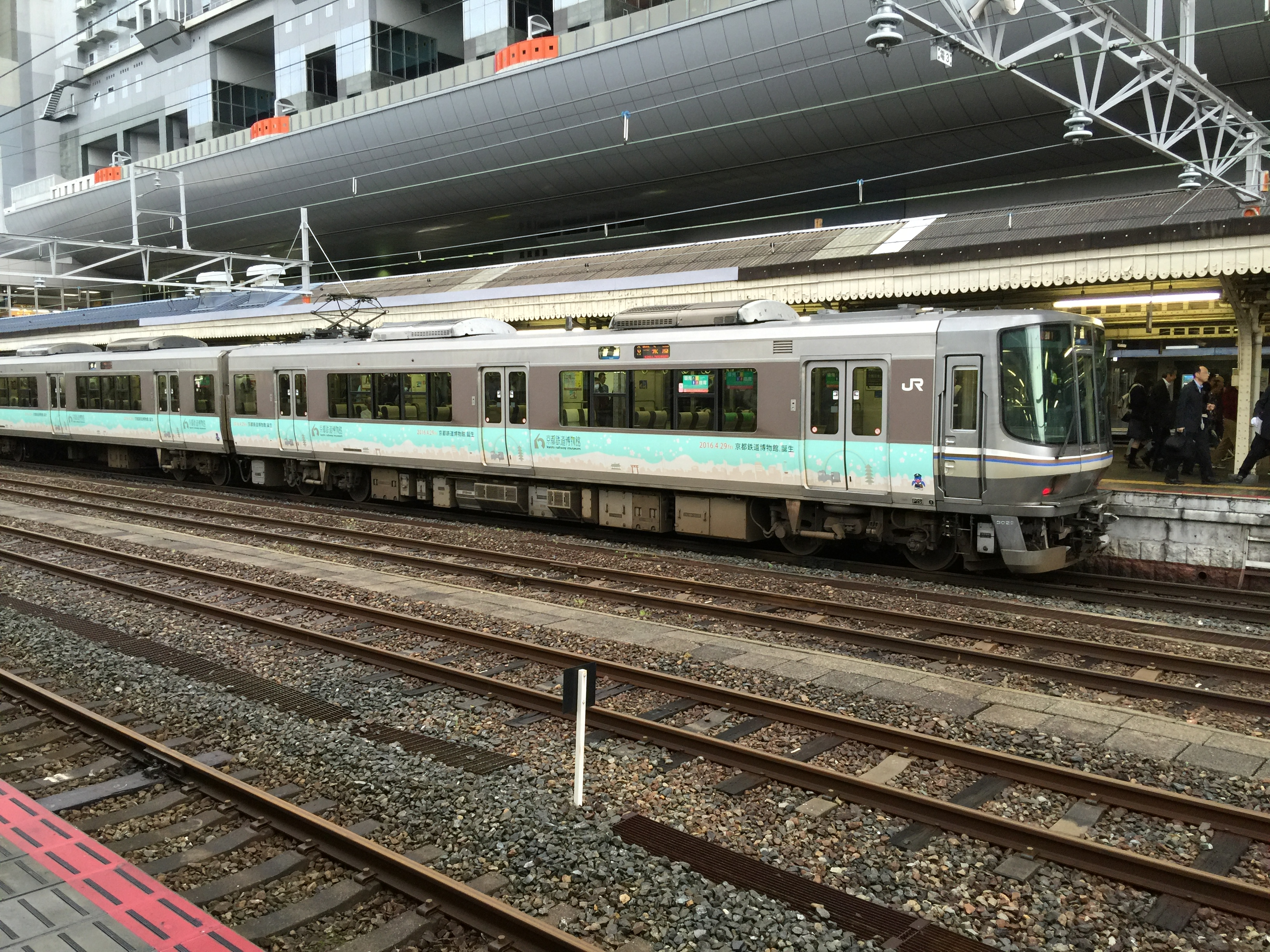
京都鉄道博物館ラッピング （2016年5月11日 京都駅）
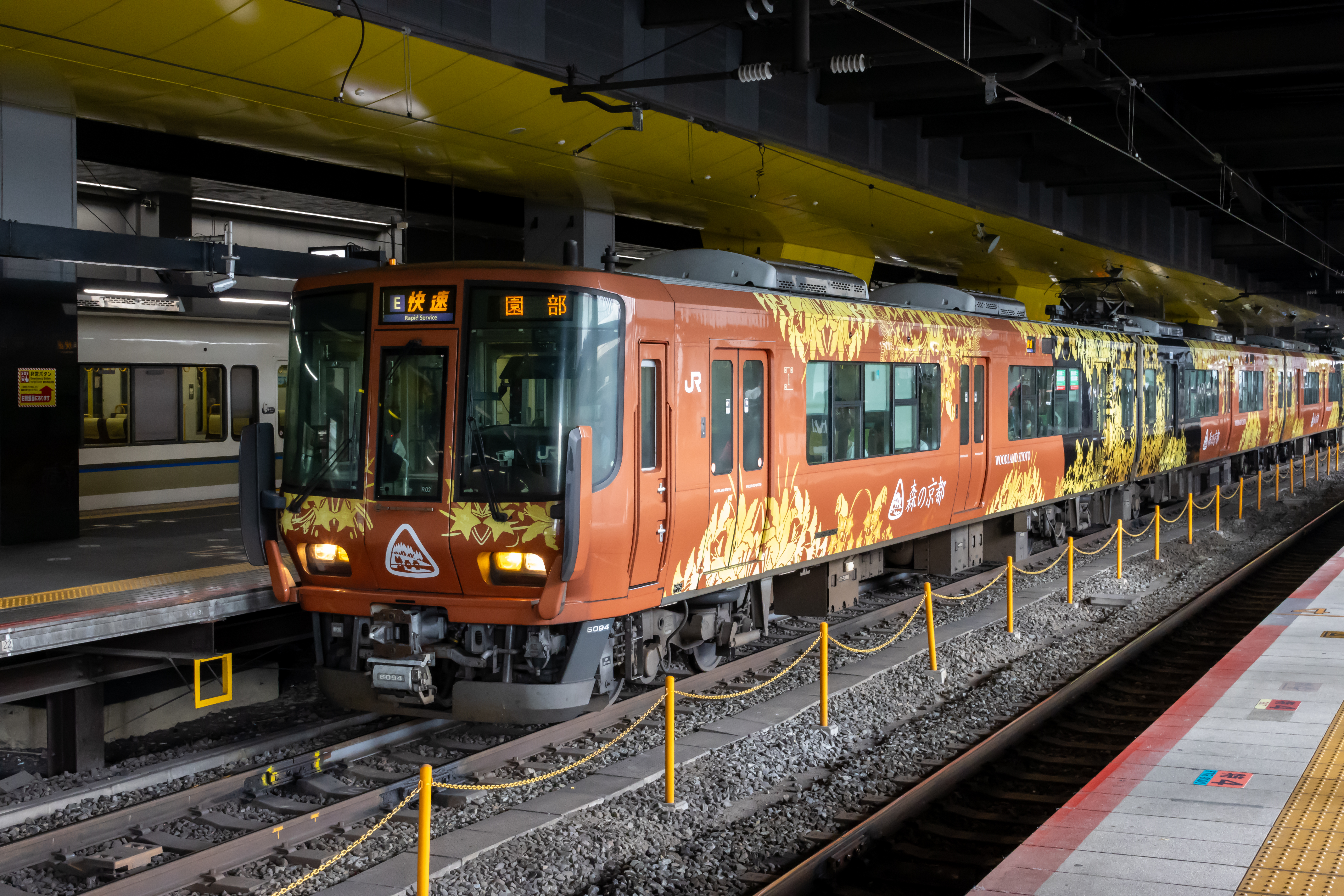
森の京都QRトレイン（2024年3月14日 京都駅）

## 編成表
2025年（令和7年）4月1日現在
凡例
- 川重：川崎重工業（現：川崎車両）
- 近車：近畿車輛
- 日立：日立製作所
- 太字：パンタグラフ2基搭載（その他は1基）

### 吹田総合車両所日根野支所所属
| ← 天王寺（阪和線）・環状線外回り先頭関西空港・紀伊田辺 → | ← 天王寺（阪和線）・環状線外回り先頭関西空港・紀伊田辺 → | ← 天王寺（阪和線）・環状線外回り先頭関西空港・紀伊田辺 → | ← 天王寺（阪和線）・環状線外回り先頭関西空港・紀伊田辺 → | ← 天王寺（阪和線）・環状線外回り先頭関西空港・紀伊田辺 → | ← 天王寺（阪和線）・環状線外回り先頭関西空港・紀伊田辺 → | ← 天王寺（阪和線）・環状線外回り先頭関西空港・紀伊田辺 → | ← 天王寺（阪和線）・環状線外回り先頭関西空港・紀伊田辺 → |
| -------------------------------------------------------- | -------------------------------------------------------- | -------------------------------------------------------- | -------------------------------------------------------- | -------------------------------------------------------- | -------------------------------------------------------- | -------------------------------------------------------- | -------------------------------------------------------- |
| 編成番号                                                 | クモハ 223                                               | サハ 223                                                 | モハ 223                                                 | クハ 222                                                 | 編成組み替え                                             | リニューアル工事                                         | 備考                                                     |
| HE401                                                    | 1                                                        | 101                                                      | 1                                                        | 1                                                        | 2008/03/11 （日根野）                                    | 2018/05/17                                               |                                                          |
| HE402                                                    | 2                                                        | 102                                                      | 2                                                        | 2                                                        | 2008/03/12 （日根野）                                    | 2022/11/29                                               |                                                          |
| HE403                                                    | 3                                                        | 103                                                      | 3                                                        | 3                                                        | 2008/03/14 （日根野）                                    | 2021/10/15                                               |                                                          |
| HE404                                                    | 4                                                        | 104                                                      | 4                                                        | 4                                                        | 2008/03/14 （日根野）                                    | 2018/12/06                                               |                                                          |
| HE405                                                    | 5                                                        | 105                                                      | 5                                                        | 5                                                        | 2008/03/14 （日根野）                                    | 2022/02/16                                               |                                                          |
| HE406                                                    | 6                                                        | 106                                                      | 6                                                        | 6                                                        | 2008/03/14 （日根野）                                    | 2021/07/28                                               |                                                          |
| HE407                                                    | 7                                                        | 107                                                      | 7                                                        | 7                                                        | 2008/03/14 （森ノ宮）                                    | 2019/01/25                                               |                                                          |
| HE408                                                    | 8                                                        | 108                                                      | 8                                                        | 8                                                        | 2008/03/14 （森ノ宮）                                    | 2023/01/31                                               |                                                          |
| HE409                                                    | 9                                                        | 109                                                      | 9                                                        | 9                                                        | 2008/03/14 （日根野）                                    | 2019/03/20                                               |                                                          |
| HE410                                                    | 101                                                      | 5                                                        | 2509                                                     | 101                                                      | 2008/03/14 （日根野）                                    | 2020/03/26                                               |                                                          |
| HE411                                                    | 102                                                      | 7                                                        | 2510                                                     | 102                                                      | 2008/03/14 （日根野）                                    | 2020/02/14                                               |                                                          |
| HE412                                                    | 103                                                      | 9                                                        | 2513                                                     | 103                                                      | 2008/03/14 （日根野）                                    | 2023/05/23                                               |                                                          |
| HE413                                                    | 104                                                      | 11                                                       | 2514                                                     | 104                                                      | 2008/03/14 （日根野）                                    | 2020/11/27                                               |                                                          |
| HE414                                                    | 105                                                      | 13                                                       | 2517                                                     | 105                                                      | 2008/03/14 （森ノ宮）                                    | 2024/11/05                                               |                                                          |
| HE415                                                    | 106                                                      | 15                                                       | 2518                                                     | 106                                                      | 2008/03/14 （森ノ宮）                                    | 2020/08/20                                               |                                                          |
| HE416                                                    | 107                                                      | 17                                                       | 2521                                                     | 107                                                      | 2008/03/14 （日根野）                                    | 2020/05/13                                               |                                                          |
| HE417                                                    | 2501                                                     | 1                                                        | 2505                                                     | 2501                                                     | 2008/03/11 （日根野）                                    | 2023/01/17                                               |                                                          |
| HE418                                                    | 2502                                                     | 3                                                        | 2502                                                     | 2502                                                     | 2008/03/12 （日根野）                                    |                                                          |                                                          |
| HE422                                                    | 2506                                                     | 2                                                        | 2503                                                     | 2506                                                     | 2008/03/11 （日根野）                                    | 2021/01/26                                               |                                                          |
| HE423                                                    | 2507                                                     | 4                                                        | 2504                                                     | 2507                                                     | 2008/03/12 （日根野）                                    | 2024/06/11                                               |                                                          |
| HE426                                                    | 2510                                                     | 6                                                        | 2507                                                     | 2510                                                     | 2008/03/14 （日根野）                                    | 2019/10/07                                               |                                                          |
| HE427                                                    | 2511                                                     | 8                                                        | 2508                                                     | 2511                                                     | 2008/03/14 （日根野）                                    | 2021/03/15                                               |                                                          |
| HE428                                                    | 2512                                                     | 10                                                       | 2511                                                     | 2512                                                     | 2008/03/14 （日根野）                                    | 2019/08/27                                               |                                                          |
| HE429                                                    | 2513                                                     | 12                                                       | 2512                                                     | 2513                                                     | 2008/03/14 （日根野）                                    | 2019/07/19                                               |                                                          |
| HE430                                                    | 2514                                                     | 14                                                       | 2515                                                     | 2514                                                     | 2008/03/14 （森ノ宮）                                    | 2025/01/06                                               |                                                          |
| HE431                                                    | 2515                                                     | 16                                                       | 2516                                                     | 2515                                                     | 2008/03/14 （森ノ宮）                                    | 2022/06/21                                               |                                                          |
| HE432                                                    | 2516                                                     | 18                                                       | 2519                                                     | 2516                                                     | 2008/03/14 （森ノ宮）                                    | 2022/08/16                                               |                                                          |

### 網干総合車両所所属
| ← 敦賀・柘植上郡・播州赤穂 → | ← 敦賀・柘植上郡・播州赤穂 → | ← 敦賀・柘植上郡・播州赤穂 → | ← 敦賀・柘植上郡・播州赤穂 → | ← 敦賀・柘植上郡・播州赤穂 → | ← 敦賀・柘植上郡・播州赤穂 → | ← 敦賀・柘植上郡・播州赤穂 → | ← 敦賀・柘植上郡・播州赤穂 → | ← 敦賀・柘植上郡・播州赤穂 → | ← 敦賀・柘植上郡・播州赤穂 → | ← 敦賀・柘植上郡・播州赤穂 → | ← 敦賀・柘植上郡・播州赤穂 →     | ← 敦賀・柘植上郡・播州赤穂 → |
| ---------------------------- | ---------------------------- | ---------------------------- | ---------------------------- | ---------------------------- | ---------------------------- | ---------------------------- | ---------------------------- | ---------------------------- | ---------------------------- | ---------------------------- | -------------------------------- | ---------------------------- |
| 編成番号                     | クモハ 223                   | サハ 223                     | サハ 223                     | モハ 223                     | サハ 223                     | サハ 223                     | モハ 223                     | クハ 222                     | 次車区分                     | 落成日                       | リニューアル工事                 | 備考                         |
| W1                           | 1001                         | 1001                         | 1002                         | 1001                         | 1003                         | 1004                         | 1002                         | 1001                         | 1次車                        | 1995/07/20 （川重）          |                                  |                              |
| W2                           | 1004                         | 1007                         | 1008                         | 1005                         | 1009                         | 1010                         | 1006                         | 1004                         | 1次車                        | 1995/07/25 （近車）          |                                  |                              |
| W3                           | 1005                         | 1011                         | 1012                         | 1007                         | 1013                         | 1014                         | 1008                         | 1005                         | 1次車                        | 1995/08/02 （日立）          |                                  |                              |
| W4                           | 1006                         | 1015                         | 1016                         | 1009                         | 1017                         | 1018                         | 1010                         | 1006                         | 1次車                        | 1995/08/04 （川重）          |                                  |                              |
| W5                           | 1009                         | 1021                         | 1022                         | 1013                         | 1023                         | 1024                         | 1014                         | 1009                         | 2次車                        | 1997/02/18 （近車）          | 2022/02/22                       |                              |
| W6                           | 1010                         | 1025                         | 1026                         | 1015                         | 1027                         | 1028                         | 1016                         | 1010                         | 2次車                        | 1997/03/01 （川重）          |                                  |                              |
| W7                           | 1011                         | 1029                         | 1030                         | 1017                         | 1031                         | 1032                         | 1018                         | 1011                         | 2次車                        | 1997/03/04 （川重）          |                                  |                              |
| W8                           | 1012                         | 1033                         | 1034                         | 1019                         | 1035                         | 1036                         | 1020                         | 1012                         | 2次車                        | 1997/03/05 （近車）          | 2023/02/08                       |                              |
| W9                           | 1014                         | 1038                         | 1039                         | 1022                         | 1040                         | 1041                         | 1023                         | 1014                         | 2次車                        | 1997/03/14 （川重）          |                                  |                              |
| 編成番号                     | クモハ 223                   | サハ 223                     | モハ 223                     | クハ 222                     |                              |                              |                              |                              | 次車区分                     | 落成日                       | リニューアル工事 （Aシート改造） | 備考                         |
| V1                           | 1002                         | 1005                         | 1003                         | 1002                         |                              |                              |                              |                              | 1次車                        | 1995/07/19 （近車）          | 2021/05/18                       |                              |
| V2                           | 1003                         | 1006                         | 1004                         | 1003                         | 1995/07/22 （川重）          | 2020/06/29                   |                              |                              | 1次車                        |                              |                                  |                              |
| V3                           | 1007                         | 1019                         | 1011                         | 1007                         | 1995/08/10 （川重）          | 2023/07/18 （2019/03/14）    | Aシート                      |                              | 1次車                        |                              |                                  |                              |
| V4                           | 1008                         | 1020                         | 1012                         | 1008                         | 1995/08/10 （川重）          | 2023/11/02 （2019/02/22）    | Aシート                      |                              | 1次車                        |                              |                                  |                              |
| V5                           | 1013                         | 1037                         | 1021                         | 1013                         | 2次車                        | 1997/03/05 （近車）          | 2019/07/25                   |                              |                              |                              |                                  |                              |

| ← 敦賀・柘植上郡・播州赤穂 → | ← 敦賀・柘植上郡・播州赤穂 → | ← 敦賀・柘植上郡・播州赤穂 → | ← 敦賀・柘植上郡・播州赤穂 → | ← 敦賀・柘植上郡・播州赤穂 → | ← 敦賀・柘植上郡・播州赤穂 → | ← 敦賀・柘植上郡・播州赤穂 → | ← 敦賀・柘植上郡・播州赤穂 → | ← 敦賀・柘植上郡・播州赤穂 → | ← 敦賀・柘植上郡・播州赤穂 → | ← 敦賀・柘植上郡・播州赤穂 → | ← 敦賀・柘植上郡・播州赤穂 → | ← 敦賀・柘植上郡・播州赤穂 → |
| ---------------------------- | ---------------------------- | ---------------------------- | ---------------------------- | ---------------------------- | ---------------------------- | ---------------------------- | ---------------------------- | ---------------------------- | ---------------------------- | ---------------------------- | ---------------------------- | ---------------------------- |
| 編成番号                     | クモハ 223                   | サハ 223                     | サハ 223                     | モハ 222                     | サハ 223                     | サハ 223                     | モハ 223                     | クハ 222                     | 次車区分                     | 落成日                       | リニューアル工事             | 備考                         |
| W10                          | 3001                         | 2001                         | 2002                         | 2001                         | 2003                         | 2004                         | 2001                         | 2001                         | 1次車                        | 1999/03/12 （川重）          |                              |                              |
| W11                          | 3002                         | 2005                         | 2006                         | 2002                         | 2007                         | 2008                         | 2002                         | 2002                         | 1次車                        | 1999/03/16 （近車）          |                              |                              |
| W12                          | 3005                         | 2011                         | 2012                         | 2003                         | 2013                         | 2014                         | 2003                         | 2005                         | 1次車                        | 1999/03/26 （近車）          |                              |                              |
| W13                          | 3010                         | 2019                         | 2020                         | 2004                         | 2021                         | 2022                         | 2004                         | 2010                         | 1次車                        | 1999/04/23 （近車）          |                              |                              |
| W14                          | 3012                         | 2024                         | 2025                         | 2005                         | 2026                         | 2027                         | 2005                         | 2012                         | 1次車                        | 1999/05/25 （川重）          |                              |                              |
| W15                          | 3013                         | 2028                         | 2029                         | 2006                         | 2030                         | 2031                         | 2006                         | 2013                         | 1次車                        | 1999/05/26 （近車）          |                              |                              |
| W16                          | 3015                         | 2033                         | 2034                         | 2007                         | 2035                         | 2036                         | 2007                         | 2015                         | 1次車                        | 1999/06/18 （近車）          |                              |                              |
| W17                          | 3017                         | 2038                         | 2039                         | 2008                         | 2040                         | 2041                         | 2008                         | 2017                         | 1次車                        | 1999/07/19 （近車）          |                              |                              |
| W18                          | 3022                         | 2046                         | 2047                         | 2009                         | 2048                         | 2049                         | 2009                         | 2022                         | 1次車                        | 1999/10/26 （近車）          |                              |                              |
| W19                          | 3024                         | 2051                         | 2052                         | 2010                         | 2053                         | 2054                         | 2010                         | 2024                         | 1次車                        | 1999/11/11 （川重）          |                              |                              |
| W20                          | 3026                         | 2056                         | 2057                         | 2011                         | 2058                         | 2059                         | 2011                         | 2026                         | 1次車                        | 1999/11/18 （近車）          |                              |                              |
| W21                          | 3028                         | 2061                         | 2062                         | 2012                         | 2063                         | 2064                         | 2012                         | 2028                         | 1次車                        | 1999/12/01 （川重）          |                              |                              |
| W22                          | 3031                         | 2067                         | 2068                         | 2013                         | 2069                         | 2070                         | 2013                         | 2031                         | 1次車                        | 1999/12/22 （川重）          |                              |                              |
| W23                          | 3034                         | 2073                         | 2074                         | 2014                         | 2075                         | 2076                         | 2014                         | 2034                         | 1次車                        | 1999/12/24 （近車）          |                              |                              |
| W24                          | 3035                         | 2077                         | 2078                         | 2015                         | 2079                         | 2080                         | 2015                         | 2035                         | 1次車                        | 2000/01/20 （近車）          |                              |                              |
| W25                          | 3039                         | 2084                         | 2085                         | 2016                         | 2086                         | 2087                         | 2016                         | 2039                         | 1次車                        | 2000/02/29 （川重）          |                              |                              |
| W26                          | 3040                         | 2088                         | 2089                         | 2017                         | 2090                         | 2091                         | 2017                         | 2040                         | 1次車                        | 2000/03/13 （川重）          | 2025/03/18 （機器更新）      |                              |
| W27                          | 3041                         | 2092                         | 2093                         | 2018                         | 2094                         | 2095                         | 2018                         | 2041                         | 1次車                        | 2000/03/24 （川重）          |                              |                              |
| 編成番号                     | クモハ 223                   | サハ 223                     | サハ 223                     | モハ 223                     | サハ 223                     | サハ 223                     | モハ 223                     | クハ 222                     | 次車区分                     | 落成日                       | リニューアル工事             | 備考                         |
| W28                          | 2042                         | 2096                         | 2097                         | 2140                         | 2098                         | 2099                         | 2019                         | 2042                         | 2次車                        | 2003/08/19 （川重）          |                              |                              |
| W29                          | 2044                         | 2103                         | 2104                         | 2141                         | 2105                         | 2106                         | 2021                         | 2044                         | 2次車                        | 2003/08/28 （川重）          |                              |                              |
| W30                          | 2046                         | 2108                         | 2109                         | 2143                         | 2110                         | 2111                         | 2022                         | 2046                         | 2次車                        | 2003/10/03 （川重）          |                              |                              |
| W31                          | 2049                         | 2114                         | 2115                         | 2146                         | 2116                         | 2117                         | 2023                         | 2049                         | 2次車                        | 2003/10/21 （川重）          |                              |                              |
| W32                          | 2052                         | 2120                         | 2121                         | 2149                         | 2122                         | 2123                         | 2024                         | 2052                         | 2次車                        | 2003/11/13 （川重）          |                              |                              |
| W33                          | 2057                         | 2132                         | 2133                         | 2152                         | 2134                         | 2135                         | 2027                         | 2057                         | 3次車                        | 2004/04/08 （川重）          |                              |                              |
| W34                          | 2059                         | 2137                         | 2138                         | 2154                         | 2139                         | 2140                         | 2028                         | 2059                         | 3次車                        | 2004/04/28 （近車）          |                              |                              |
| W35                          | 2061                         | 2142                         | 2143                         | 2156                         | 2144                         | 2145                         | 2029                         | 2061                         | 3次車                        | 2004/05/13 （川重）          |                              |                              |
| W36                          | 2070                         | 2160                         | 2161                         | 2162                         | 2162                         | 2163                         | 2033                         | 2070                         | 3次車                        | 2004/06/25 （近車）          |                              |                              |
| W37                          | 2079                         | 2176                         | 2177                         | 2169                         | 2178                         | 2179                         | 2036                         | 2079                         | 3次車                        | 2004/08/26 （近車）          |                              |                              |
| W38                          | 2081                         | 2181                         | 2182                         | 2171                         | 2183                         | 2184                         | 2037                         | 2081                         | 3次車                        | 2004/08/20 （川重）          |                              |                              |
| W39                          | 2091                         | 2202                         | 2203                         | 2180                         | 2204                         | 2205                         | 2079                         | 2091                         | 4次車                        | 2006/11/10 （近車）          |                              |                              |
| 編成番号                     | クモハ 223                   | サハ 223                     | サハ 223                     | モハ 223                     | サハ 223                     | クハ 222                     |                              |                              | 次車区分                     | 落成日                       | リニューアル工事             | 備考                         |
| J1                           | 2043                         | 2100                         | 2101                         | 2020                         | 2102                         | 2043                         |                              |                              | 2次車                        | 2003/08/22 （川重）          |                              |                              |
| J2                           | 2053                         | 2124                         | 2125                         | 2025                         | 2126                         | 2053                         | 2003/11/21 （川重）          |                              | 2次車                        |                              |                              |                              |
| J3                           | 2056                         | 2129                         | 2130                         | 2026                         | 2131                         | 2056                         | 3次車                        | 2004/03/03 （川重）          |                              |                              |                              |                              |
| J4                           | 2063                         | 2147                         | 2148                         | 2030                         | 2149                         | 2063                         | 3次車                        | 2004/05/25 （近車）          |                              |                              |                              |                              |
| J5                           | 2064                         | 2150                         | 2151                         | 2031                         | 2152                         | 2064                         | 3次車                        | 2004/05/25 （近車）          |                              |                              |                              |                              |
| J6                           | 2068                         | 2156                         | 2157                         | 2032                         | 2158                         | 2068                         | 3次車                        | 2004/06/09 （川重）          |                              |                              |                              |                              |
| J7                           | 2074                         | 2167                         | 2168                         | 2034                         | 2169                         | 2074                         | 3次車                        | 2004/07/15 （近車）          |                              |                              |                              |                              |
| J8                           | 2075                         | 2170                         | 2171                         | 2035                         | 2172                         | 2075                         | 3次車                        | 2004/07/15 （近車）          |                              |                              |                              |                              |
| J9                           | 2083                         | 2186                         | 2187                         | 2038                         | 2188                         | 2083                         | 3次車                        | 2004/09/22 （近車）          |                              |                              |                              |                              |
| J10                          | 2084                         | 2189                         | 2190                         | 2039                         | 2191                         | 2084                         | 3次車                        | 2004/09/22 （近車）          |                              |                              |                              |                              |
| J11                          | 2089                         | 2196                         | 2197                         | 2077                         | 2198                         | 2089                         | 4次車                        | 2004/10/31 （近車）          |                              |                              |                              |                              |
| J12                          | 2090                         | 2199                         | 2200                         | 2078                         | 2201                         | 2090                         | 4次車                        | 2004/10/31 （近車）          |                              |                              |                              |                              |
| 編成番号                     | クモハ 223                   | サハ 223                     | モハ 222                     | クハ 222                     |                              |                              |                              |                              | 次車区分                     | 落成日                       | リニューアル工事             | 備考                         |
| V6                           | 3003                         | 2009                         | 3019                         | 2003                         |                              |                              |                              |                              | 1次車                        | 1999/03/25 （川重）          |                              |                              |
| V7                           | 3004                         | 2010                         | 3020                         | 2004                         |                              |                              |                              |                              | 1次車                        | 1999/03/25 （川重）          |                              |                              |
| V8                           | 3006                         | 2015                         | 3021                         | 2006                         | 1999/04/06 （川重）          | 2025/03/06                   |                              |                              | 1次車                        |                              |                              |                              |
| V9                           | 3007                         | 2016                         | 3022                         | 2007                         | 1999/04/06 （川重）          |                              |                              |                              | 1次車                        |                              |                              |                              |
| V10                          | 3008                         | 2017                         | 3023                         | 2008                         | 1999/04/22 （川重）          |                              |                              |                              | 1次車                        |                              |                              |                              |
| V11                          | 3009                         | 2018                         | 3024                         | 2009                         | 1999/04/22 （川重）          |                              |                              |                              | 1次車                        |                              |                              |                              |
| V12                          | 3011                         | 2023                         | 3025                         | 2011                         | 1999/04/23 （近車）          |                              |                              |                              | 1次車                        |                              |                              |                              |
| V13                          | 3014                         | 2032                         | 3026                         | 2014                         | 1999/05/26 （近車）          |                              |                              |                              | 1次車                        |                              |                              |                              |
| V14                          | 3016                         | 2037                         | 3027                         | 2016                         | 1999/06/18 （近車）          |                              |                              |                              | 1次車                        |                              |                              |                              |
| V15                          | 3018                         | 2042                         | 3028                         | 2018                         | 1999/07/19 （近車）          |                              |                              |                              | 1次車                        |                              |                              |                              |
| V16                          | 3019                         | 2043                         | 3029                         | 2019                         | 1999/08/03 （近車）          |                              |                              |                              | 1次車                        |                              |                              |                              |
| V17                          | 3020                         | 2044                         | 3030                         | 2020                         | 1999/08/03 （近車）          |                              |                              |                              | 1次車                        |                              |                              |                              |
| V18                          | 3021                         | 2045                         | 3031                         | 2021                         | 1999/10/28 （川重）          |                              |                              |                              | 1次車                        |                              |                              |                              |
| V19                          | 3023                         | 2050                         | 3032                         | 2023                         | 1999/10/26 （近車）          | 2024/11/28 （機器更新）      |                              |                              | 1次車                        |                              |                              |                              |
| V20                          | 3025                         | 2055                         | 3033                         | 2025                         | 1999/11/19 （川重）          |                              |                              |                              | 1次車                        |                              |                              |                              |
| V21                          | 3027                         | 2060                         | 3034                         | 2027                         | 1999/11/18 （近車）          |                              |                              |                              | 1次車                        |                              |                              |                              |
| V22                          | 3029                         | 2065                         | 3035                         | 2029                         | 1999/12/09 （川重）          |                              |                              |                              | 1次車                        |                              |                              |                              |
| V23                          | 3030                         | 2066                         | 3036                         | 2030                         | 1999/12/09 （川重）          |                              |                              |                              | 1次車                        |                              |                              |                              |
| V24                          | 3032                         | 2071                         | 3037                         | 2032                         | 1999/12/10 （近車）          |                              |                              |                              | 1次車                        |                              |                              |                              |
| V25                          | 3033                         | 2072                         | 3038                         | 2033                         | 1999/12/10 （近車）          |                              |                              |                              | 1次車                        |                              |                              |                              |
| V26                          | 3036                         | 2081                         | 3039                         | 2036                         | 2000/02/09 （川重）          |                              |                              |                              | 1次車                        |                              |                              |                              |
| V27                          | 3037                         | 2082                         | 3040                         | 2037                         | 2000/02/14 （川重）          |                              |                              |                              | 1次車                        |                              |                              |                              |
| V28                          | 3038                         | 2083                         | 3041                         | 2038                         | 2000/02/21 （川重）          |                              |                              |                              | 1次車                        |                              |                              |                              |
| 編成番号                     | クモハ 223                   | サハ 223                     | モハ 223                     | クハ 222                     |                              |                              |                              |                              | 次車区分                     | 落成日                       | リニューアル工事             | 備考                         |
| V29                          | 2045                         | 2107                         | 2142                         | 2045                         |                              |                              |                              |                              | 2次車                        | 2003/08/28 （川重）          |                              |                              |
| V30                          | 2047                         | 2112                         | 2144                         | 2047                         | 2003/10/15 （川重）          |                              |                              |                              | 2次車                        |                              |                              |                              |
| V31                          | 2048                         | 2113                         | 2145                         | 2048                         | 2003/10/15 （川重）          |                              |                              |                              | 2次車                        |                              |                              |                              |
| V32                          | 2050                         | 2118                         | 2147                         | 2050                         | 2003/11/05 （川重）          |                              |                              |                              | 2次車                        |                              |                              |                              |
| V33                          | 2051                         | 2119                         | 2148                         | 2051                         | 2003/11/05 （川重）          |                              |                              |                              | 2次車                        |                              |                              |                              |
| V34                          | 2054                         | 2127                         | 2150                         | 2054                         | 2003/11/26 （川重）          |                              |                              |                              | 2次車                        |                              |                              |                              |
| V35                          | 2055                         | 2128                         | 2151                         | 2055                         | 2003/11/26 （川重）          |                              |                              |                              | 2次車                        |                              |                              |                              |
| V36                          | 2058                         | 2136                         | 2153                         | 2058                         | 3次車                        | 2004/04/08 （川重）          |                              |                              |                              |                              |                              |                              |
| V37                          | 2060                         | 2141                         | 2155                         | 2060                         | 3次車                        | 2004/04/28 （近車）          |                              |                              |                              |                              |                              |                              |
| V38                          | 2062                         | 2146                         | 2157                         | 2062                         | 3次車                        | 2004/05/13 （川重）          |                              |                              |                              |                              |                              |                              |
| V39                          | 2065                         | 2153                         | 2158                         | 2065                         | 3次車                        | 2004/06/16 （近車）          |                              |                              |                              |                              |                              |                              |
| V40                          | 2066                         | 2154                         | 2159                         | 2066                         | 3次車                        | 2004/06/16 （近車）          |                              |                              |                              |                              |                              |                              |
| V41                          | 2067                         | 2155                         | 2160                         | 2067                         | 3次車                        | 2004/06/16 （近車）          |                              |                              |                              |                              |                              |                              |
| V42                          | 2069                         | 2159                         | 2161                         | 2069                         | 3次車                        | 2004/06/09 （川重）          |                              |                              |                              |                              |                              |                              |
| V43                          | 2071                         | 2164                         | 2163                         | 2071                         | 3次車                        | 2004/06/25 （近車）          |                              |                              |                              |                              |                              |                              |
| V44                          | 2072                         | 2165                         | 2164                         | 2072                         | 3次車                        | 2004/07/09 （川重）          |                              |                              |                              |                              |                              |                              |
| V45                          | 2073                         | 2166                         | 2165                         | 2073                         | 3次車                        | 2004/07/09 （川重）          |                              |                              |                              |                              |                              |                              |
| V46                          | 2076                         | 2173                         | 2166                         | 2076                         | 3次車                        | 2004/08/04 （近車）          |                              |                              |                              |                              |                              |                              |
| V47                          | 2077                         | 2174                         | 2167                         | 2077                         | 3次車                        | 2004/08/04 （近車）          |                              |                              |                              |                              |                              |                              |
| V48                          | 2078                         | 2175                         | 2168                         | 2078                         | 3次車                        | 2004/08/04 （近車）          |                              |                              |                              |                              |                              |                              |
| V49                          | 2080                         | 2180                         | 2170                         | 2080                         | 3次車                        | 2004/08/26 （近車）          |                              |                              |                              |                              |                              |                              |
| V50                          | 2082                         | 2185                         | 2172                         | 2082                         | 3次車                        | 2004/08/20 （川重）          |                              |                              |                              |                              |                              |                              |
| V51                          | 2085                         | 2192                         | 2173                         | 2085                         | 3次車                        | 2004/10/14 （近車）          |                              |                              |                              |                              |                              |                              |
| V52                          | 2086                         | 2193                         | 2174                         | 2086                         | 3次車                        | 2004/10/14 （近車）          |                              |                              |                              |                              |                              |                              |
| V53                          | 2087                         | 2194                         | 2175                         | 2087                         | 3次車                        | 2005/09/20 （川重）          |                              |                              |                              |                              |                              |                              |
| V54                          | 2088                         | 2195                         | 2176                         | 2088                         | 3次車                        | 2005/09/20 （川重）          |                              |                              |                              |                              |                              |                              |
| V59                          | 2096                         | 2210                         | 2187                         | 2096                         | 5次車                        | 2007/03/13 （近車）          |                              |                              |                              |                              |                              |                              |
| V60                          | 2097                         | 2211                         | 2188                         | 2097                         | 5次車                        | 2007/03/28 （近車）          |                              |                              |                              |                              |                              |                              |
| V61                          | 2098                         | 2212                         | 2189                         | 2098                         | 5次車                        | 2007/03/28 （近車）          |                              |                              |                              |                              |                              |                              |
| V62                          | 2100                         | 2216                         | 2190                         | 2100                         | 5次車                        | 2007/05/23 （近車）          |                              |                              |                              |                              |                              |                              |
| V63                          | 2102                         | 2220                         | 2191                         | 2102                         | 5次車                        | 2007/05/23 （近車）          |                              |                              |                              |                              |                              |                              |

| ← 長浜上郡・播州赤穂 → | ← 長浜上郡・播州赤穂 → | ← 長浜上郡・播州赤穂 → | ← 長浜上郡・播州赤穂 → | ← 長浜上郡・播州赤穂 → | ← 長浜上郡・播州赤穂 → | ← 長浜上郡・播州赤穂 → | ← 長浜上郡・播州赤穂 → | ← 長浜上郡・播州赤穂 → | ← 長浜上郡・播州赤穂 → |
| ---------------------- | ---------------------- | ---------------------- | ---------------------- | ---------------------- | ---------------------- | ---------------------- | ---------------------- | ---------------------- | ---------------------- |
| 編成番号               | クモハ 223             | サハ 223               | サハ 223               | モハ 223               | サハ 223               | クハ 222               | 6000番台 改造          | 2000番台 復元          | 備考                   |
| BJ10                   | 6084                   | 6189                   | 6190                   | 6039                   | 6191                   | 6084                   | 2023/02/22             | 2024/02/20             |                        |
| BJ11                   | 6089                   | 6196                   | 6197                   | 6077                   | 6198                   | 6089                   | 2023/02/26             | 2024/02/24             |                        |
| BJ12                   | 6090                   | 6199                   | 6200                   | 6078                   | 6201                   | 6090                   | 2023/03/02             | 2024/02/17             |                        |
| 編成番号               | クモハ 223             | サハ 223               | モハ 222               | クハ 222               |                        |                        | 6000番台 改造          | 2000番台 復元          | 備考                   |
| CV20                   | 7025                   | 6055                   | 7033                   | 6025                   |                        |                        | 2010/02/26             | 2018/12/25             |                        |
| CV21                   | 7027                   | 6060                   | 7034                   | 6027                   | 2008/02/23             | 2018/12/27             |                        |                        |                        |
| CV22                   | 7029                   | 6065                   | 7035                   | 6029                   | 2008/01/29             | 2021/10/01             |                        |                        |                        |
| CV23                   | 7030                   | 6066                   | 7036                   | 6030                   | 2008/01/23             | 2021/10/02             |                        |                        |                        |
| CV24                   | 7032                   | 6071                   | 7037                   | 6032                   | 2008/02/07             | 2021/10/04             |                        |                        |                        |
| CV25                   | 7033                   | 6072                   | 7038                   | 6033                   | 2008/01/18             | 2021/10/04             |                        |                        |                        |
| CV26                   | 7036                   | 6081                   | 7039                   | 6036                   | 2008/02/14             | 2021/10/06             |                        |                        |                        |
| CV27                   | 7037                   | 6082                   | 7040                   | 6037                   | 2008/10/08 2021/03/10  | 2012/03/10 2021/09/27  |                        |                        |                        |
| CV28                   | 7038                   | 6083                   | 7041                   | 6038                   | 2008/10/02 2021/03/10  | 2012/03/12 2021/09/28  |                        |                        |                        |
| 編成番号               | クモハ 223             | サハ 223               | モハ 223               | クハ 222               |                        |                        | 6000番台 改造          | 2000番台 復元          | 備考                   |
| CV29                   | 6045                   | 6107                   | 6143                   | 6045                   |                        |                        | 2021/03/10             | 2021/09/30             |                        |

### 網干総合車両所宮原支所所属
| ← 大阪福知山 → | ← 大阪福知山 → | ← 大阪福知山 → | ← 大阪福知山 → | ← 大阪福知山 → | ← 大阪福知山 → | ← 大阪福知山 →      | ← 大阪福知山 → | ← 大阪福知山 → |
| -------------- | -------------- | -------------- | -------------- | -------------- | -------------- | ------------------- | -------------- | -------------- |
| 編成番号       | クモハ 223     | サハ 223       | モハ 223       | クハ 222       | 次車区分       | 落成日              | 6000番台 改番  | 備考           |
| MA10           | 6113           | 6231           | 6302           | 6113           | 6次車          | 2008/05/28 （川重） | 2008/06/08     |                |
| MA11           | 6114           | 6232           | 6303           | 6114           | 6次車          | 2008/05/28 （川重） | 2008/06/08     |                |
| MA12           | 6115           | 6233           | 6304           | 6115           | 6次車          | 2007/10/23 （近車） | 2008/02/28     |                |
| MA13           | 6116           | 6234           | 6305           | 6116           | 6次車          | 2007/12/04 （近車） | 2008/02/25     |                |
| MA14           | 6117           | 6235           | 6306           | 6117           | 6次車          | 2007/12/04 （近車） | 2008/02/29     |                |
| MA15           | 6118           | 6236           | 6307           | 6118           | 6次車          | 2007/12/11 （近車） | 2008/03/06     |                |
| MA16           | 6119           | 6237           | 6308           | 6119           | 6次車          | 2007/12/11 （近車） | 2008/03/06     |                |
| MA17           | 6120           | 6238           | 6309           | 6120           | 6次車          | 2008/04/14 （近車） | 2008/05/08     |                |
| MA18           | 6121           | 6239           | 6310           | 6121           | 6次車          | 2008/04/14 （近車） | 2008/05/08     |                |
| MA19           | 6122           | 6240           | 6311           | 6122           | 6次車          | 2008/06/06 （近車） | 2008/06/13     |                |
| MA20           | 6123           | 6241           | 6312           | 6123           | 6次車          | 2008/06/06 （近車） | 2008/06/13     |                |
| MA21           | 6124           | 6242           | 6313           | 6124           | 7次車          | 2008/08/19 （川重） | 2012/03/10     | 元網干（V65）  |
| MA22           | 6125           | 6243           | 6314           | 6125           | 7次車          | 2008/08/19 （川重） | 2012/03/12     | 元網干（V66）  |

### 下関総合車両所岡山電車支所所属
| ← 岡山高松 → | ← 岡山高松 → | ← 岡山高松 → | ← 岡山高松 →        | ← 岡山高松 → |
| ------------ | ------------ | ------------ | ------------------- | ------------ |
| 編成番号     | クモハ 223   | クハ 222     | 落成日              | 備考         |
| P1           | 5001         | 5001         | 2003/07/09 （川重） |              |
| P2           | 5002         | 5002         | 2003/07/09 （川重） |              |
| P3           | 5003         | 5003         | 2003/07/09 （川重） |              |
| P4           | 5004         | 5004         | 2003/07/09 （川重） |              |
| P5           | 5005         | 5005         | 2003/07/08 （川重） |              |
| P6           | 5006         | 5006         | 2003/07/08 （川重） |              |
| P7           | 5007         | 5007         | 2003/07/08 （川重） |              |

### 吹田総合車両所福知山支所所属
| ← 京都・東舞鶴城崎温泉 → ← 篠山口福知山（福知山線） → | ← 京都・東舞鶴城崎温泉 → ← 篠山口福知山（福知山線） → | ← 京都・東舞鶴城崎温泉 → ← 篠山口福知山（福知山線） → | ← 京都・東舞鶴城崎温泉 → ← 篠山口福知山（福知山線） → | ← 京都・東舞鶴城崎温泉 → ← 篠山口福知山（福知山線） → | ← 京都・東舞鶴城崎温泉 → ← 篠山口福知山（福知山線） → |
| ----------------------------------------------------- | ----------------------------------------------------- | ----------------------------------------------------- | ----------------------------------------------------- | ----------------------------------------------------- | ----------------------------------------------------- |
| 編成番号                                              | クモハ 223                                            | クハ 222                                              | 落成日                                                | 2パンタ化                                             | 備考                                                  |
| F1                                                    | 5501                                                  | 5501                                                  | 2008/07/03 （川重）                                   | 落成時より                                            |                                                       |
| F2                                                    | 5502                                                  | 5502                                                  | 2008/07/03 （川重）                                   | 落成時より                                            |                                                       |
| F3                                                    | 5503                                                  | 5503                                                  | 2008/07/03 （川重）                                   | 落成時より                                            |                                                       |
| F4                                                    | 5504                                                  | 5504                                                  | 2008/07/03 （川重）                                   | 落成時より                                            |                                                       |
| F5                                                    | 5505                                                  | 5505                                                  | 2008/07/14 （近車）                                   | 2014/08/29                                            |                                                       |
| F6                                                    | 5506                                                  | 5506                                                  | 2008/07/14 （近車）                                   | 2014/07/28                                            |                                                       |
| F7                                                    | 5507                                                  | 5507                                                  | 2008/07/14 （近車）                                   | 2014/06/27                                            |                                                       |
| F8                                                    | 5508                                                  | 5508                                                  | 2008/07/14 （近車）                                   | 2014/03/07                                            |                                                       |
| F9                                                    | 5509                                                  | 5509                                                  | 2008/07/24 （川重）                                   | 落成時より                                            |                                                       |
| F10                                                   | 5510                                                  | 5510                                                  | 2008/07/24 （川重）                                   | 2022/02/22                                            |                                                       |
| F11                                                   | 5511                                                  | 5511                                                  | 2008/07/24 （川重）                                   |                                                       |                                                       |
| F12                                                   | 5512                                                  | 5512                                                  | 2008/07/24 （川重）                                   |                                                       |                                                       |
| F13                                                   | 5513                                                  | 5513                                                  | 2008/08/05 （近車）                                   |                                                       |                                                       |
| F14                                                   | 5514                                                  | 5514                                                  | 2008/08/05 （近車）                                   |                                                       |                                                       |
| F15                                                   | 5515                                                  | 5515                                                  | 2008/08/05 （近車）                                   |                                                       |                                                       |
| F16                                                   | 5516                                                  | 5516                                                  | 2008/08/05 （近車）                                   |                                                       |                                                       |

### 吹田総合車両所京都支所所属
| ← 永原・柘植京都（東海道本線） → ← 京都（山陰本線）胡麻 → | ← 永原・柘植京都（東海道本線） → ← 京都（山陰本線）胡麻 → | ← 永原・柘植京都（東海道本線） → ← 京都（山陰本線）胡麻 → | ← 永原・柘植京都（東海道本線） → ← 京都（山陰本線）胡麻 → | ← 永原・柘植京都（東海道本線） → ← 京都（山陰本線）胡麻 → | ← 永原・柘植京都（東海道本線） → ← 京都（山陰本線）胡麻 → | ← 永原・柘植京都（東海道本線） → ← 京都（山陰本線）胡麻 → |
| --------------------------------------------------------- | --------------------------------------------------------- | --------------------------------------------------------- | --------------------------------------------------------- | --------------------------------------------------------- | --------------------------------------------------------- | --------------------------------------------------------- |
| 編成番号                                                  | クモハ 223                                                | サハ 223                                                  | モハ 223                                                  | クハ 222                                                  | 編成組み替え                                              | 備考                                                      |
| R51                                                       | 2503                                                      | 2501                                                      | 2501                                                      | 2503                                                      | 2008/03/14 （日根野）                                     | 元日根野（HE419）                                         |
| R52                                                       | 2504                                                      | 2503                                                      | 2522                                                      | 2504                                                      | 2008/03/14 （日根野）                                     | 元日根野（HE420）                                         |
| R53                                                       | 2505                                                      | 2504                                                      | 2525                                                      | 2505                                                      | 2008/03/14 （日根野）                                     | 元日根野（HE421）                                         |
| R54                                                       | 2508                                                      | 2505                                                      | 2526                                                      | 2508                                                      | 2008/03/14 （日根野）                                     | 元日根野（HE424）                                         |
| R55                                                       | 2509                                                      | 2508                                                      | 2506                                                      | 2509                                                      | 2008/03/14 （日根野）                                     | 元日根野（HE425）                                         |
| R56                                                       | 2517                                                      | 2502                                                      | 2520                                                      | 2517                                                      | 2008/03/14 （日根野）                                     | 元日根野（HE433）                                         |
| R57                                                       | 2518                                                      | 2506                                                      | 2523                                                      | 2518                                                      | 2008/03/07 （近車）                                       | 元日根野（HE434） サハは2007/11/15新製                    |
| R58                                                       | 2519                                                      | 2507                                                      | 2524                                                      | 2519                                                      | 2008/03/07 （近車）                                       | 元日根野（HE435） サハは2007/11/15新製                    |

| ← 永原・柘植京都（東海道本線） → ← 京都（山陰本線）胡麻 → | ← 永原・柘植京都（東海道本線） → ← 京都（山陰本線）胡麻 → | ← 永原・柘植京都（東海道本線） → ← 京都（山陰本線）胡麻 → | ← 永原・柘植京都（東海道本線） → ← 京都（山陰本線）胡麻 → | ← 永原・柘植京都（東海道本線） → ← 京都（山陰本線）胡麻 → | ← 永原・柘植京都（東海道本線） → ← 京都（山陰本線）胡麻 → | ← 永原・柘植京都（東海道本線） → ← 京都（山陰本線）胡麻 → | ← 永原・柘植京都（東海道本線） → ← 京都（山陰本線）胡麻 → | ← 永原・柘植京都（東海道本線） → ← 京都（山陰本線）胡麻 → | ← 永原・柘植京都（東海道本線） → ← 京都（山陰本線）胡麻 → | ← 永原・柘植京都（東海道本線） → ← 京都（山陰本線）胡麻 → |
| --------------------------------------------------------- | --------------------------------------------------------- | --------------------------------------------------------- | --------------------------------------------------------- | --------------------------------------------------------- | --------------------------------------------------------- | --------------------------------------------------------- | --------------------------------------------------------- | --------------------------------------------------------- | --------------------------------------------------------- | --------------------------------------------------------- |
| 編成番号                                                  | クモハ 223                                                | サハ 223                                                  | サハ 223                                                  | モハ 223                                                  | サハ 223                                                  | クハ 222                                                  | 落成日                                                    | 6000番台 改番                                             | 2パンタ化                                                 | 備考                                                      |
| P01                                                       | 6099                                                      | 6213                                                      | 6214                                                      | 6084                                                      | 6215                                                      | 6099                                                      | 2007/04/08 （近車）                                       | 2022/09/27                                                | 2023/01/30                                                | 元網干（J13）                                             |
| P02                                                       | 6101                                                      | 6217                                                      | 6218                                                      | 6085                                                      | 6219                                                      | 6101                                                      | 2007/05/09 （近車）                                       | 2022/09/30                                                | 2023/03/14                                                | 元網干（J14）                                             |
| 編成番号                                                  | クモハ 223                                                | サハ 223                                                  | モハ 223                                                  | クハ 222                                                  |                                                           |                                                           | 落成日                                                    | 6000番台 改番                                             | 2パンタ化                                                 | 備考                                                      |
| R01                                                       | 6093                                                      | 6207                                                      | 6182                                                      | 6093                                                      |                                                           |                                                           | 2007/01/19 （川重）                                       | 2021/02/17                                                |                                                           | 元網干（V56）                                             |
| R02                                                       | 6094                                                      | 6208                                                      | 6183                                                      | 6094                                                      | 2007/02/14 （川重）                                       | 2021/02/18                                                |                                                           | 元網干（V57） 森の京都QRトレイン                          |                                                           |                                                           |
| R03                                                       | 6103                                                      | 6221                                                      | 6192                                                      | 6103                                                      | 2007/06/19 （川重）                                       | 2022/09/18                                                |                                                           | 元網干（V64）                                             |                                                           |                                                           |
| R04                                                       | 6092                                                      | 6206                                                      | 6181                                                      | 6092                                                      | 2007/01/19 （川重）                                       | 2023/01/24                                                |                                                           | 元網干（V55）                                             |                                                           |                                                           |
| R05                                                       | 6095                                                      | 6209                                                      | 6286                                                      | 6095                                                      | 2007/03/13 （近車）                                       | 2023/02/15                                                |                                                           | 元網干（V58）                                             |                                                           |                                                           |
| R201                                                      | 6104                                                      | 6222                                                      | 6193                                                      | 6104                                                      | 2007/06/19 （川重）                                       | 2008/03/06                                                | 新製時より                                                | 元宮原（MA01）                                            |                                                           |                                                           |
| R202                                                      | 6105                                                      | 6223                                                      | 6194                                                      | 6105                                                      | 2007/07/18 （川重）                                       | 2008/02/23                                                | 新製時より                                                | 元宮原（MA02）                                            |                                                           |                                                           |
| R203                                                      | 6106                                                      | 6224                                                      | 6195                                                      | 6106                                                      | 2007/07/18 （川重）                                       | 2008/03/06                                                | 新製時より                                                | 元宮原（MA03）                                            |                                                           |                                                           |
| R204                                                      | 6107                                                      | 6225                                                      | 6196                                                      | 6107                                                      | 2007/10/17 （川重）                                       | 2008/02/22                                                | 新製時より                                                | 元宮原（MA04）                                            |                                                           |                                                           |
| R205                                                      | 6108                                                      | 6226                                                      | 6197                                                      | 6108                                                      | 2007/10/17 （川重）                                       | 2008/02/27                                                | 新製時より                                                | 元宮原（MA05）                                            |                                                           |                                                           |
| R206                                                      | 6109                                                      | 6227                                                      | 6198                                                      | 6109                                                      | 2007/11/02 （川重）                                       | 2008/02/26                                                | 新製時より                                                | 元宮原（MA06）                                            |                                                           |                                                           |
| R207                                                      | 6110                                                      | 6228                                                      | 6199                                                      | 6110                                                      | 2007/11/02 （川重）                                       | 2008/02/20                                                | 新製時より                                                | 元宮原（MA07）                                            |                                                           |                                                           |
| R208                                                      | 6111                                                      | 6229                                                      | 6200                                                      | 6111                                                      | 2008/04/21 （近車）                                       | 2008/05/16                                                | 新製時より                                                | 元宮原（MA08）                                            |                                                           |                                                           |
| R209                                                      | 6112                                                      | 6230                                                      | 6301                                                      | 6112                                                      | 2008/04/21 （近車）                                       | 2008/05/16                                                | 新製時より                                                | 元宮原（MA09）                                            |                                                           |                                                           |

### 吹田総合車両所所属
| ← 米原下関 → | ← 米原下関 → | ← 米原下関 → | ← 米原下関 → | ← 米原下関 → | ← 米原下関 → | ← 米原下関 → |
| ------------ | ------------ | ------------ | ------------ | ------------ | ------------ | ------------ |
| 編成番号     | クモヤ 223   | サヤ 213     | クヤ 212     | 改造日       | 廃車         | 備考         |
|              | 9001         | 1            | 1            | 2004/09      | 2019/03/31   | U@tech       |

## 鉄道総研R291形電車
鉄道総合技術研究所（鉄道総研）向けに、R291形試験車2両が223系2000番台の車体をベースに近畿車輛にて製造され、2005年（平成15年）に納入された。塗装は窓周りが茶・窓下が青紫の帯となっている。のちに、開発中の燃料電池システムと組み合わせ、燃料電池試験車のクヤR291-1・クモヤR290-1に改造された。改造後は従来の架線集電方式VVVFインバータ制御の動力車（燃料電池試験時は付随車として機能）との2両編成にて各種試験が実施された。ただし車籍がないので本線走行はできない。
クヤR291-1は、35 MPa・容量210 Nm3の高圧水素タンクを床下に搭載し、アメリカ・NUVERA社製の固体高分子形燃料電池（PEFC）スタック、1,500 Vの電車主回路とをつなぐ昇圧チョッパ装置、電動機駆動用のインバーターを客室内に配置し、95 kWの誘導電動機2基を搭載した動台車と無動力の付随台車を装備して、2006年（平成18年）に単車で試験走行するところが報道陣に公開された。その後、クモヤR290-1にはリチウムイオン電池（出力360 kW）とその充放電制御用チョッパ装置を搭載し、クヤR291-1と1,500 Vラインで連携する2両編成（0.5M1.5T）で走行試験が重ねられた。
2019年（令和元年）には燃料電池を床下に小型化したものを2組搭載し、以前の100 kWから150 kWにパワーアップした。またリチウムイオン電池は最大出力540 kW・容量45 kWhぶん、同じく床下に搭載した。これによりシステム出力も460 kWから690 kW（いずれもネット値）となった。また同時に燃料電池・リチウムイオン電池制御用チョッパ装置・車両制御装置はそれぞれ低圧で動作するよう変更され、あわせて小型・高性能化された新型装置に換装された。またクヤR291-1に搭載の燃料電池は床下艤装になったため客室のラジエーターは撤去され、改めて座席が設置されたことで室内空間も確保した実用に近い試験電車に仕立て上げられた。なお両電池の電力変換装置はクモヤR290-1に集約され、クモヤR290-1に搭載の95 kW誘導電動機4基を1C4M方式で駆動する。その他、燃料電池回路・リチウムイオン電池回路を低圧化し絶縁設計を簡素化する目的で燃料 電池からの電力をリチウムイオン電池の電圧まで昇圧するDC-DCコンバーターも搭載した。この更新により所内試験線にて最高速度45 km/hまでの走行試験を実施し、基本走行性能確認試験を終了した。また起動加速度が従前の1.5 km/h/sから2.5 km/h/sへアップしたことが実験で確認された。